# Erster Weltkrieg
Der Erste Weltkrieg war ein bewaffneter Konflikt, der von 1914 bis 1918 in Europa, Vorderasien, Afrika, Ostasien und auf den Ozeanen geführt wurde. Etwa 17 Millionen Menschen verloren durch ihn ihr Leben, wobei die Schätzungen mit großen Unsicherheiten behaftet sind. Etwa 40 Staaten beteiligten sich am bis dahin umfassendsten Krieg der Geschichte, insgesamt standen annähernd 70 Millionen Menschen unter Waffen. Die wichtigsten Kriegsbeteiligten waren Deutschland, Österreich-Ungarn und das Osmanische Reich einerseits (Kriegsverlierer) sowie Frankreich, Großbritannien und sein Britisches Weltreich, Italien und die USA andererseits (Kriegsgewinner) sowie Russland (vorzeitig ausgeschieden).

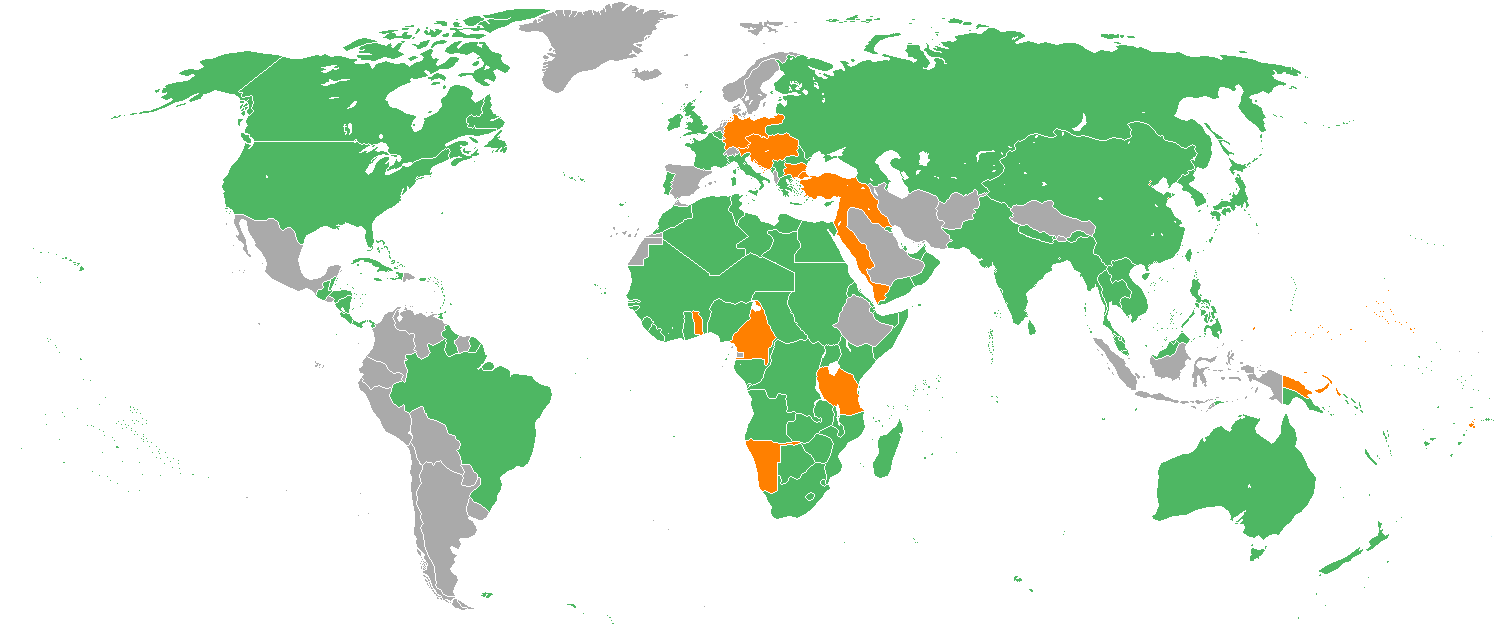
Erster Weltkrieg – beteiligte Staaten
Entente und Alliierte
Mittelmächte
Neutrale

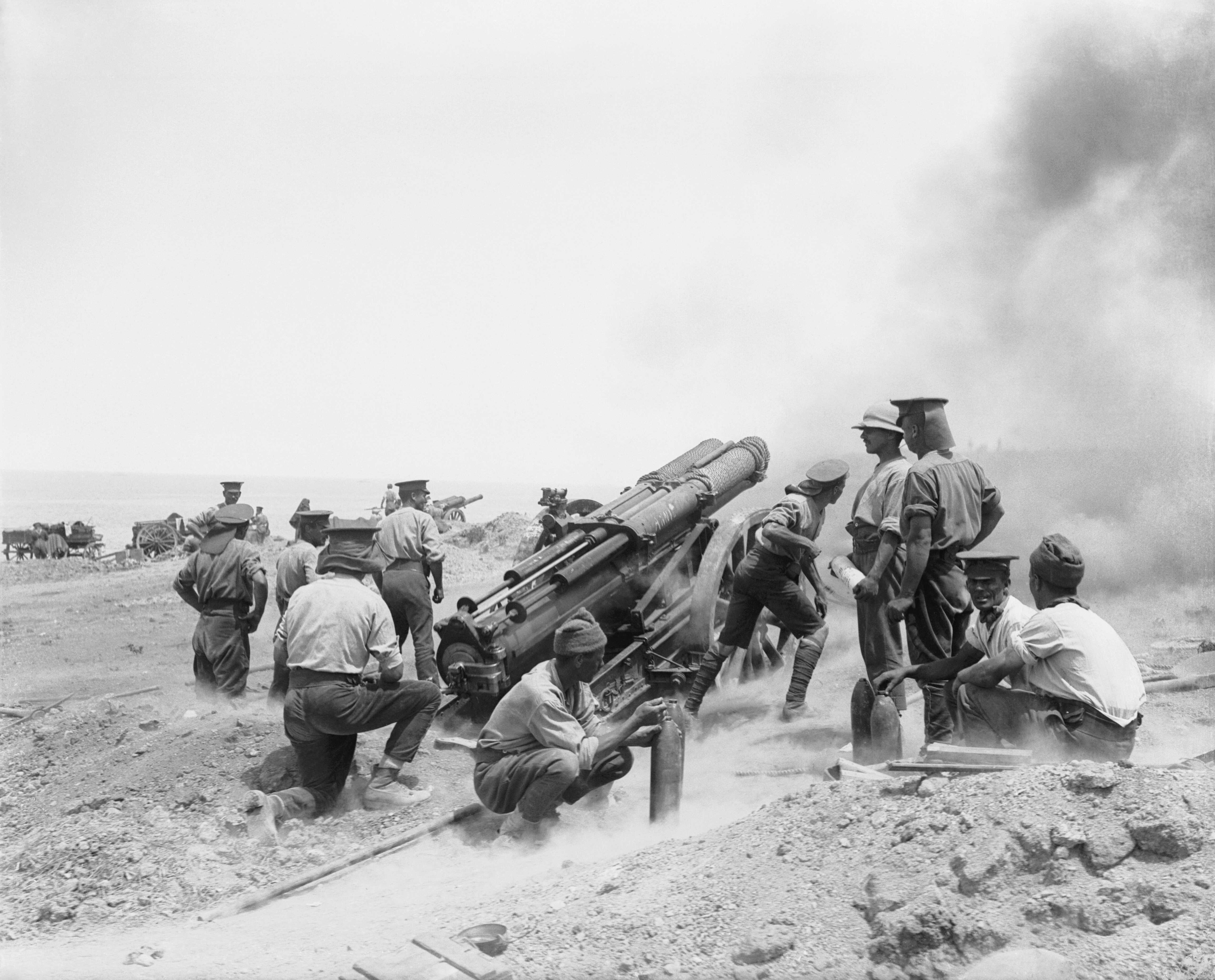
Artillerie bestimmte das Kriegsgeschehen maßgeblich: hier eine britische 60-Pfund-Kanone am Kap Helles, Gallipoli (1915)

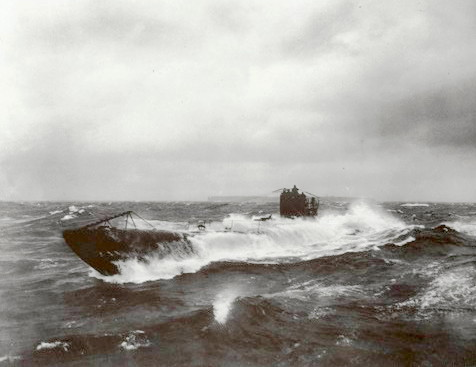
Die von allen Seiten erwartete Entscheidungsschlacht zur See blieb aus. Der U-Boot-Krieg entwickelte sich zum bedeutendsten Aspekt des Seekrieges im Ersten Weltkrieg und war ein wesentlicher Grund für den Kriegseintritt der Vereinigten Staaten

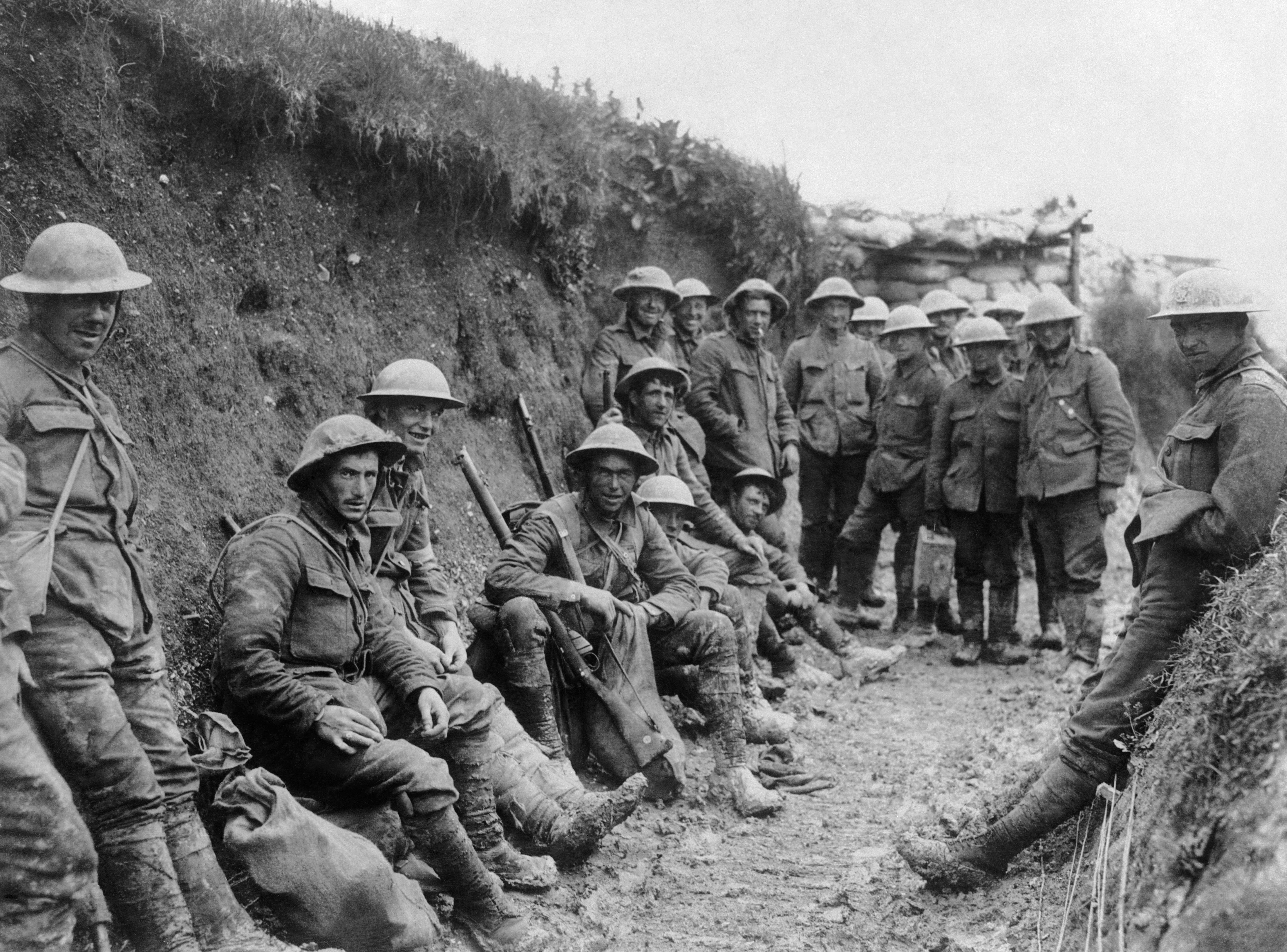
Der Grabenkrieg war v. a. für die Westfront charakteristisch: britische Soldaten der Royal Irish Rifles in einem Schützengraben an der Somme, Herbst 1916

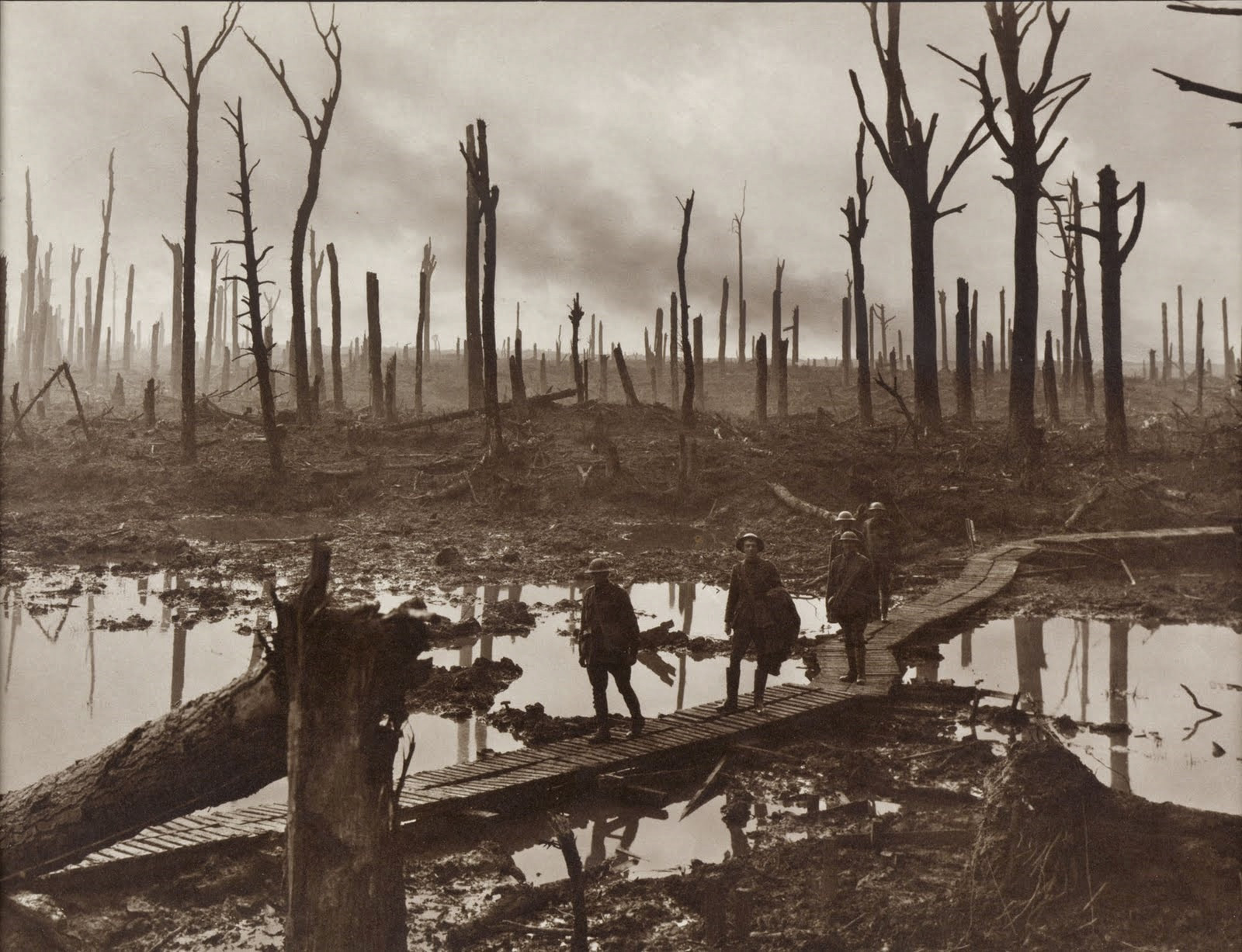
Der Chateauwald (Schlosswald) bei Ypern bestand nach den intensiven Artilleriebombardements nur noch aus Baumstümpfen (1917). Große Teile Belgiens und Nordfrankreichs wurden im Krieg verwüstet

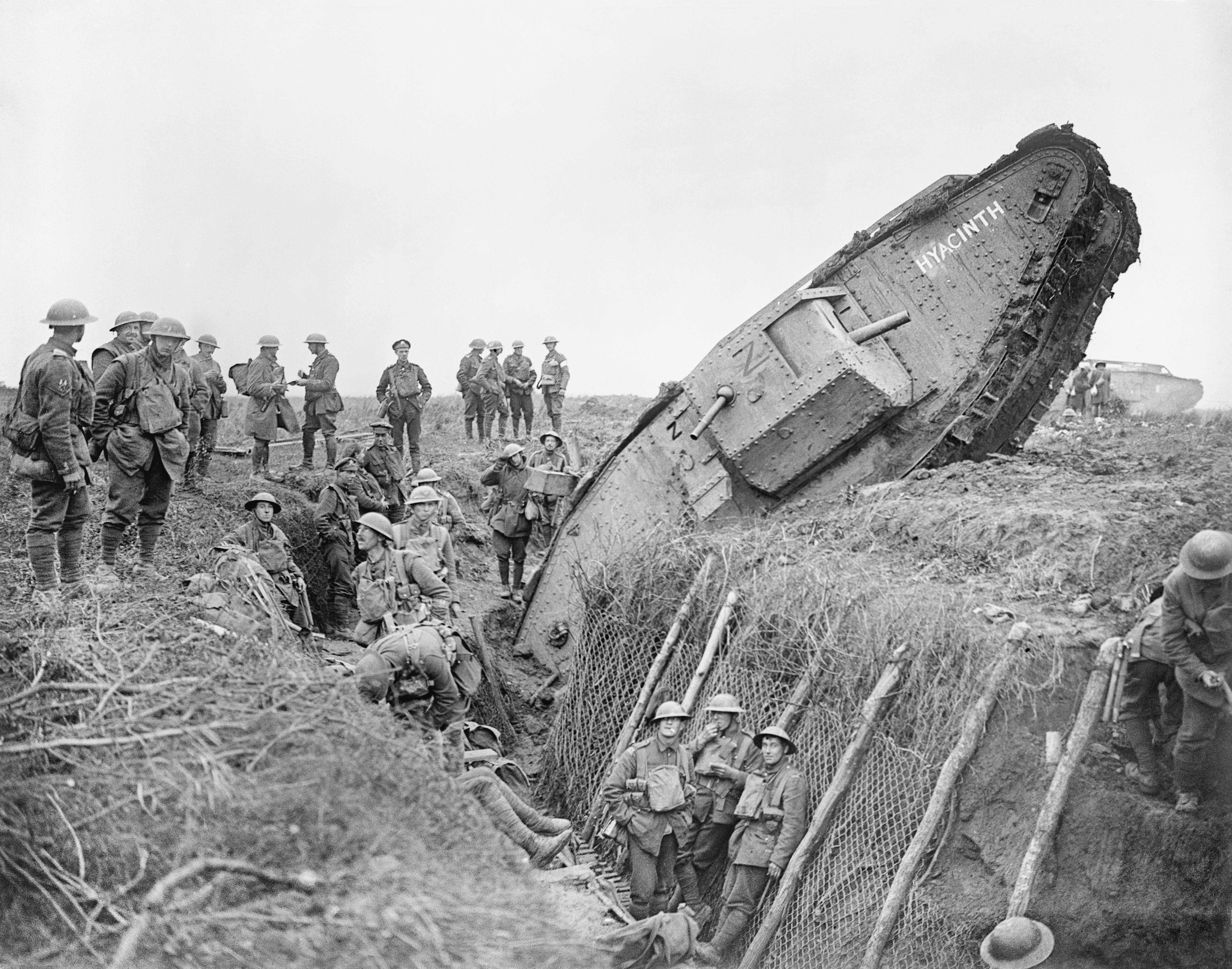
Panzer gewannen trotz technischer Probleme ab 1917 zunehmend an Bedeutung und standen im Wesentlichen nur den Alliierten zur Verfügung: britischer Mark IV während der Schlacht von Cambrai

Der Luftkrieg wurde im Verlauf des Krieges immer bedeutender, war aber insgesamt noch kein ausschlaggebender Faktor des Kriegsgeschehens (Foto: 1917/18)

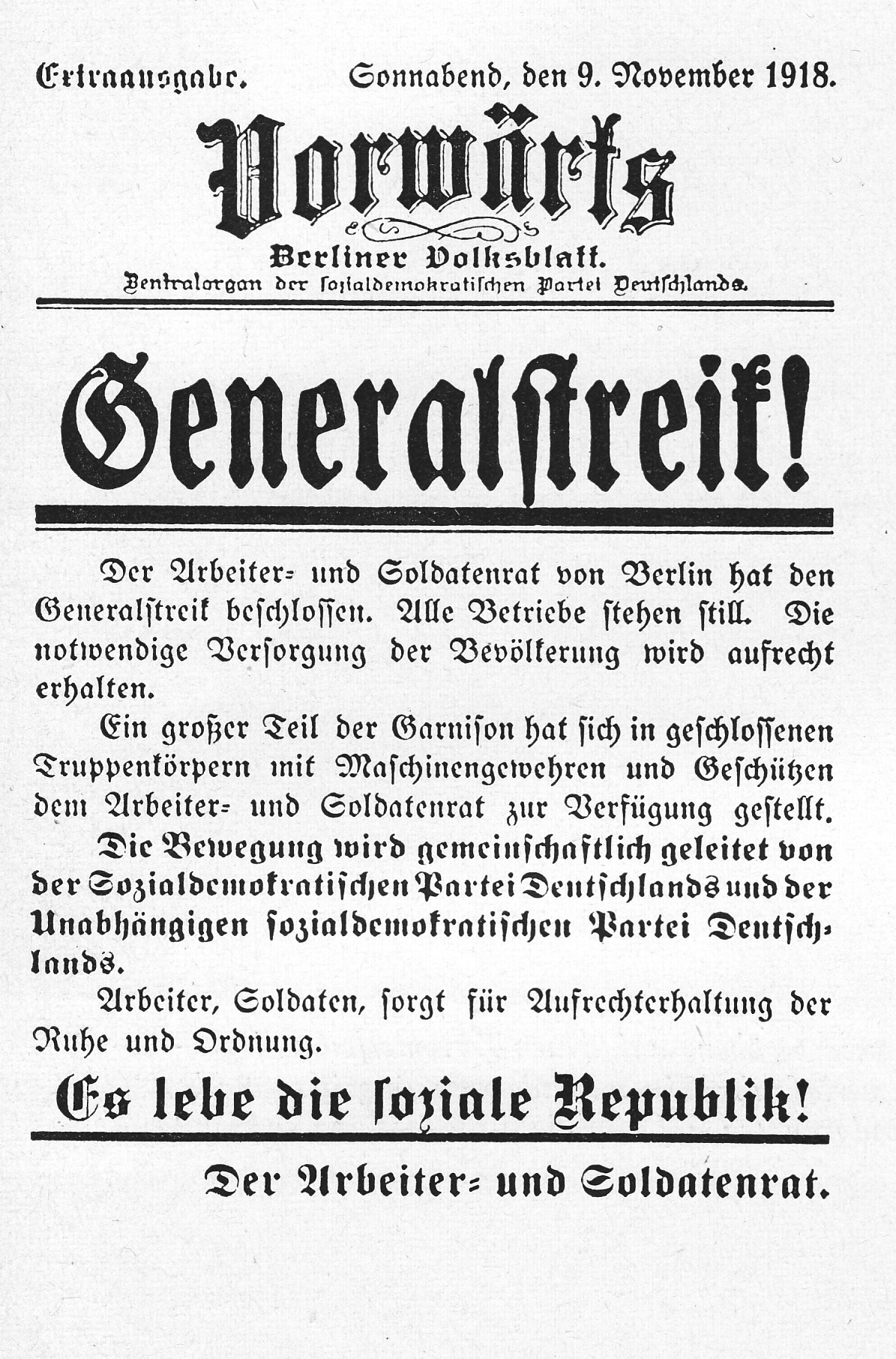
Vor dem Hintergrund der Niederlage entwickelt sich aus dem Kieler Matrosenaufstand die Novemberrevolution: Ausgabe des Vorwärts vom 9. November 1918

Beim Attentat von Sarajevo wurden am 28. Juni 1914 der österreichische Thronfolger Franz Ferdinand und seine Gemahlin von Gavrilo Princip, einem Mitglied der revolutionären Untergrundorganisation Mlada Bosna, ermordet, die in Verbindung mit offiziellen Stellen Serbiens stand oder gebracht wurde. Hauptmotiv war die angestrebte „Befreiung“ Bosnien-Herzegowinas von der österreich-ungarischen Herrschaft mit dem Ziel einer Einigung der Südslawen unter Führung Serbiens.
Für ein Vorgehen gegen Serbien suchte Österreich die Rückendeckung des Deutschen Kaiserreichs (Mission Hoyos), da mit einem Eingreifen Russlands als Schutzmacht gerechnet werden musste. Kaiser Wilhelm II. und Reichskanzler Theobald von Bethmann Hollweg sagten Österreich-Ungarn Anfang Juli ihre bedingungslose Unterstützung zu. Mit der Ausstellung dieses sogenannten Blankoschecks begann die Julikrise. Serbien erhielt eine von panslawistischen Motiven mitbestimmte Zusage Russlands auf militärische Hilfe im Konfliktfall. Frankreich bekräftigte die Französisch-Russische Allianz für den Kriegsfall. Serbien lehnte daraufhin das österreichisch-ungarische Ultimatum teilweise ab.
Am 28. Juli 1914 erfolgte die Kriegserklärung Österreich-Ungarns an Serbien. Die Interessenlagen der Großmächte und die deutschen militärischen Planungen (Schlieffen-Plan) ließen den Lokalkrieg innerhalb weniger Tage zum Kontinentalkrieg unter Beteiligung Russlands (deutsche Kriegserklärung am 1. August) und Frankreichs (deutsche Kriegserklärung am 3. August) eskalieren. Die politischen Konsequenzen des Schlieffen-Plans – unter Umgehung des französischen Festungsgürtels zwischen Verdun und Belfort griffen deutsche Truppen Frankreich von Nordosten an und verletzten dabei die Neutralität Belgiens und Luxemburgs – führten zum Kriegseintritt Großbritanniens und seiner Dominions (britische Kriegserklärung am 4. August), was zur Ausweitung zu einem Weltkrieg führte.
Der deutsche Vormarsch kam im September an der Marne zum Erliegen, zwischen November 1914 und März 1918 erstarrte die Front im Westen. Da Russland im Osten bis zur Oktoberrevolution 1917 und dem separaten Friedensvertrag von Brest-Litowsk weiter am Krieg teilnahm, befand sich Deutschland für lange Zeit entgegen der Planung im Zweifrontenkrieg. Zu typischen Merkmalen des Kampfgeschehens wurden der Stellungs- und Grabenkrieg sowie Materialschlachten mit hohen Verlusten bei zumeist nur geringfügigen Geländegewinnen. Als besondere Eskalationsstufen gelten der Gaskrieg, der uneingeschränkte U-Boot-Krieg – der 1917 den Kriegseintritt der USA auf Seiten der Triple Entente gegen die Mittelmächte zur Folge hatte – und der in Zusammenhang mit dem Krieg stehende Völkermord an den Armeniern.
Russlands Ausscheiden aus dem Kriegsgeschehen ermöglichte noch die letztlich erfolglose Deutsche Frühjahrsoffensive 1918, im Juli erlangten die Alliierten in der Zweiten Schlacht an der Marne endgültig die Initiative. Versorgungsmängel infolge der britischen Seeblockade, der Zusammenbruch der Verbündeten und die Entwicklung an der Westfront während der alliierten Hunderttageoffensive führten zur Einschätzung der deutschen Militärführung, dass die Westfront unhaltbar geworden sei. Am 29. September 1918 informierte die Oberste Heeresleitung entgegen allen bisherigen Verlautbarungen den Deutschen Kaiser und die Regierung über die aussichtslose militärische Lage des Heeres. Am 4./5. Oktober ersuchte Reichskanzler Max von Baden deshalb die Alliierten um Friedensverhandlungen und einen Waffenstillstand, wobei diese Kombination als Eingeständnis der Niederlage gesehen wurde. Ende Oktober löste die Seekriegsleitung mit einem Flottenbefehl den Kieler Matrosenaufstand aus, der zur Novemberrevolution führte und damit zur Abdankung Wilhelms II. sowie zur Ausrufung der Republik in Deutschland am 9. November. Am 11. November trat schließlich der Waffenstillstand von Compiègne in Kraft.
Die Friedensbedingungen wurden in den Jahren 1919 bis 1923 in den Pariser Vorortverträgen geregelt. Von den Verlierermächten konnte lediglich Bulgarien die staatliche Verfasstheit der Vorkriegszeit erhalten, das Osmanische Reich und Österreich-Ungarn zerfielen, in Deutschland ging das Kaiserreich unter, ebenso das Zarentum in Russland. Damit endete auch die Blütezeit von vier Monarchien, die die Geschichte Europas über Jahrhunderte hinweg geprägt hatten: Hohenzollern, Habsburger, Romanows und Osmanen.
Der Erste Weltkrieg war Nährboden für den Erfolg des sowjetischen Leninismus sowie für den Faschismus in Italien und den Nationalsozialismus in Deutschland und wurde zum Vorläufer des Zweiten Weltkriegs, den die Nationalsozialisten explizit als „unerledigte[s] Vermächtnis des Ersten“ sahen. Wegen der Verwerfungen, die der Erste Weltkrieg in allen Lebensbereichen auslöste, und seiner bis in die jüngste Vergangenheit nachwirkenden Folgen gilt er als die „Urkatastrophe des 20. Jahrhunderts“. Er markiert das Ende des Zeitalters des (Hoch-)Imperialismus. Die Frage der Schuld am Ausbruch dieses Krieges wird bis heute kontrovers diskutiert, die entsprechende Fischer-Kontroverse ist inzwischen ihrerseits ein Teil der deutschen Geschichte. Auf kulturellem Gebiet bedeutete der Erste Weltkrieg ebenfalls eine Zäsur. Das vieltausendfache Fronterlebnis in den Schützengräben, das Massensterben und die durch Not bedingten Umwälzungen des Lebensalltags veränderten die Maßstäbe und Perspektiven in den Gesellschaften der beteiligten Staaten.

## Vorgeschichte und Ausgangssituation

### Hochimperialismus

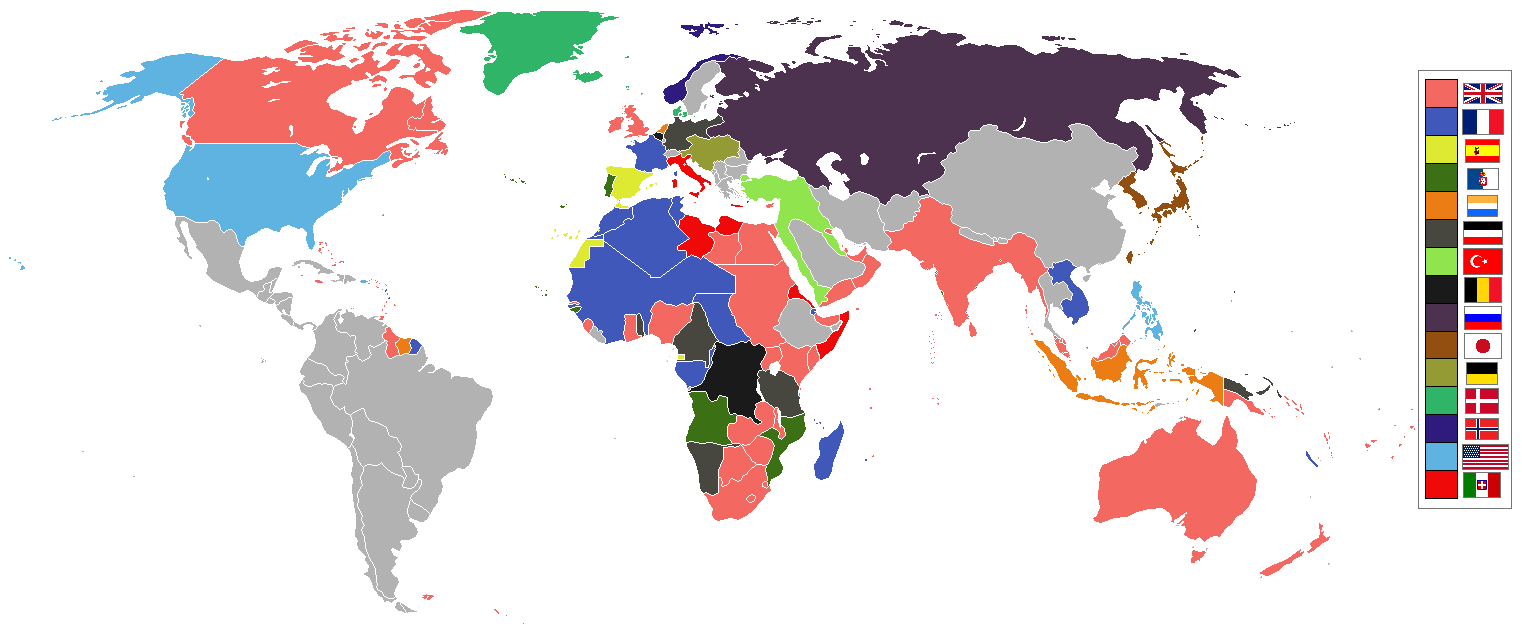
Kolonialreiche im Jahre 1914

Vor 1914 stand Europa auf dem Höhepunkt seiner globalen Dominanz. Infolge von industrieller Revolution und Bevölkerungsexplosion war es Europa zusammen mit den ebenfalls seit Ende des 19. Jahrhunderts imperial agierenden Mächten Japan und USA gelungen, eine globale politische Herrschaft zu etablieren (Kolonialismus). Im Wesentlichen konnte nur China seine Unabhängigkeit bewahren, eine Dekolonisation gelang vor 1914 nur den USA, den spanischen Kolonien auf dem amerikanischen Doppelkontinent, Brasilien, Haiti, Liberia sowie mit Einschränkungen einigen weißen Dominions. Die Errichtung des französischen Protektorats über Tunesien (1881) und die britische Okkupation Ägyptens (1882) hatten dem Imperialismus insofern eine neue Qualität gegeben, als die europäischen Staaten wieder verstärkt die formelle Herrschaft über neu erworbene Territorien suchten. Diese wurde zusehends zu einer Frage des nationalen Prestiges, da sich die Stärke der europäischen Staaten in der öffentlichen Wahrnehmung durch ihre außereuropäische Position zu definieren schien. Damit verlagerten sich zwangsläufig die in der Peripherie entstandenen Spannungen zurück auf den Kontinent, vor allem als in den 1890er Jahren die Aufteilung der Welt im Wesentlichen abgeschlossen war, ohne dass Italien und das Deutsche Reich einen ihrem Selbstverständnis entsprechenden Anteil erhalten hatten.

### Krisen

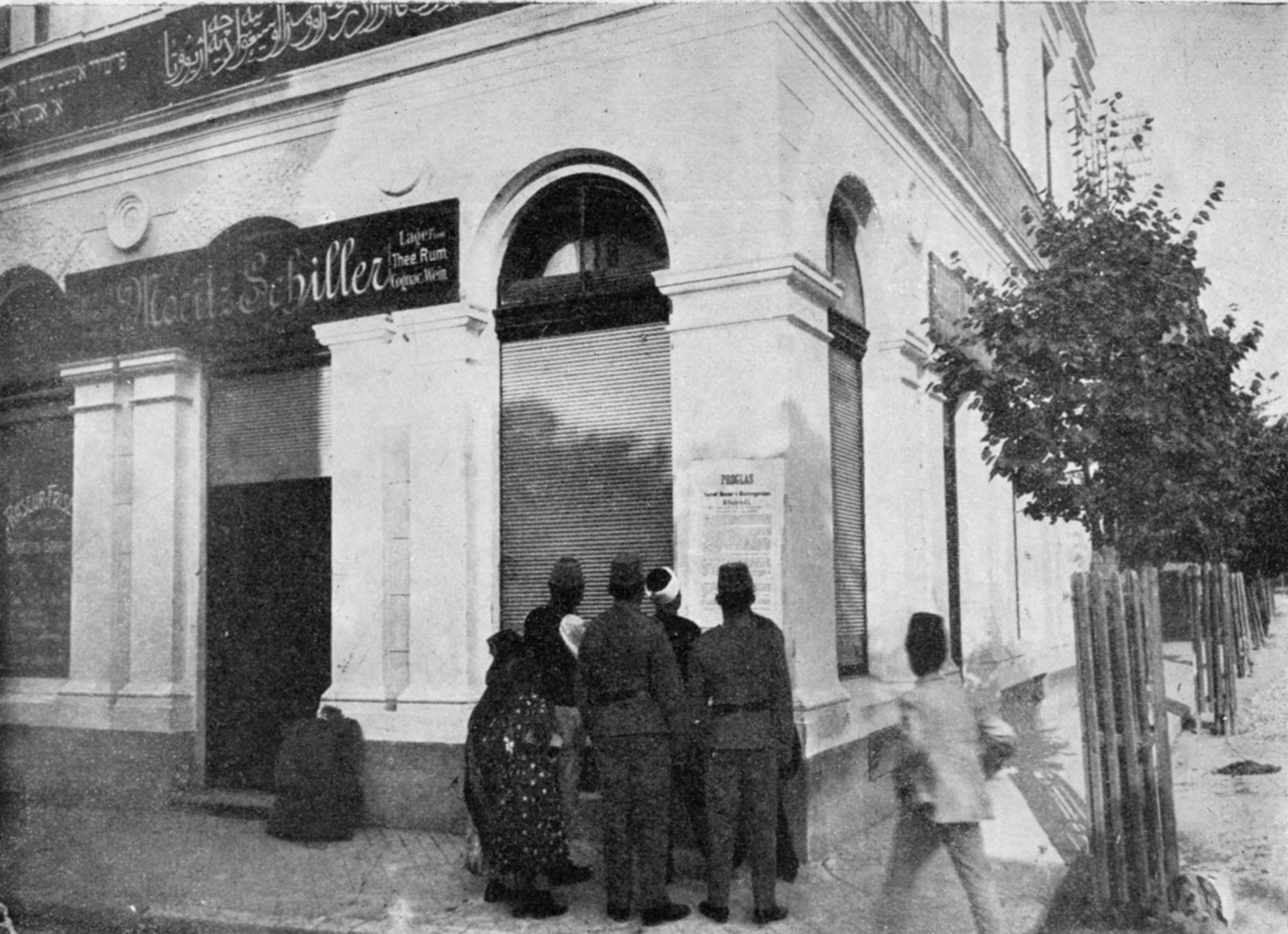
Einwohner Sarajevos lesen am 7. Oktober 1908 ein Plakat mit der Proklamation der Annexion Bosniens durch Österreich-Ungarn, dies exakt am Schauplatz des späteren Attentates von Sarajevo

Infolge des Deutsch-Französischen Krieges und der deutschen Reichsgründung 1871 hatte sich das Machtgleichgewicht innerhalb der europäischen Pentarchie verschoben. Aus Preußen, der vormals schwächsten der fünf Mächte, ging das Deutsche Kaiserreich hervor. Die deutsche Annexion Elsaß-Lothringens stand einer Verständigung mit Frankreich dauerhaft im Weg. Sicherheitsinteressen, nationales Prestigedenken sowie ökonomische Interessenlagen trafen in dieser Mächtekonstellation verschärft aufeinander. Abgesehen davon trugen innenpolitische Spannungen und Bedrohungsängste dazu bei, dass die herrschenden Eliten und Regierungen etwa ab 1890 einer risikoreicheren Politik zuneigten, um durch außenpolitische Erfolge von inneren Schwierigkeiten abzulenken. Im Zeitalter des Imperialismus entwickelten sich so zunehmend friedensbedrohende Krisen:
- In der Krieg-in-Sicht-Krise (1875) gaben Russland und Großbritannien zu verstehen, dass sie eine neuerliche Niederwerfung Frankreichs nicht hinnehmen würden. Ohne in Bündnissysteme eingebunden zu sein, reagierten diese Mächte wie später in der Julikrise entsprechend ihren Großmachtinteressen.
- In der Balkankrise (1875–1878) entwickelte sich aus einem Lokalkonflikt ein Kleinkrieg (Serbisch-Osmanischer Krieg) und aus diesem der Russisch-Osmanische Krieg 1877/78. Der Berliner Kongress beendete zwar die Krise, vertiefte dabei aber die Rivalität Österreichs und Russlands auf dem Balkan und verschlechterte das deutsch-russische Verhältnis.
- Der französische Boulangismus verschärfte vor allem in der Amtszeit von Georges Boulanger als Kriegsminister (Januar 1886 bis Mai 1887) die Spannungen zwischen Deutschland und Frankreich (exemplarisch in der Schnäbele-Affäre 1887) und führte zum Aufleben des Revanchismus.
- Die Bulgarische Krise – namentlich der Serbisch-Bulgarische Krieg 1885/87 – verschlechterte erheblich das österreichisch-russische Verhältnis.
- Die Faschoda-Krise (1898) und der Zweite Burenkrieg (1899–1902) „signalisierten die Auffüllung kolonialer Machtvakuen in Übersee […] durch den europäisch-nordamerikanischen Imperialismus um 1900, so daß die Spannungen an der Peripherie nach Europa zurückkehrten.“[6]
- In der Ersten Marokkokrise (1904–1906) versuchte Deutschland, das durch Russlands Schwäche (Russisch-Japanischer Krieg 1904/05, Russische Revolution 1905) isolierte Frankreich aus der Entente cordiale herauszubrechen, scheiterte jedoch auf der Algeciras-Konferenz (1906). Der Versuch führte ganz im Gegenteil zur unübersehbaren Isolierung des Deutschen Reiches, das sich in der Folge umso stärker an Österreich-Ungarn band.
- Mit der Seeschlacht bei Tsushima (27. Mai 1905) und dem damit für Russland faktisch verlorenen Russisch-Japanischen Krieg 1904/05 erfolgte eine Neuorientierung der russischen Politik. Nach dem Verlust der ostasiatischen Stellung und in Anbetracht der britischen Position im Mittleren Osten orientierte sich der Drang auf Erweiterung der Einflusszonen zurück auf Europa und insbesondere auf Südosteuropa, was den Konflikt mit Österreich-Ungarn mit sich brachte.
- Die Bosnische Annexionskrise 1908/09 fachte den serbischen Nationalismus an. Die weiteren politischen Auswirkungen führten auch zu einer Demütigung Russlands, die fast in einem Krieg mit dem Zweibund mündete. In Reaktion auf die Annexion entstand die Gruppe Mlada Bosna, die mit Unterstützung der Geheimorganisation Schwarze Hand das Attentat von Sarajevo ausführen sollte.
- Großbritannien, durch die Zweite Marokkokrise (1911) mobilisiert, warnte das zunehmend politisch isolierte Deutschland vor einem Krieg gegen Frankreich. Angesichts des diplomatischen Misserfolgs (Marokko-Kongo-Vertrag) trotz deutscher Kriegsdrohungen wuchs der Druck imperialistisch orientierter Agitationsverbände – wie etwa Alldeutscher Verband und Deutscher Flottenverein – auf den deutschen Kaiser und seine Regierung, die zurückgewichen waren.
- Der Italienisch-Türkische Krieg (1911-1912) um Libyen offenbarte die Schwäche des Osmanischen Reichs. Gleich nach seinem Ende bekann das gegen die Osmanen gerichtete Bündnis aus Serbien, Bulgarien, Griechenland und Montenegro den 1. Balkankrieg.[7]
- Die beiden Balkankriege (1912 u. 1913) stärkten Serbien, vertieften die Spannungen in der Donaumonarchie, verschärften den österreichisch-russischen Gegensatz und heizten den slawischen Nationalismus weiter an. Serbien beging in diesen Kriegen die ersten ethnischen Säuberungen in diesem Jahrhundert.[8]
- Die Liman-von-Sanders-Krise 1913/14 verschärfte das Misstrauen vor allem Russlands gegenüber Deutschland.[9]

Dennoch war der Erste Weltkrieg keine zwangsläufige Folge dieser Krisen. Es gab auch immer wieder Phasen der Entspannung und es gelang vor dem Juli 1914 in den meisten Fällen, Konflikte mit diplomatischen Mitteln beizulegen.

### Bündnissystem

Das europäische Bündnissystem um 1900 und 1910

Das offizielle Bündnissystem im Jahr 1914:

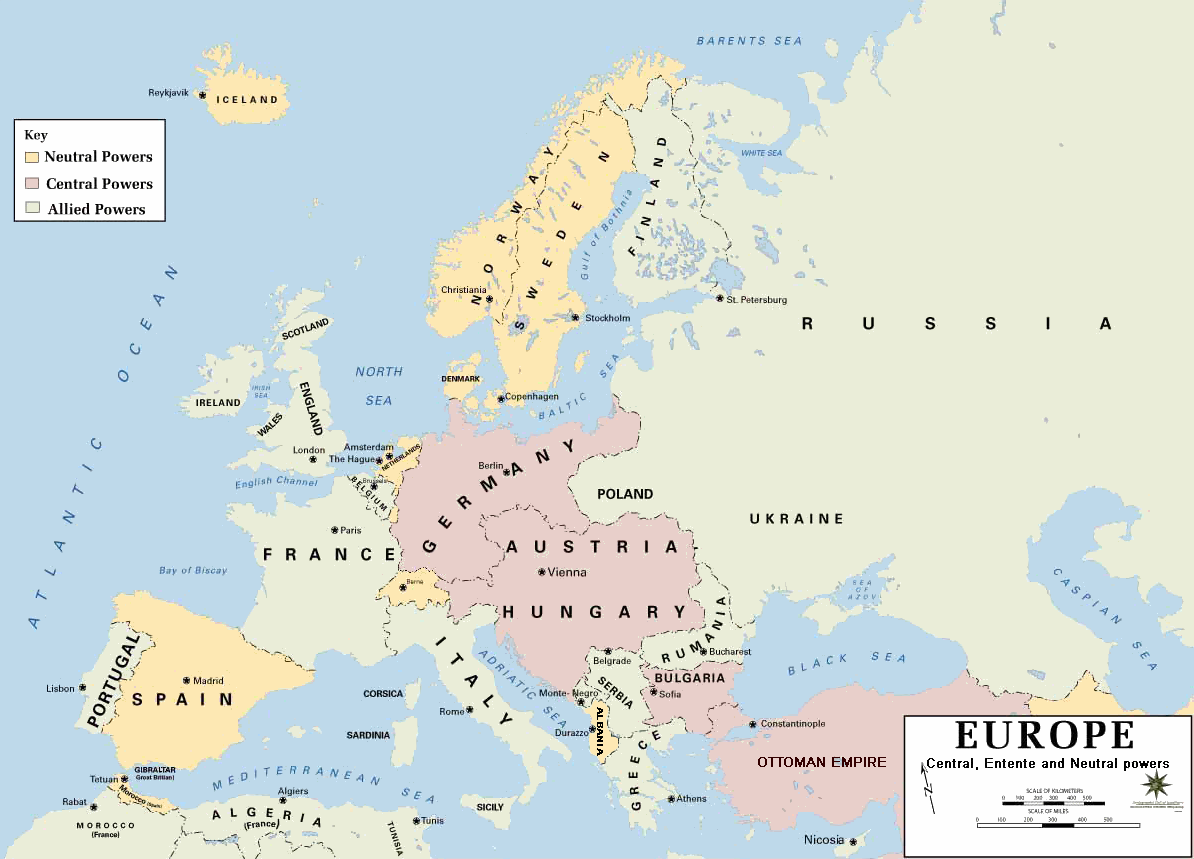
Die tatsächliche Kriegskonstellation in den Vorkriegsgrenzen

Das von Bismarck nach der Reichsgründung angestrebte Bündnissystem versuchte Frankreich zu isolieren. Hierzu waren gute Beziehungen zu Österreich-Ungarn und zu Russland notwendig (Dreikaiserabkommen vom 22. Oktober 1873). Die Balkankrise ließ dieses Abkommen faktisch scheitern, Deutschlands Vermittlung im Berliner Kongress (beendet mit dem Berliner Vertrag am 13. Juli 1878) empfand Russland als feindlich. Im Jahr darauf sprach Zar Alexander II. eine mehr oder minder versteckte Kriegsdrohung für den Fall einer Wiederholung aus, sodass sich Bismarck nach anderen Bündnispartnern umsah. Durch die deutsche Getreidezollpolitik ab 1879 entwickelten sich weitere Spannungen mit Russland. Österreich-Ungarn und Deutschland schlossen den Zweibund (7. Oktober 1879), dem sich 1882 Italien anschloss (Dreibund), 1883 trat zudem Rumänien bei. Der Vertrag verpflichtete zu gegenseitiger Unterstützung im Falle eines gleichzeitigen Angriffs zweier anderer Mächte auf einen Unterzeichner oder eines französischen Angriffs auf das Deutsche Reich oder Italien. Die Vermeidung des europäischen Kriegs durch den Berliner Kongress führte so zum ersten Dauerbündnis zwischen Großmächten seit dem Krimkrieg. Hinzu trat am 18. Juni 1881 der Dreikaiserbund, ein geheimes Neutralitätsabkommen (Deutsches Reich, Österreich-Ungarn und Russland), das in der Bulgarischen Krise 1885/87 jedoch zerbrach. Die Entlassung Bismarcks im März 1890 bedeutete das Ende seiner Bündnispolitik. Wilhelm II. unterließ es daraufhin auf Empfehlung von Bismarcks Nachfolger Leo von Caprivi und auf jene des Auswärtigen Amtes, den am 18. Juni 1887 geschlossenen geheimen Rückversicherungsvertrag zwischen Deutschland und Russland zu verlängern, was als eine der fatalen Entscheidungen des „Neuen Kurses“ gilt. Aufgrund des deutschen Lombardverbots von 1887, das den Kauf russischer Eisenbahn-Anleihen in Deutschland verhinderte, orientierte sich Russland seit 1888 finanzpolitisch zunehmend an Frankreich. 1891 schlossen Frankreich und Russland ein zunächst vages Abkommen, das 1892 durch eine Militärkonvention ergänzt und 1894 von Zar Alexander III. ratifiziert wurde (Französisch-Russische Allianz). Großbritannien arbeitete nach Aufgabe seiner Splendid isolation zunächst auf ein Bündnis mit Deutschland hin, was in den Verhandlungen vom 29. März bis 11. Mai 1898 scheiterte.
Mit der Faschoda-Krise (1898) erfolgte zunächst eine heftige französisch-englische Konfrontation, die in der Entente Cordiale (8. April 1904) aufgelöst werden konnte, welche die generellen Interessenkonflikte um die Kolonien Afrikas („Wettlauf um Afrika“) regelte. Großbritannien näherte sich Frankreich daraufhin an, denn Deutschland lehnte einen Verzicht auf die Flottenrüstung ab, woraus das deutsch-britische Flottenwettrüsten resultierte. Der dem zugrundeliegende Tirpitz-Plan basierte auf der Risikotheorie. Deutschland glaubte, eine Politik der freien Hand führen zu können. Die daraus resultierende unnachgiebige deutsche Haltung zu Rüstungsbegrenzungen in den Haager Friedenskonferenzen verstärkte das allgemeine Misstrauen gegen die deutsche Politik. Großbritannien, durch die deutsche Flottenpolitik zunehmend beunruhigt, unterstützte während der Algeciras-Konferenz (1906) Frankreich nahezu vorbehaltlos. Das sprunghafte und ungeschickte außenpolitische Vorgehen Deutschlands war ein wesentlicher Faktor für die Gründung der Triple Entente im Vertrag von Sankt Petersburg (31. August 1907), auch wenn es bei dieser die Kriegskoalition vorwegnehmenden Entente primär um die Regelungen kolonialer Rivalitäten ging. Großbritannien war jedoch kein fester Teil der Allianz und jede Seite war darauf bedacht, sich nicht von der anderen instrumentalisieren zu lassen. So hielt Russland in der Marokkofrage Distanz und in der Bosnischen Annexionskrise wollten weder Frankreich noch Großbritannien zugunsten Russlands intervenieren. Die zweite Marokkokrise ging mit einem heftigen Gegensatz der deutschen und französischen Öffentlichkeit einher und bewog Frankreich, das mit der Bosnischen Annexionskrise abgekühlte Verhältnis zu Russland wieder zu festigen, wobei Frankreich trotz Bedenken den von Russland unterstützten aggressiven Balkanbund akzeptierte. Deutschlands Isolierung, die spätestens mit der Algeciras-Konferenz offenkundig war, führte zur unbedingten Bündnistreue zu Österreich-Ungarn, dem letzten verbliebenen Bündnispartner.

### Kräfteverhältnis
Zur Jahrhundertwende hatte im damaligen Weltstaatensystem (Europa, USA, Japan) ein Wettrüsten zur See eingesetzt, das ab 1905 durch eine Spirale der Landrüstungen ergänzt wurde, die 1912/13 „schwindelerregende Höhen“ erreichte. Am Vorabend des Krieges waren die Mittelmächte zahlenmäßig, in der Wirtschaftsleistung und den Rüstungsausgaben deutlich unterlegen: 1914 konnten sie (einschließlich Türkei) eine Einwohnerzahl von 138 Millionen und 33 Millionen wehrfähige Männer aufweisen, die Entente (inklusive Kolonien) dagegen 708 Millionen Einwohner und 179 Millionen wehrfähige Männer. Die absoluten Rüstungsausgaben der Entente waren 1913 etwa doppelt so hoch wie jene der Mittelmächte. Lediglich in Bezug auf die moderne schwere Artillerie war Deutschland quantitativ überlegen, was vor allem im – allgemein nicht erwarteten – Grabenkrieg einen erheblichen Vorteil brachte. Die Infanteriebewaffnung war bezogen auf die Schussleistung ausgeglichen, die britischen Truppen verfügten jedoch über ein überdurchschnittliches Infanteriegewehr. Auf dem Meer war die Entente und vor allem Großbritannien den Gegnern weit überlegen, sodass es zur Distanzblockade Deutschlands kommen konnte. Russland konnte jedoch im Gegenzug vom Nachschub über die Ostsee und das Schwarze Meer abgeschnitten werden. Deutschland und Österreich-Ungarn hatten den geostrategischen Vorteil der Inneren Linie, wodurch die zahlenmäßige Überlegenheit der Entente zunächst nicht zum Tragen kam.
Die Truppenstärken der wichtigsten Kriegsteilnehmer zeigt die folgende Tabelle:
| Staat          | Truppen bei Kriegseintritt | nach Mobilisierung | Kriegsteilnehmer insgesamt | Anmerkungen                                                                                           |
| -------------- | -------------------------- | ------------------ | -------------------------- | --- |
| Deutschland    | 761.000                    | 3,8 Mio.           | ca. 13 Mio.                | |
| Öst.-Ungarn    | 395.000                    | 2,3 Mio.           | 8 Mio.                     | inkl. Landwehren                                                                                      |
| Osm. Reich     | —                          | ca. 800.000        | 2,8 – 3,5 Mio.             | |
| Bulgarien      | 85.000                     | 650.000            | 1,2 Mio.                   | Kriegseintritt 1915                                                                                   |
| Russland       | 1,4 Mio.                   | 4,5 Mio.           | 12 – 15 Mio.               | Kriegsaustritt Winter 1917/18                                                                         |
| Frankreich     | 823.000                    | 3,8 Mio.           | 8,4 Mio.                   | inkl. Kolonialtruppen                                                                                 |
| Großbritannien | 250.000                    | 250.000            | 8,9 Mio.                   | Westfront 1914: 120.000 Mann; ab 1916 Wehrpflicht; Zahlen Spalte Kriegsteilnehmer inges. inkl. Empire |
| Belgien        | 117.000                    | 267.000            | 267.000                    | keine weitere Mobilisierungsbasis wg. Besetzung                                                       |
| Serbien        | 260.000                    | 360.000            | 700.000                    | |
| Montenegro     | 40.000                     | 50.000             | 50.000                     | Kapitulation Anfang 1916                                                                              |
| Japan          | —                          | —                  | 800.000                    | band nur 1914 in Ostasien und maritim Kräfte der Mittelmächte                                         |
| Italien        | —                          | 4,3 Mio.           | 5,6 Mio.                   | Kriegseintritt Mai 1915                                                                               |
| Portugal       | —                          | 200.000            | 100.000                    | Kriegseintritt 1916; eingesetzt 100.000 Mann                                                          |
| Rumänien       | —                          | —                  | 750.000                    | Kriegseintritt 1916; Waffenstillstand Ende 1917                                                       |
| USA            | —                          | —                  | 4,3 Mio.                   | Kriegseintritt 1917                                                                                   |
| Griechenland   | —                          | —                  | 230.000                    | offizieller Kriegseintritt 1917                                                                       |

 Mittelmächte
 Entente
Insgesamt setzte die Entente 41.851.000 Soldaten und damit 19 Prozent der wehrfähigen Männer ein (sowie ca. 300 Soldatinnen), die Mittelmächte 24.400.000 Soldaten und somit 71 Prozent der wehrfähigen Männer.

## Julikrise und Kriegsbeginn

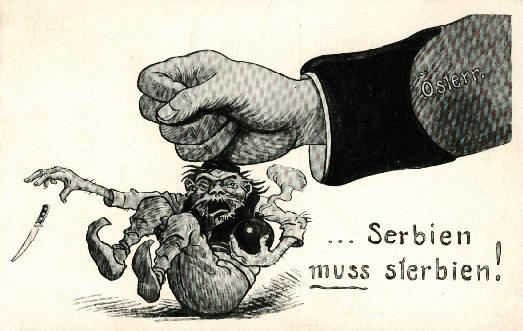
Propaganda gegen Serbien, 1914

Im Zeitalter des Hochimperialismus hatte sich in Europa ein erhebliches Konfliktpotenzial angehäuft. Dennoch wurde das Attentat von Sarajevo (28. Juni 1914), das von dem großserbischen Geheimbund Schwarze Hand geplant worden war, zunächst nicht als friedensbedrohend eingeschätzt. In Wien traten nur Generalstabschef Franz Conrad von Hötzendorf und Finanzminister Leon Biliński – unterstützt jedoch von großen Teilen der Presse – für die sofortige Mobilmachung gegen Serbien ein. Von Hötzendorf machte dabei den Krieg in einer Unterredung mit Außenminister Leopold Berchtold am 1. Juli abhängig von der Frage, ob Deutschland „uns den Rücken gegen Russland deckt oder nicht“. Das deutsche Auswärtige Amt wollte den Krieg zwischen Österreich und Serbien zunächst vermeiden, da es richtig den „Weltkrieg“ als Konsequenz voraussah. Das Auswärtige Amt vertrat noch bis 4. Juli die Meinung, dass Österreich keine demütigenden Forderungen an Serbien stellen solle. Soweit bekannt, führte maßgeblich ein Statement von Kaiser Wilhelm II. („Mit den Serben muss aufgeräumt werden und zwar bald.“) vom 4. Juli dazu, dass das Auswärtige Amt umgehend die gegenteilige Haltung einnahm.
| Staat                  | Bündnis      | Kriegseintritt                |
| ---------------------- | ------------ | ----------------------------- |
| Österreich-Ungarn      | Mittelmächte | 28. Juli 1914                 |
| Serbien                | Entente      | 28. Juli 1914                 |
| Deutsches Reich        | Mittelmächte | 1. Aug. 1914                  |
| Russisches Kaiserreich | Entente      | 1. Aug. 1914                  |
| Frankreich             | Entente      | 3. Aug. 1914                  |
| Belgien                | Entente      | 4. Aug. 1914                  |
| Großbritannien         | Entente      | 4. Aug. 1914                  |
| Australien             | Entente      | 4. Aug. 1914                  |
| Kanada                 | Entente      | 4. Aug. 1914                  |
| Nepal                  | Entente      | 4. Aug. 1914                  |
| Neufundland            | Entente      | 4. Aug. 1914                  |
| Neuseeland             | Entente      | 4. Aug. 1914                  |
| Montenegro             | Entente      | 9. Aug. 1914                  |
| Japan                  | Entente      | 23. Aug. 1914                 |
| Südafrikanische Union  | Entente      | 8. Sep. 1914                  |
| Osmanisches Reich      | Mittelmächte | 29. Okt. 1914                 |
| Italien                | Entente      | 25. Mai 1915                  |
| San Marino             | Entente      | 1. Juni 1915                  |
| Bulgarien              | Mittelmächte | 11. Okt. 1915                 |
| Portugal               | Entente      | 9. März 1916                  |
| Hedschas               | Entente      | 5. Juni 1916                  |
| Rumänien               | Entente      | 31. Aug. 1916                 |
| Griechenland           | Entente      | 24. Nov. 1916 / 29. Juni 1917 |
| Vereinigte Staaten     | Entente      | 6. Apr. 1917                  |
| Kuba                   | Entente      | 7. Apr. 1917                  |
| Guatemala              | Entente      | 22. Apr. 1917                 |
| Siam                   | Entente      | 22. Juli 1917                 |
| Liberia                | Entente      | 4. Aug. 1917                  |
| China                  | Entente      | 14. Aug. 1917                 |
| Brasilien              | Entente      | 26. Okt. 1917                 |
| Panama                 | Entente      | 10. Nov. 1917                 |
| Nicaragua              | Entente      | 6. Mai 1918                   |
| Costa Rica             | Entente      | 24. Mai 1918                  |
| Haiti                  | Entente      | 15. Juli 1918                 |
| Honduras               | Entente      | 19. Juli 1918                 |

Deshalb wurde am 5. Juli dem nach Berlin entsandten Legationsrat im k.u.k. Außenministerium Alexander Hoyos (Mission Hoyos) die Unterstützung des Kriegskurses zugesagt und allgemein ein frühzeitiges Losschlagen empfohlen. Tags darauf übergab der Reichskanzler dem Gesandten Hoyos und Botschafter Szögyény die offizielle, gleichlautende Antwort, die später als ein in „äußerster Fahrlässigkeit“ ausgestellter Blankoscheck interpretiert wurde.
Die Motive der Reichsleitung lagen laut den Tagebucheinträgen Kurt Riezlers von den Besprechungen mit Reichskanzler Bethmann Hollweg (7./8. Juli 1914) in der Überlegung, dass ein Krieg aufgrund des wachsenden militärischen und verkehrstechnischen Potenzials Russlands eher 1914 als später zu gewinnen sei. Wenn Österreich nicht unterstützt werde, bestehe die Gefahr, dass es sich der Entente zuwende. Obwohl die Gefahr des Weltkrieges gesehen wurde, hoffte die deutsche Reichsleitung auf eine Lokalisierung und sah die Situation günstig:
„Kommt der Krieg aus dem Osten, so dass wir also für Oesterreich-Ungarn und nicht Oest[erreich]-Ungarn für uns zu Felde zieht, so haben wir Aussicht, ihn zu gewinnen. Kommt der Krieg nicht, will der Zar nicht oder rät das bestürzte Frankreich zum Frieden, so haben wir doch noch Aussicht, die Entente über diese Aktion auseinander-zumanoeuvrieren.“
Am Tag nach der Rückkehr Hoyos (7. Juli) beschloss der österreichisch-ungarische Ministerrat, Serbien ein unannehmbares Ultimatum zu stellen und bei dessen zu erwartender Ablehnung militärische Schritte einzuleiten. Wegen logistischer Überlegungen der eigenen Mobilisierung wollte man mit dem Ultimatum bis nach dem 23. Juli warten und damit auch Implikationen auf den geplanten französischen Staatsbesuch beim Zaren vermeiden.
Vom 20. bis 23. Juli besuchten Frankreichs Staatspräsident Raymond Poincaré und Ministerpräsident René Viviani die russische Hauptstadt St. Petersburg und sicherten den Gastgebern ihre volle Unterstützung zu. Es herrschte die einvernehmliche Auffassung, dass Serbien für die Morde keine Verantwortung trage, die (im Prinzip schon bekannten) Forderungen an Belgrad illegitim seien und die Entente gegen die Mittelmächte standhaft bleiben werde.
Die Eröffnung der Julikrise im engeren Sinne bildete das Ultimatum, das durch den k. u. k. Außenminister Graf Berchtold an Serbien am 23. Juli 1914 mit einer Frist von 48 Stunden ausgestellt wurde.
Durch die Gesprächsergebnisse beim französischen Regierungsbesuch bestärkt, beschloss der russische Ministerrat am 24. Juli, Serbien zu unterstützen und gegebenenfalls die Mobilmachung einzuleiten.
Das entsprechende Telegramm traf am 25. Juli noch rechtzeitig vor der serbischen Antwort auf das Ultimatum in Belgrad ein. Inwieweit es die serbische Ablehnung der Kernpunkte des Ultimatums beeinflusst hat, ist nicht geklärt. Die Antwort an Wien war zum Teil einlenkend, teilweise ausweichend. Die Teilnahme österreichischer Beamter bei der Strafverfolgung verdächtiger Personen wurde jedoch rundweg mit der Begründung abgelehnt, dass dies gegen die serbische Verfassung verstoße. Außenminister Nikola Pašić übergab persönlich die Antwort kurz vor Ablauf der Frist der österreichischen Gesandtschaft. Botschafter Giesl überflog den Text und reiste umgehend mit dem gesamten Gesandtschaftspersonal ab.
In den Staaten der Entente wurden Zweifel laut, dass Österreich-Ungarn die treibende Kraft hinter den Ereignissen sei, sie verdächtigten zunehmend das bedeutend stärkere Deutschland.
Russland begann am 26. Juli mit ersten Mobilisierungsmaßnahmen (der sog. Vorbereitungszeit vor dem Krieg), die möglicherweise lediglich als Vorsichtsmaßnahme oder Abschreckungssignal gedacht waren, dem bislang aber trotz der Drohungen diplomatisch ausgetragenem Konflikt eine militärische Note verliehen und ihn eskalierten, da die österreichische und deutsche Seite von den Maßnahmen fast sofort erfuhren.

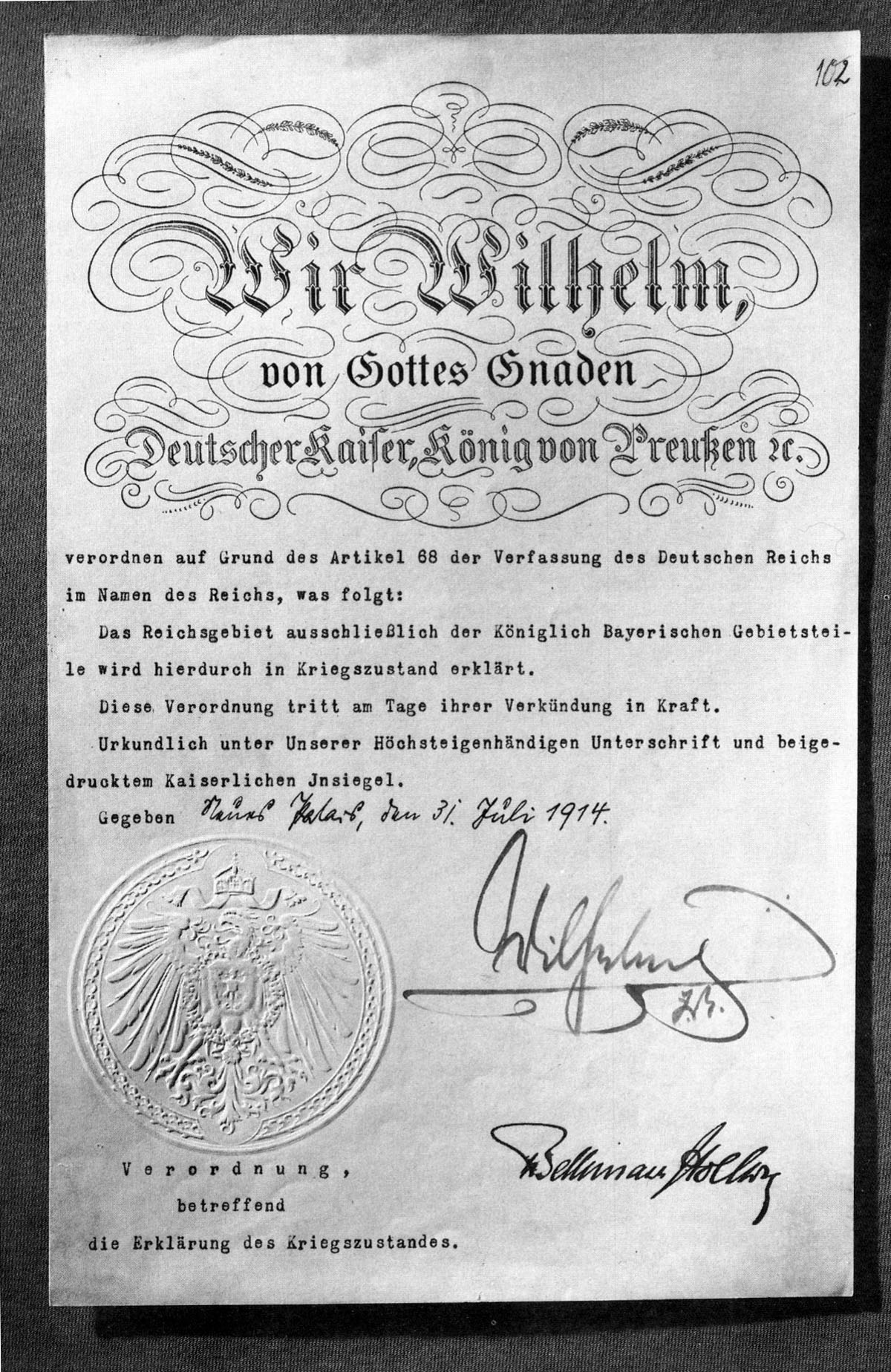
Wilhelm II. verordnete am 31. Juli 1914 den Kriegszustand (bekanntgegeben als Zustand der drohenden Kriegsgefahr) nach Art. 68 der Reichsverfassung

Am 26. Juli 1914 unterschrieb Kaiser Franz Joseph in seiner Sommerresidenz in Bad Ischl den Entwurf der Kriegserklärung Österreich-Ungarns an Serbien (Endfassung per Telegramm übermittelt am 28. Juli) und am 28. Juli das Manifest An Meine Völker!. Zuvor hatte die deutsche Regierung den Bündnispartner seit 25. Juli nochmals massiv zu „umgehender Aussprache“ gedrängt. Wien wollte die Kriegserklärung noch bis zu diesem Zeitpunkt erst nach dem Abschluss der Mobilmachung und damit um den 12. August aussprechen. Da der Angriff bei Temes Kubin (angeblicher Feuerüberfall der Serben am 26. Juli) eine Propagandaerfindung und ein vorgeblicher Kriegsgrund (ähnlich dem Flugzeug von Nürnberg) war, begann der „Schießkrieg“ am 29. Juli kurz nach 2 Uhr mit der Beschießung von Belgrad durch die Binnenkriegsschiffe S.M.S Temes, Bodrog und Szamos. Am 29. Juli erfolgte – trotz einer Warnung Bethmann Hollwegs, dass die Fortsetzung der russischen Vorbereitungen Deutschlands Mobilisierung und vermutlichen Kriegseintritt zur Folge haben würden – die Teilmobilmachung der russischen Armee.
Am 29. Juli eröffnete Reichskanzler Bethmann Hollweg dem britischen Botschafter Edward Goschen, dass Deutschland unter Brechung der belgischen Neutralität Frankreich angreifen werde und dass Deutschland für eine britische Neutralität die Wiederherstellung der territorialen Integrität von Frankreich und Belgien – nicht jedoch die ihrer Kolonien – nach dem Krieg anbiete. Die britische Seite – die den Reichskanzler für eine Wien mäßigende Kraft gehalten hatte und bis dahin zurückhaltend aufgetreten war – reagierte entgegen seiner Erwartung mit scharfer Ablehnung und gab zu verstehen, dass das für Großbritannien einen Kriegsgrund darstellen würde. Daraufhin versuchte er den Eskalationsprozess wieder einzufangen und – gemeinsam mit dem Kaiser – Wien zu einem „Halt-in-Belgrad“-Plan zu bewegen, d. h. sich mit der Besetzung des grenznahen Belgrads als Pfand zu begnügen. Moltke konterkarierte Bethmann Hollwegs Bemühungen, indem er Conrad von Hötzendorf zu einem Aufmarsch gegen Serbien und das Russische Reich anhielt. Wien lehnte zudem den Plan einer zeitweiligen Besetzung dazu ab, weil es nur eine Teillösung seines serbischen Problems gewesen wäre. Mehr Zeit hätte an der österreichischen Positionierung möglicherweise etwas geändert, aber gerade die lief ab; die Eskalation war bereits in vollem Gange.
Zar Nikolaus II. billigte am 30. Juli die Generalmobilmachung der russischen Armee, die am nächsten Morgen (31. Juli) veröffentlicht wurde. Das Deutsche Reich forderte daraufhin in einem Ultimatum die sofortige Rücknahme der russischen Mobilmachung (bis 1. August, 12 Uhr Ortszeit St. Petersburg), obwohl angenommen wurde, dass sie deutlich langsamer verlaufen werde als die deutsche. Nachdem die Rücknahme ausgeblieben war, gab Wilhelm II. am 1. August (17 Uhr) den Mobilmachungsbefehl und erklärte am selben Tag (19 Uhr Ortszeit St. Petersburg) Russland den Krieg. Das mit Russland verbündete Frankreich erließ ebenfalls am 1. August (16 Uhr) den Mobilmachungsbefehl. Am Vormittag des 2. August besetzten deutsche Truppen der 16. Division planmäßig die Stadt Luxemburg, berittene Patrouillen drangen noch ohne Kriegserklärung in Frankreich ein, wobei ein französischer und ein deutscher Soldat fielen. Am Abend (20 Uhr) wurde Belgien ultimativ aufgefordert, innerhalb von zwölf Stunden eine Erklärung des Inhalts abzugeben, dass sich die belgische Armee gegenüber einem Durchmarsch deutscher Truppen passiv verhalten werde; dies wurde am nächsten Morgen abgelehnt. Am Abend des 3. August erklärte Deutschland Frankreich wegen angeblicher Grenzverletzungen und erfundener Luftangriffe („Flugzeug von Nürnberg“) den Krieg. Am gleichen Tag teilte der italienische Außenminister Antonio di San Giuliano dem deutschen Botschafter Hans von Flotow mit, dass nach Ansicht der italienischen Regierung der Casus Foederis nicht gegeben sei, da Österreich und Deutschland die Aggressoren seien. Schon am Nachmittag erfolgte die italienische Neutralitätserklärung.
Ebenfalls am 3. August sandte Theobald von Bethmann Hollweg ein Rechtfertigungsschreiben an die britische Regierung. Bethmann Hollweg stellte hierin die „Neutralitätsverletzung von Belgien“ als Konsequenz einer militärischen Zwangslage aufgrund der russischen Mobilmachung dar. Deutsche Patrouillen hatten am Morgen dieses Tages bereits die belgische Grenze überschritten; entsprechende Meldungen lagen in London vor. Das Deutsche Reich verletzte damit Artikel I des Londoner Vertrages vom 19. April 1839, in dem die europäischen Großmächte die belgische Neutralität garantiert hatten, und gefährdete britische Sicherheitsinteressen.
Edward Grey bezeichnete am Nachmittag des 3. August im Unterhaus die Verletzung der belgischen Neutralität sowie die Gefahr einer Niederwerfung Frankreichs als unvereinbar mit den britischen Staatsinteressen, das Parlament folgte dieser Einschätzung.
Am 4. August um 6:00 Uhr morgens teilte der deutsche Botschafter in Brüssel der belgischen Regierung mit, das Deutsche Reich sehe sich nach Ablehnung seiner Vorschläge gezwungen, die zur „Abwehr der französischen Bedrohung“ nötigen Maßnahmen nötigenfalls mit Gewalt durchzusetzen. Wenige Stunden später marschierten deutsche Truppen unter Bruch des Völkerrechts in das neutrale Belgien ein. Noch am gleichen Tag (4. August) überreichte der britische Botschafter Goschen dem deutschen Reichskanzler Bethmann Hollweg ein auf Mitternacht befristetes Ultimatum, in dem die Zusage verlangt wurde, dass Deutschland die belgische Neutralität entsprechend dem Londoner Vertrag von 1839 achten werde. Bethmann Hollweg hielt dem Botschafter vor, dass Großbritannien wegen eines „Fetzen Papiers“ gegen Deutschland in den Krieg ziehe, was in London mit Empörung aufgenommen wurde. Nach Ablauf des Ultimatums befand sich Großbritannien im Kriegszustand mit dem Kaiserreich, seine Dominions folgten umgehend (zumeist ohne gesonderte Kriegserklärung), womit sich innerhalb weniger Tage aus dem Lokalkrieg ein Kontinentalkrieg und aus diesem der Weltkrieg entwickelt hatte. Österreich-Ungarn erklärte Russland am 6. August den Krieg und beendete erst damit die „groteske Situation, daß Deutschland sich sechs Tage früher im Kriege mit Rußland befand als der Verbündete, um dessentwillen es den Kampf überhaupt aufnahm“ (Gerhard Ritter).

Berlin, Unter den Linden: Bekanntgabe des Zustands der drohenden Kriegsgefahr am Nachmittag des 31. Juli 1914 durch einen Offizier des Alexander Garde-Grenadier-Regiments
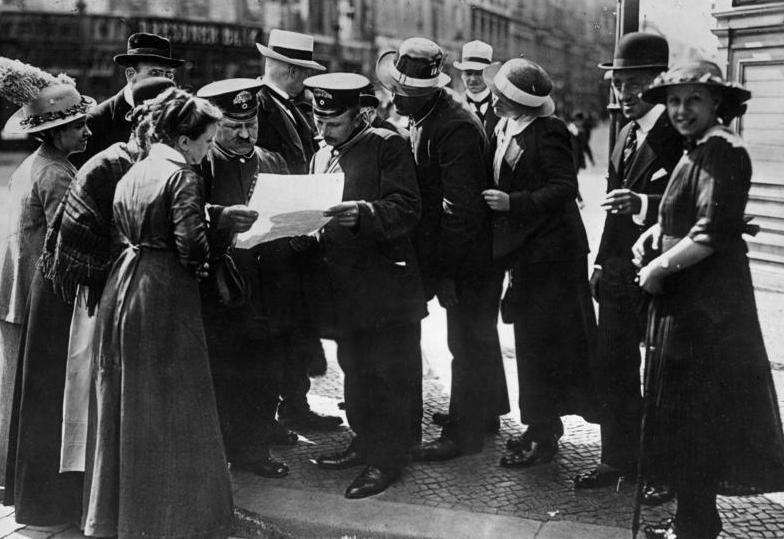
Berliner Bevölkerung mit Extrablatt, August 1914

## Verlauf

Verlauf des Ersten Weltkrieges

### Kriegsjahr 1914

#### Scheitern der Kriegspläne und Übergang zum Stellungskrieg an der Westfront

Ein schienengebundenes 42-cm-Bettungsgeschütz von Krupp („Dicke Bertha“) wird am 7. August 1914 bei Lüttich feuerbereit gemacht

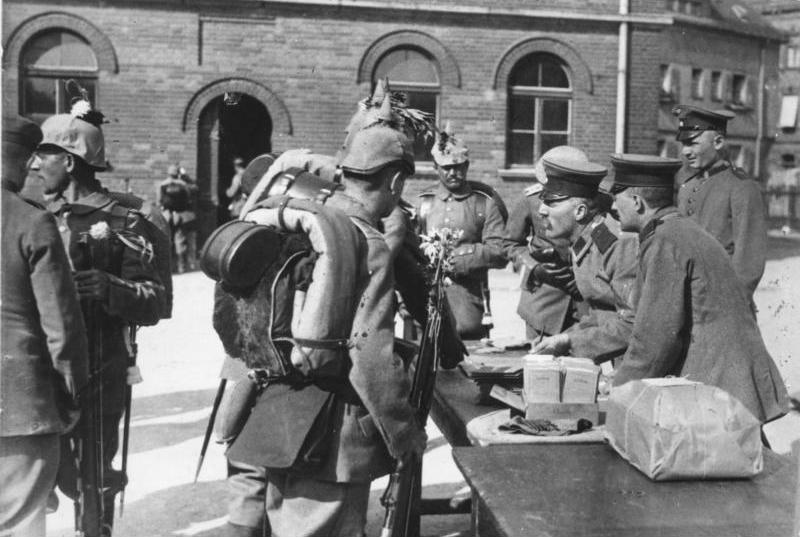
Erste Soldauszahlung nach der Mobilmachung, Berlin, 1914

Deutschland transportierte während des Sommers mit 20.000 Zügen zwei Millionen Männer, 1,189 Millionen Pferde und Ausrüstung an die Westfront. Alle zehn Minuten überquerte auf der Hohenzollernbrücke ein Zug den Rhein. Noch bevor die Versammlung des deutschen Heeres an der Westgrenze abgeschlossen war, führte der Kommandierende General des deutschen X. Armee-Korps, Otto von Emmich, einen bereits im Schlieffenplan vorgesehenen handstreichartigen Überfall auf die Zitadelle der belgischen Festung Lüttich. Die Stadt fiel schnell in die Hände der Angreifer (5.–7. August), während der Gürtel von zwölf Forts zunächst nicht erobert werden konnte. Erst nach dem Heranschaffen schwerster Artillerie (der Dicken Bertha von Krupp und der weniger bekannten, mobileren Schlanken Emma von Škoda) war es möglich, die Festungen zu besetzen und bis zum 16. August Lüttich vollständig zu erobern. Als Höhepunkt der Kämpfe gilt die Zerstörung von Fort Loncin am 15. August durch einen Volltreffer in der Munitionskammer. Die schnelle Ausschaltung der als uneinnehmbar geltenden Forts führte zu strategischen Änderungen in der weiteren französischen Kriegsplanung.

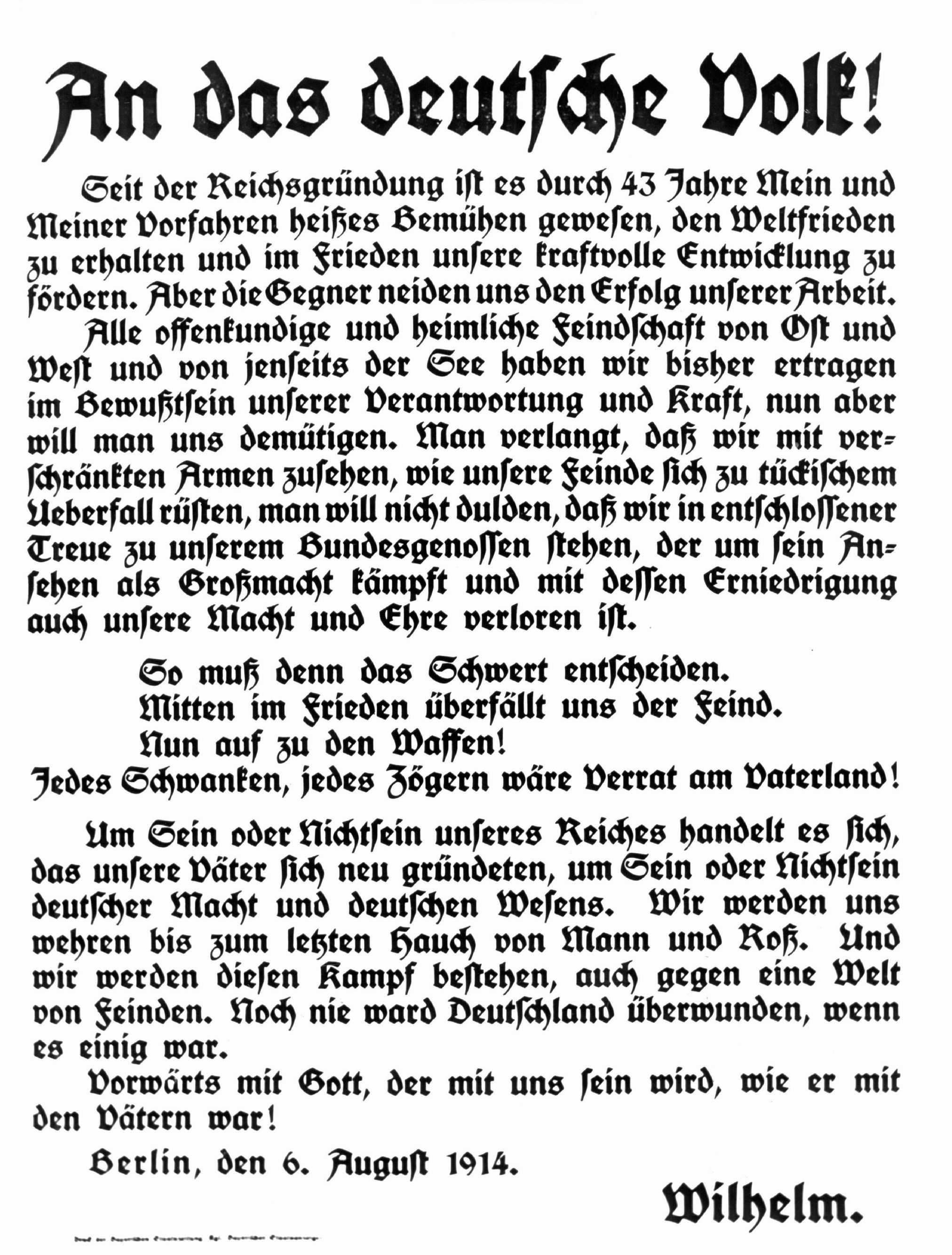
Aufruf von Kaiser Wilhelm II. vom 6. August 1914

Am 4. August begingen deutsche Soldaten in den belgischen Dörfern Visé, Berneau und Battice bei Lüttich erste gewaltsame Übergriffe auf die Zivilbevölkerung. In den kommenden Wochen verübten deutsche Truppen zahlreiche Gräueltaten an der Zivilbevölkerung in Belgien und Frankreich, die mit Angriffen von Francs-tireurs begründet wurden. Die ersten Massenerschießungen von belgischen Zivilisten erfolgten am 5. August, besonders schwere Kriegsverbrechen verübten deutsche Truppen in Dinant, Tamines, Andenne und Aarschot. Den Repressalien fielen zwischen August und Oktober 1914 rund 6500 Zivilisten zum Opfer, weltweit besonders beachtet und verurteilt wurden die Brandschatzungen in Löwen. Die Rezeption von tatsächlichen und erfundenen Übergriffen ging in den noch heute gängigen englischen Propagandabegriff Rape of Belgium (Schändung von Belgien) ein.
Während die deutschen Truppen im Rahmen des Schlieffen-Plans ihre Bogenbewegung über Belgien entfalteten, wurde auf französischer Seite der Plan XVII vorbereitet, der im Gegensatz zur deutschen Umfassungsstrategie auf die Strategie des Durchstoßes im Zentrum (Lothringen) setzte. Vor dem eigentlichen Großangriff im Rahmen dieser Strategie erfolgte ein Vorausangriff auf Mülhausen/Mulhouse. Der französische Befehlshaber Joffre wollte damit deutsche Truppen im Süden binden und durch Vordringen in das nach der Niederlage von 1871 an Deutschland gefallene Elsass den Enthusiasmus der französischen Bevölkerung stärken, was während der kurzfristigen Einnahme der zweitgrößten Stadt und des wichtigsten Industriestandortes der Region durchaus gelang. Am 7. August konnte Mülhausen genommen werden, wobei ein Teil der dortigen Bevölkerung die französischen Soldaten jubelnd begrüßte. Bereits am 9. August ging es wieder an die deutschen Truppen. Nach einer erneuten Eroberung fielen die Stadt und alle elsässischen Gebiete mit Ausnahme des Dollertales und einiger Vogesenhöhen am 24. August für den restlichen Krieg wiederum an die Deutschen. Der den französischen Angriff kommandierende General Louis Bonneau wurde von Joffre entlassen.
Joffre hatte zunächst nicht die Absicht, sich in seinem Aufmarsch gemäß Plan XVII von dem deutschen Angriff auf Belgien beeinflussen zu lassen, und konzentrierte 1,7 Millionen französische Soldaten in fünf Armeen für den Angriff. Er konnte die Bewegung der deutschen Truppen jedoch nicht vollständig ignorieren und verlegte die 5. Armee unter Charles Lanrezac entsprechend weiter nordwestlich. Das gerade erst in Frankreich gelandete Britische Expeditionskorps unter General John French schloss sich nördlich bei Maubeuge an. Die französische Offensive begann zunächst am 14. August: Die 1. Armee unter General Auguste Dubail und die 2. Armee unter General Noël de Castelnau überschritten die Grenze und rückten unter anderem auf Saarburg (Lothringen) vor. Die deutsche 6. und 7. Armee – beide seinerzeit befehligt von Kronprinz Rupprecht von Bayern – wichen zunächst kämpfend zurück.

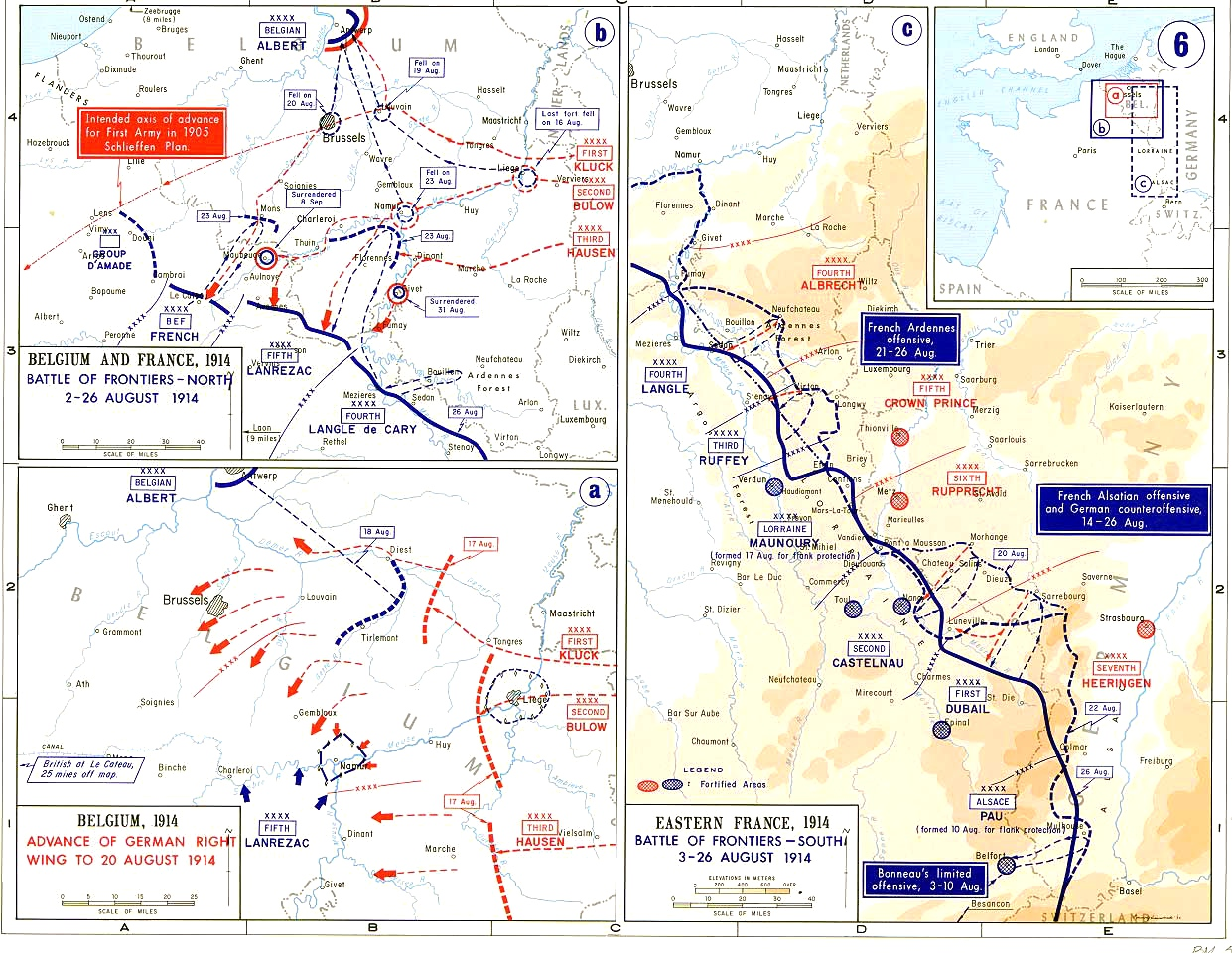
Scheitern des französischen Planes XVII:
die Grenzschlachten an der Westfront vom 3. bis 26. August 1914

Am 18. August, nach der Niederkämpfung der Festung Lüttich (endgültiger Fall von Lüttich am 16. August), begann die eigentliche Großoffensive des rechten deutschen Flügels zur Umfassung der alliierten Armeen. Dabei stieß er sehr schnell nach Brüssel und Namur vor. Der Hauptteil der belgischen Armee zog sich in die Festung Antwerpen zurück, worauf die zweimonatige Belagerung von Antwerpen begann. Am 20. August begann die eigentliche französische Offensive in Richtung Deutsch-Lothringen und Saar-Ruhr-Gebiet, gleichzeitig begann der deutsche Gegenangriff. Daraus und aus einer Reihe von weiteren Schlachten bei Saarburg, bei Longwy, in den Ardennen, an der Maas, zwischen Sambre und Maas und bei Mons entwickelten sich für beide Seiten verlustreiche Kämpfe zwischen den Vogesen und der Schelde, die sogenannten Grenzschlachten. Die französischen Truppen erlitten außerordentlich große Verluste; zwischen dem 20. und dem 23. August fielen 40.000 Soldaten, allein am 22. August 27.000. Die Verluste wurden vor allem durch Maschinengewehre verursacht. Die französische 1., 2., 3. und 4. Armee wurden von der deutschen 4., 5., 6. und 7. Armee frontal schwer geschlagen, ebenso wie die 5. Armee und das britische Expeditionskorps auf dem linken Flügel. Den französischen Truppen gelang jedoch ein ausreichend geordneter Rückzug einerseits hinter die Meurthe und den Festungsring um Nancy, andererseits unter Bewahrung der Festung Verdun hinter die Maas, ohne dass den deutschen Truppen eine Umfassung und vollständige Vernichtung großer Truppenteile gelang. Unter Missachtung des Schlieffen-Plans ersuchte Kronprinz Rupprecht bei Generalstabschef Moltke, den Erfolg ausnützen und selbst in die Offensive gehen zu dürfen, was dieser billigte. Diese deutsche Offensive zwischen 25. August und 7. September brachte jedoch keinen Durchbruch.
Die französischen und britischen Armeen auf dem linken Flügel begannen einen allgemeinen, aber geordneten Rückzug durch Nordfrankreich, der durch vereinzelte Schlachten wie die Schlacht von Le Cateau (26. August) und die Schlacht bei St. Quentin (29. August) unterbrochen wurde und den verfolgenden deutschen rechten Flügel immer näher an Paris heranführte. Die französische Regierung verließ am 2. September die Hauptstadt und zog nach Bordeaux um, die Verteidigung von Paris wurde dem reaktivierten General Joseph Gallieni anvertraut. Das französische Oberkommando zog währenddessen Truppen vom rechten Flügel sowie Reserven zusammen, um bei Paris eine neue (6.) Armee unter Joseph Maunoury aufzustellen, die den deutschen Vormarsch in der Flanke bedrohte. Eine weitere (9.) Armee unter Ferdinand Foch wurde im Zentrum eingeschoben. Joffre plante, die Marne als Auffangstellung zu benutzen, um von hier aus mit einer Offensive an der gesamten Front den deutschen Vormarsch zu stoppen.

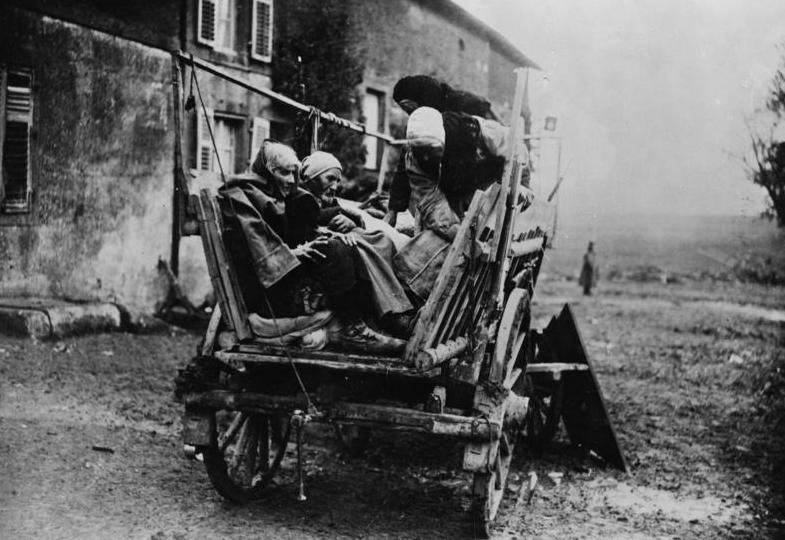
Französische Bauernfamilie auf der Flucht, 1914

Der deutsche Schwenkungsflügel – die 1., 2., 3., 4. und 5. deutsche Armee – hatte schon zuvor mit immer noch hoher Geschwindigkeit seine Drehung Richtung Südwest und Süd vorgenommen; die 1. Armee wich von ihrer planmäßigen Vorstoßrichtung schon nach der Einnahme von Brüssel (20. August) südlich ab, da Befehlshaber Alexander von Kluck die französischen Truppen und das Britische Expeditionskorps verfolgte. Durch die zunehmende Frontausdehnung schwand der Überraschungseffekt der deutschen Offensive, und die zahlenmäßige Überlegenheit des rechten deutschen Flügels ging mit der Dehnung verloren, die Verbindungslinien der Deutschen wurden immer länger, jene der Franzosen immer kürzer. Die auseinandergezogene deutsche Front drohte Ende August zu zerreißen, der rechte Flügel musste aufgrund von Gegenangriffen die Stoßrichtung weiter ändern und nach Süden und Südosten einschwenken, die Einkreisung von Paris wurde am 30. August aufgegeben, wovon Joffre am 3. September informiert war.
Die in Luxemburg stationierte Oberste Heeresleitung verlor inzwischen den Überblick über die operative Lage, vor allem fehlte jegliche Fernsprechverbindung zum bedrohten rechten Flügel. Der technisch unzureichende Funkverkehr konnte dies nicht wettmachen, die Fliegermeldungen blieben oft ungenutzt. Die 1. Armee (320.000 Soldaten) versuchte mit Gewaltmärschen die britische Expeditionsarmee einzuschließen und vernachlässigte dabei den westlichen Flankenschutz. Die Abgabe von zwei Korps an die Ostfront, zurückgelassene Belagerungstruppen (Antwerpen, Maubeuge), Marsch- und Kampfverluste und Versorgungsschwierigkeiten verursachten Stockungen, die erschöpfte 1. Armee hatte unter schweren Kämpfen über 500 Kilometer zurückgelegt.
Am 6. September begann die französische Offensive gegen die offene Flanke der deutschen Armee („Schlacht an der Marne“).
Die deutsche 1. Armee, die trotz gegenteiliger Weisung noch am 5. September 1914 südlich der Marne vorgestoßen war und als westlichste Punkte die um Paris gelegenen Gemeinden Le Plessis-Belleville, Mortefontaine und Meaux erreicht hatte (weitestes Vordringen: ), musste sich in einem zweitägigen Gewaltmarsch zurückziehen. Sie verursachte durch ihre plötzliche Kehrtwendung eine etwa 40 Kilometer breite Lücke zwischen der 1. und 2. deutschen Armee, in die starke französische und britische Kräfte gegen Mittag des 8. Septembers 1914 hineinstießen. Der Zusammenhang der deutschen Front war zerrissen, die Gefahr eines operativen Durchbruches und einer Umfassung der deutschen Armeen wuchs Stunde um Stunde, es drohte die Abschnürung und Vernichtung einzelner deutscher Heeresteile, ein fluchtartiger Rückzug und schlimmstenfalls eine rückwärtige Umfassung des gesamten deutschen Westheeres. Die deutschen Armeen waren nach ihrem pausenlosen Vormarsch am Ende ihrer Kräfte. Der von der Obersten Heeresleitung (OHL) zum Oberkommando der 1. und 2. Armee entsandte Oberstleutnant Richard Hentsch empfahl den Rückzug, der von den Oberbefehlshabern der beiden Armeen am 9. September befohlen wurde, ohne weiteren Kontakt mit den Nachbararmeen oder der OHL aufzunehmen.
Die Notwendigkeit des Rückzuges – vor allem jener der 1. Armee – war später umstritten, überwiegend wird jedoch heute eine Meinung vertreten, wie sie zum Beispiel Holger Afflerbach formulierte: „Operativ war der Rückzugsbefehl richtig und zwingend notwendig, seine psychologischen Auswirkungen waren indes fatal.“ Der Schlieffen-Plan war gescheitert, die Einschnürung des französischen Heeres an der Ostgrenze (Lothringen und Elsass) war misslungen. Am 9. September sah Generalstabschef Moltke den Umschlag, er schrieb an diesem Tage:

„Es geht schlecht … Der so hoffnungsvoll begonnene Anfang des Krieges wird in das Gegenteil umschlagen […] wie anders war es, als wir vor wenigen Wochen den Feldzug so glanzvoll eröffneten […] ich fürchte, unser Volk in seinem Siegestaumel wird das Unglück kaum ertragen können.“

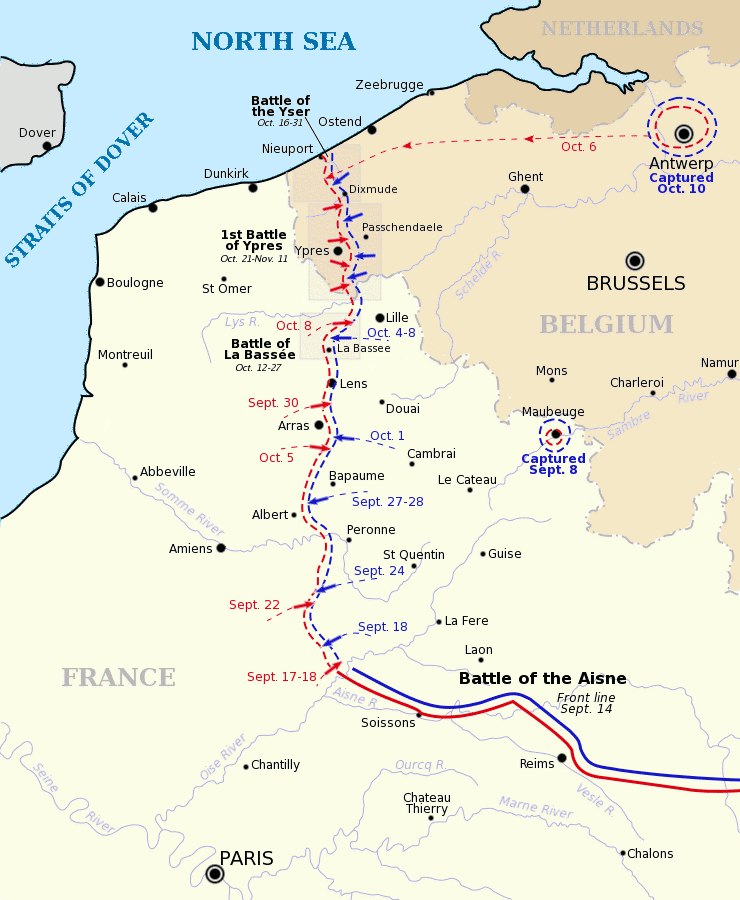
Der „Wettlauf zum Meer“ war durch erfolglose Versuche gekennzeichnet, die Flügel des Gegners zu umfassen und dessen Front aufzurollen

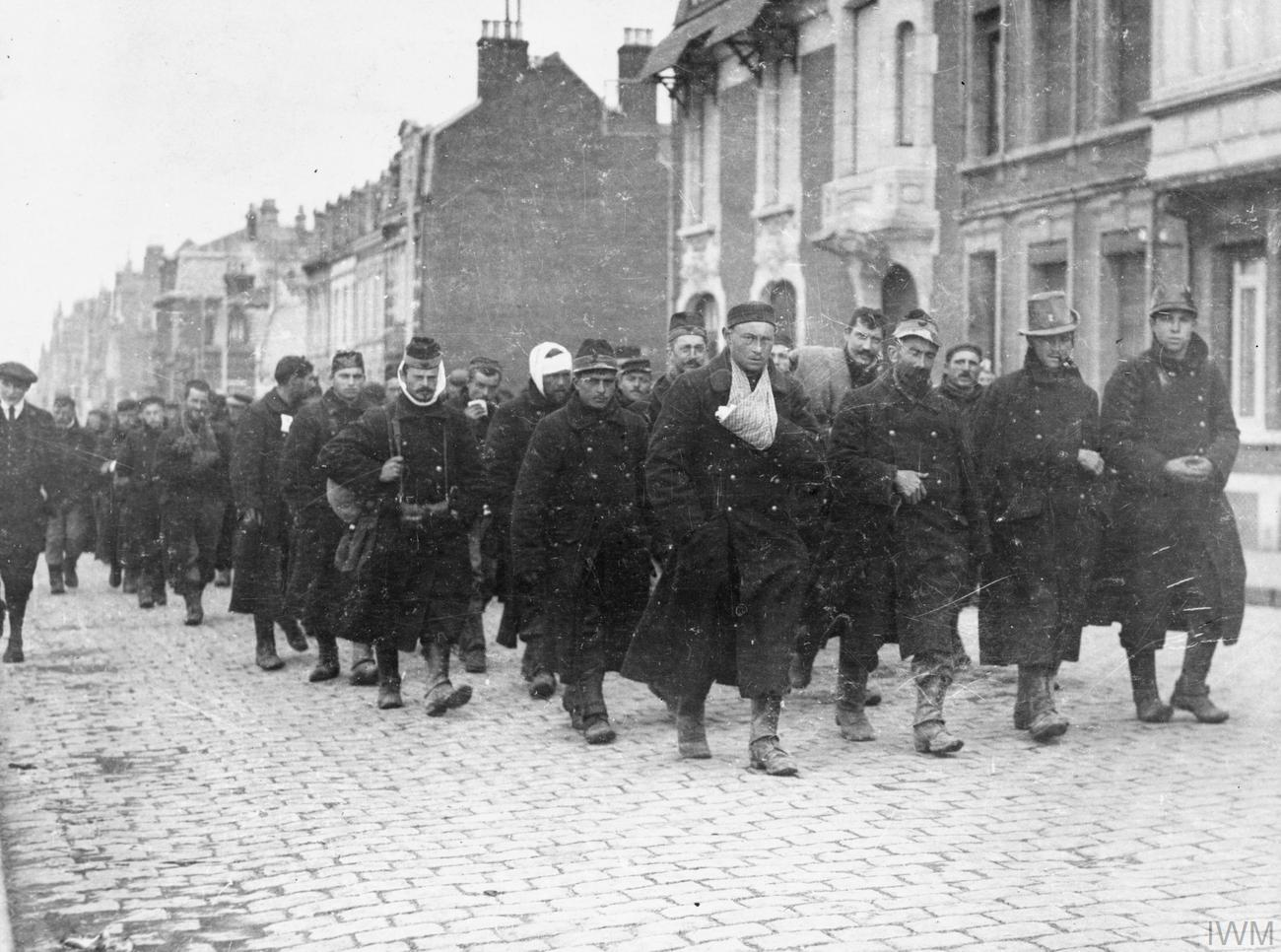
Verwundete belgische Soldaten in Calais am 11. November 1914

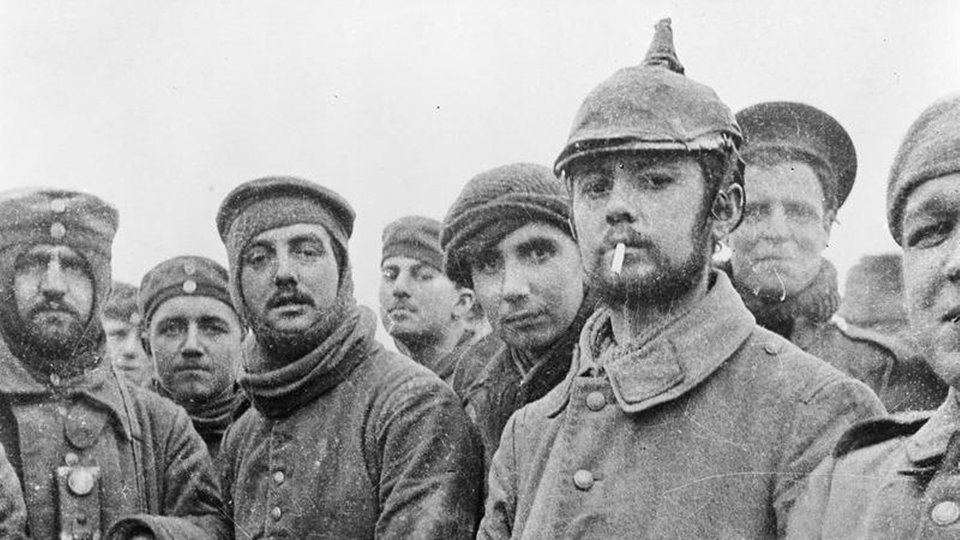
Britische und deutsche Soldaten verbrüdern sich zu Weihnachten 1914 im belgischen Ploegsteert

Generalstabschef Moltke erlitt einen Nervenzusammenbruch und wurde durch Erich von Falkenhayn ersetzt. Die 1. und die 2. deutsche Armee mussten die Schlacht abbrechen und sich zurückziehen, die restlichen Angriffsarmeen folgten. Der darauf folgende Rückzug des deutschen Angriffsflügels hinter die Aisne mündete in die Erste Schlacht an der Aisne, die den Übergang zum Stellungskrieg einleitete. Die deutschen Truppen konnten sich jedoch nach ihrem Rückzug an der Aisne eingraben und wieder eine zusammenhängende, widerstandsfähige Front aufbauen. Am 17. September kam der französische Gegenangriff zum Erliegen. In Frankreich wurde dieser deutsche Rückzug später als „Wunder an der Marne“ bezeichnet, in Deutschland fand der Befehl schärfste Kritik. Falkenhayn legte Reichskanzler Bethmann Hollweg nahe, die deutsche Öffentlichkeit über die kritische militärische Lage nach dem Scheitern des Angriffsplanes aufzuklären, was jener jedoch ablehnte.
Zunächst hielt Falkenhayn am bisherigen Konzept fest, dem zufolge die Entscheidung zuerst im Westen gesucht werden sollte. Im Wettlauf zum Meer (13. September bis 19. Oktober 1914) versuchten beide Seiten, einander zu überflügeln, die Fronten wurden ausgehend von der Aisne bis nach Nieuwpoort an der Nordsee verlängert. In Nordfrankreich versuchten die Gegner in den ersten Oktoberwochen 1914 wieder den Bewegungskrieg einzuleiten, wobei die deutschen Truppen unter schweren Verlusten einige Erfolge verbuchen konnten (Einnahme von Lille, Gent, Brügge und Ostende), ohne jedoch den Durchbruch zu erreichen. Danach verlegte sich der Schwerpunkt der Kämpfe weiter in den Norden nach Flandern, der englische Nachschub über Dünkirchen und Calais sollte unterbrochen werden.
Am 16. Oktober 1914 erschien die Erklärung der Hochschullehrer des Deutschen Reiches. Sie war von über 3000 deutschen Hochschullehrern, also fast der gesamten Dozentenschaft der 53 Universitäten und Technischen Hochschulen Deutschlands, unterzeichnet, und rechtfertigte den Ersten Weltkrieg als „Verteidigungskampf deutscher Kultur“. Ausländische Gelehrte antworteten einige Tage später in der New York Times und The Times.
Bei Ypern entwickelten sich erbitterte Gefechte (Erste Flandernschlacht vom 20. Oktober bis 18. November 1914). In aller Eile aufgestellte deutsche Reservekorps erlitten bei Langemarck und Ypern verheerende Verluste. Ungenügend ausgebildete und von Reserveoffizieren ohne Fronterfahrung geführte junge Soldaten – vereinzelt 15-jährige – gingen hier zu Zehntausenden in den Tod, ohne irgendein nennenswertes Ziel zu erreichen. Dennoch wurde hieraus der Mythos von Langemarck konstruiert – das erste bedeutende Beispiel in diesem Krieg, militärische Niederlagen oder Misserfolge in moralische Siege umzudeuten. Dabei gelang es den Alliierten, die für den britischen Nachschub wichtigen Kanalhäfen Boulogne und Calais und den Eisenbahnknoten Amiens dem deutschen Zugriff zu entziehen.
Mit den Kämpfen bei Ypern endete der Bewegungskrieg. An der deutschen Westfront entstand ein ausgedehntes System aus Schützengräben (Grabenkrieg). Alle Durchbruchsversuche beider Seiten schlugen 1914 fehl, eine über 700 Kilometer lange Front von der Nordsee bis zur Schweizer Grenze (→ Die Schweiz im Ersten Weltkrieg) erstarrte im Stellungskrieg, an den Frontabschnitten lagen die vordersten Gräben oft kaum 50 Meter von den feindlichen Stellungen entfernt.
Am 18. November 1914 eröffnete Falkenhayn Reichskanzler Bethmann Hollweg, dass der Krieg gegen die Triple Entente nicht mehr zu gewinnen sei. Er plädierte für eine diplomatische Liquidierung des Krieges auf dem Kontinent, für einen Verhandlungs- und Separatfrieden mit einem oder mehreren Gegnern, nicht jedoch mit Großbritannien, mit dem er einen politischen Ausgleich nicht für möglich hielt. Reichskanzler Bethmann Hollweg lehnte dies ab. Der Reichskanzler hatte hierzu vor allem innenpolitische Gründe, er wollte angesichts der großen Opfer des Angriffs auf Annexionen und einen „Siegespreis“ für das Volk nicht verzichten. Hindenburg und Ludendorff gingen vom unbedingten Vernichtungswillen der Gegner aus und hielten zudem einen Siegfrieden nach wie vor für möglich. Der Reichskanzler und der Generalstab verschwiegen der Nation die Bedeutung der Niederlagen an der Marne und bei Ypern. Auf diese Weise hielten sie zwar den Kampf- und Durchhaltewillen der Nation hoch. Die Diskrepanz zwischen der politisch-militärischen Lage und den Kriegszielforderungen der wirtschaftlichen und politischen Eliten vergrößerte sich dadurch im weiteren Verlauf des Krieges zunehmend, was zur gesellschaftlichen Frontenstellung während des Krieges und darüber hinaus beitrug.
Im November 1914 erklärte die britische Kriegsmarine die gesamte Nordsee zur Kriegszone und verhängte eine Distanzblockade. Schiffe, die unter der Flagge neutraler Staaten fuhren, konnten in der Nordsee ohne Vorwarnung das Ziel britischer Angriffe werden. Dieses Vorgehen der britischen Regierung verletzte geltendes Völkerrecht, darunter die Deklaration von Paris von 1856, die Großbritannien unterzeichnet hatte.
Am 24. Dezember und den beiden folgenden Tagen kam es an einigen Abschnitten der Westfront zum sogenannten Weihnachtsfrieden, einem unautorisierten Waffenstillstand unter den Soldaten. Beteiligt an dieser Weihnachtswaffenruhe, verbunden mit Verbrüderungsgesten, waren vermutlich über 100.000 hauptsächlich deutsche und britische Soldaten.

#### Kämpfe im Osten und auf dem Balkan
Da zwei russische Armeen entgegen den Annahmen des Schlieffen-Plans zwei Wochen nach Kriegsausbruch und damit unerwartet früh in Ostpreußen eindrangen, war die Lage an der Ostfront für das Deutsche Reich zunächst äußerst gespannt. Die Deutschen waren aufgrund des Schlieffen-Plans an ihrer Ostfront eher defensiv eingestellt. Lediglich einige russisch-polnische Grenzstädte waren besetzt worden; dabei wurde Kalisz zerstört. Nach der Schlacht bei Gumbinnen (19./20. August) musste die Ostpreußen verteidigende 8. Armee weitere Teile des Landes preisgeben. Als Folge dessen wurden die Truppen verstärkt und die bisherigen Befehlshaber durch Generalmajor Erich Ludendorff und Generaloberst Paul von Hindenburg ersetzt, die mit dem Sieg in der Schlacht bei Tannenberg vom 26. bis 31. August die Sicherung von Ostpreußen einleiteten. Dabei gelang deutschen Truppen die Einschließung und weitgehende Vernichtung der russischen 2. Armee (Narew-Armee) unter General Alexander Samsonow. Vom 6. bis 15. September folgte die Schlacht an den Masurischen Seen, die mit der Niederlage der russischen 1. Armee (Njemen-Armee) unter General Paul von Rennenkampff endete. Die russischen Truppen räumten daraufhin den größten Teil Ostpreußens.
Russische Truppen besetzten nach der Schlacht in Galizien vom 24. August bis 11. September das zu Österreich-Ungarn gehörende Galizien. Das österreichisch-ungarische Heer musste sich nach einem Vorstoß auf die galizische Hauptstadt Lemberg wegen der erdrückenden russischen Übermacht im September zu den Karpaten zurückziehen (Schlacht von Lemberg 26. August bis 1. September). Die erste Belagerung von Przemyśl vom 24. September bis zum 11. Oktober konnte abgewehrt werden. Eine zur Entlastung der k. u. k. Truppen von der neuformierten deutschen 9. Armee begonnene Offensive in Südpolen (vom 29. September bis 31. Oktober) mit dem Ziel, die Weichsel zu erreichen, schlug fehl. Am 1. November wurde Generaloberst von Hindenburg zum Oberbefehlshaber Ost des deutschen Heeres ernannt. Am 9. November begann die zweite, am 22. März 1915 für Österreich fatal endende Belagerung von Przemyśl und am 11. November die bis 5. Dezember andauernde deutsche Gegenoffensive im Raum Łódź, nach der die russischen Truppen zur Defensive übergingen. Vom 5. bis 17. Dezember gelang es österreichisch-ungarischen Truppen, einen russischen Vorstoß auf Krakau aufzuhalten; danach verharrten die Gegner in weiten Frontbereichen zunächst im Stellungskrieg. In der Winterschlacht in den Karpaten (Dezember 1914 bis April 1915) konnten sich die Mittelmächte gegen Russland behaupten.

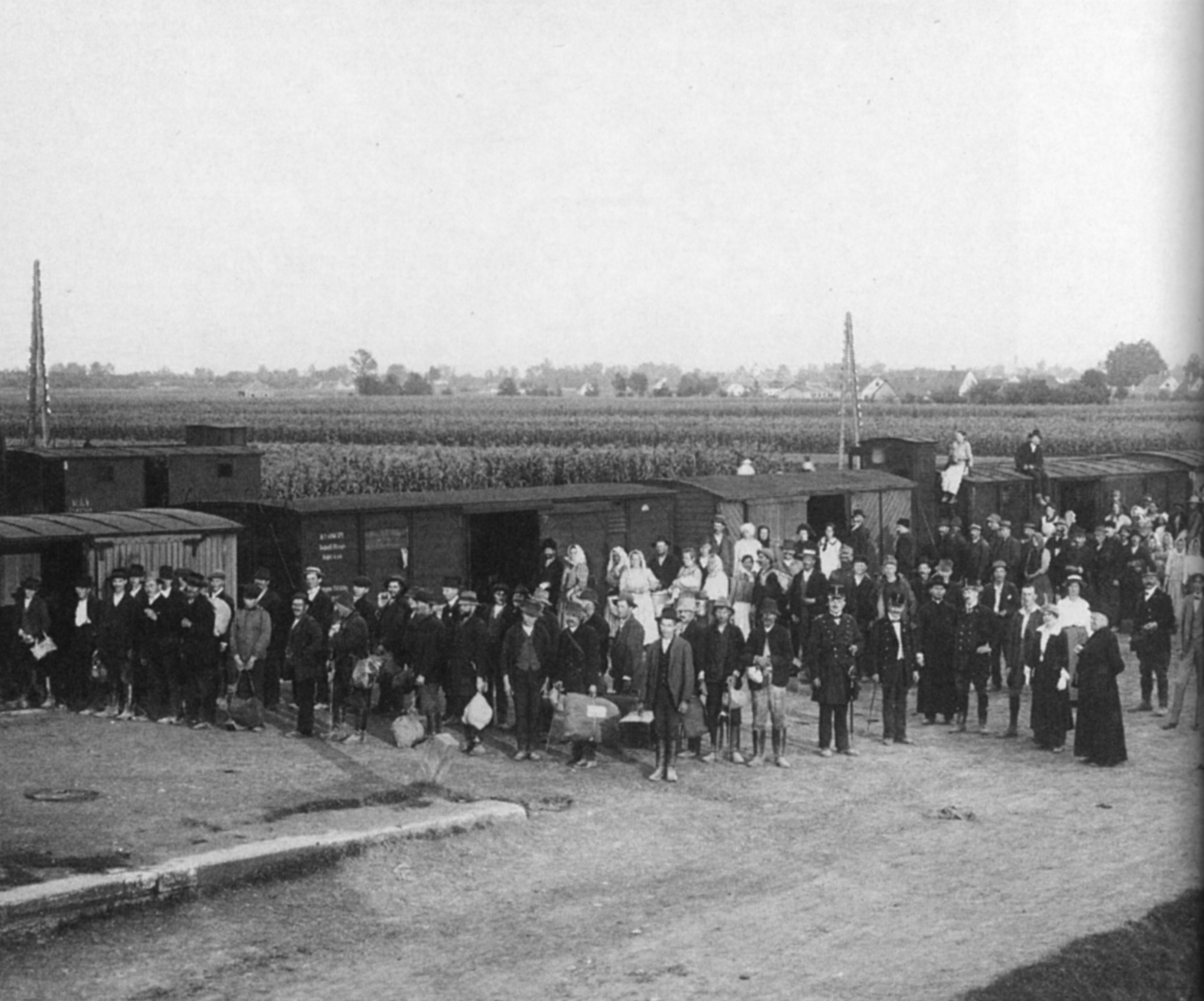
Flüchtlings- und Evakuierungstransport aus Serbien 1914/15 in Leibnitz

Der Ausgangspunkt des Krieges, der Konflikt zwischen Österreich-Ungarn und Serbien, geriet angesichts der großräumigen Eskalation ab August an den Rand der Aufmerksamkeit. Die drei Offensiven der österreichisch-ungarischen Armee zwischen August und Dezember 1914 scheiterten überwiegend oder brachten lediglich Teilerfolge; im Dezember konnte Belgrad kurzzeitig eingenommen werden. Die k. u. k. Armee musste also auch an diesem Kriegsschauplatz einen verheerenden Misserfolg hinnehmen. Besonders die ersten k. u. k.-Offensiven waren von schweren Übergriffen gegen die serbische Zivilbevölkerung begleitet. Mehrere Tausend Zivilisten wurden getötet, Dörfer ausgeplündert und niedergebrannt. Die österreichische Armeeführung gestand die Übergriffe zum Teil ein und sprach von „unorganisierten Requisitionen“ und „sinnlosen Repressalien“. Die serbische Armee war nach der Kraftanstrengung – gegen einen an Ressourcen mehrfach überlegenen Gegner – im Dezember am Ende ihrer Kräfte. Außerdem waren in Serbien Seuchen ausgebrochen. (siehe auch Geschichte Serbiens#1914)

#### Kriegseintritt des Osmanischen Reiches

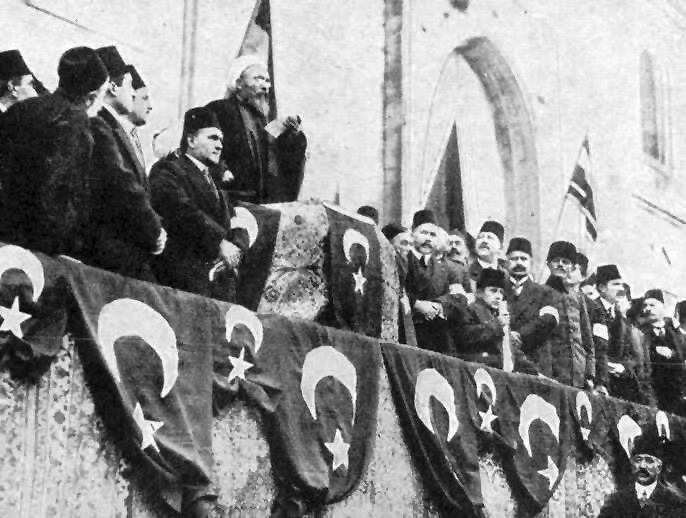
Der Scheichülislam Ürgüplü Mustafa Hayri Efendi rief am 14. November 1914 den Dschihad gegen die „Feinde des Osmanischen Reiches“ aus

Die Deutschen Militärmissionen im Osmanischen Reich und der Bau der Bagdadbahn hatten schon vor dem Krieg die Beziehungen zwischen dem Deutschen und dem Osmanischen Reich intensiviert. Am 1. August kam es zur brüskierenden Beschlagnahme zweier in Großbritannien bestellter und teilweise schon bezahlter Schlachtschiffe. Die Regierung des Osmanischen Reichs versuchte zunächst, sich in einer „bewaffneten Neutralität“ aus den Kampfhandlungen herauszuhalten. Den herrschenden Jungtürken war klar, dass sie sich an eine Großmacht anlehnen mussten, um militärisch standhalten zu können. Auf Betreiben Enver Paschas kam es schließlich zum Kriegsbündnis mit Deutschland und Österreich-Ungarn, das im Kabinett umstritten war.
Am 27. September wurden offiziell die Dardanellen für die internationale Schifffahrt gesperrt. Nachdem die beiden Schiffe der deutschen Mittelmeerdivision unter Konteradmiral Wilhelm Souchon, Goeben und Breslau, der britischen Mittelmeerflotte entkommen und in Konstantinopel eingelaufen waren, überfiel die osmanische Flotte von Souchon befehligt am 29. Oktober russische Küstenstädte im Schwarzen Meer. Daraufhin erfolgte die Kriegserklärung Russlands an das Osmanische Reich am 2. November. Anfang November erklärten auch Frankreich und Großbritannien dem Osmanischen Reich den Krieg. Am Morgen des 14. November rief der Scheichülislam des Osmanischen Reiches Ürgüplü Mustafa Hayri Efendi vor der Fatih-Moschee in Konstantinopel nach einem Edikt Sultan Mehmeds V. den Dschihad gegen die feindlichen Staaten aus. Dieser Aufruf fand im Krieg nur bei einzelnen muslimischen Truppenteilen in britischen Diensten Widerhall, so bei indischen Moslems aus dem Pandschab, die in Singapur am 15. Februar 1915 meuterten. Der Aufruf zeitigte eine verstärkende Wirkung auf die antibritische Stimmung in Afghanistan, die nach Kriegsende im Dritten Anglo-Afghanischen Krieg aufbrach.
Bereits kurz nach der Kriegserklärung landeten bereitgehaltene britisch-indische Truppen am 6. November bei Fao im Persischen Golf, um die britischen Erdölkonzessionen der Anglo-Persian Oil Company zu schützen, und eröffneten damit die Mesopotamienfront. Nach mehreren Zusammentreffen mit schwächeren osmanischen Truppen gelang ihnen bereits am 23. November die Einnahme von Basra.
Auch an der Kaukasusfront eröffneten russische Truppen Anfang November die Offensive (Bergmann-Offensive). Dort kam es im Winter beim Versuch eines Gegenangriffs der osmanischen 3. Armee zu deren erster schweren Niederlage in der Schlacht von Sarıkamış. Auf russischer Seite waren armenische Freiwilligenbataillone an den Kampfhandlungen beteiligt, was die Stimmung gegen die Armenier in der jungtürkischen Führung verschärfte, obwohl sich die Volksgruppe mehrheitlich loyal zum Osmanischen Reich verhielt. Russische Truppen griffen aus dem Nordosten Persiens an, den sie schon seit längerer Zeit besetzt hielten (→ Erster Weltkrieg in Persien). An der Palästinafront kam es vorerst zu keinen größeren Kampfhandlungen.

#### Krieg in den Kolonien
Bereits am 5. August 1914 hatte das Londoner Committee of Imperial Defence beschlossen, unter einseitiger Interpretation der Verträge der Berliner Afrikakonferenz von 1884/85 („Kongokonferenz“) den Krieg auszudehnen und alle deutschen Kolonien anzugreifen oder durch französische, indische, südafrikanische, australische oder neuseeländische oder Truppen angreifen zu lassen. Dabei kam es besonders in Afrika zu teils schweren Kämpfen. Die von allen Seiten umzingelte Kolonie Togo wurde sofort eingenommen. Kamerun war ebenfalls schwer zu halten: Bis zum Ende des Jahres 1914 zogen sich die deutschen Truppen in das Hinterland zurück. Dort entwickelte sich ein zermürbender Kleinkrieg, der sich bis 1916 hinzog. Die Südafrikanische Union griff Deutsch-Südwestafrika an, das sich in der Schlacht bei Sandfontein vom 24. bis 26. September zunächst behaupten konnte. Bei den Angriffen der Südafrikanischen Union wirkte sich der antibritische Aufstand eines Teils der burischen Bevölkerung, der erst im Februar 1915 endgültig niedergeschlagen werden konnte, verzögernd aus. Deutsch-Ostafrika verteidigte sich unter Paul von Lettow-Vorbeck verbissen und zwang die britischen Truppen in der Schlacht bei Tanga (2./4. November 1914) zunächst zum Rückzug. Dank der deutschen Strategie von Rückzügen und Guerilla-Taktiken konnte sich die Schutztruppe für Deutsch-Ostafrika bis zum Kriegsende halten.
Am 23. August erfolgte die Kriegserklärung Japans an Deutschland. Die deutschen Kolonien im Pazifik, in denen keine Schutztruppen stationiert waren, wurden nahezu kampflos an Japan, Australien und Neuseeland übergeben. Die deutsche Kolonie Kiautschou wurde während der Belagerung von Tsingtau erbittert verteidigt, bis Material und Munition aufgebraucht waren (Kapitulation 7. November 1914).

### Kriegsjahr 1915

#### U-Boot-Krieg

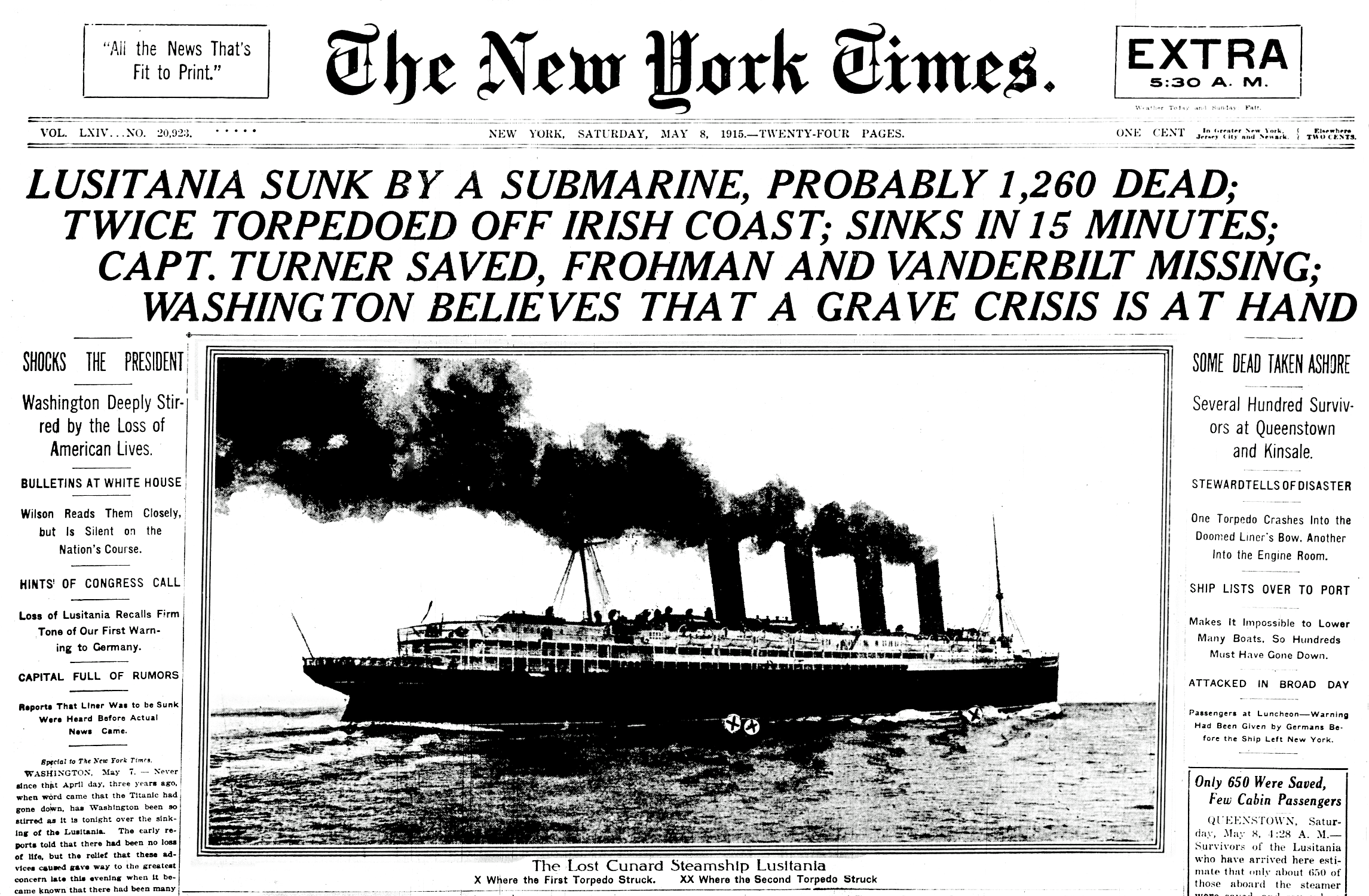
Extra-Ausgabe der New York Times zur Versenkung der RMS Lusitania: „eine ernste Krise steht bevor“

Am 4. Februar kündigte das Deutsche Reich offiziell den Beginn des U-Boot-Krieges gegen Handelsschiffe zum 18. Februar an. Die Gewässer um Großbritannien und Irland wurden gegen den Protest neutraler Staaten zum Kriegsgebiet erklärt, obwohl zur effektiven Blockade Großbritanniens nicht genügend U-Boote zur Verfügung standen. Mit dem Einsatz von U-Booten gegen Handelsschiffe beschritt Deutschland militärisch und völkerrechtlich neue Wege. U-Boote konnten die Regeln des Prisenrechts nur unvollkommen einhalten, zumal die zunehmende Bewaffnung der britischen Handelsschiffe die Sicherheit der Boote gefährdete. Hinzu kam, dass den U-Boot-Kommandanten keine klaren Ausführungsanweisungen gegeben wurden. Die Marineführung ging offensichtlich davon aus, dass die meisten Versenkungen warnungslos erfolgen würden und dadurch gegenüber der neutralen Schifffahrt eine Abschreckung erzielt werde. Aufgrund der Proteste neutraler Staaten nach der deutschen Ankündigung wurde der U-Boot-Krieg jedoch insofern formell eingeschränkt, als keine neutralen Schiffe angegriffen werden durften.
Am 7. Mai versenkte das deutsche U-Boot U 20 das britische Passagierschiff Lusitania, was eine Protestwelle vor allem in den USA auslöste. Denn über 200 US-Amerikaner waren an Bord der Lusitania, als diese am 1. Mai 1915 den Hafen von New York City verließ, obwohl die deutsche Botschaft in Washington in Anzeigen davor gewarnt hatte, britische Schiffe zur Überfahrt zum Vereinigten Königreich zu benutzen. Für die Amerikaner bedeutete der Untergang der Lusitania und der Tod der vielen Amerikaner einen Schock, der ihnen deutlich machte, wie schwer es war, sich aus dem Weltkrieg herauszuhalten. Als der Passagierdampfer am 7. Mai versenkt wurde, starben 1198 Passagiere und Besatzungsmitglieder, darunter fast 100 Kinder und 127 US-Amerikaner. In Amerika herrschte Empörung, es folgte ein Notenwechsel zwischen der amerikanischen und deutschen Regierung. Der Kaiser stimmte am 1. und 6. Juni dem Ansinnen des Reichskanzlers zu (seinerzeit in dieser Frage noch unterstützt von der OHL), dem zufolge deutsche U-Boote keine neutralen Schiffe und generell keine großen Fahrgastdampfer versenken sollten. Großadmiral Tirpitz und Admiral Gustav Bachmann reichten deswegen umgehend Abschiedsgesuche ein, die der Kaiser in schroffer Form zurückwies. Nach der Versenkung des Dampfers Arabic am 19. August 1915 durch U 24, bei der erneut Amerikaner ums Leben kamen, machte Botschafter Johann Heinrich von Bernstorff die nun geltenden Einschränkungen der amerikanischen Regierung deutlich (Arabic pledge). Die deutsche Presse wurde Ende August informiert und deren Chefredakteure – explizit Ernst Graf zu Reventlow, aber auch Georg Bernhard – vom Generalstab angewiesen, die von einigen Zeitungen geführten Kampagnen für den unbegrenzten U-Boot-Krieg und gegen die USA (aufgrund deren Noten) umgehend einzustellen.

#### Deutschland sucht die Kriegsentscheidung an der Ostfront
An der Ostfront siegte das deutsche Heer vom 2. bis 27. Februar mit Hilfe der neu eingetroffenen 10. Armee in der Winterschlacht in Masuren über die Russen. Die russischen Truppen zogen sich daraufhin endgültig aus Ostpreußen zurück.

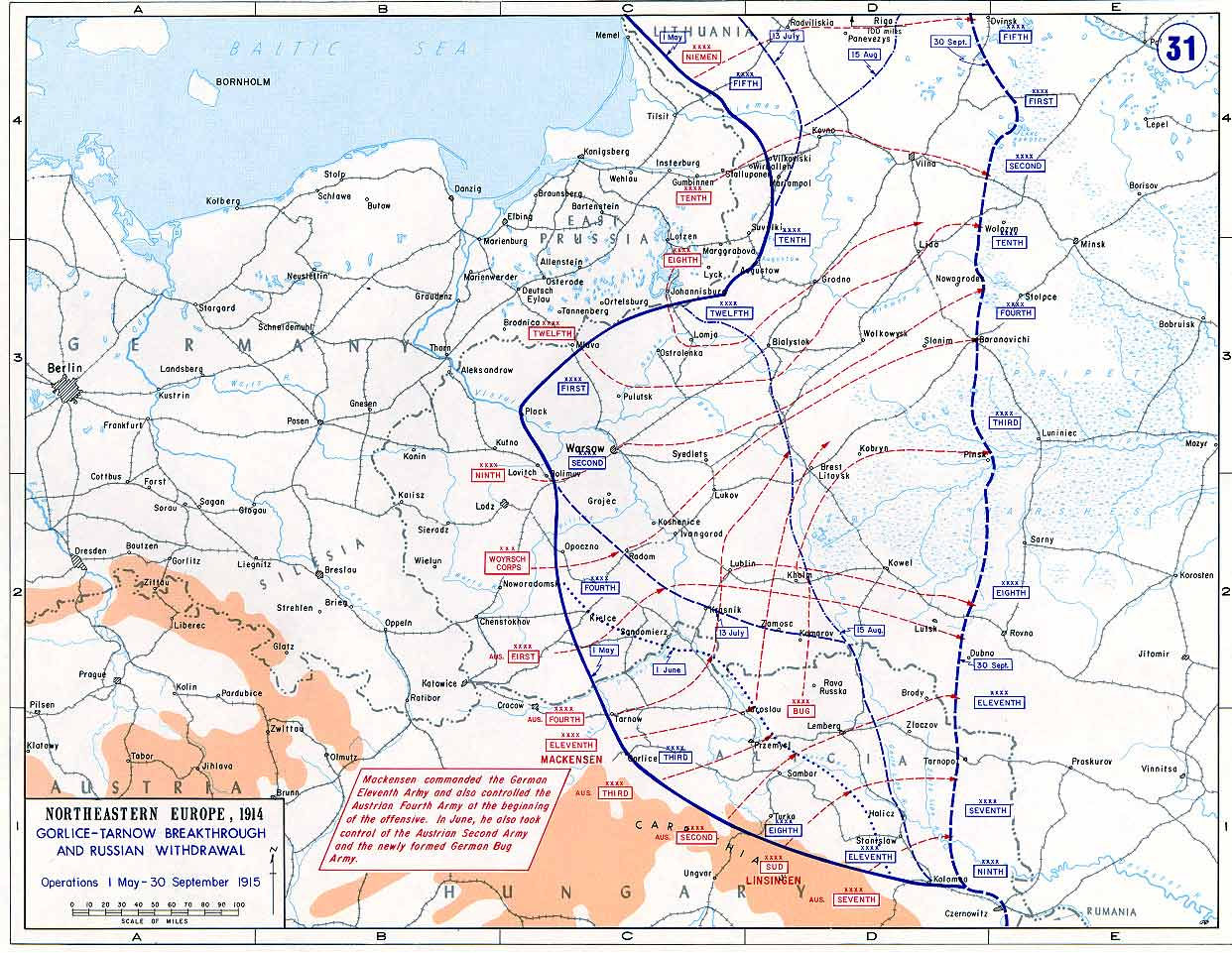
Rückzug der russischen Truppen zwischen Mai (blaue Frontlinie) und September 1915 (blau gestrichelte Frontlinie)

Im November 1914 hatten Paul von Hindenburg und Erich von Ludendorff als sein Chef des Stabes das Oberkommando über alle deutschen Truppen der Ostfront erhalten und sich seitdem erfolgreich für den Versuch einer Kriegsentscheidung im Osten 1915 eingesetzt. Ziel der deutschen Führung war es, die Sprengung der gegnerischen Koalition durch eine Schwächung Russlands vorzubereiten. Da die allgemeine Lage im Osten – fast ganz Galizien war russisch besetzt – einen Separatfriedensvorstoß von Seiten der Mittelmächte vorerst wenig aussichtsreich erscheinen ließ, sollte mit militärischen Mitteln der Druck auf Russland erhöht und zudem ein günstiger Eindruck auf die neutralen Staaten, insbesondere auf dem Balkan, erzielt werden. Vor allem drohte mit dem zu erwartenden Kriegseintritt Italiens eine gefährliche strategische Situation für Österreich-Ungarn: Die Russen hatten sich in der Winterschlacht in den Karpaten behaupten können, beim Kriegseintritt Italiens hätte eine großräumige Zangenbewegung (zwischen dem Isonzo und den Karpaten) das militärische Ende der Donaumonarchie bedeuten können. Ein Durchbruch in Westgalizien bis zum San sollte die russischen Verbände zum Rückzug aus den Bergen zwingen, da sie sonst ihrerseits die Einschließung fürchten mussten. Hierfür wurden im Frühjahr 1915 Teile des Westheers (die 11. Armee unter August von Mackensen) an die Ostfront verlegt. Vom 1. bis zum 10. Mai fand östlich von Krakau die Schlacht von Gorlice-Tarnów statt, in deren Verlauf den deutschen und österreichisch-ungarischen Truppen (4. Armee) ein unerwartet tiefer Einbruch in die russischen Stellungen gelang, schon Mitte Mai erreichten sie den San. Die Schlacht markierte einen Wendepunkt an der Ostfront. Der Erfolg konnte nicht darüber hinwegtäuschen, dass Österreich-Ungarn vom Kriegsbeginn bis März 1915 Verluste von annähernd 2 Millionen Mann zu tragen hatte und zunehmend auf massive deutsche Hilfe angewiesen war.
Ende Juni setzten die Mittelmächte ihren Angriff mit der Bug-Offensive fort. Nach der Rückeroberung von Przemyśl am 4. Juni und Lemberg am 22. Juni schien die Abschnürung des Frontbogens in Russisch-Polen greifbar, mit koordinierten Angriffen von Norden und Süden sollten die russischen Verbände dort eingeschlossen werden, die Oberste Heeresleitung stellte – einen solchen Erfolg vor Augen – Angriffe an anderen Fronten zurück. Diese Planung von Ludendorff erschien Falkenhayn und Mackensen jedoch – angesichts der Erfahrungen in der Marneschlacht – als zu ambitioniert und wurde reduziert. Die Bug-Offensive (29. Juni bis 30. September) und die Narew-Offensive (13. Juli bis 24. August) führten nicht zur Einschließung großer Truppenteile, die russische Armee konnte aber zum „Großen Rückzug“ gezwungen werden: Räumung Polens, Litauens sowie großer Teile Kurlands und Verkürzung der russischen Front von 1600 auf 1000 Kilometer. Bis zum September gelang den Mittelmächten die Einnahme wichtiger Städte wie Warschau (4. August), Brest-Litowsk und Vilnius. In Russisch-Polen entstanden durch die Besatzungsmächte zwei Generalgouvernements: ein österreichisches in Lublin und ein deutsches mit Sitz in Warschau. In „Ober Ost“, de facto ein Militärstaat in den Gebieten unter deutschem Oberbefehl außer Russisch-Polen, wurde im Folgenden eine Besatzungspolitik zur intensiven wirtschaftlichen Ausbeutung des Landes und seiner personellen Ressourcen betrieben. Gegen Ende September scheiterten weitere Offensiven der 10. Armee unter Ludendorff gegen Minsk und der österreichischen Truppen gegen Rowno. Trotz der insgesamt höheren Verluste der russischen Armee blieb diese nach Abschluss des Großen Rückzuges (September 1915) weiterhin zahlenmäßig überlegen, die geplante Rückverlagerung großer Teile der deutschen Truppen an die Westfront konnte nicht im erhofften Ausmaße erfolgen.

#### Die Westfront 1915

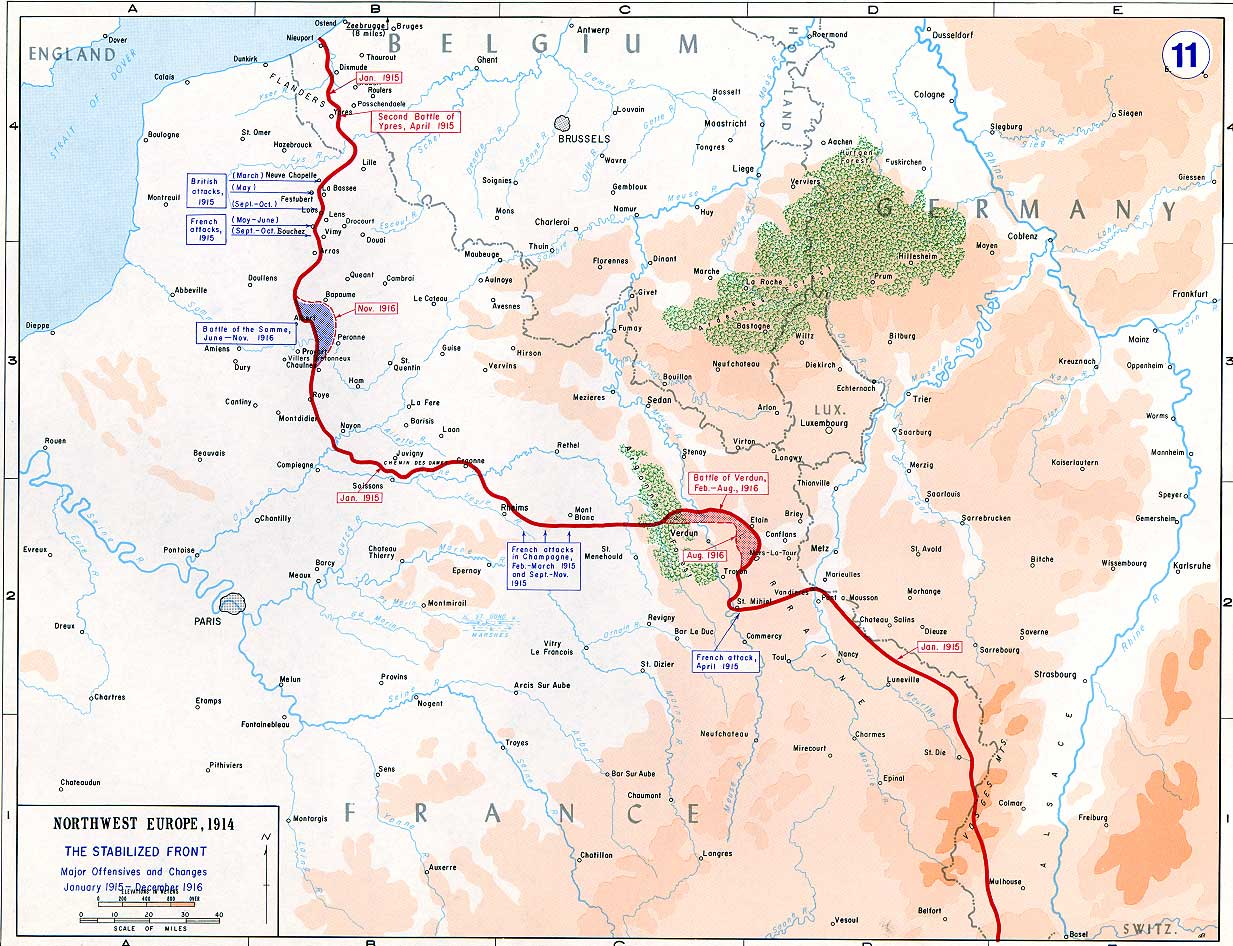
Die Alliierten versuchten im Jahre 1915 die Flanken des großen deutschen Frontbogens zwischen Lille und Verdun einzudrücken (obere Bildhälfte)

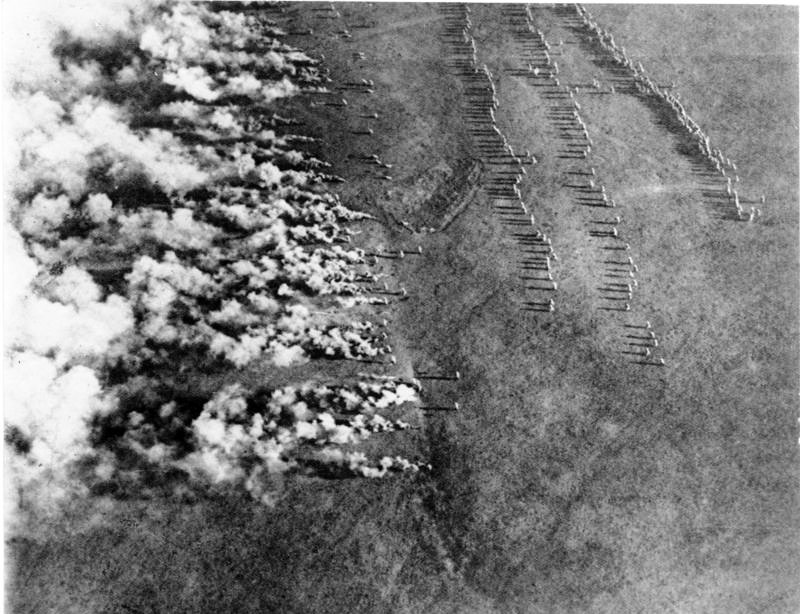
Gasangriff nach dem Blasverfahren, rechts im Bild steht Infanterie zum darauffolgenden Angriff bereit

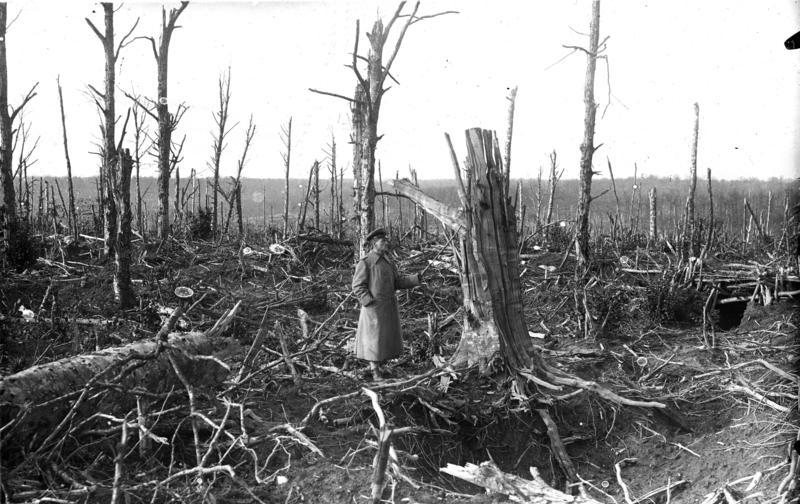
Champagne: zerschossener Wald in den Argonnen

An der Westfront verfolgten die Alliierten zunächst die klassische Strategie, den großen deutschen Frontbogen zwischen Lille im Norden und Verdun im Süden durch Eindrücken der beiden Flanken abzuschnüren und dabei möglichst die für den Nachschub wichtigen Eisenbahnlinien zu unterbrechen. Im Rahmen dieser Strategie kam es zunächst zur schon Ende 1914 vorbereiteten Winterschlacht in der Champagne (bis Ende März), bei der sich der Typus der Materialschlacht herausbildete: tagelanger, zum Trommelfeuer eskalierender Artilleriebeschuss, der die massive Demoralisierung und materielle Abnutzung des Gegners beabsichtigte, woraufhin der massive Angriff der Infanterie folgte. Diese Taktik führte jedoch nicht zum Erfolg, da die Deutschen durch den Beschuss auf den Angriff gefasst waren und ihn aufgrund struktureller Vorteile des Verteidigers im Grabenkrieg aus den gut ausgebauten Unterständen mit Sperrfeuer und Maschinengewehr abweisen konnten. Alliierte Angriffe auf den kleinen, strategisch bedrohlichen Frontbogen von Saint-Mihiel (Osterschlacht oder Erste Woëvre-Schlacht zwischen Maas und Mosel) schlugen ebenfalls fehl.
Der Einsatz von Giftgas am ersten Tag der Zweiten Flandernschlacht, dem 22. April, gilt als „neues Kapitel in der Geschichte der Kriegsführung“ und als „Geburtsstunde von modernen Massenvernichtungswaffen“. Zwar wurden im Gaskrieg während des Ersten Weltkrieges schon zuvor auch von den Alliierten Reizstoffe verwendet. Da am 22. April jedoch tödliches Chlorgas zum Einsatz kam, galt der Angriff international als klarer Verstoß gegen die Haager Landkriegsordnung und wurde propagandistisch entsprechend verwertet. Der Gasangriff wurde mit dem von der Windrichtung abhängigen Haberschen Blasverfahren geführt. Schon im März bauten Pioniere in den vordersten Gräben bei Ypern verdeckte Gasflaschen ein, aus denen das Gas abgeblasen werden sollte. Da Ostwind in Westflandern relativ selten ist, musste der Angriff mehrfach verschoben werden. Am 22. April wehte beständiger Nordwind, so wurde das Gas am Nordteil des alliierten Frontbogens um Ypern abgeblasen. Die Wirkung war deutlich gravierender als erwartet: Die französische 87. sowie die 45. (algerische) Division flohen in Panik, womit sich eine sechs Kilometer breite Lücke in der alliierten Front auftat. Die Zahl der Toten dieses Gasangriffes wurde zeitgenössisch mit bis zu 5000 angegeben, heutige Schätzungen liegen bei etwa 1200 Toten und 3000 Verwundeten. Die deutsche Führung hatte eine solche Wirkung nicht erwartet und vermutlich deswegen nicht ausreichend Reserven für einen weiteren Vorstoß bereitgestellt, abgesehen davon beeinträchtigte das Gas die Angreifer. Der Frontbogen von Ypern wurde im Rahmen der Zweiten Flandernschlacht lediglich verkleinert und konnte von den britischen Truppen und der neu an der Front eingetroffenen kanadischen Division gehalten werden. Aufgrund des Gaseinsatzes lagen die Verluste bei den Verteidigern deutlich höher als bei den Angreifern (etwa 70.000 zu 35.000), was für den Grabenkrieg im Ersten Weltkrieg ungewöhnlich war.
Am 9. Mai versuchten Briten und Franzosen einen Durchbruch im Artois in der Lorettoschlacht. Diese erbrachte trotz enormer Verluste (111.000 alliierte und 75.000 deutsche Soldaten) nur Teilerfolge und wurde Mitte Juni abgebrochen. Auf der deutschen Seite gelang es zunehmend, die strukturellen Vorteile des Verteidigers im Grabenkrieg durch taktische Veränderungen weiter auszubauen: Während traditionell die Verteidigung auf eine erste Linie in Vorderhangstellung konzentriert worden war (beste Übersicht und weites Schussfeld), gingen die deutschen Truppen aufgrund der materiellen Überlegenheit der Alliierten zunehmend dazu über, den Schwerpunkt der Verteidigung auf die zweite Linie in Hinterhangstellung zu verlegen. Damit blieb einerseits beim alliierten Durchbruch genug Zeit für die Heranführung von Reserven, andererseits war die überlegene alliierte Artillerie mangels direkter Sicht nicht mehr treffsicher genug, um die deutschen Stellungen auszuschalten.
Die letzten größeren Kampfhandlungen an der Westfront des Kriegsjahres 1915 waren alliierte Offensiven zwischen dem 22. September und dem 14. Oktober wiederum im Artois und in der Champagne. Die Herbstschlacht in der Champagne und die Herbstschlacht bei La Bassée und Arras brachten bei hohen Verlusten und sukzessive steigendem Materialeinsatz kaum Ergebnisse: „Die Truppen der Entente mussten mit Verlusten von bis zu einer Viertelmillion Mann für minimale Geländegewinne bezahlen.“

#### Das Gallipoli-Unternehmen der Alliierten

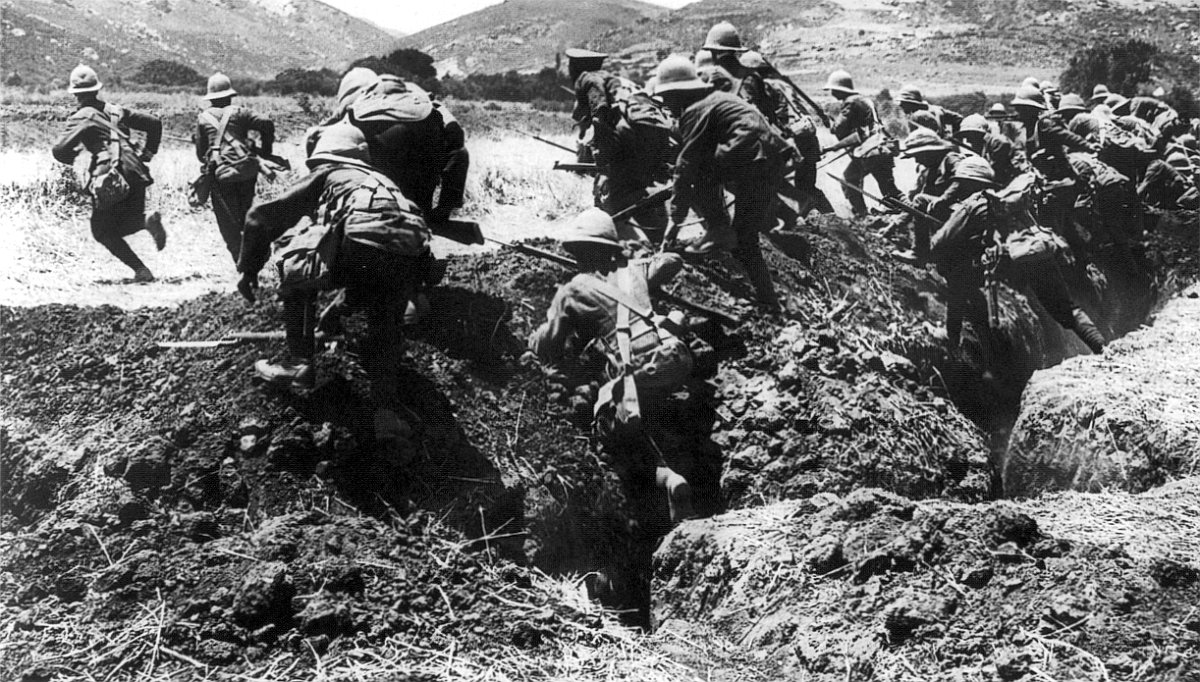
Britische Infanterie bei einer Übung auf der griechischen Insel Limnos für den späteren Angriff auf Gallipoli

Am 19. Februar begann die Dardanellen-Operation der Alliierten mit dem Beschuss der türkischen Küstenforts entlang der Dardanellen durch britische und französische Kriegsschiffe. Zunächst versuchten Minenräumer, die türkischen Minensperren in der Meerenge zu räumen, um das Ziel Konstantinopel direkt erreichen zu können. Absicht der Alliierten war, das Osmanische Reich durch Bedrohung seiner Hauptstadt aus dem Krieg zu drängen und die Nachschubroute nach Russland durch die Dardanellen zu öffnen. Am 18. März wurde ein Durchbruchsversuch durch die Marinestreitkräfte unter Admiral John de Robeck unternommen, dabei wurden drei alliierte Schlachtschiffe versenkt und weitere beschädigt. In der Folge beschlossen die alliierten Regierungen, die Öffnung der Dardanellen mit der Landung von Bodentruppen zu erzwingen. Zuvor hatten britische Militärs Truppenlandungen bei Alexandretta erwogen, um die südlichen Gebiete des Osmanischen Reichs vom anatolischen Kernland abzutrennen.
Am 25. April begann die Landung der Alliierten auf der Halbinsel Gallipoli und an der gegenüberliegenden asiatischen Küste bei Kum Kale. Alliierte Truppen hatten zuvor unter Missachtung der griechischen Neutralität unter anderen die Insel Limnos besetzt, um sie als Ausgangspunkt für Angriffe gegen das Osmanische Reich zu nutzen. 200 Handelsschiffe – gedeckt von 11 Kriegsschiffen – setzten 78.000 britische Soldaten der Mediterranean Expeditionary Force und 17.000 französische Soldaten des Corps expéditionnaire d’Orient ab, darunter das Australian and New Zealand Army Corps (ANZAC) in seinem ersten Kriegseinsatz. Der Angriff schlug aufgrund des unerwartet heftigen türkischen Widerstandes fehl, wobei sich in der 5. Osmanischen Armee unter dem Oberbefehl von Otto Liman von Sanders insbesondere Mustafa Kemal als Kommandant der 19. Division hervortat und den Grundstein zu seinem Ruf als Volksheld legte. Die Operation, in der insgesamt über 500.000 Soldaten der Alliierten eingesetzt wurden, musste bis zum 9. Januar 1916 mit einer umfassenden amphibischen Evakuierung abgebrochen werden. In der Schlacht verloren 110.000 Soldaten beider Seiten das Leben.

#### Kriegseintritt Italiens

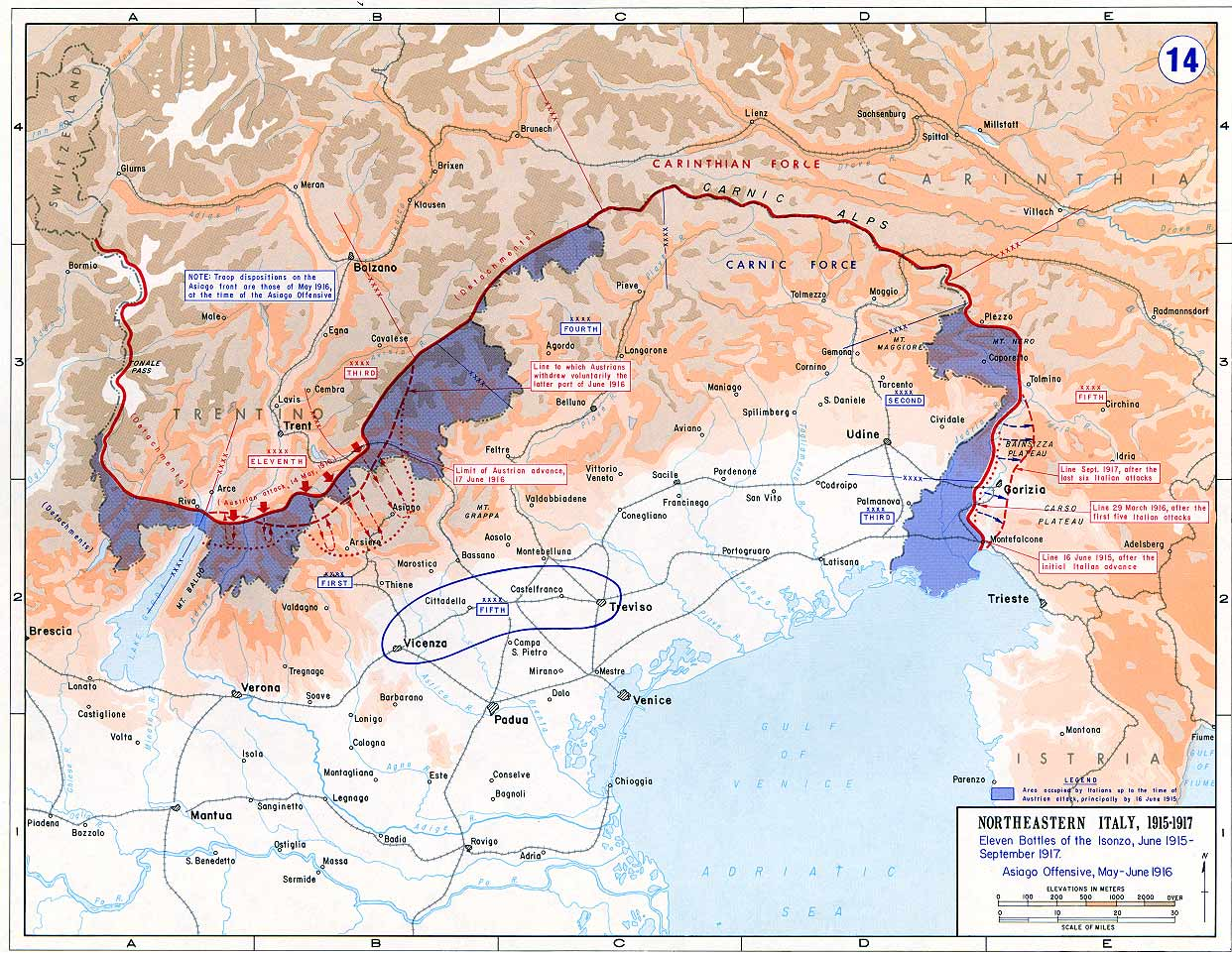
Die italienische Front 1915 bis 1917, italienische Eroberungen in Blau

Am 23. Mai erklärte Italien Österreich-Ungarn den Krieg. Deutschland hatte zuvor seit Januar Österreich dahingehend unter Druck gesetzt, Italien das Trentino und weitere Gebiete abzutreten, um zumindest dessen Neutralität zu gewährleisten. Auch nach der Kündigung des Dreibundes am 4. Mai wurden Italien immer umfangreichere Angebote unterbreitet, so am 10. Mai unter anderem die Abtretung des Trentino sowie des Isonzogebietes, weitgehend freie Hand in Albanien und anderes mehr. Andererseits hatte Italien mit den Alliierten verhandelt und im Londoner Vertrag am 26. April für den Fall eines Kriegseintrittes auf Seiten der Alliierten weiterreichende Zusagen erlangt. Premierminister Antonio Salandra und Außenminister Sidney Sonnino hatten sich nach Monaten des Taktierens mit ausdrücklicher Zustimmung von König Viktor Emanuel III. für die Kriegserklärung an Österreich entschlossen. Sie folgten dabei dem Druck der öffentlichen Meinung, wenngleich es weder in der Bevölkerung noch im Parlament zum Zeitpunkt der Kriegserklärung eine Mehrheit für den Krieg gab. Die Befürworter des Krieges gegen Österreich waren weit aktiver und konnten die wichtigsten italienischen Meinungsführer aus allen politischen Richtungen auf sich vereinen. Der politische Irredentismus konnte zum Beispiel auf Cesare Battisti zurückgreifen. Gabriele D’Annunzio – Schriftsteller und später Pionier des europäischen Faschismus – organisierte in Rom publikumswirksame Veranstaltungen und Massendemonstrationen für den Krieg, der sozialistische Publizist Benito Mussolini plädierte schon seit Oktober 1914 für den Krieg, was zu seinem Parteiausschluss aus der Partito Socialista Italiano führte. Mussolini gründete daraufhin – vermutlich finanziert von Frankreich – seine eigene Zeitung Il Popolo d’Italia, mit der er weiterhin den Kriegseintritt Italiens auf Seiten der Entente forderte. Weitere publikumswirksame Unterstützung erfuhren die Kriegsbefürworter durch die Futuristen um Filippo Tommaso Marinetti. Das Parlament unterstützte zwar noch kurz vor der Kriegserklärung den Neutralitätskurs des Mehrheitsführers und vorherigen Premierministers Giovanni Giolitti, was ihm Mordaufrufe seitens D’Annunzios einbrachte, aber das Parlament war nicht der eigentliche Ort der politischen Entscheidung. Als es am 20. Mai anlässlich der Bewilligung der Kriegskredite einberufen wurde, stimmten nur die Sozialisten gegen die Kredite, während die vormaligen Kriegsgegner wie die Giolitti-Anhänger und die Katholiken ihre patriotische Einstellung mit der Annahme der Kriegskredite zu beweisen suchten.
Die Italienfront verlief vom Stilfser Joch an der Schweizer Grenze über Tirol entlang der Dolomiten, der Karnischen Alpen und des Isonzo bis zur Küste der Adria. Damit befand sich Österreich-Ungarn ab sofort in einem Dreifrontenkrieg, was die Lage der Mittelmächte erschwerte. Die Österreicher konnten zudem Teile der Italienfront zu Beginn der Kampfhandlungen nur ungenügend absichern, es kamen vielfach lediglich örtliche Milizen und Landsturm zum Einsatz, darunter 30.000 Standschützen. Die Kampfhandlungen begannen am Isonzo unmittelbar nach der Kriegserklärung, der eigentliche Beginn der Ersten Isonzoschlacht wird auf den 23. Juni angesetzt. Trotz großer Überlegenheit und Gebietsgewinnen gelang den Italienern weder in dieser Schlacht (bis 7. Juli) noch in der unmittelbar darauf folgenden Zweiten Isonzoschlacht (17. Juli bis 3. August) ein entscheidender Durchbruch. Dies gilt ebenfalls für die Dritte und Vierte Isonzoschlacht, hohe Verluste an Menschen und Material gingen ohne Änderungen am strategischen Gesamtbild einher. Die Erste Dolomitenoffensive (5. Juli bis 4. August) als eigentlicher Beginn des Alpenkriegs passte sich ebenfalls in dieses Bild ein, sie bildete zudem ein weiteres Novum in der Militärgeschichte: Nie zuvor hatte es langdauernde Kampfhandlungen im Hochgebirge gegeben, die bis auf eine Meereshöhe von 3900 Metern stattfanden (Ortlerstellung).

#### Völkermord an den Armeniern
Seit der Schlacht von Sarıkamış verdächtigte die jungtürkische Führung die Armenier zunehmend der Sabotage. Als die Russen sich Mitte April dem Vansee näherten, wurden in dieser Region fünf armenische Lokalführer hingerichtet. Dies und weitere Vorkommnisse führten in Van zu Unruhen. Am 24. April begann in Konstantinopel eine Verhaftungswelle armenischer Intellektueller (heute nationaler Gedenktag in Armenien). Der russische Außenminister Sasonow veröffentlichte am 24. Mai eine (schon am 27. April vorbereitete) internationale Protestnote, in der behauptet wurde, die Bevölkerung von mehr als 100 armenischen Dörfern sei massakriert worden, Vertreter der türkischen Regierung hätten das Morden koordiniert. Am Tag darauf (25. Mai) verkündete der osmanische Innenminister Talât Pascha, die Armenier würden aus dem Kriegsgebiet nach Syrien und Mosul deportiert. Am 27. und am 30. Mai erließ die Regierung des Osmanischen Reiches ein Deportationsgesetz, womit die systematische Phase des Völkermords an den Armeniern und des Völkermords an den Assyrern begann. Der deutsche Botschafter Hans von Wangenheim berichtete Kanzler Bethmann Hollweg schon im Juni von Talât Paschas Auffassung, dass „die Pforte den Weltkrieg dazu benutzen wollte, um mit ihren inneren Feinden – den einheimischen Christen – gründlich aufzuräumen, ohne dabei durch die diplomatische Intervention des Auslandes gestört zu werden“. Max Erwin von Scheubner-Richter, deutscher Vizekonsul in Erzurum, berichtete zudem Ende Juli, „dass das Endziel [des] Vorgehens gegen die Armenier die gaenzliche Ausrottung derselben in der Türkei“ sei. Der deutsche Botschafter und Nachfolger Wangenheims, Paul Metternich, versuchte im Dezember 1915 bei der türkischen Regierung zugunsten der Armenier zu intervenieren und schlug der deutschen Reichsregierung vor, die Deportationen und Ausschreitungen öffentlich zu machen. Dies wurde von Reichskanzler Bethmann Hollweg jedoch nicht gebilligt, er vermerkte hierzu vielmehr: „Die vorgeschlagene öffentliche Koramierung eines Bundesgenossen während laufenden Krieges wäre eine Maßregel, wie sie in der Geschichte noch nicht dagewesen ist. Unser einziges Ziel ist, die Türkei bis zum Ende des Krieges an unserer Seite zu halten, gleichgültig ob darüber Armenier zu Grunde gehen oder nicht.“ Auch eine Intervention Papst Benedikts XV., der sich direkt brieflich an Mohammed V., den Sultan des Osmanischen Reiches, wandte, kam zu spät. Der Genozid forderte bis Kriegsende schätzungsweise eine Million Todesopfer und wurde zeitgenössisch schon in seinen Vorläufern (Massaker und Pogrome 1895/96 und das Massaker von Adana 1909) als „Holocaust“ bezeichnet.

#### Kriegseintritt Bulgariens und Serbienfeldzug der Mittelmächte

Bulgarische Gebietsgewinne vom Osmanischen Reich 1915

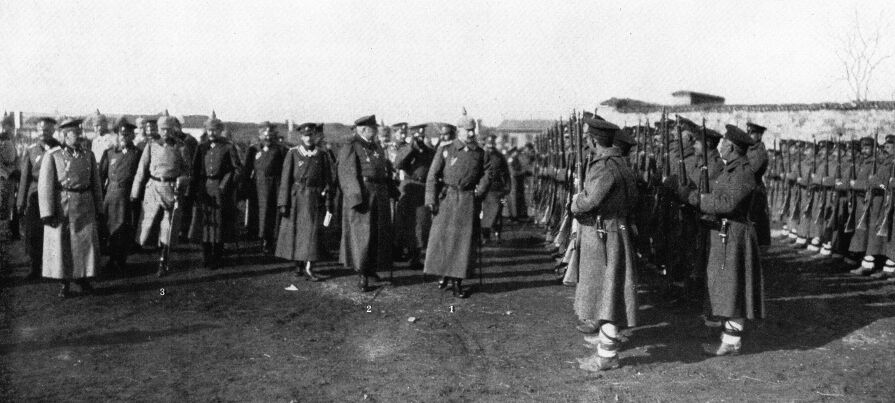
Wilhelm II., Ferdinand I. von Bulgarien und Generalfeldmarschall von Mackensen in Niš, Serbien (1915)

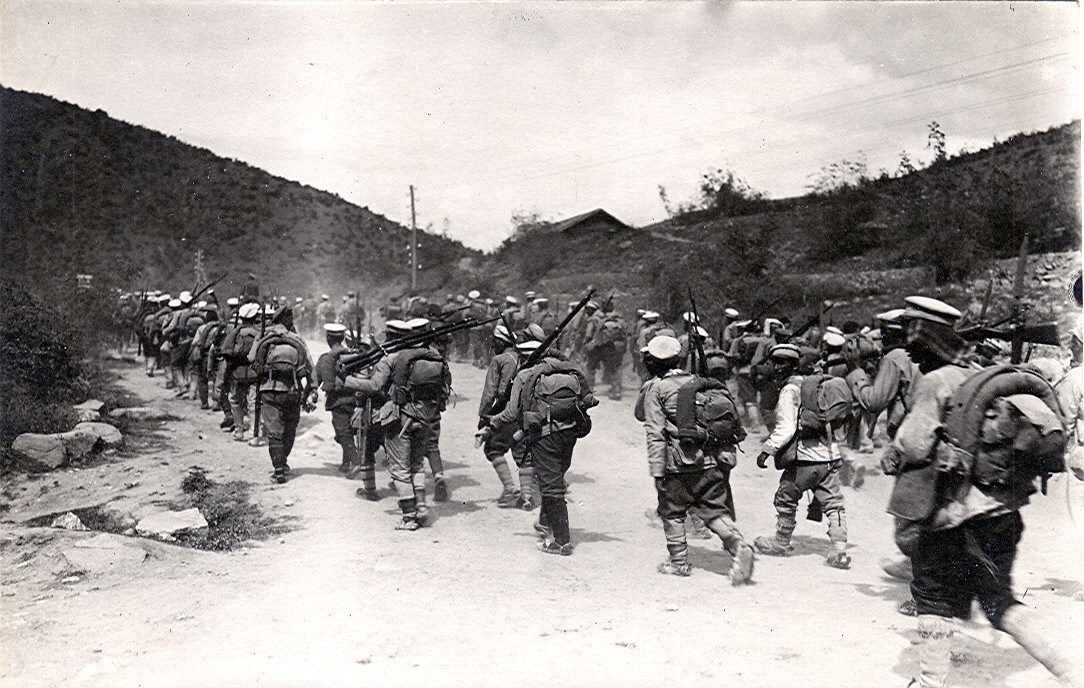
Bulgarische Soldaten um 1916

Verstärkung erhielten die Mittelmächte am 14. Oktober 1915 durch den Kriegseintritt Bulgariens. Bulgarien hatte in den Balkankriegen seine Gebietsansprüche zur Schaffung eines „ethnischen Bulgarien“ nicht durchsetzen können, praktisch alle im Ersten Balkankrieg gemachten Eroberungen mussten im Frieden von Bukarest 1913 wieder abgegeben werden, das Land war durch die Kriege zudem erheblich geschwächt. Die Regierung von Wassil Radoslawow hatte so am 1. August 1914 zunächst die strikte Neutralität Bulgariens erklärt. Die Mittelmächte und die Alliierten bemühten sich in der Folgezeit um Bulgarien, das wiederum seine Kriegsbeteiligung vom jeweiligen Angebot abhängig machen konnte. Hierbei waren die Mittelmächte in der besseren Ausgangssituation, sie konnten den territorialen Interessen auf Kosten Serbiens und gegebenenfalls Rumäniens und Griechenlands (deren Kriegseintritt auf Seiten der Alliierten erwartet wurde) leichter entgegenkommen als die Alliierten, so wurde den Bulgaren Makedonien, die Dobrudscha und Ostthrakien versprochen. Die Mittelmächte bedrängten das Osmanische Reich, Bulgarien einen Grenzstreifen an der bulgarisch-osmanischen Grenze abzutreten, was in der Konvention von Sofia 6. September 1915 auch geschah. Daraufhin und aufgrund des im Herbst 1915 relativ günstigen Kriegsverlaufs erklärte sich Bulgarien zu einer Zusammenarbeit mit den Mittelmächten bereit. Diese wollten durch einen Angriff auf Serbien eine Landverbindung zum Osmanischen Reich herstellen. Die Kriegsbeteiligung war in Bulgarien äußerst umstritten, nach dem Beschluss der Regierung zum Kriegseintritt trugen die Oppositionsparteien – mit Ausnahme von Teilen der Sozialdemokraten – den Kriegskurs mit. Am 6. Oktober begann unter dem Kommando von Mackensen die Offensive der Mittelmächte gegen Serbien, am 14. Oktober erklärte Bulgarien Serbien den Krieg. Damit stand den Serben eine erhebliche Übermacht gegenüber, die von den Alliierten mit einer Landung von Truppen nördlich von Thessaloniki nicht ausgeglichen werden konnte. Griechenland verweigerte einen Kriegseintritt auf Seiten Serbiens mit Hinweis auf die unzureichende alliierte Unterstützung, obwohl es sich am 1. Juni 1913 in einem bilateralen Vertrag zur Unterstützung Serbiens verpflichtet hatte. Nach dem Fall von Belgrad (9. Oktober) und Niš (5. November) zogen sich die Reste der serbischen Armee (etwa 150.000 Mann; bei Kriegsbeginn: 360.000 Mann) unter der Führung von Radomir Putnik mit etwa 20.000 Kriegsgefangenen in die albanischen und montenegrinischen Berge zurück; sie kam nach ihrer Neuformierung auf Korfu später an der Salonikifront wieder zum Einsatz. Das besetzte Serbien wurde zwischen Österreich-Ungarn und Bulgarien aufgeteilt.

#### Andere Nebenfronten im Jahre 1915
Die Schlacht von Sarıkamış an der Kaukasusfront endet am 5. Januar 1915 mit einer schweren Niederlage für das Osmanische Reich. An der Palästinafront unternahmen osmanische Truppen unter Friedrich Freiherr Kreß von Kressenstein ab Ende Januar eine erfolglose Offensive gegen den Suezkanal.
Die Kapitulation der deutschen Schutztruppe im Juli 1915 beendeten die Kämpfe im Südwesten Afrikas.
Ende November konnte der britische Vormarsch an der Mesopotamienfront (heute irakisches Gebiet) in der Schlacht von Ktesiphon (22.–25. November) von der osmanischen Armee unter dem faktischen Befehl von Colmar Freiherr von der Goltz gestoppt und das Expeditionskorps der British Indian Army am 7. Dezember in Kut eingeschlossen werden (→ Belagerung von Kut).

#### Politische und gesellschaftliche Entwicklungen
Joseph Joffre, seit Anfang Dezember Oberbefehlshaber aller französischen Truppen, berief vom 6. bis 8. Dezember eine Konferenz der Alliierten in Chantilly ein, wo seit Oktober 1914 das Grand Quartier Général seinen Sitz hatte. Um den Mittelmächten die Vorteile der „Inneren Linie“ zu nehmen, wurden für Mitte 1916 koordinierte Angriffe an allen Fronten verabredet. Die britische Regierung unter Herbert Henry Asquith musste im Mai des Jahres aufgrund der ungünstigen Kriegslage, insbesondere an den Dardanellen, unter Einbeziehung der bis dahin oppositionellen Konservativen umgebildet werden. Die Koalitionsregierung unter Asquith umfasste ein Munitionsministerium als Reaktion auf die Munitionskrise des Frühjahrs 1915.
Im Oktober und November kam es in Deutschland angesichts der verschärften Lebensmittelbeschränkungen vor Lebensmittelläden, Ausgabestellen und Freibänken zunächst zu Krawallen, zunehmend aber auch zu Protestversammlungen ganz überwiegend weiblicher Demonstranten. Am 30. November wurden in Berlin bei einer Protestversammlung Unter den Linden 58 Frauen verhaftet, die Presse durfte darüber nicht berichten. Schon im November 1914 waren die Preise für Getreide, Brot, Butter und Kartoffeln stark angestiegen, die städtischen Märkte wurden zu diesem Zeitpunkt von den Landwirten nur noch zögerlich oder überhaupt nicht beliefert. Die Gründe der Versorgungsprobleme lagen im organisatorischen Unvermögen der Behörden – niemand hatte einen langen Krieg erwartet und vorbereitet – sowie im Wegfall des Lebensmittel- und des Salpeterimports (letzterer zur Düngerherstellung), zudem wurden der Landwirtschaft Pferde und Arbeitskräfte durch den Krieg entzogen. Der Bundesrat legte Ende 1914 Höchstpreise für Brot, Kartoffeln und Zucker fest, im Januar 1915 folgten weitere Grundnahrungsmittel, sodass die Landwirte immer mehr versuchten, ihre Waren im „Schleichhandel“ zu vermarkten. Ende 1915 notierte ein Beobachter: „Die Teuerung hat einen bedrohlichen Charakter angenommen […] Der Stimmungswandel in den letzten Wochen, seit Beginn der schärferen Lebensmittelbeschränkungen, ist sehr stark. Besonders die Frauen werden rabiat […] die Frauen rufen ‚Gebt uns zu essen!‘ und ‚wir wollen unsere Männer‘“. Angesichts des florierenden Schwarzmarktes glaubte die Bevölkerung immer weniger der offiziellen Propaganda, der zufolge alleine die englische Seeblockade für die schlechte Lebensmittelversorgung verantwortlich sei. Die Folge der Unfähigkeit des Staates in der Ernährungsfrage war eine spätestens Ende 1915 beginnende schrittweise „Entfremdung der Bürger vom Staat, ja eine tatsächliche ‚Delegitimierung‘ des Staates“.
Die Reichstagsfraktion und der Parteivorstand der SPD beschlossen am 27. November, im Reichstag eine „Friedensinterpellation“ mit der Frage einzubringen, wann und unter welchen Bedingungen Reichskanzler Bethmann Hollweg Friedensverhandlungen einzuleiten gedenke. Bethmann Hollweg bemühte sich erfolglos um Rücknahme der Interpellation, am 9. Dezember wurde sie im Reichstag behandelt. Der Reichskanzler beantwortete die von Philipp Scheidemann vorgetragene Anfrage insofern, als „Sicherungen“ (Annexionen) in Ost und West für den Frieden unabdingbar seien, im Ausland wurde dies als „Hegemonierede“ gewertet. Daraufhin lehnten 20 sozialdemokratische Abgeordnete in der Reichstagssitzung vom 21. Dezember die neuerliche Bewilligung von Kriegskrediten ab und gaben eine Erklärung ab, der zufolge Bethmann Hollweg „Annexionstreiber“ begünstige.

### Kriegsjahr 1916

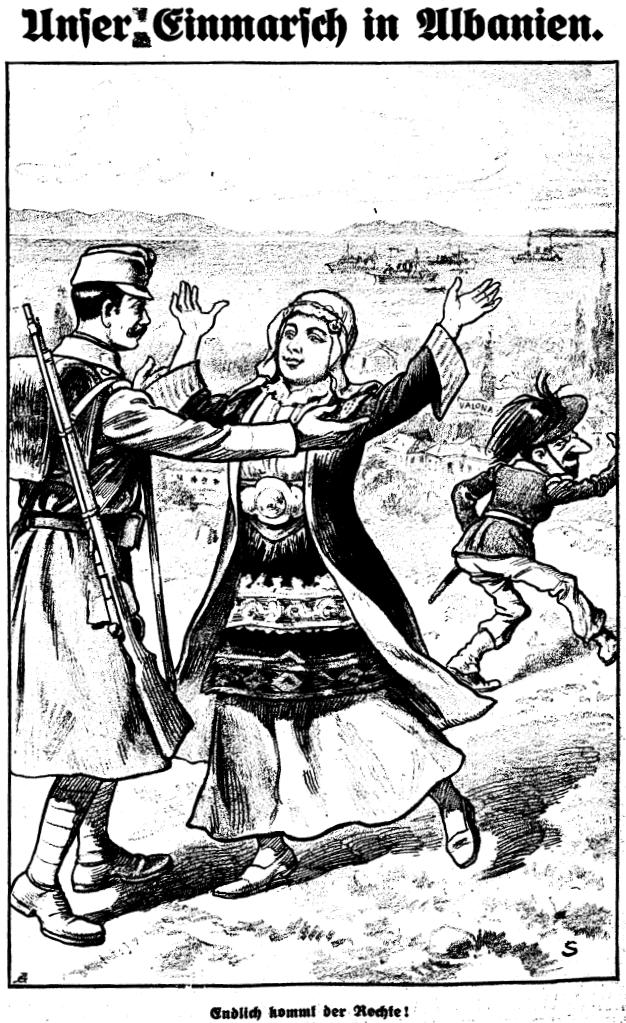
Propaganda-Karikatur zur Besetzung Albaniens durch österreichische Truppen

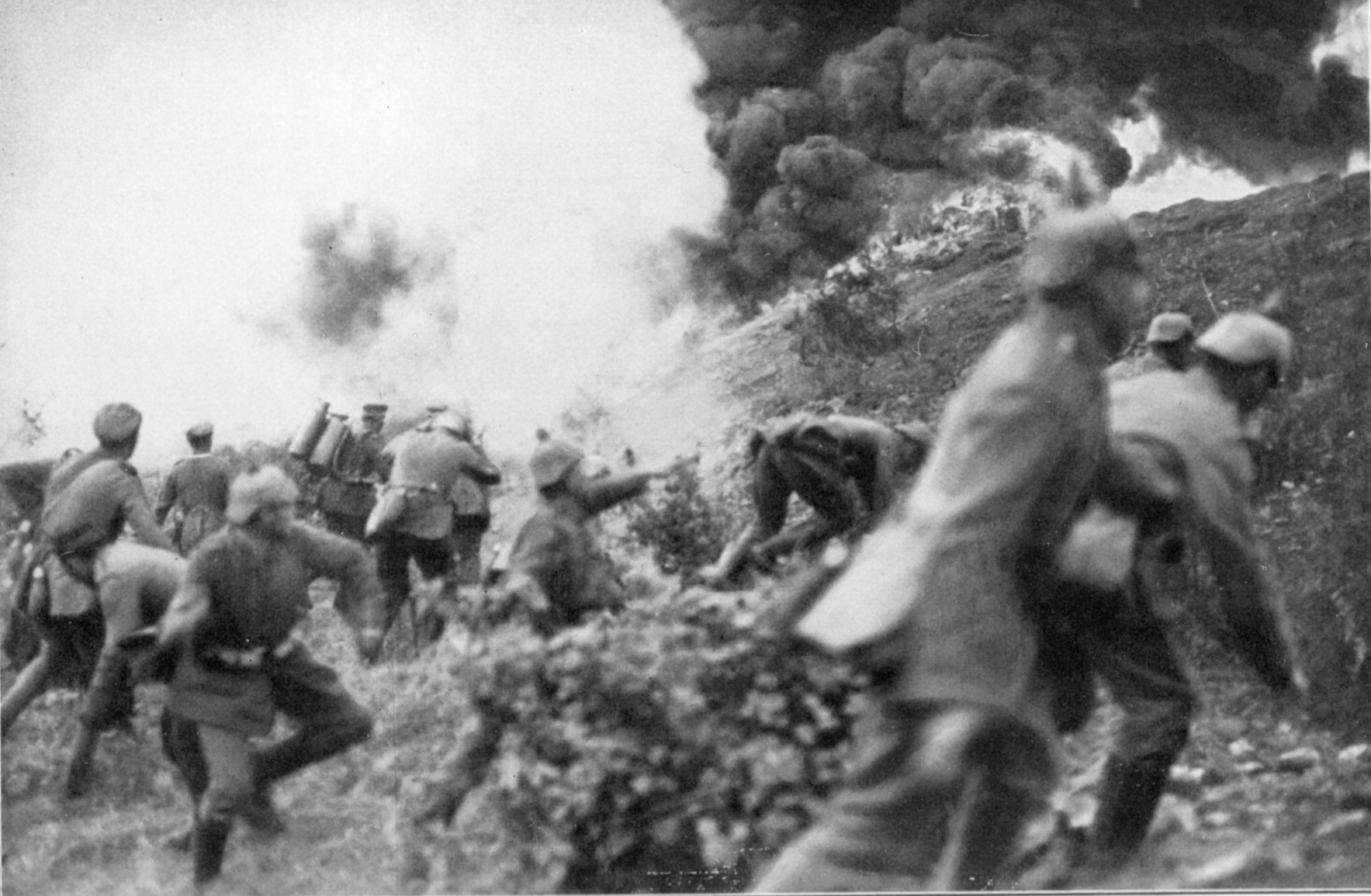
Schlacht um Verdun, 14. März 1916: Angriff deutscher Infanteristen auf die Höhe Toter Mann

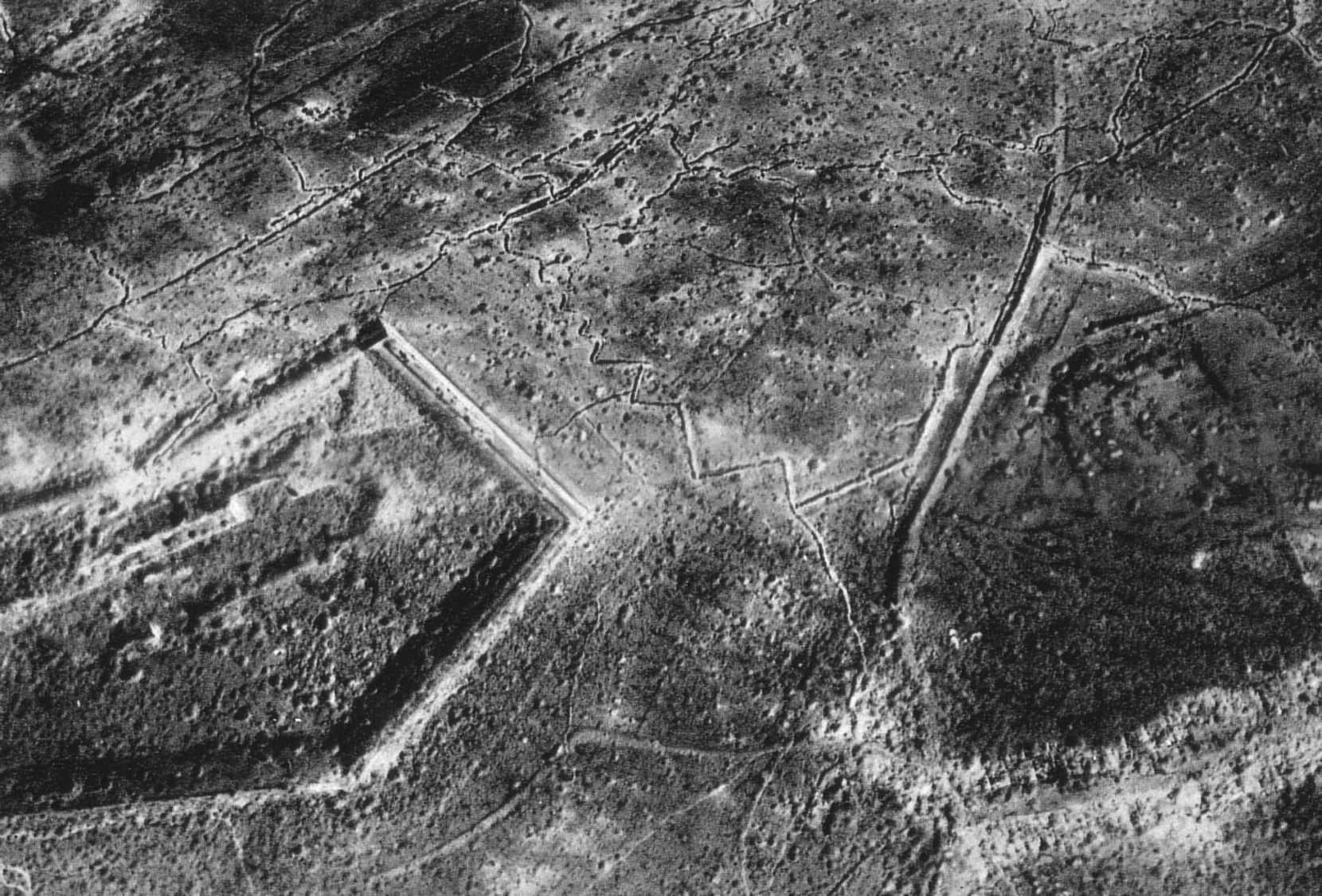
Bombenkrater um Fort Douaumont Ende 1916

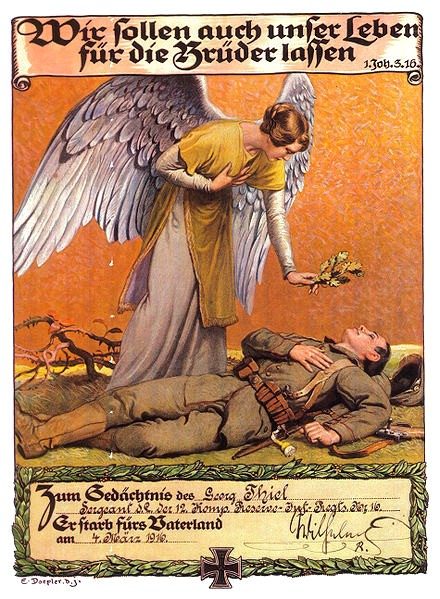
Gedenkblatt für die Angehörigen unserer gefallenen Helden

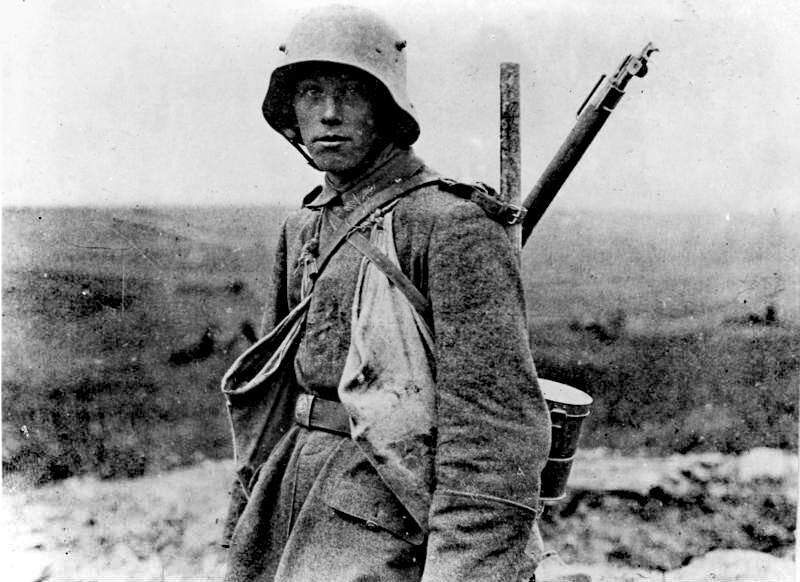
Deutscher Sturmtruppsoldat an der Westfront, Ende 1916

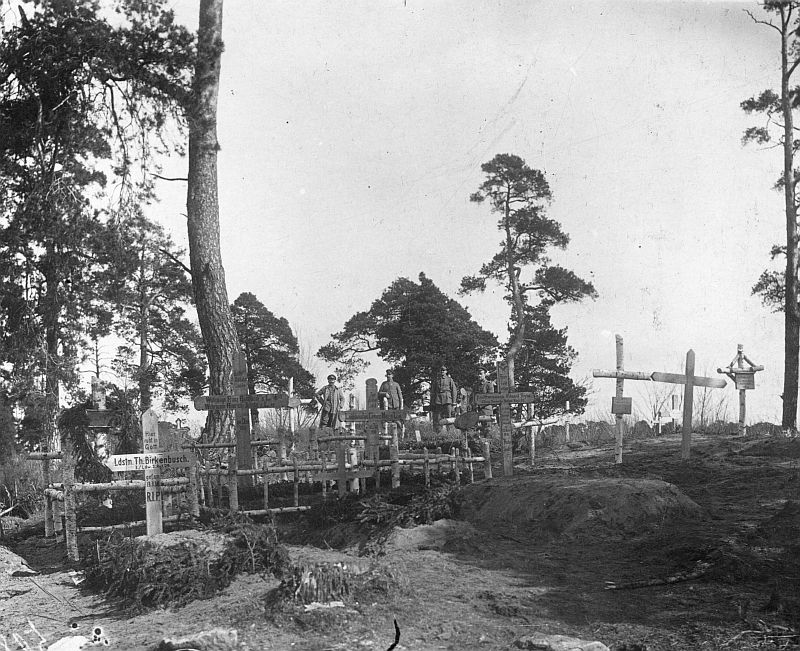
Soldatenfriedhof an der Ostfront, um 1916

#### Besetzung von Montenegro und Albanien
Am 4. Januar griffen österreichische Truppen das Königreich Montenegro an, schon am 23. Januar kapitulierte König Nikola und ging nach Frankreich ins Exil (→ Feldzug in Montenegro und Österreichisch-Ungarische Besetzung Montenegros 1916–1918). Das Fürstentum Albanien wurde ebenfalls zu etwa zwei Drittel durch das österreichisch-ungarische Heer besetzt (→ Österreichisch-Ungarische Besetzung Albaniens 1916–1918). Die nach Montenegro und Albanien geflohenen serbischen Truppen zogen sich größtenteils nach Durrës zurück, wo im Dezember 1915 ein italienisches Expeditionskorps gelandet war. Im März 1916 evakuierten die Italiener von diesem Hafen 260.000 Menschen. Darunter waren 140.000 serbische Soldaten, die auf die von den Franzosen zuvor annektierte Insel Korfu eingeschifft wurden und sich dort militärisch reorganisierten (im Juni Verlegung zur Orientarmee nach Thessaloniki), die serbische Exilregierung unter Leitung von Nikola Pašić richtete auf Korfu ihren Sitz ein. Unter den aus Durrës Evakuierten befanden sich 24.000 österreichische Kriegsgefangene, die zur sardischen Insel Asinara verbracht wurden, wo etwa 5.000 starben. Die Italiener konnten in Albanien die Hafenstadt Vlora halten und damit ihr Machtgebiet in Südalbanien ausweiten. In Montenegro war Viktor Weber Edler von Webenau vom 26. Februar 1916 bis zum 10. Juli 1917 Militär-General-Gouverneur. In Albanien, das kein aktiver Kriegsteilnehmer war, wurde unter dem Vorsitz des Generalkonsuls August Ritter von Kral ein ziviler Verwaltungsrat eingerichtet. Durch die Beteiligung albanischer Führer und den Ausbau von Schulen und Infrastruktur versuchte die Besatzungsmacht, die Albaner für sich einzunehmen.

#### Schlacht um Verdun
Am 21. Februar begann die Schlacht um Verdun. Im Gegensatz zu späteren, von vielen Autoren übernommenen Darstellungen Erich von Falkenhayns war die ursprüngliche Absicht des Angriffs nicht, ohne räumliche Ziele die französische Armee sich „ausbluten“ zu lassen. Falkenhayn versuchte mit dieser im Jahre 1920 aufgestellten Behauptung, dem misslungenen Angriff und dem negativen deutschen Mythos der „Blutmühle“ nachträglich einen vorgeblichen Sinn zu geben. Ursprünglich stammte die Idee des Angriffs bei Verdun von Kronprinz Wilhelm, Oberkommandierender der 5. Armee, wobei Konstantin Schmidt von Knobelsdorf, Generalstabschef der 5. Armee, federführend war. Die deutsche Heeresleitung entschied sich für den Angriff auf die seit 1915 teilweise entwaffnete, ursprünglich stärkste Festung Frankreichs, um ihrerseits den Krieg an der Westfront wieder in Bewegung zu bringen. Rund um Verdun bestand zudem eine Einbuchtung der Front zwischen dem Frontbogen von St. Mihiel im Osten und Varennes im Westen, wodurch dort die deutsche Front in ihren Flanken bedroht war. Eine Einnahme der Stadt selbst war nicht das primäre Ziel der Operation, sondern die Höhen des Ostufers der Maas, um so analog zur Belagerung von Port Arthur die eigene Artillerie in eine beherrschende Situation zu bringen und damit Verdun unhaltbar zu machen. Falkenhayn meinte, Frankreich könne aus Gründen des nationalen Prestiges dazu bewogen werden, zur Verteidigung Verduns nicht vertretbare Verluste in Kauf zu nehmen. Um Verdun zu halten, wäre bei Gelingen des Planes eine Rückeroberung der von deutscher Artillerie besetzten Höhen notwendig gewesen, was vor dem Hintergrund der Erfahrungen aus den Schlachten im Jahre 1915 nahezu unmöglich galt.
In der ersten Phase griffen nach achtstündigem Trommelfeuer aus 1500 Geschützrohren acht deutsche Divisionen der 5. Armee auf einer Breite von 13 Kilometer bei Ornes (heute Wüstung) im Norden von Verdun an. Entgegen den deutschen Erwartungen leisteten die Franzosen erbitterte Gegenwehr, Geländegewinne waren zunächst kaum zu verzeichnen. Am 25. Februar wurde das Fort Douaumont von deutschen Truppen erobert, was wegen der östlichen Ausrichtung dieser Festung nur geringe taktische Bedeutung hatte. Anlässlich des Verlustes des Forts entschlossen sich die Franzosen, dass die Festung Verdun unbedingt gehalten werden solle. Mit der Verteidigung der Stadt wurde General Pétain beauftragt. Über die einzige Verbindungsstraße von Bar-le-Duc nach Verdun (zur „Voie Sacrée“ stilisiert) gelang es, die sogenannte Noria aufzubauen – der Nachschub über diese Straße wurde mit größtem Aufwand betrieben. Die Schlacht verlief in vier Phasen: Die erste endete am 4. März, da der französische Artilleriebeschuss von den Höhen westlich der Maas das deutsche Vordringen zum Stocken brachte.
In der zweiten Phase gab Falkenhayn dem Drängen der 5. Armee nach und ließ Angriffe auf diese Höhenzüge unternehmen. Die Höhe „Le Mort Homme“ („Toter Mann“) wurde mehrfach eingenommen, jedoch nicht sehr lange gehalten. Le Mort Homme und die Höhe 304 gelten wegen der brutal geführten Kämpfe als Symbol für die „Hölle von Verdun“, Le Mort Homme verlor durch den Beschuss sechs Meter an Höhe.
In einer dritten Phase legten die Angreifer den Schwerpunkt wieder auf die Einnahme von Verdun selbst. Am 7. Juni frühmorgens kapitulierte Fort Vaux wegen Wassermangels, am 23. Juni begann mit 78.000 Mann ein Angriff auf der Linie Vaux-Fleury, der ebenfalls steckenblieb. Kurzfristig gelang es den deutschen Truppen in einer vierten Phase bis zum 11. Juli darüber hinaus zu stoßen, es entbrannten heftige Kämpfe um die Ouvrage de Thiaumont (unmittelbar südwestlich von Douaumont). Am Fort de Souville (etwa fünf Kilometer nordöstlich Verdun) und vor der Ouvrage de Froideterre blieb der deutsche Angriff endgültig stecken, Falkenhayn befahl angesichts dessen und eingedenk des am 1. Juli begonnenen alliierten Angriffs an der Somme am Nachmittag des 12. Juli die Einstellung der Offensive.

#### Rücktritt von Tirpitz und Skagerrakschlacht
Zu Beginn des Jahres 1916 wurde in der deutschen Führung erneut die Frage eines intensivierten U-Boot-Kriegs gegen Großbritannien diskutiert. Nach der Ausschaltung Serbiens hielt Falkenhayn den Moment für gekommen, flankierend zur Verdun-Offensive aktiver gegen Großbritannien vorzugehen, unter Inkaufnahme eines Bruchs mit den USA. Er wurde hierin durch Versicherungen des Admiralstabschefs Henning von Holtzendorff bestärkt, Großbritannien könne binnen Jahresfrist in die Knie gezwungen werden. In Verhandlungen erreichte der Reichskanzler eine Aufschiebung der Entscheidung durch den Kaiser und einen vorläufigen Kompromiss: Intensivierung des U-Boot-Kriegs (u. a. Versenkung bewaffneter Handelsschiffe ohne Vorwarnung), aber keine Rückkehr zum uneingeschränkten U-Boot-Krieg.
Anfang März begann eine vom Reichsmarineamt initiierte Kampagne von Teilen der Presse zugunsten eines uneingeschränkten U-Boot-Krieges („Lieber Krieg mit Amerika als verhungern“), die den Kaiser jedoch schwer verärgerte („Seine Majestät erblicken hierin ein unerhörtes, in letzter Stelle die Person des Kaisers als obersten Leiter der Reichspolitik und der Kriegführung vor dem ganzen Volke bloßstellendes Verfahren“), sodass Alfred von Tirpitz am 15. März von seinem Posten zurücktreten musste. Die Verschärfung des U-Boot-Kriegs wurde schon im April nach dem Sussex-Zwischenfall wieder rückgängig gemacht.
Am 31. Mai und 1. Juni kam es eher unabsichtlich zur Skagerrakschlacht (engl.: Battle of Jutland) und damit zur – gemessen an der Tonnage der beteiligten Schiffe (etwa 1,8 Mio. Tonnen Verdrängung) – „größten Seeschlacht der Weltgeschichte“. Mehr als 8600 Seeleute starben, darunter der Schriftsteller Gorch Fock. Die deutsche Hochseeflotte entging mit Glück und taktischem Geschick der Vernichtung durch die britische Übermacht und konnte den Briten deutlich höhere Verluste beibringen als umgekehrt. An der strategischen Lage änderte dies indes nichts und bestätigte damit nur die britische Seeherrschaft.

#### Brussilow-Offensive und Somme-Schlacht
Entsprechend der Absprache in der Konferenz von Chantilly waren für Mitte 1916 drei alliierte Großoffensiven geplant: Der Angriff an der Somme, die Brussilow-Offensive und eine weitere Isonzoschlacht. Der Angriff an der Somme am 1. Juli war ursprünglich unter französischer Führung geplant, aufgrund der Schlacht von Verdun übernahmen ihn weitgehend die Briten. An der Italienfront begann die 6. Isonzoschlacht erst am 4. August, da wegen des deutschen Angriffs auf Verdun auf Verlangen der Alliierten schon am 11. März ein Angriff (5. Isonzoschlacht) erfolgte und die Österreicher am 15. Mai die Südtiroloffensive (bis 18. Juni) eröffnet hatten, deretwegen die Brussilow-Offensive vorgezogen wurde und schon am 4. Juni begann.
Mit der Brussilow-Offensive begann am 4. Juni der bis dahin erfolgreichste alliierte Großangriff. Alexei Brussilow, seit März neuer Oberbefehlshaber der russischen Südarmee, hatte aus den bisherigen Misserfolgen taktische Konsequenzen gezogen: der Angriff erfolgte im Gegensatz zur bisherigen Vorgehensweise auf einer breiten Front (400 Kilometer Luftlinie), damit der Gegner nicht an einem vorhersehbaren entscheidenden Punkt Truppen konzentrieren konnte; die angreifende Infanterie wurde durch tiefe Unterstände geschützt, die bis zu 50 Meter an die feindlichen Linien vorgetrieben wurden (zuvor waren Angriffe über bis zu 1600 Meter Niemandsland üblich, was zu erheblichen Verlusten führte). Obwohl Brussilows zahlenmäßige Überlegenheit nicht groß war (für einen Angriff zu gering), konnte die 8. russische Armee bis zum 8. Juni östlich Kowel die 4. k. u. k. Armee nahezu vollständig zerschlagen, die 9. russische Armee rieb im Süden zwischen dem Dnjestr und den Karpaten die 7. k. u. k. Armee auf und eroberte wichtige Städte wie Czernowitz und Kolomea. Die Verluste für Österreich–Ungarn betrugen 624.000 Mann. Brussilow konnte vor allem nahe der rumänischen Grenze weit vorstoßen (bis zu 120 Kilometer), was in Rumänien den Ausschlag zum Kriegseintritt auf Seiten der Alliierten gab. Logistische Probleme verhinderten jedoch ein noch weiteres Vordringen, zudem schlugen unterstützende Angriffe nach altem Muster (auf engem Frontabschnitt) im Bereich der Pripjetsümpfe und bei Baranawitschy fehl, ebenfalls der Versuch, den Verkehrsknotenpunkt Kowel einzunehmen. „Dennoch war die Brussilow-Offensive – nach dem Maßstab des Ersten Weltkriegs, in dem um jeden Meter Boden gekämpft wurde – der größte Sieg, den die Alliierten an irgendeiner Front errangen, seit an der Aisne der Stellungskrieg begonnen hatte.“
Das BEF unter dem Kommando von Douglas Haig übernahm die Führung des Angriffes an der Somme, da aufgrund der Schlacht von Verdun das französische Kontingent von 40 auf 11 Divisionen verringert worden war. Nach achttägiger, ununterbrochener Artillerievorbereitung durch über 1500 Geschütze, bei der etwa anderthalb Millionen Granaten verschossen wurden, begann am 1. Juli 1916 der Angriff auf die deutschen Stellungen. Der erste Tag der Somme-Schlacht wurde zum blutigsten Tag in der Geschichte der britischen Armee. Trotz des schweren Geschützfeuers waren zahlreiche deutsche Unterstände intakt geblieben, sodass die deutschen Soldaten dem britischen Angriff mit MG-Feuer begegnen konnten. Allein am ersten Tag der Somme-Schlacht starben 19.240 britische Soldaten, davon 8.000 in der ersten halben Stunde. Trotz der enormen Verluste ließ Haig die Offensive weiterführen. Am 15. September kam es dabei zum kriegshistorisch ersten Einsatz von Tanks (Panzer) seitens der Briten. Die Kämpfe dauerten bis 25. November an, die Alliierten konnten im Brennpunkt der (in Luftlinie) etwa 30 Kilometer breiten Angriffsfront die deutsche Front um 8 bis 10 Kilometer eindrücken. Die britischen und französischen Verluste für diesen bescheidenen Geländegewinn betrugen 624.000 Mann, auf deutscher Seite lagen die Verluste bei 420.000 Mann. Die Zahlen der deutschen Verluste sind umstritten, britische Autoren rechnen die – vom deutschen Sanitätsbericht (dortige Verlustzahl: 335.688) angeblich nicht gleichermaßen wie in den entsprechenden alliierten Berichten erfasste – Zahl der Leichtverletzten hoch und kommen auf deutsche Verluste von bis zu 650.000 Mann. Die Schlacht an der Somme war in jedem Fall die verlustreichste Einzelschlacht des Ersten Weltkriegs. Der 1. Juli als Beginn der Schlacht hat heute noch in Großbritannien eine gewisse Bedeutung als Gedenktag. Der britische Historiker John Keegan resümierte noch im Jahre 1998: „Für die Briten bedeutete die Somme-Schlacht ihre größte militärischen Tragödie im 20. Jahrhundert, ja in ihrer Geschichte überhaupt […]. Die Somme bedeutete für Großbritannien das Ende einer Epoche des lebensprühenden Optimismus, zu dem es nie wieder zurückgefunden hat“. Das Bekanntwerden des Ausmaßes der Verluste an der Somme im Spätjahr 1916 war mitausschlaggebend für den Wechsel in der britischen Regierungsführung im Dezember von Herbert Henry Asquith zu David Lloyd George.

#### Südtiroloffensive und Isonzoschlachten
Von Mai bis Juni führte die österreichisch-ungarische Armee in Südtirol eine Offensive gegen die italienischen Stellungen, die nach geringen Anfangserfolgen aufgrund der Lage an der Ostfront (Brussilow-Offensive) abgebrochen werden musste. Die italienische Armee unternahm von März bis November mehrere Großangriffe am Isonzo (5., 6., 7. 8. und 9. Isonzoschlacht). Dabei eroberten die Italiener die Stadt Görz und die Hochebene von Doberdò, weitere Erfolge der italienischen Armee blieben aus. Am 28. August 1916 erklärte Italien auch dem Deutschen Reich den Krieg. Bereits von Mai bis November 1915 war eine verstärkte deutsche Division (Alpenkorps) zur Unterstützung des österreichisch-ungarischen Verbündeten an die Front in Südtirol verlegt worden, da die OHL Süddeutschland gefährdet sah. Während des Gebirgskriegs in den Südalpen starben am 13. Dezember 1916 bei Dutzenden von Lawinenabgängen insgesamt mehrere 1000 italienische und österreichisch-ungarische Soldaten. Die Lawinenkatastrophe vom 13. Dezember 1916 gilt als eine der schlimmsten wetterbedingten Katastrophen in Europa.

#### Kriegseintritt Rumäniens
Am 27. August 1916 erklärte Rumänien Österreich-Ungarn den Krieg und hatte faktisch schon einige Tage zuvor den rumänischen Kriegsschauplatz eröffnet. Rumänien war zwar 1883 dem Dreibund beigetreten, zu Kriegsbeginn blieb Rumänien in wortgetreuer Auslegung des Bündnisvertrages jedoch neutral. Innenpolitisch war Rumänien zunächst gespalten, die Liberalen unter dem Ministerpräsident Ion Brătianu favorisierten die Annäherung an die Entente, während die Mehrheit der Konservativen eher für Neutralität eintrat. Zu den wenigen Politikern, die für einen Kriegseintritt auf Seiten der Mittelmächte plädierten, gehörte König Karl I. Russland hatte Rumänien bereits in einem Abkommen vom 1. Oktober 1914 Unterstützung bei seinen Gebietsansprüchen in Siebenbürgen zugesichert. Da Rumänien nach dem Zweiten Balkankrieg im Frieden von Bukarest die mehrheitlich von Bulgaren und Türken bewohnte südliche Dobrudscha erhalten hatte, war der bulgarische Kriegseintritt auf Seiten der Mittelmächte ein weiterer Faktor, der Rumänien in Richtung Entente bewegte. Die „großrumänische Einigung“ in Form des Einschlusses der zu Österreich gehörenden Gebiete Siebenbürgens, des Banat und der Bukowina war zudem nur bei einem Kriegsbündnis gegen Wien zu erreichen. Die Entente machte die gewünschten territorialen Avancen (ohne diese vollständig erfüllen zu wollen), sodass sich Rumänien auch angesichts der Erfolge der Brussilow-Offensive am 17. August 1916 vertraglich der Entente anschloss (siehe auch Kriegsziele).
Zunächst konnte die zahlenmäßig weit überlegene, jedoch schlecht ausgerüstete rumänische Armee in Siebenbürgen einen umfangreichen Einbruch nach Ungarn erzielen. Die 9. deutsche Armee unter dem Kommando des ehemaligen Chefs der OHL Falkenhayn schlug die Rumänen in der Schlacht bei Hermannstadt (26.–29. September). In einem – für den Ersten Weltkrieg eher untypischen – großflächigen Häuserkampf konnte bis zum 8. Oktober Kronstadt zurückerobert werden. Die Mittelmächte bauten eine klassische Zangenbewegung auf: Am 23. November überschritten bulgarische, türkische und deutsche Truppen („Donau-Armee“) von Südwesten her die Donau. Das mehrfach durch Luftschiffe und Schlachtflugzeuge bombardierte Bukarest wurde am 6. Dezember erobert. Rumäniens Kriegseintritt brachte den Mittelmächten Vorteile, da sie im Verlaufe des Jahres 1916 die Erdölfelder von Ploiești und große landwirtschaftliche Kapazitäten übernehmen konnten, was Versorgungsmängel in Deutschland zunächst spürbar linderte. Die Rumänen konnten mit russischer Hilfe lediglich den Nordosten ihres Landes halten, König Ferdinand wich mit der Regierung nach Iași aus.

#### Entlassung Falkenhayns und 3. OHL
Während der schweren Krise, in die die deutsche Kriegsführung im Sommer 1916 durch den Allfrontenkrieg der Entente geriet, wurde Kaiser Wilhelm zunehmend bestürmt, sich endlich von Generalstabschef Erich von Falkenhayn zu trennen. Der Kriegseintritt Rumäniens am 27. August bot den Anlass. Die neue Führung (ab 29. August) mit Paul von Hindenburg und dessen Stabschef Erich Ludendorff, auch als 3. OHL bezeichnet, brach die Offensivaktionen gegen Verdun ab und leitete umgehend Maßnahmen zur verstärkten wirtschaftlichen Mobilisierung ein; so wurden am 31. August dem preußischen Kriegsministerium entsprechende, später als Hindenburg-Programm bezeichnete Forderungen vorgelegt. Die Ernennung der 3. OHL bedeutete aber auch eine politische Wende, die hin zur faktischen Militärdiktatur führte: „Der Monarch rückte mit der Berufung des durch ihren Nimbus quasi unabsetzbaren Feldherrenduos Hindenburg/Ludendorff nicht nur noch weiter als bisher im Krieg in den Hintergrund, sondern geriet auch in den politischen Sog der OHL. […] Das unentbehrliche Feldherrenduo […] war […] bereit, weit über die militärischen Kompetenzen in die Politik einzugreifen, den Kaiser unter Druck zu setzen und selbst auf die Personalauswahl – dem Zentrum kaiserlicher Macht – entscheidenden Einfluß auszuüben.“

#### Französischer Gegenangriff bei Verdun und Ablösung Joffres
Im Herbst ging die französische Armee bei Verdun zur Gegenoffensive über. Am 24. Oktober nahmen französische Truppen die Forts Douaumont und Thiaumont ein. Weitere französische Offensiven zwangen die Deutschen dazu, am 2. Dezember Fort Vaux zu räumen. Das Fort wurde nach seiner Räumung von deutschen Pionieren gesprengt. Bis zum 16. Dezember eroberten die Franzosen fast sämtliche Gebiete zurück, die die Deutschen bei ihrer Offensive im Frühjahr eingenommen hatten.
Die Schlacht vor Verdun forderte 337.000 Mann Verluste bei den Deutschen (darunter 143.000 Tote), 377.000 Mann bei den Franzosen (162.000 Tote). Auf dem etwa 30 Kilometer breiten und 10 Kilometer tiefen Schlachtfeld waren mindestens 36 Millionen Granaten niedergegangen.
Da dem französischen Oberbefehlshaber Joseph Joffre die Verkennung der deutschen Angriffsabsicht bei Verdun sowie die ebenso blutigen wie nutzlosen Offensiven in der Champagne und an der Somme angelastet wurden, geriet er zunehmend in die Kritik. Am 3. Dezember wurde er durch General Robert Nivelle (1856–1924) ersetzt, der die erfolgreiche Gegenoffensive bei Verdun geführt hatte und sich damit für die Führung der für das nächste Jahr geplanten alliierten Frühjahrsoffensive empfohlen hatte. Nivelle wurde damit zunächst Philippe Pétain, dem erfolgreichen Verteidiger und „Helden von Verdun“, vorgezogen, der als zu defensiv galt.

#### Regentschaftskönigreich Polen und Friedensinitiativen
Am 5. November wurde der bis 1915 russische Teil Polens von den Mittelmächten zum unabhängigen Königreich proklamiert. Erwartungen im Hinblick auf eine wesentliche militärische Unterstützung durch Polen erfüllten sich jedoch nicht, nur ein kleines nationalpolnisches Freiwilligen-Kontingent – bis Juli unter Führung von Józef Piłsudski – kämpfte auf Seiten der Mittelmächte. Dieses Kontingent wurde zur Polnischen Wehrmacht erklärt. Hunderttausende Soldaten polnischer Nationalität dienten zudem als jeweilige „Untertanen“ in den deutschen, österreichisch-ungarischen und in den russischen Streitkräften, ohne dabei gesonderte nationale Verbände zu bilden.

Nach der Einnahme Bukarests richteten die Mittelmächte am 12. Dezember ein Friedensangebot an die Alliierten, das Letztere am 30. Dezember ablehnten.

Noch während die Überlegungen der Entente andauerten, die ihrer Antwort vorausgingen, richtete der amerikanische Präsident Woodrow Wilson am 21. Dezember 1916 überraschend eine eigene Friedensnote an die Kriegsparteien. Er versuchte, dem Friedensprozess eine klarere Richtung zu geben, indem er die kriegführenden Mächte aufforderte, ihre Kriegsziele zu präzisieren und öffentlich bekanntzugeben und auf dieser Basis eine Verständigung auszuloten. Sowohl die Alliierten als auch Deutschland reagierten verhalten bis abweisend auf den Vermittlungsversuch. Während die Entente die Alleinschuld Deutschlands und seiner Verbündeten betonte, mit denen sie nicht auf eine Stufe gestellt werden wollte, und einige für die Mittelmächte kaum annehmbare Ziele aufzählte, lehnte die deutsche Regierung eine Beteiligung Amerikas an Friedensverhandlungen und die Veröffentlichung von Bedingungen ab.

### Kriegsjahr 1917

#### Verschärfung des U-Boot-Kriegs und Kriegseintritt der Vereinigten Staaten

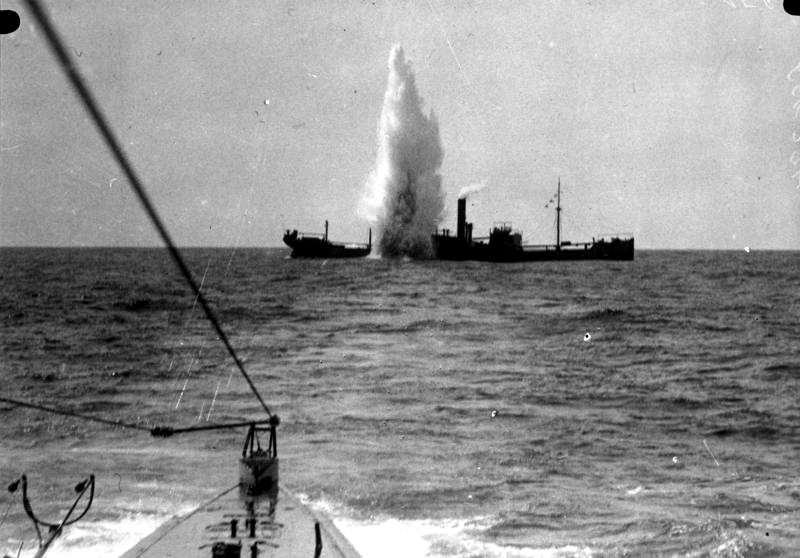
U-Boot-Krieg: Beschuss eines britischen Frachtschiffs im Mittelmeer durch das U-Boot U 35 im Frühjahr 1917. U 35 versenkte mindestens 226 Schiffe und ist damit das erfolgreichste Kriegsschiff der Weltgeschichte

Am 8. und 9. Januar 1917 erreichte die Oberste Heeresleitung nach langem Drängen (seit Januar 1916, ultimativ seit Dezember 1916) die Zustimmung des Kaisers, den uneingeschränkten U-Boot-Krieg zum 1. Februar wieder aufzunehmen. Das vorausgegangene Friedensangebot der Mittelmächte (siehe oben) und dessen erwartete Ablehnung dienten auch der innen- und außenpolitischen Vorbereitung dieses Schrittes. Aber erst die Antwortnote der Alliierten auf das unerwartete Vermittlungsangebot von Woodrow Wilson (vom 18. Dezember 1916), die am 12. Januar bekannt wurde, bewirkte einen weitgehenden innenpolitischen Schulterschluss. Wilson hatte darin unter anderem die Offenlegung der jeweiligen Kriegsziele erbeten. Der ansonsten durchaus regierungskritische Chefredakteur des Berliner Tageblatt, Theodor Wolff, notierte am 12. und 13. Januar: „Die Antwortnote der Entente an Wilson ist veröffentlicht. Sie gibt die Kriegsziele der Entente bekannt. Lostrennung der früher eroberten Provinzen u. Gebiete von Deutschland, völlige Auflösung Österreich-Ungarns nach dem Nationalitätenprinzip, Verjagung der Türkei aus Europa etc. enorme Wirkung. Tiefes Entzücken bei den Alldeutschen u. ähnlichen Elementen. Niemand kann noch behaupten, die Entente wolle nicht den Vernichtungskrieg u. sei zu Verhandlungen bereit. […] Der Kaiser richtet infolge der Entente-Antwort einen Appell an das Volk. Alles ist jetzt in Vorbereitung für den unbeschränkten U-Boot-Krieg.“ Die Mittelmächte lehnten den Vermittlungsvorschlag Wilsons ab und teilten den USA am 31. Januar gleichzeitig die Wiederaufnahme des uneingeschränkten U-Bootkrieges mit. Am 3. Februar beantworteten die USA dies mit dem Abbruch der diplomatischen Beziehungen zu Deutschland.
Am 6. April 1917 erklärten die USA dem Deutschen Reich den Krieg, nachdem Präsident Wilson vier Tage vorher den US-Kongress zur Teilnahme am Kreuzzug der „friedensliebenden“ Demokratien gegen die „militärisch-aggressiven“ Autokratien der Erde aufgefordert hatte. Beide Häuser des Kongresses stimmten mit überwältigender Mehrheit zu. Die tieferen Ursachen für diese Entwicklung lagen zunächst in der Auffassung, dass sich die jeweiligen Vorstellungen einer globalen Nachkriegsordnung gegenseitig ausschlossen und die deutschen kontinentaleuropäischen Hegemonialabsichten und weltpolitischen Ambitionen mit den amerikanischen Interessen nicht in Einklang zu bringen waren. Schon vor dem Krieg war man in den Vereinigten Staaten zunehmend zu der Ansicht gekommen, dass die mit dem Tirpitz-Plan verbundene politische Strategie langfristig den amerikanischen Interessen – unter anderem der Monroedoktrin – widersprach. Weiterhin war die Einstellung führender amerikanischer Gelehrter und Politiker Anfang des 20. Jahrhunderts geprägt von tiefem Misstrauen gegenüber dem deutschen kulturellen Überlegenheitsanspruch und der deutschen Staatsidee. Die zunehmenden wirtschaftlichen Verflechtungen mit der Entente seit Kriegsbeginn, Berichte über tatsächliche und angebliche deutsche Kriegsgräuel wie der Bryce-Report und Schiffsversenkungen mit amerikanischen Opfern – namentlich jene der Lusitania – verstärkten die antideutsche Stimmung. Zunächst galten die zunehmenden Rüstungsanstrengungen seit Kriegsbeginn jedoch nicht einem Kriegseintritt, sondern dem potenziellen Kriege nach diesem Krieg. Noch in der Wahlkampagne zur Präsidentschaftswahl vom 7. November 1916 setzte Wilson einen Schwerpunkt auf die Aufrechterhaltung der amerikanischen Neutralität, was nach Wilsons Wahlsieg dem Entschluss der deutschen Reichsleitung zuträglich war, die Kriegsführung weiter zu eskalieren. Entscheidend für die Entwicklung zum Kriegseintritt war die deutsche Reaktion auf Wilsons Friedensinitiative vom 18. Dezember 1916 (siehe oben). Die vertrauliche und sogleich relativierte Übermittlung der deutschen Friedensbedingungen – de facto eine Ablehnung des Vermittlungsangebotes – erfolgte gleichzeitig mit der Ankündigung der Wiederaufnahme des uneingeschränkten U-Boot-Kriegs durch das Reich. Dabei erklärte Deutschland, dass auch Schiffe neutraler Staaten, also auch der USA, in einer von Deutschland definierten Kriegszone versenkt würden. Wilson nahm dies zunächst ungläubig und dann mit tiefer Enttäuschung auf. Obwohl die Mehrzahl von Wilsons Beratern – vor allem Robert Lansing und Edward Mandell House – nun definitiv zum Krieg drängten, brach Wilson am 3. Februar 1917 lediglich die diplomatischen Beziehungen zum Kaiserreich ab und wollte zunächst abwarten, ob die Reichsleitung ihre Drohung wahr machte. Am 24. Februar 1917 erhielt die amerikanische Regierung Kenntnis von einem abgefangenen Telegramm des Staatssekretärs im Auswärtigen Amt, der Zimmermann-Depesche, die am 1. März 1917 in der The New York Times veröffentlicht wurde. Darin unterbreitete Deutschland der Regierung von Mexiko ein Bündnisangebot für den Kriegsfall und signalisierte „reichlich finanzielle Unterstützung und Einverständnis“, wenn Mexiko „in Texas, Neu-Mexiko, Arizona früher verlorenes Gebiet zurückerobert“. Nach dieser Neuigkeit konnte an der Kriegsbereitschaft der amerikanischen Bevölkerung kein Zweifel mehr bestehen, im März waren zudem durch deutsche U-Boot-Angriffe erneut amerikanische Staatsbürger ums Leben gekommen. Nach der Kriegserklärung an Deutschland erfolgte im Dezember 1917 jene an Österreich-Ungarn.

#### Hungerwinter in Deutschland
Im Winter 1916/17 kamen mehrere Entwicklungen zusammen, die zum sogenannten Steckrübenwinter führten, unter anderem eine wetterbedingt besonders schlechte Ernte. Das verzerrte Preisgefüge (siehe oben) brachte es mit sich, dass es für Produzenten profitabler war, Kartoffeln und Brotgetreide als Futtermittel zu verwenden oder an Brennereien zu verkaufen. Im Februar sank die durchschnittliche Tagesration auf 1.000 Kilokalorien pro Tag (Durchschnittsbedarf: 2.410 Kilokalorien), die Schwierigkeiten in der Nahrungsmittelversorgung eskalierten. Der Steckrübenwinter verursachte zugleich einen tiefen Einschnitt in der kollektiven Wahrnehmung der gesellschaftlichen Solidarität (Produzenten gegenüber Konsumenten) und der Fähigkeiten des Staates bei der Ernährungsversorgung.

#### Revolution in Russland

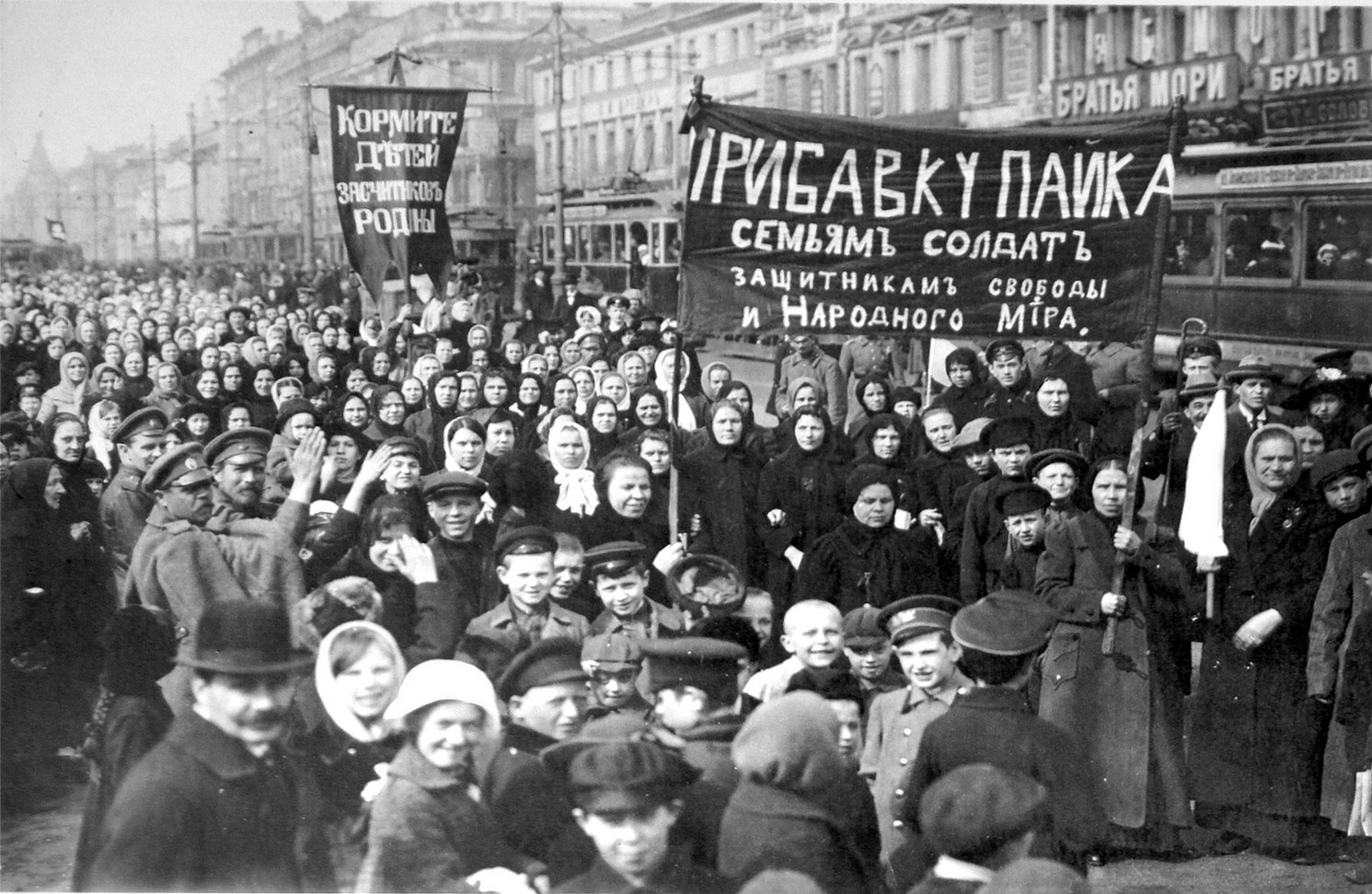
Massendemonstrationen in Petrograd lösten die Februarrevolution aus

Die Anforderungen des ersten „industriellen“ Krieges überstiegen zunehmend die Kräfte des weitgehend von der Agrarwirtschaft geprägten Russischen Kaiserreiches und führten zu einer Zuspitzung der ohnehin gravierenden sozialen Probleme. Hinzu kam die Seeblockade der Ostsee und der Dardanellen, sie hatte wesentlichen Anteil an der Erschöpfung Russlands im Laufe des Krieges: Durch die Ostsee gingen vor dem Krieg 70 Prozent der Importe in das Zarenreich, die restlichen 30 Prozent liefen ganz überwiegend über das Schwarze Meer. Vor dem Hintergrund der Kriegsbelastungen, zunehmender Inflation und vor allem aufgrund des starken Nahrungsmangels organisierten in erster Linie Arbeiter- und Soldatenfrauen und erstmals auch Bauernfrauen am 23. Februarjul. / 8. Märzgreg. (deswegen später Datum des Internationalen Frauentages) in Petrograd Massendemonstrationen, die bereits am 26. Februarjul. / 11. Märzgreg. auf die Petrograder Garnisonstruppen übergriffen und sich zur Februarrevolution ausweiteten. Aus Arbeiterkomitees bildeten sich wie schon 1905 Räte (Sowjets), die die Forderungen der Demonstranten vertraten und politisch durchzusetzen versuchten. An der Spitze der Räte stand ein Exekutivkomitee, das zunächst mehrheitlich aus Menschewiki und Sozialrevolutionären zusammengesetzt war. Am 1. Märzjul. / 14. Märzgreg. erließ der Petrograder Sowjet den Befehl Nr. 1, dem zufolge nur Befehle der Regierung zu befolgen seien, die nicht jenen des Sowjets widersprachen – was der Sowjet auch durchsetzen konnte. Die in der Duma vertretenen bürgerlichen Parteien bildeten parallel eine provisorische Regierung unter Ministerpräsident Georgi Lwow und konnten den Zaren zur Abdankung überreden (3. Märzjul. / 16. Märzgreg.). Dadurch kam es zu einem als „Doppelherrschaft“ bezeichneten Schwebezustand zwischen der provisorischen Regierung und den Sowjets. Zur Enttäuschung großer Teile der russischen Bevölkerung entschied sich die provisorische Regierung zur Weiterführung des Krieges, die Sowjets in ihrer damaligen Zusammensetzung folgten in diesem Punkt dem Kurs der Regierung. Die Alliierten werteten die Vorgänge in Russland überwiegend positiv, denn Russland stellte als antidemokratischer Staat ein Problem für die alliierte Propaganda dar, die stets den Kampf der Demokratie gegen die Willkürherrschaft betonte. Die deutsche Führung ermöglichte es, dass am 21. Märzjul. / 3. Aprilgreg. Lenin und 30 weitere führende Bolschewiki – streckenweise in einem deutschen Zug – aus dem Schweizer Exil über Finnland nach Russland zurückkehren konnten. Der „bolschewistische“ (Mehrheits-)Flügel der Sozialdemokratischen Arbeiterpartei Russlands, dessen Führer seit der Revolution von 1905 zumeist im Exil lebten, hatte von Kriegsbeginn an gegen die Kriegspolitik der eigenen Regierung zu mobilisieren versucht und die „Umwandlung des gegenwärtigen imperialistischen Krieges in den Bürgerkrieg“ propagiert, jedoch zunächst ohne großen Erfolg. Die Reichsregierung, die über den Mittelsmann Alexander Parvus Kontakt zu dem in der Schweiz lebenden Lenin hergestellt hatte, unterstützte in der Folge die Revolutionäre mit großen Geldmengen (vermutlich mehrere Millionen Mark), um den russischen Staat zu destabilisieren. Unmittelbar nach seiner Rückkehr veröffentlichte Lenin am 7. Apriljul. / 20. Aprilgreg. seine Aprilthesen, in denen er seine Ansichten zur weiteren Entwicklung der Revolution darlegte und die sofortige Beendigung des Krieges forderte, was in der kriegsmüden Bevölkerung auf große Zustimmung stieß. Die Veröffentlichung der Miljukow-Note (Fortführung des Krieges, kein Sonderfrieden) ausgerechnet am „Kampftag der Arbeiterbewegung“ (18. Apriljul. / 1. Maigreg.) fachte die ohnehin angeheizte Stimmung der demonstrierenden Massen weiter an und löste die „April-Krise“ aus, die zu einer Regierungsumbildung unter Beteiligung der in den Sowjets vertretenen gemäßigt-linken Parteien führte.

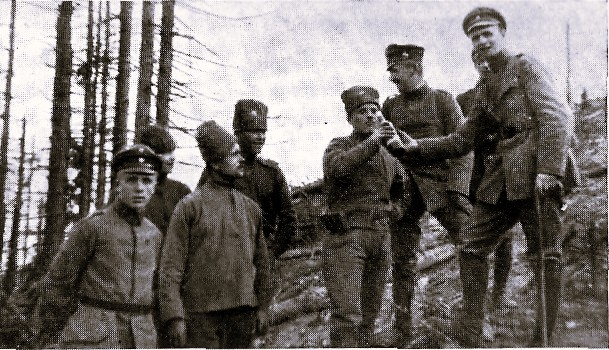
Treffen im Niemandsland

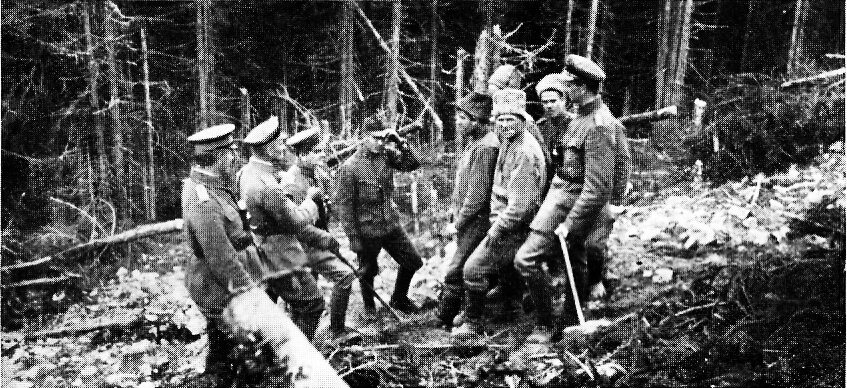
Treffen vor dem russischen Drahtverhau

Alexander Kerenski – Kriegsminister in der am 6. Maijul. / 19. Maigreg. gebildeten ersten Koalitionsregierung und gleichzeitig stellvertretender Vorsitzender des Arbeiter- und Soldatensowjets – setzte seinem Konzept des „Friedens ohne Niederlage“ gemäß die Durchführung einer später nach ihm benannten Kerenski-Offensive mit den Zielen Brzezany, Lemberg und Wilna durch. Der Angriff begann am 29. Juni mit Artilleriebeschuss in an der Ostfront bis dahin ungekannter Intensität, sein Schwerpunkt lag im Bereich Stanislau, über das hinaus die russische Armee bis nach Kalusz vordrang (11. Juli), um sich daraufhin festzulaufen. Auch an den anderen Frontabschnitten misslang der Angriff. In der Folge kam es zu Massendesertationen und Auflösungserscheinungen der russischen Armee, Kerenski stellte am 25. Juli die Offensive ein. Im Gegenangriff drangen die Mittelmächte bis nach Tarnopol und Czernowitz (3. August) vor, womit die Rückeroberung von Ost-Galizien und der Bukowina einherging. In Russland selbst kam es Anfang Juli zu einem Putschversuch der Bolschewiki, der durch das Militär niedergeschlagen wurde. Lenin floh daraufhin nach Finnland. Im September eroberten deutsche Truppen die Stadt Riga und im Oktober im Unternehmen Albion die baltischen Inseln Ösel, Dagö und Moon, woraufhin der militärische Widerstand der russischen Armee nahezu zusammenbrach.
Als Ende September General Kornilow einen Putschversuch unternahm, musste Kerenski zur Verteidigung der Revolution auf die Bolschewiki zurückgreifen, was mit der faktischen und rechtlichen Rehabilitation einherging. Anfang November eskalierte die Situation in Russland. Durch die von dem inzwischen aus Finnland zurückgekehrten Lenin geführte Oktoberrevolution vom 24. Oktoberjul. / 6. Novembergreg. bis 25. Oktoberjul. / 7. Novembergreg. wurde die provisorische Regierung gestürzt und die Macht von den Bolschewiki übernommen. Bereits am 26. Oktoberjul. / 8. Novembergreg. wurde von den neuen russischen Machthabern das Dekret über den Frieden erlassen, wodurch sich für die Mittelmächte eine starke militärische Entlastung an ihrer Ostfront anbahnte.
Am 5. Dezember wurde ein später mehrfach verlängerter zehntägiger Waffenstillstand zwischen den Mittelmächten und Russland vereinbart und am 22. Dezember in Brest-Litowsk die zunächst ergebnislosen Friedensverhandlungen eröffnet, die am 3. März 1918 mit dem Friedensvertrag von Brest-Litowsk endeten (siehe unten).

#### Deutschland an der Westfront in der Defensive

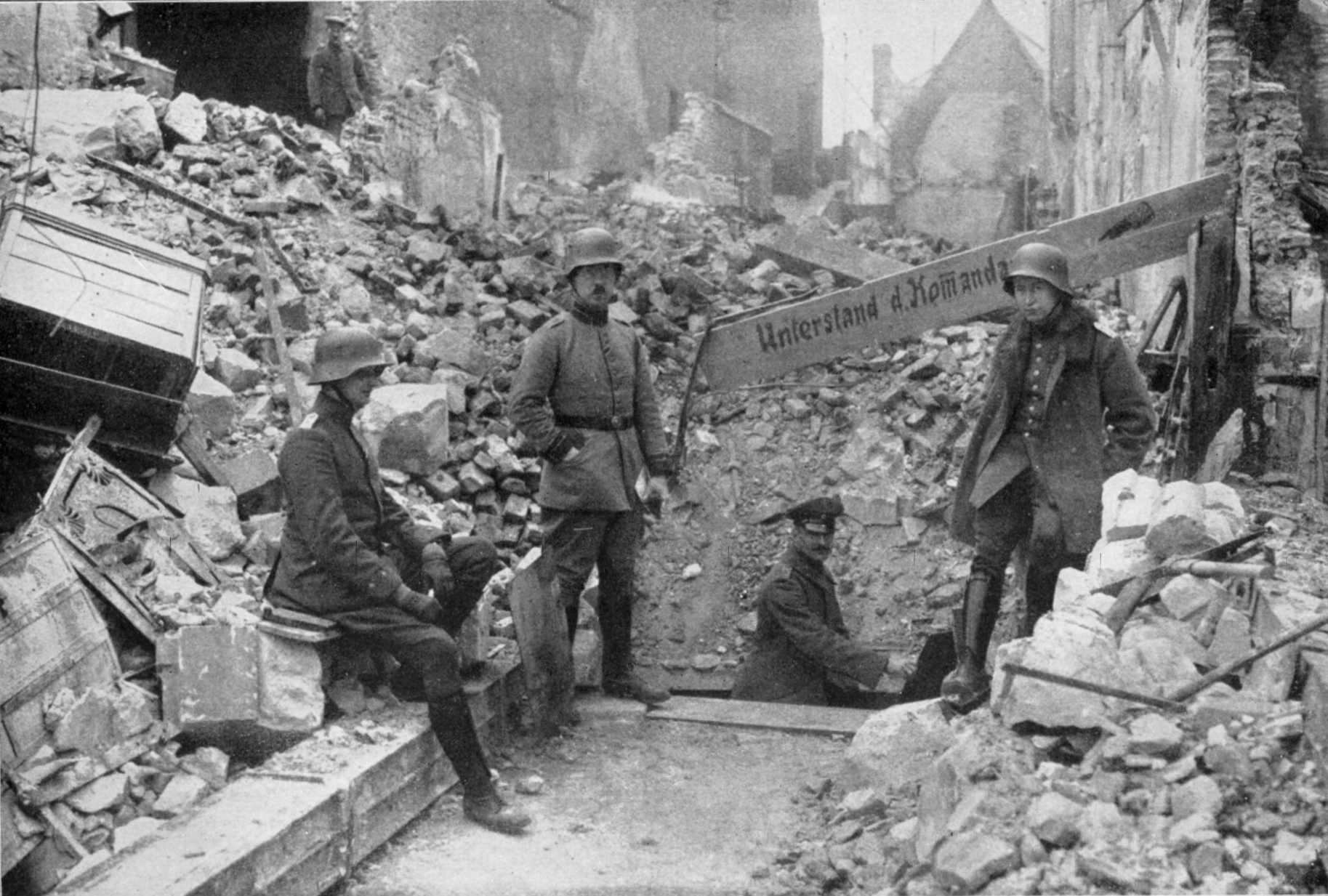
St. Quentin wurde als Teil der Siegfriedstellung weitgehend zerstört, im Bild der Eingang zur deutschen Kommandantur

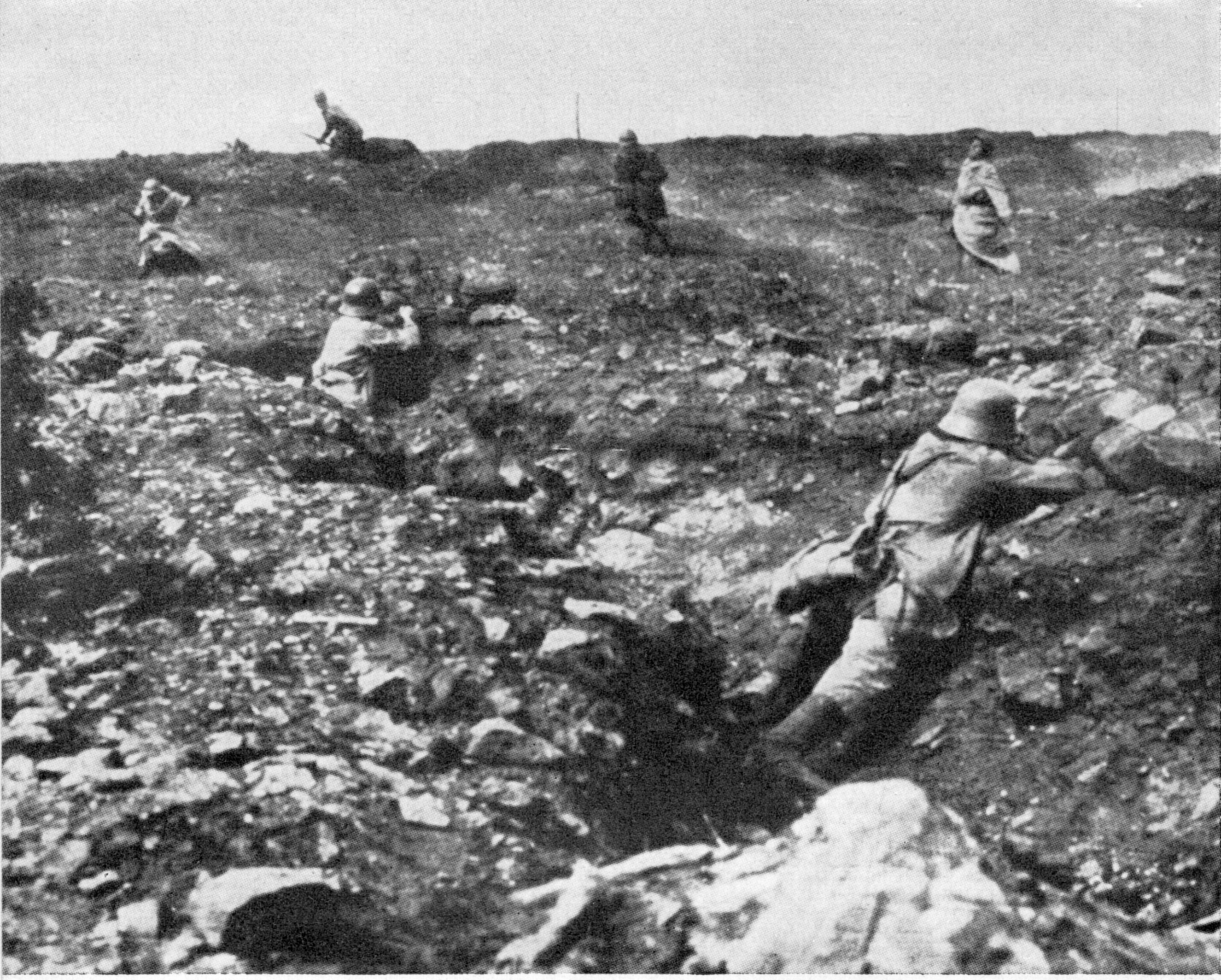
Erfolgloser französischer Sturmangriff auf eine deutsche, durch Trommelfeuer nahezu vollständig eingeebnete Stellung

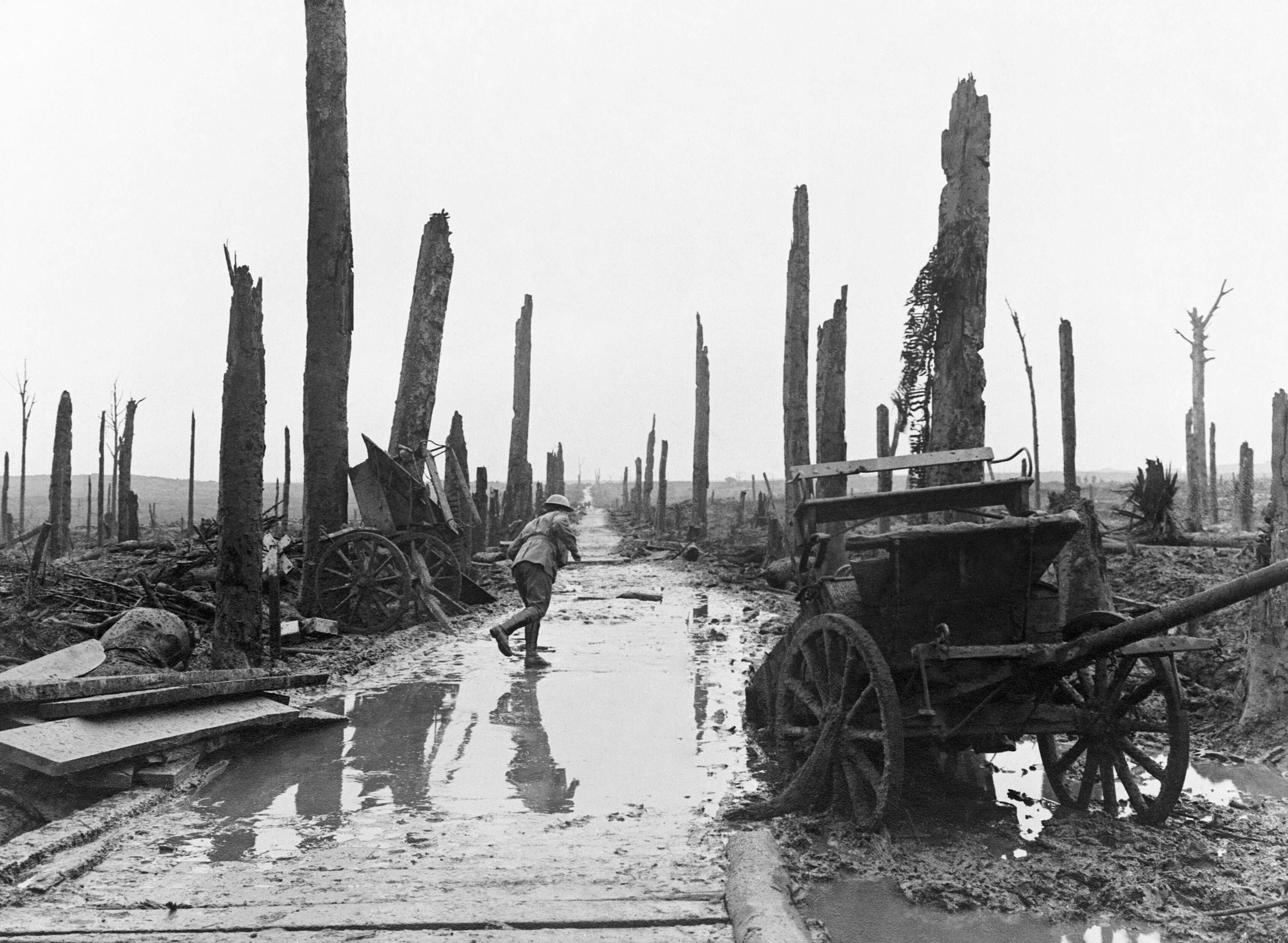
Zerbombter Wald bei Ypern

Panzerangriff mit Luftunterstützung: Die Schlacht von Cambrai gilt als Markstein der Kriegsgeschichte

Im März 1917 zogen sich die im mittleren Abschnitt der Westfront an der Somme stehenden deutschen Truppen im Unternehmen Alberich in die stark ausgebaute Siegfriedstellung zurück. Dies verkürzte die Frontlinie um 50 Kilometer. Die eigentliche Bewegung wurde innerhalb von drei Tagen, vom 16. bis 19. März, durchgeführt. Dieser Rückzug und die Verschärfung des Seekrieges waren Konsequenzen der Großschlachten des Jahres 1916 bei Verdun und an der Somme; die deutschen Truppen waren angeschlagen. Die Initiative ging von der Heeresgruppe „Kronprinz Rupprecht“ aus, die sich gegen den Widerstand von Ludendorff durchsetzte. Der Bau der Siegfriedstellung war die wohl größte Baumaßnahme des Ersten Weltkrieges; die Arbeit wurde vorwiegend von Kriegsgefangenen und Zwangsarbeitern geleistet. Deutsche Truppen verwüsteten weisungsgemäß vor dem taktischen Rückzug das freizugebende Gebiet systematisch („Verbrannte Erde“), verminten es teilweise (auch mit Sprengfallen) und deportierten seine Bewohner. Ortschaften wie zum Beispiel Bapaume wurden gesprengt, insgesamt 150.000 Personen deportiert, so etwa alle 40.000 Einwohner von Saint-Quentin. Militärisch war die Operation ein Erfolg: sie verbesserte die Lage der deutschen Truppen durch die Verkürzung der Front und den Rückzug auf die gut ausgebaute Siegfriedstellung, die Angriffsplanungen der überraschten Alliierten für das Frühjahr 1917 liefen zunächst ins Leere. Die Wirkung auf die öffentliche Meinung im Ausland war dagegen ähnlich verheerend wie die Operation, die im betroffenen Gebiet „das zivile Leben vollständig zerschlug und eine historische Landschaft zu einer Wüste werden ließ“.
In der zweiten Konferenz in Chantilly (Standort des französischen Hauptquartiers) hatten die Alliierten im November 1916 wiederum eine kombinierte Offensive vereinbart. Der für diese Offensive zum gemeinsamen Oberbefehlshaber bestimmte Robert Nivelle wählte die nordfranzösische Stadt Arras als Ausgangspunkt eines am 9. April begonnenen Angriffs (Schlacht bei Arras) durch das britische Heer (darunter kanadische und neuseeländische Einheiten). Der Hauptangriff der französischen Armee folgte wenig später an der Aisne (Schlacht an der Aisne) und in der Champagne. Nach dem Fehlschlag an der Somme kehrten die Alliierten zum taktischen Konzept von 1915 zurück: Der immer noch große deutsche Frontbogen zwischen Lille im Norden und Verdun im Süden sollte durch Eindrücken der beiden Flanken abgeschnürt werden. Hauptziel der Franzosen war dabei die Einnahme des Chemin des Dames. Der Angriff bei Arras überraschte die deutschen Truppen unter dem in der Folge abgelösten General Ludwig von Falkenhausen. Das Ausmaß des bevorstehenden Angriffs war der deutschen Aufklärung, nicht zuletzt aufgrund von 24.000 in der „Tunnelstadt“ von Arras versteckten Soldaten, verborgen geblieben. Abgesehen davon war der Materialeinsatz deutlich höher als an der Somme im Vorjahr. Den Kanadiern gelang die Einnahme eines strategisch wichtigen Höhenzuges bei Vimy, der Vormarsch blieb danach aber stecken. Der französische Angriff 130 Kilometer weiter südlich war trotz Geländegewinnen ein Fehlschlag, der Chemin des Dames als Operationsziel konnte nicht genommen werden. Beide Offensiven mussten bereits im Mai nach hohen Verlusten abgebrochen werden. Das deutsche Heer war nach einer von Fritz von Loßberg entwickelten flexiblen Verteidigungsstrategie („Verteidigung in der Tiefe“) dazu übergegangen, die Abwehrkräfte tiefer und komplexer zu staffeln. Die von den Briten und von den Franzosen eingesetzten Panzer (insgesamt 170) konnten aufgrund technischer Probleme und zu geringer Zahl noch keine größere Wirkung entfachen. Giftgas wurde von beiden Seiten angewandt, wobei mit diesen beiden Schlachten zunehmend die Gasgranate das Blasverfahren ablöste.
Die gescheiterte Offensive am Chemin des Dames (Schlacht an der Aisne) war Anlass für Meutereien in 68 Divisionen der französischen Armee, insgesamt etwa 40.000 Mann (von 2 Millionen). Fünf Divisionen waren ernsthaft betroffen; diese lagen direkt im Süden der Angriffszone der Offensive am Chemin des Dames, zwischen Soissons und Reims. Beim ebenfalls dort eingesetzten russischen Expeditionskorps kam es zu ähnlichen Problemen. Angesichts der anfänglichen britischen Erfolge bei Arras waren vor allem dort die hohen Erwartungen besonders enttäuscht worden. In der Regel begannen die Meutereien nicht bei den Truppen in vorderster Front, sondern bei jenen in der Kampfpause anlässlich des Befehls zur Rückkehr an die Front. Die konkreten Forderungen waren mehr Fronturlaub, bessere Ernährung, Besserstellung der Familien der Soldaten, Beendigung des „Gemetzels“ (Protest gegen die Methoden der Kriegsführung) sowie vereinzelt auch generell „Frieden“ und Beendigung der „Ungerechtigkeit“ (in erster Linie im Sinne von Wehrgerechtigkeit gemeint). „Ganz überwiegend hatten die meuternden Soldaten nicht den Krieg selber in Frage gestellt, sondern nur dagegen protestiert, nutzlos hingeschlachtet zu werden.“ Am 29. April wurde der französische Oberbefehlshaber Nivelle durch General Pétain abgelöst, der die Verteidigung Verduns organisiert hatte. Durch den Übergang zu einer Defensivhaltung konnte Pétain die Unruhe in der französischen Armee eindämmen. Er führte eine neue Kampfweise ein, die der deutschen „Verteidigung in der Tiefe“ ähnelte. Abgesehen von zwei begrenzten, erfolgreichen Operationen bei Verdun im August und an der Aisne im Oktober (wo die Deutschen hinter die Ailette zurückgeworfen wurden), unternahm das französische Heer zwischen Juni 1917 und Juli 1918 keine Offensiven mehr. Zudem sorgte Pétain für Verbesserungen der Verpflegung und bei den Ruhezeiten der Truppen. Etwa 10 Prozent der Meuterer wurden vor Gericht gestellt, 3427 Soldaten verurteilt, die Kriegsgerichte fällten 554 Todesurteile, davon wurden 49 vollstreckt. Die deutschen Truppen begnügten sich während der Hochphase der Meuterei zwischen Mai und Juni damit, die Passivität des Gegners hinzunehmen, da sie deren Ursachen nicht durchschauten und an anderen Fronten gebunden waren.
In der Schlacht von Messines (21. Mai bis 7. Juni) gelang es den Briten, einen strategisch wichtigen Höhenzug im Süden von Ypern zu erobern. Mineure aus Großbritannien, Kanada, Australien und Neuseeland hatten in eineinhalb Jahren Arbeit 21 große Minen unter den deutschen Stellungen platziert, deren Zündung die effektivste nichtnukleare Explosion der Kriegsgeschichte einleitete (10.000 Tote, 6.400 Betäubte). Die Eroberung des Höhenzuges sicherte die rechte Flanke und ermöglichte eine alliierte Großoffensive unter britischer Führung, die Dritte Flandernschlacht (31. Juli bis 6. November). Ziele eines erhofften Durchbruchs waren unter anderem die deutschen U-Boot Stützpunkte Ostende und Zeebrügge. Der Angriff blieb nach einigen Erfolgen am 9. Oktober bei Langemark-Poelkapelle stecken; außerdem misslang der Hauptstoß gegen das strategisch wichtige Plateau von Geluveld, wodurch die alliierten Truppen ständigem Flankenfeuer ausgesetzt waren. Nach der Einnahme der Ruinen von Passchendaele durch kanadische Truppen am 6. November flauten die Kämpfe ab – die Alliierten konnten die deutsche Front selbst hier und damit am erfolgreichsten Abschnitt nur um 8 Kilometer zurückdrängen. Die Verluste auf beiden Seiten betrugen etwa 585.000 Soldaten.
In der Schlacht von Cambrai (20. November bis 6. Dezember) kam es zum ersten operativen Einsatz von geschlossenen Panzerverbänden, ein „Markstein in der Geschichte der Kriegsführung.“ Etwa 320 einsatzfähige Panzer des Royal Tank Regiments – unterstützt von 400 Flugzeugen und sechs Infanterie- sowie drei Kavalleriedivisionen – durchstießen nach kurzer Artillerievorbereitung auf einer 15 Kilometer breiten Front im Bereich von Havrincourt die Siegfriedstellung und drangen etwa sieben Kilometer vor. Das neue Angriffsverfahren war überraschend, da bei Angriffsabsichten aufgrund der tief gegliederten Stellungen die übliche tagelange Artillerievorbereitung erwartet wurde. Der Durchbruch zum Eisenbahnknotenpunkt Cambrai gelang jedoch nicht, gut ein Drittel der angreifenden Panzer wurde vernichtet, in einer am 30. November gestarteten Gegenoffensive gelang es den deutschen Truppen, den größten Teil des verlorengegangenen Geländes zurückzuerobern. Dieser Abwehrerfolg bestärkte die deutsche Heeresleitung in ihrer Fehleinschätzung, dass der Aufbau einer eigenen Panzertruppe nicht vordringlich sei.

#### Die Nebenfronten

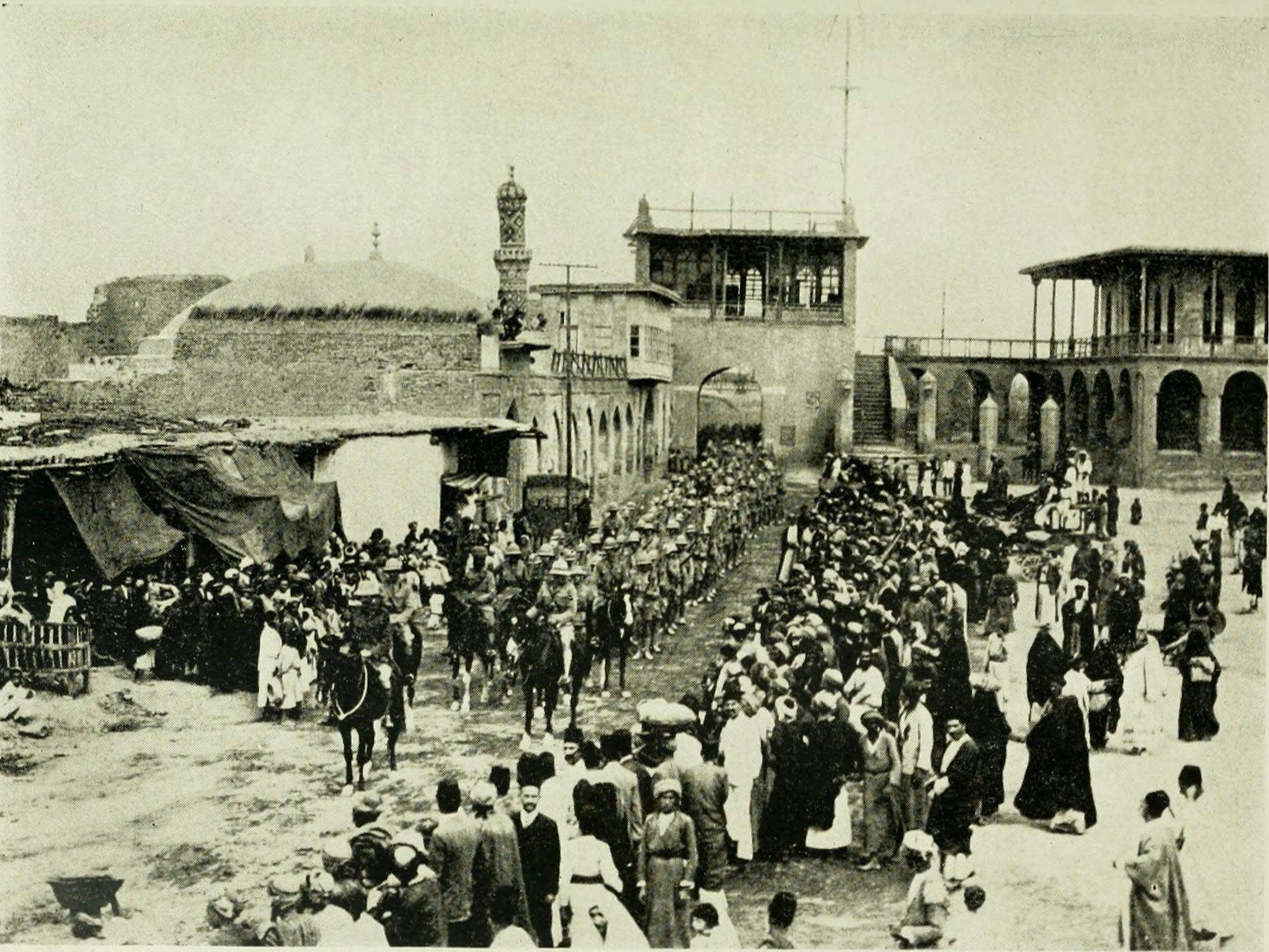
Die Britisch-Indische Armee unter Führung von Frederick Stanley Maude marschiert in Bagdad ein

Die Briten erneuerten zu Jahresbeginn an der Mesopotamienfront ihre Offensive Richtung Bagdad, am 24. Februar erreichten sie Kut al-Amara und nahmen überraschend noch vor Beginn der Regenzeit am 11. März Bagdad ein, die Türken mussten sich nach Mosul zurückziehen. Der Fall Bagdads war ein schwerer Schlag für die Türkei und die Mittelmächte, da damit alle – unter anderem mit der Bagdadbahn verbundenen – Pläne im Orient in Frage gestellt wurden. Deshalb wurde der frühere Generalstabschef Falkenhayn damit beauftragt, zusammen mit Enver Pascha unter dem Codenamen „Jilderim“ (Blitz) die Rückeroberung Bagdads vorzubereiten.

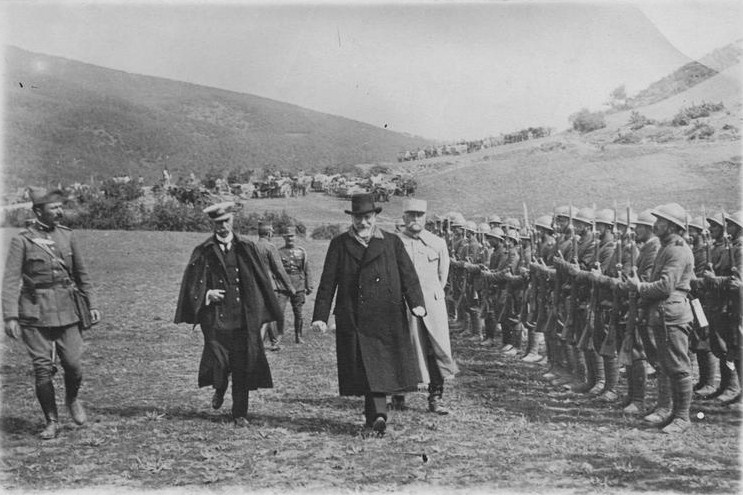
Eleftherios Venizelos, begleitet von Admiral Pavlos Koundouriotis (links) und General Maurice Sarrail (rechts), inspiziert griechische Truppen

Am 29. Juni 1917 trat das Königreich Griechenland auf Seiten der Alliierten in den Krieg ein, nachdem schon zuvor griechische Freiwilligenverbände auf deren Seite an der Salonikifront mitkämpften. Seit der Landung alliierter Truppen in Griechenland Ende 1915 war es zu einem „Nationalen Schisma“ gekommen, in dem sich die der Entente zugewandte provisorische Gegenregierung von Eleftherios Venizelos schließlich dank zunehmender britisch-französischer Interventionen gegen das regierende „germanophile Lager“ um Konstantin I. durchsetzte. Nach der Besetzung fast aller strategisch wichtigen Landesteile einschließlich Athens durch die Alliierten und einem Ultimatum des französischen Oberkommissars Jonnart dankte Konstantin im Juni 1917 ab und ging ins Exil. Venizelos kehrte im Gegenzug von Saloniki nach Athen zurück, rief das 1915 gewählte Parlament zusammen und bildete eine Regierung, die umgehend den Mittelmächten den Krieg erklärte. Neuer König wurde Alexander I.

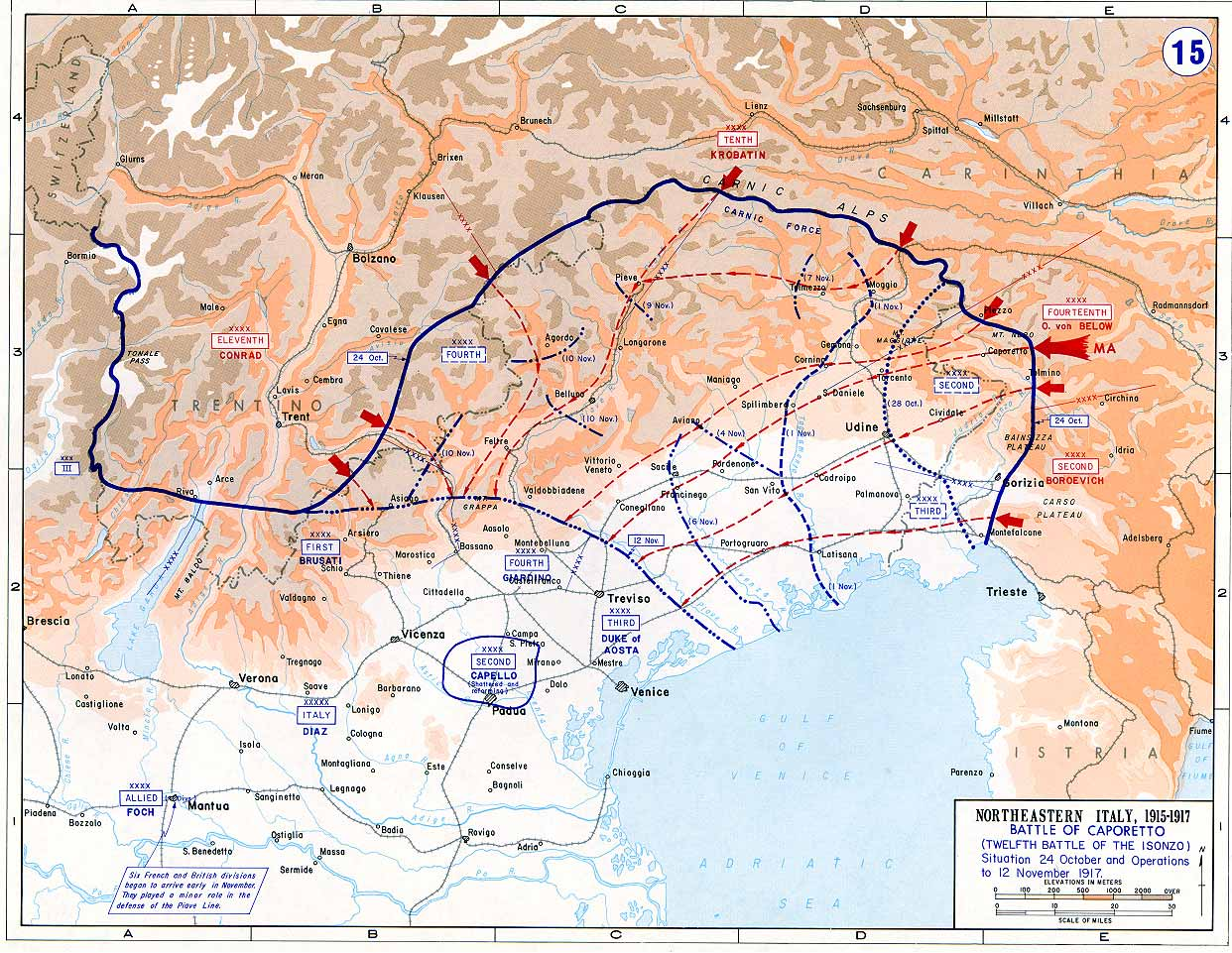
Ausgangslage der 12. Isonzoschlacht und Lageentwicklung bis zum 12. November 1917

In der 11. Isonzoschlacht (17. August bis 12. September) entging Österreich-Ungarn nur knapp einer schweren Niederlage. Da Kaiser Karl I. befürchtete, dem nächsten italienischen Angriff nicht mehr standhalten zu können, forderten er und das österreichische Oberkommando deutsche Unterstützung an, die in Form der für diesen Einsatz neu aufgestellten 14. Armee (darunter das Deutsche Alpenkorps) geleistet wurde. Dem erwarteten Angriff der Italiener wurde mit einer eigenen Offensive zuvorgekommen, in der Zwölften Isonzoschlacht (auch „Schlacht von Karfreit“, italienisch „Battaglia di Caporetto“, 24. bis 27. Oktober/11. November) gelang überraschend der Durchbruch, in elf Tagen drangen die Mittelmächte um 130 Kilometer vor, besetzten mit Udine die erste italienische Großstadt und standen 30 Kilometer vor Venedig. Die Italiener verloren mehr als 305.000 Mann (Mittelmächte: 70.000), davon 265.000 Kriegsgefangene. Der Erfolg basierte vor allem auf dem aus den Erfahrungen der ersten Kriegsjahre entwickelten, erstmals im großen Stil in der Schlacht um Riga angewandten „Stoßtruppverfahren“ (schneller Vorstoß von Sturmbataillonen auf schmalem Korridor ohne besondere Beachtung des Flankenschutzes). Die Front konnte mit Mühe am Piave und am Monte Grappa stabilisiert werden. Die Alliierten entsandten fünf britische und sechs französische Divisionen zur Unterstützung. Die ansatzweise revolutionäre Situation in Italien (Streiks, Massendesertation) flaute durch das Desaster jedoch ab, denn: „Aus dem Angriffs- wurde ein Verteidigungskrieg“. In Reaktion auf diese Niederlage gründete sich am 7. November auf der Konferenz von Rapallo der Alliierte Oberste Kriegsrat, zudem wurde der italienische Chef des Generalstabes Luigi Cadorna durch Armando Diaz ersetzt.

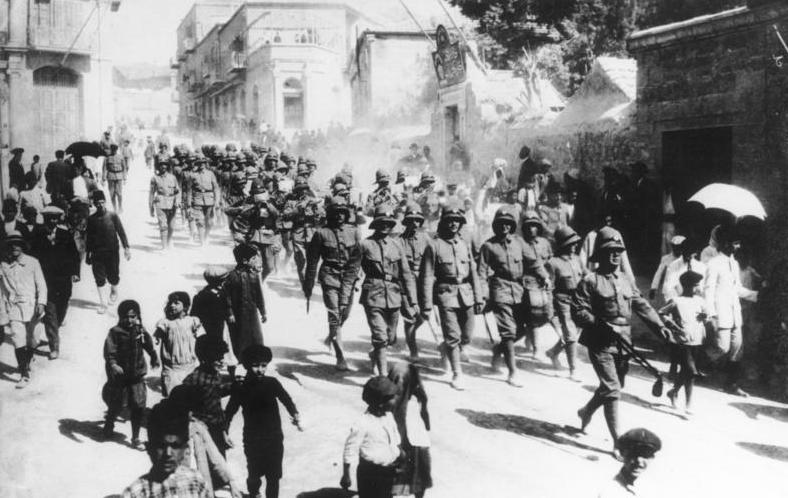
November 1917: Deutsche Soldaten in Jerusalem

Die letzte größere Offensive des Kriegsjahres 1917 war gleichzeitig der letzte große Kavallerieangriff der Militärgeschichte: Am 31. Oktober 1917 griffen die australische 4th Light Horse Brigade mit 12.000 Kavalleristen und die britische 5th Mounted Brigade unter dem Kommando von General Edmund Allenby das von osmanischen und deutschen Truppen gehaltene Beʾer Scheva an und konnten es erobern. Falkenhayn bezog daraufhin am 5. November sein Hauptquartier in Jerusalem und wollte die Stadt um jeden Preis verteidigen. Die OHL befahl jedoch die Räumung, um nicht bei einer eventuellen Zerstörung der heiligen Stätten das Ansehen der Mittelmächte in der Weltöffentlichkeit noch weiter zu beschädigen. Die Schlacht um Jerusalem mit Unterstützung aufständischer Araber (T. E. Lawrence) endete somit am 9. Dezember vorerst mit der kampflosen Einnahme Jerusalems durch britische Truppen.

#### Politik und Friedensinitiativen
In der Osterbotschaft vom 7. April stellte Wilhelm II. vage demokratische Reformen nach dem Krieg in Aussicht. Am 11. April gründete sich in Gotha die USPD als Abspaltung von der SPD, Hintergrund waren die eskalierte Disziplinierung von Parteilinken in der SPD zur Wahrung der Burgfriedenspolitik, die russische Februarrevolution und die Aprilstreiks. Eine Woche später, am 19. April, forderte die SPD (im weiteren Verlauf des Jahres zunehmend als MSPD bezeichnet) gleiche Staatsbürgerrechte sowie Schritte hin zum parlamentarischen System („Parlamentarisierung“) und erklärte ihre Zustimmung zur Forderung der Petrograder Sowjets von Ende März: Frieden ohne Annexionen und Reparationen, freie nationale Entwicklung aller Völker. Reichskanzler Bethmann Hollweg, der sich schon zuvor mit seiner indifferenten Haltung zu den Kriegszielen und zu politischen Reformen zunehmend isoliert hatte, kam damit in Bedrängnis: Da er nun angesichts der MSPD-Erklärung aus Sicht der OHL „die Sozialdemokratie nicht mehr meistern könne“, verlangten Hindenburg und Ludendorff beim Kaiser – zunächst noch erfolglos – die Entlassung des Kanzlers. In der Kriegszielkonferenz von Bad Kreuznach am 23. April leistete der Kanzler jedoch auf Druck der OHL seine Unterschrift unter ein Protokoll, das selbst nach Ansicht von Admiral Müller ein Dokument „völliger Maßlosigkeit“ der Annexionsziele war.
Vom 2. Juni bis zum 19. Juni fand die Stockholmer Konferenz der zweiten Internationale statt, die jedoch ebenso wirkungslos blieb wie verschiedene Sondierungen zu einem Separatfrieden vor allem seitens des neuen österreichisch-ungarischen Kaisers Karl I. Versuche zu einem Frieden mit Russland im Frühjahr scheiterten zunächst aufgrund der inakzeptablen deutschen Forderungen.
Am 6. Juli löste die Reichstagsrede von Matthias Erzberger (Deutsche Zentrumspartei) eine „Sensation in allen politischen Kreisen“ aus: Der konservative Politiker, ursprünglich Verfechter eines „Siegfriedens“, wies den Militärs falsche Angaben über die Effektivität des U-Boot-Krieges nach und setzte sich für einen „Verständigungsfrieden“ ein: Deutschland müsse auf Annexionen verzichten. Noch am selben Tag vereinbarten führende Abgeordnete von MSPD, Zentrum und liberaler Fortschrittspartei zudem den Interfraktionellen Ausschuss als Koordinationsgremium der Mehrheitsfraktionen, was als Auftakt der Parlamentarisierung Deutschlands gilt und zeitgenössisch von Konservativen als „Beginn der Revolution“ interpretiert wurde. Aufgrund Erzbergers Rede sprachen Hindenburg und Ludendorff am 7. Juli beim Kaiser vor und forderten die Ablösung des Kanzlers, was der Kaiser wiederum ablehnte. Der Kanzler erreichte beim Kaiser am 10. Juli die Zusage des gleichen Wahlrechts in Preußen nach dem Krieg (im Gegensatz zum Dreiklassenwahlrecht), was am 12. Juli der Öffentlichkeit bekannt wurde. Am selben Abend drohten Hindenburg und Ludendorff mit ihrem Rücktritt, sollte der Kanzler nicht abberufen werden, was den Kaiser zurückweichen ließ. Am Morgen des 13. Juli reichte der hiervon informierte Bethmann Hollweg sein Rücktrittsgesuch ein, als Nachfolger wurde der weitgehend unbekannte Georg Michaelis bestellt.
Am 19. Juli 1917 stimmte die Mehrheit des Reichstags der von Erzberger eingereichten, sehr allgemein gehaltenen Friedensresolution zu, die entsprechend folgenlos blieb. Innenpolitisch hatte die Friedensresolution des Reichstags jedoch unter anderem insofern Auswirkungen, als sich am 2. September aus diesem Anlass als Gegenreaktion die annexionistische, völkisch-nationalistische Deutsche Vaterlandspartei gründete. Die Friedensnote Dès le début von Papst Benedikt XV. am 1. August an die Staatsführungen der kriegführenden Länder blieb gleichfalls folgenlos. Der Papst schlug hier unter anderem einen Frieden ohne Annexionen und Reparationen, freie Seewege und eine Regelung der strittigen Fragen mithilfe des Völkerrechts vor. Diese Initiative, verbunden mit humanitären Aktivitäten (z. B. Anbahnung eines Verwundetenaustauschs und eines Vermisstensuchdienstes) und einer wiederholten Verurteilung des Krieges („unnützes Blutvergießen“), gilt als Auftakt der modernen Außenpolitik des Heiligen Stuhles.
Da sich Reichskanzler Michaelis offenkundig weitgehend als Erfüllungshilfe der OHL verstand, drängte die Reichstagsmehrheit seit Ende Oktober auf seine Entlassung und konnte dies auch durchsetzen, Nachfolger wurde am 1. November Georg von Hertling.
Am 3. Dezember begannen die Verhandlungen zwischen Russland und den Mittelmächten über einen Separatfrieden, am 6. Dezember proklamierte Finnland seine Unabhängigkeit von Russland.

### Kriegsjahr 1918

#### Wilsons 14 Punkte und Massenstreiks
Präsident Woodrow Wilson stellte am 8. Januar in einer programmatischen Rede vor beiden Häusern des US-Kongresses sein 14-Punkte-Programm vor. Wilson nahm dabei in Anspruch, freiheitliche politische Prinzipien global verwirklichen zu wollen, als wichtigstes Ziel proklamierte Wilson das Selbstbestimmungsrecht der Völker. Unter anderem wurden in den 14 Punkten die Räumung und Wiederherstellung Belgiens, Serbiens und Montenegros sowie die Räumung und Aufgabe von Elsass-Lothringen, ein eigener polnischer Staat, die Freiheit der Meere, Rüstungsbeschränkungen und die „autonome Entwicklung“ für die Völker Österreich-Ungarns gefordert. Am 24. Januar lehnten Deutschland und Österreich-Ungarn die 14 Punkte ab.
Am 14. Januar begannen die Jännerstreiks bei den Rüstungsbetrieben in und um Wiener Neustadt, die Streikfront weitete sich aus und bröckelte erst angesichts massiver militärischer Gewalt ab, am 23. Januar wurde die Arbeit wieder aufgenommen. In Deutschland kam es zwischen dem 28. Januar und dem 2. Februar in Berlin und anderen industriellen Zentren zu Massenprotesten und Streikaktionen mit mehr als eine Million Arbeitern (Januarstreik), die im Gegensatz zu früheren Aktionen in erster Linie politisch motiviert waren und sich für den „allgemeinen Frieden“ und gegen „Annexionen und Kontributionen“ aussprachen, was vor allem auf die annexionistische Haltung der OHL in Brest-Litowsk abzielte. Die MSPD entsandte Friedrich Ebert, Otto Braun und Philipp Scheidemann in den Aktionsausschuss, um „die Bewegung in geordneten Bahnen zu halten“. Ähnlich wie in Österreich konnte die Bewegung jedoch nur mit militärischen Repressionen unterdrückt werden, am 31. Januar riefen die Behörden in Berlin den verschärften Belagerungszustand aus, verhafteten Mitglieder der Streikleitung und schickten in der Folge 50.000 beteiligte Arbeiter an die Front. Ab dem 3. Februar nahmen die meisten Betriebe ihre Arbeit wieder auf.

#### Frieden mit Russland, Frühjahrsoffensive und Kriegswende

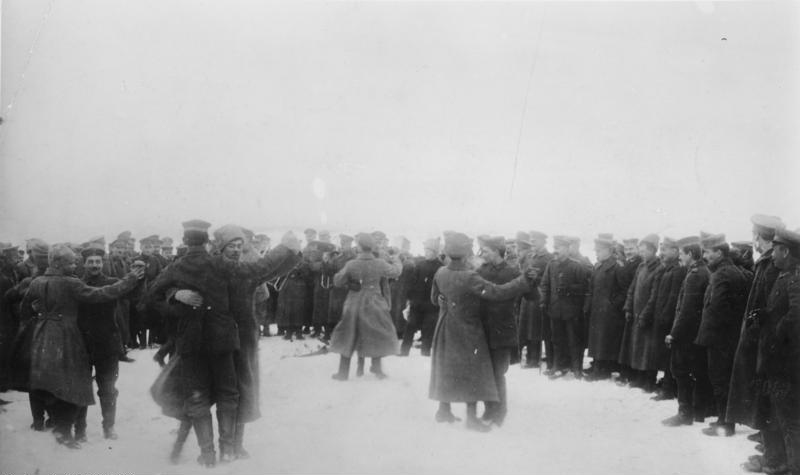
Russische und deutsche Soldaten feiern während des Waffenstillstands an der Ostfront Verbrüderung

Gebietsverluste Sowjetrusslands bis März 1918

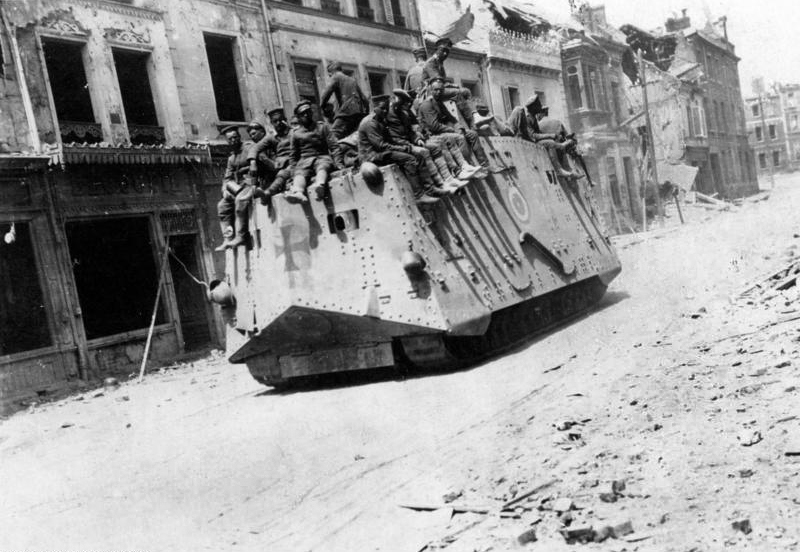
Deutscher Panzer A7V in Roye, etwa 40 Kilometer westlich vom Ausgangspunkt der Frühjahrsoffensive

Frühjahrsoffensive 1918: Paul von Hindenburg, Wilhelm II. und Erich Ludendorff sowie weitere Mitglieder der OHL auf dem Weg zum Großen Hauptquartier in Avesnes-sur-Helpe

In den Friedensverhandlungen von Brest-Litowsk forderte die deutsche Seite am 19. Januar 1918 in ultimativer Form einen Verzicht Russlands auf Polen, Litauen und das westliche Lettland, woraufhin der sowjetische Verhandlungsführer Leo Trotzki eine Verhandlungspause erwirkte. In Petrograd entschieden sich die Regierung und das Zentralkomitee für Trotzkis Vorschlag, die Verhandlungen in Erwartung auf die baldige Erhebung des westeuropäischen Proletariats hinauszuzögern. Am 25. Januar hatte sich die Ukraine auf Beschluss der nicht-bolschewistischen Zentralna Rada für unabhängig erklärt, am 9. Februar schlossen die Mittelmächte einen Sonderfrieden („Brotfrieden“) mit der Ukraine. Als Gegenleistung für die großzügige Grenzziehung im Westen der Ukraine verlangten die Mittelmächte von der ukrainischen Regierung umfangreiche Getreidelieferungen, gleichzeitig stellten sie Russland ein Ultimatum zur Annahme der Friedensbedingungen, worauf Trotzki – weiterhin in Hoffnung auf die baldige Revolution in Deutschland – ohne den Vertrag zu unterschreiben einseitig die Demobilisierung verkündete. Die Mittelmächte rückten deswegen ab 18. Februar im Unternehmen Faustschlag vor und besetzten in wenigen Wochen weite Teile der westlichen Grenzgebiete im Baltikum, in der westlichen Ukraine, auf der Krim, im Industriegebiet am Donez und in Weißrussland. Ohne erneut in Verhandlungen einzutreten, musste die sowjetische Delegation die erheblich verschärften deutschen Bedingungen akzeptieren, der Friedensvertrag von Brest-Litowsk wurde am 3. März unterzeichnet. Die Mittelmächte verpflichteten sich hierin zwar zur Räumung der besetzten Gebiete mit Ausnahme von Livland, Russland musste aber auf territoriale Ansprüche in Polen, Litauen und Kurland sowie auf von der Türkei beanspruchtes Gebiet im Kaukasus verzichten. Im Zusammenhang mit dem Vertrag stimmte Deutschland im März einem eng an Deutschland gebundenen, eigenständigen Litauen zu (Unabhängigkeitserklärung am 16. Februar). Ein am 27. August unterzeichneter Ergänzungsvertrag legte den russischen Verzicht auf Livland und die Anerkennung der Selbständigkeit Finnlands und der Ukraine fest. Das Deutsche Reich hatte zuvor (28. Juni) die folgenreiche Entscheidung getroffen, nicht nach Petrograd vorzustoßen und trotz ideologischer Vorbehalte den Bolschewismus am Leben zu erhalten, da die anderen Gruppen im Russischen Bürgerkrieg den Friedensvertrag von Brest-Litowsk nicht akzeptierten. Russland gab mit dem Vertrag ein Drittel seiner Bevölkerung und den größten Teil seines Rohstoff- und Industriepotenzials preis.
Die schon Ende 1917 absehbare Entlastung der Ostfront führte dazu, dass am 11. November 1917 in Mons seitens der deutschen Armeeführung eine Offensive an der Westfront beschlossen wurde, für die verschiedene konkurrierende Pläne ausgearbeitet wurden und die dem Krieg vor dem Eintreffen der Amerikaner eine Wendung geben sollte. Ein weiterer Aspekt war die schlechte Versorgungslage in der Heimat, die eine rasche militärische Entscheidung notwendig erscheinen ließ.
Am 21. Januar 1918 entschieden sich Hindenburg und Ludendorff für eine Variante unter dem Decknamen „Michael“: Eine Offensive im Bereich von St. Quentin entlang der Somme, die nach Nordwesten schwenken, die britische Armee umfassen und zum Rückzug auf die Kanalhäfen zwingen sollte. Durch den Abzug von Truppen vor allem aus Russland konnte die Anzahl der deutschen Divisionen im Westen von 147 auf 191 erhöht werden, denen nur 178 alliierte gegenüberstanden – erstmals seit 1914 hatte die deutsche Armee wieder eine zahlenmäßige Überlegenheit erreicht, nach wie vor jedoch keine materielle. Am 10. März erließ Hindenburg den Angriffsbefehl für den 21. März.
Am frühen Morgen des 21. März 1918 begann die deutsche Frühjahrsoffensive. Nach vergleichsweise kurzer Artillerievorbereitung – über fünf Stunden – erzielten die deutschen Sturmtruppen mit ihrer Infiltrations-Taktik (geprägt von Herman Geyer) einen tiefen Einbruch in die britische Front. Eine neuartige, deutsche Infanteriewaffe – die Maschinenpistole MP18 – trug zum Erfolg bei. Die OHL verlagerte jedoch in den Folgetagen mehrfach Schwerpunkte und Richtung des Angriffes. Vor allem gab Ludendorff „die Strategie eines einzigen, massiven Vorstoßes auf und entschied sich für einen Angriff mit drei Spitzen, von denen keine stark genug war, einen Durchbruch zu erzielen“, was ihm erhebliche Kritik im Generalstab einbrachte und die Offensive schwächte: „Wie 1914 beim Vormarsch auf Paris reagierte das deutsche Heer auf die Ereignisse und folgte der Linie des geringsten Widerstands, statt das Gesetz des Handelns an sich zu reißen.“ Hinzu kamen logistische Schwierigkeiten im verwüsteten Somme-Gebiet. Angriffe wurden zudem nicht zuletzt dadurch aufgehalten, dass die schlecht versorgten deutschen Truppen die britischen Depots plünderten. Weiterhin konnte die materielle Überlegenheit der Alliierten durch die überraschende Schwerpunktsetzung nicht dauerhaft ausgeglichen werden. Als Novum in der Kriegsgeschichte kann gelten, dass erstmals an längeren Frontabschnitten die deutschen Verluste mehrheitlich auf Fliegerangriffe zurückzuführen waren. Die Alliierten einigten sich am 3. April unter dem Druck der Ereignisse auf Ferdinand Foch als gemeinsamen Oberbefehlshaber. Zwar waren die deutschen Truppen auf einer 80 Kilometer breiten Front bis zu 60 Kilometer tief vorgestoßen (von St. Quentin bis westlich Montdidier), die Offensive hatte jedoch bei hohen, nicht mehr ausgleichbaren Verlusten einen großen neuen Frontbogen geschaffen und keinerlei strategische Ziele erreicht. Nach einem Gegenangriff australischer Truppen vor Amiens wurde das Unternehmen Michael am 5. April eingestellt.
Ludendorff, dem inzwischen im Generalstab offen Führungsfehler vorgeworfen wurden, griff auf eine Alternativplanung zur Michaelsoffensive zurück: die Operation Georg, ein Angriff in Flandern entlang des Flusses Leie auf einer Frontbreite von 30 Kilometern mit dem Ziel der Kanalküste westlich von Ypern (Vierte Flandernschlacht). Aufgrund der Operation Michael konnte die Aktion nur noch in verminderten Umfang durchgeführt werden und wurde von Georg in Georgette umbenannt. Nach einigen Anfangserfolgen wie der Eroberung des strategisch wichtigen Kemmelbergs am 25. April lief sich Georgette fest. Im Rahmen der Offensive kam es zum ersten größeren Panzergefecht der Kriegsgeschichte, bekanntestes Ereignis ist jedoch der Tod von Manfred von Richthofen. Gravierender für das deutsche Heer war jedoch die zunehmende Verweigerung von Angriffsbefehlen bei den erschöpften und enttäuschten Truppen ab etwa Mitte April. Der OHL war die schwindende Moral der eigenen Truppen nicht verborgen geblieben und sie eröffnete deswegen umgehend am 27. Mai eine neue Offensive (Schlacht an der Aisne oder Operation Blücher-Yorck) mit dem bis dahin stärksten Artillerieeinsatz des Krieges, fast 6000 Geschütze verschossen innerhalb von vier Stunden zwei Millionen Granaten. Am 29. Mai standen die Deutschen wiederum an der Marne, am 3. Juni kurz vor Villers-Cotterêts, damit war Paris nur 90 Straßenkilometer und 62 Kilometer Luftlinie von der deutschen Front entfernt – Granaten des Paris-Geschützes schlugen in der französischen Hauptstadt ein, das britische Kabinett diskutierte am 5. Juni die Evakuierung des britischen Expeditionsheeres. Die Marne-Linie konnte jedoch mit Hilfe der amerikanischen Truppen stabilisiert werden. Die OHL brach den Angriff wegen der Verluste, der alliierten Gegenangriffe und logistischer Probleme am 5./6. Juni ab. Im Rahmen der Kampfhandlungen kam es zur Schlacht im Wald von Belleau unter Beteiligung des United States Marine Corps.
Schon am 9. Juni eröffnete Ludendorff einen weiteren Angriff am Matz (Operation Gneisenau), der am 14. Juni wegen amerikanisch-französischer Gegenangriffe ebenfalls abgebrochen werden musste. Kurz darauf endete ein letzter Angriff der österreich-ungarischen Truppen an der Italienfront ebenfalls mit einem Misserfolg (Zweite Piaveschlacht vom 15. bis 22. Juni).
Der eigentliche Wendepunkt des Krieges an der Westfront war die zweite Schlacht an der Marne: Der am 15. Juli begonnene deutsche Angriff mit allen noch zur Verfügung stehenden Truppen kam zunächst gut voran; am 18. Juli führten Franzosen und Amerikaner jedoch einen Gegenangriff mit massivem Einsatz kleiner und wendiger Panzer (Renault FT). Die abgekämpften, schlecht versorgten und deshalb (einigen Autoren zufolge) von der ersten Welle der Spanischen Grippe stärker als die Alliierten betroffenen deutschen Truppen wurden überrascht und zogen sich wieder über die erst drei Tage zuvor überschrittene Marne zurück. Die rückwärtigen Verbindungen der 7. Armee waren gefährdet; nahezu das gesamte im Mai und Juni eroberte Gebiet musste aufgegeben werden. Der 18. Juli galt in der zeitgenössischen offiziellen Kriegsgeschichtsschreibung als eigentliche „Schicksalswende des Krieges“. Die Alliierten gewannen an diesem Tag die Initiative, um sie bis Ende des Krieges nicht mehr abzugeben.

#### Hunderttageoffensive der Alliierten

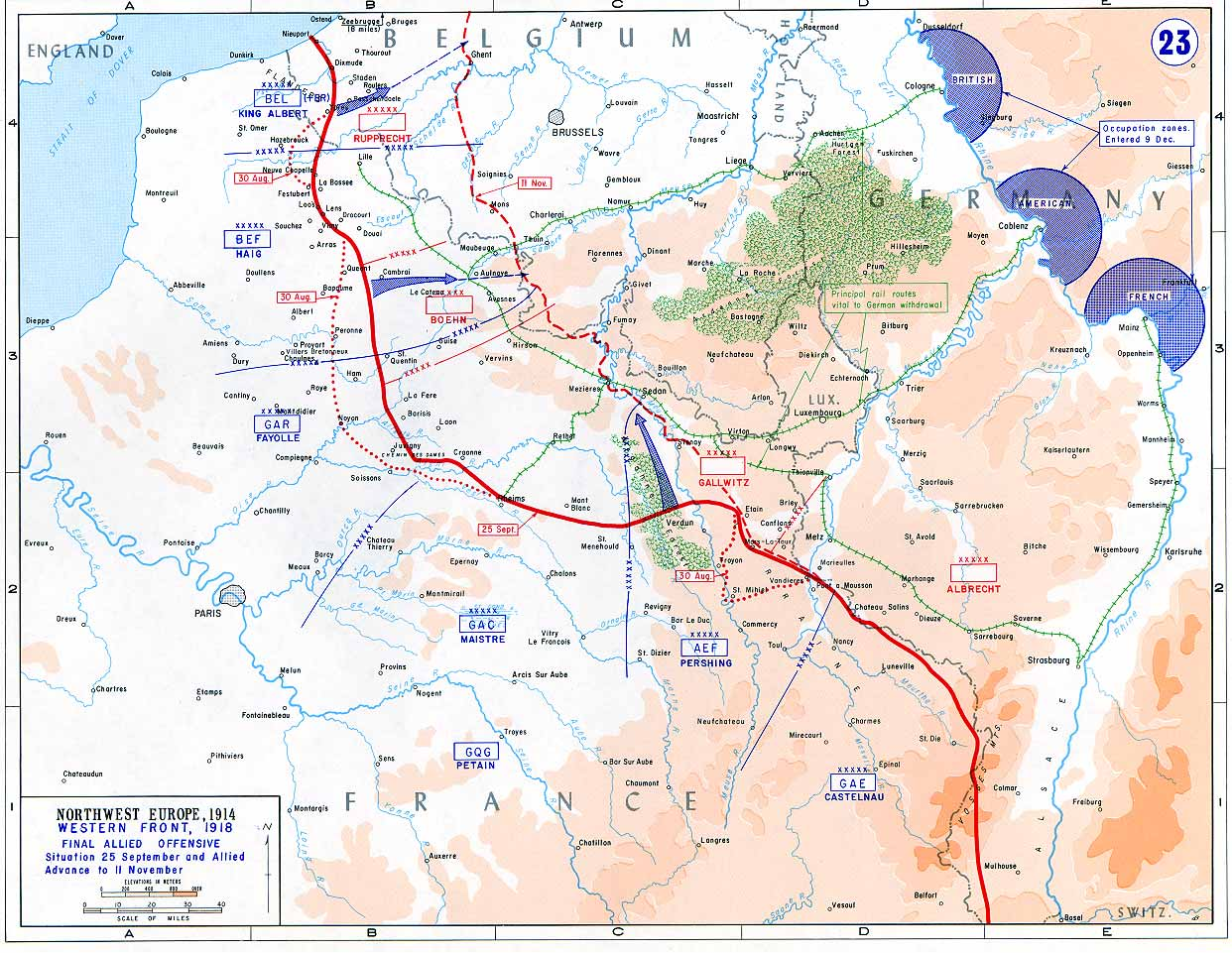
Finale alliierte Offensive, Frontbewegung vom 30. August (gepunktete Linie) bis zum 11. November 1918 (gestrichelte Linie)

Deutsche Soldaten kommen im Sommer 1918 zunehmend in die Defensive: Abwehrversuch eines britischen Mark IV-Tankangriffs mit dem Flammenwerfer

In der am 8. August 1918 begonnenen Schlacht bei Amiens musste die deutsche Armee eine schwere Niederlage hinnehmen („Schwarzer Tag des deutschen Heeres“), die Schlacht leitete die Hunderttageoffensive ein. Begünstigt durch starken Nebel stießen östlich von Villers-Bretonneux 530 britische und 70 französische Tanks – gefolgt von australischer und kanadischer Infanterie – durch die überraschten und unterbesetzten Linien. Die betroffene 2. Armee befand sich nach der Frühjahrsoffensive in einem desolaten Zustand („Schattenarmee“ mit „milizartigem“ Charakter). Die deutschen Verluste betrugen alleine am 8. August etwa 27.000 Mann, davon mindestens 12.000 Gefangene, am Ende der Schlacht 75.000 Mann, davon 50.000 Gefangene. Der operative Erfolg (Einbruch maximal 20 Kilometer bis vor Bray-sur-Somme und Chaulnes) war zwar im Vergleich mit den deutschen Angriffen im März eher durchschnittlich, der moralische Effekt dagegen enorm, vor allem da erhebliche Teile der Armee offensichtlich den Willen zum Weiterkämpfen verloren hatten.
Am 13. August kam die OHL zur Einsicht, dass die Initiative im Krieg nicht mehr wiedergewonnen werden könne. In der Konferenz von Spa am 13. und 14. August vertrat die OHL gegenüber dem Kaiser und Reichskanzler Hertling jedoch die Meinung, dass Defensivoperationen den alliierten Kampfeswillen lähmen würden und Deutschland erst nach dem nächsten Erfolg im Westen Friedensgespräche anbieten solle. Einwände von Hertling, Außenminister Paul von Hintze und Kaiser Karl kamen nicht zur Geltung, die Auffassung der OHL war nach wie vor ausschlaggebend.
Bis Mitte September konnten die Alliierten schrittweise Gelände gewinnen, am 21. August griffen die Briten bei Albert an. Anfang September waren die Deutschen wieder auf die Ausgangsstellung ihrer Märzoffensive zurückgedrängt, die OHL befahl am 2. September widerwillig den Rückzug auf die Siegfriedstellung. Am 12. September begannen die Amerikaner mit der Schlacht von St. Mihiel ihre erste selbständige Offensive, auf die am 26. September die groß angelegte und bis zum Kriegsende andauernde Maas-Argonnen-Offensive folgte, am 29. September wurde die Siegfriedstellung erstmals durchbrochen. Die deutschen Truppen konnten zwar vor allem den unerfahrenen Amerikanern anfänglich noch hohe Verluste beibringen, zeigten sich aber zunehmend demoralisiert. Die Mannschaftsstärke war wegen kumulierender Verluste, Desertion, Gefangennahme und Krankheit drastisch gesunken, Reserven waren nicht mehr vorhanden. Hinzu kamen die schlechte Verpflegung – namentlich der Mangel an Grundnahrungsmitteln wie Kartoffeln – und sonstige Versorgungsprobleme. Die Alliierten spielten ihre materielle und personelle Überlegenheit zunehmend aus, zudem wirkten sich taktische Verbesserungen in ihrer Kriegsführung aus. Obwohl die Alliierten und vor allem die USA von der zweiten Welle der Spanischen Grippe stärker betroffen waren als Deutschland – die Amerikaner verloren durch sie mehr Soldaten als durch Kampfhandlungen –, wirkte sie sich aufgrund der Gesamtsituation für Deutschland schwerwiegender aus. Die deutsche Front brach bis zum Waffenstillstand am 11. November jedoch nicht vollständig zusammen, was der sogenannten Dolchstoßlegende nach dem Krieg zu Auftrieb verhalf. Im November 1918 hielten die deutschen Truppen nur noch einen kleinen Teil Nordostfrankreichs und gut die Hälfte Belgiens sowie Luxemburg besetzt, die Alliierten besetzten nach wie vor kaum deutsches Gebiet.

#### Zusammenbruch der deutschen Verbündeten und Oktoberreform
In der Palästinaschlacht vom 19. bis 21. September kam es zur endgültigen Niederlage der osmanischen Armee. Wichtiger war jedoch, dass Mitte September der Widerstand der bulgarischen Armee zusammenbrach und Bulgarien am 26. September um einen bedingungslosen Waffenstillstand nachsuchte. Mit dessen Abschluss am 29. September waren Rumänien als zentraler Öllieferant sowie Ungarn und die k. u. k. Truppenteile in Albanien und Serbien bedroht. Schon zuvor, am 14. September, hatte Österreich-Ungarn eine (zunächst unbeantwortete) Note an die Alliierten gesandt, in der um Frieden gebeten wurde. Diese Entwicklung und die umfassenden Angriffe an der Westfront führten dazu, dass Ludendorff am 28. September im Großen Hauptquartier (zu der Zeit in Spa) einen Nervenzusammenbruch erlitt. Die OHL legte am Morgen des 29. September Außenminister Paul von Hintze die militärische Lage dar, unmittelbar daraufhin Wilhelm II. Man vereinbarte eine „Revolution von oben“ in Form einer breiten nationalen Regierung unter Einbeziehung aller im Reichstag vertretenen Parteien, von einer ebenfalls diskutierten Militärdiktatur sollte abgesehen werden. Als Reichskanzler Georg von Hertling – der demokratische Reformen ablehnte – verspätet nach Spa kam, sah er sich vor vollendete Tatsachen gestellt und trat zurück. Nachfolger wurde am 3. Oktober Max von Baden, der ein neues Kabinett bildete, in das erstmals mit Philipp Scheidemann und Gustav Bauer Sozialdemokraten berufen wurden. Am Vortag, 2. Oktober, hatte Major von dem Bussche den fassungslosen Parteiführern des Reichstages die militärisch aussichtslose Lage erläutert. Ludendorff ließ Bedenken des neuen Reichskanzlers und der Regierung gegen ein sofortiges Waffenstillstandsangebot nicht gelten, so dass das neue Kabinett in der Nacht vom 4. auf 5. Oktober eine Note an Präsident Wilson sandte: Wilson wurde gebeten, auf der Grundlage seiner 14 Punkte sowie der ergänzenden 5 Punkte vom 27. September 1918 die Herstellung des Friedens in die Hand zu nehmen und einen sofortigen Waffenstillstand herbeizuführen. Zur Unzeit versenkte kurz darauf ein deutsches U-Boot das britische Passagierschiff Leinster (10. Oktober), was sich unmittelbar in den amerikanischen Noten vom 14. und vom 23. Oktober niederschlug. Wilson forderte eine Garantie der fortwährenden militärischen Überlegenheit der Alliierten (also eine weitgehende Entwaffnung Deutschlands) und eine parlamentarische Kontrolle von Politik und Militär als Bedingungen für Friedensverhandlungen (aber nicht unbedingt für den Waffenstillstand). Ludendorff und Hindenburg nahmen angesichts der amerikanischen Noten vom 14. und 23. Oktober wieder eine ablehnende Haltung gegen Friedensverhandlungen ein, fuhren ohne kaiserliche Erlaubnis vom Hauptquartier nach Berlin und erklärten in einem Armeebefehl (24. Oktober), dass die letzten Wilson-Noten (Entwaffnung) unannehmbar seien. Reichskanzler Max von Baden konnte die Insubordination der OHL nachweisen und bestand auf einen personellen Wechsel. Ludendorff und Hindenburg mussten Kaiser Wilhelm am 26. Oktober um ihre Entlassung bitten, der Kaiser nahm Ludendorffs Entlassungsgesuch an, nicht jedoch jenes von Hindenburg. Mit den Oktoberreformen kam es zu einem Wandel des Regierungssystems, Deutschland war formal vom 28. Oktober bis zum 9. November einmalig in seiner Geschichte eine parlamentarische Monarchie.

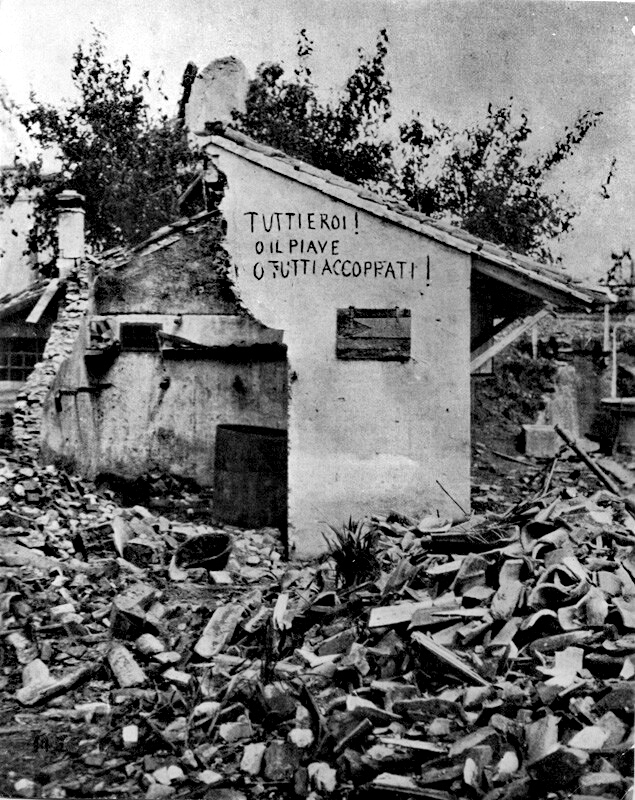
Zweite Piaveschlacht, Hauswand in Fagarè della Battaglia mit einer in Italien bekannten Aufschrift (dt.: Jeder ist ein Held! Entweder der Piave, oder alle getötet!)

Die Situation in Österreich-Ungarn hatte sich 1918 dramatisch zugespitzt. Die Soldaten waren unterernährt, Desertion, Selbstmorde und Seuchen nahmen rapide zu. Die Armee zerfiel zusehends, die Rüstungsindustrie war dem Zusammenbruch nahe. Böhmen, Galizien, Ungarn und Oberösterreich stellten die Nahrungsmittellieferungen an andere Landesteile ein, in denen Hunger herrschte. Zudem hatten spektakuläre Skandale und Misserfolge wie die Sixtus-Affäre (April 1918), die Versenkung der Szent István (10. Juni), die Zweite Schlacht am Piave (15. bis 22. Juni) und der ungestörte Propagandaflug über Wien von Gabriele D’Annunzio (9. August) Österreich-Ungarn erschüttert. Am 21. August erläuterte der stellvertretende Chef des Generalstabes Alfred von Waldstätten auf der Besprechung von Belluno den fassungslosen Generälen aller Armeen die aussichtslose Lage. Der ersten Friedensdemarche vom 14. September folgte eine weitere am 4. Oktober. Im Oktober 1918 begann sich Österreich-Ungarn aufzulösen, der Gesamtstaat wurde zunehmend zu einer „Scheinwelt“, woran das Völkermanifest vom 16. Oktober seitens Kaiser Karl nichts mehr ändern konnte, sondern die Auflösung weiter beschleunigte. Am 6. Oktober konstituierte sich in Agram der Nationalrat der Slowenen, Kroaten und Serben, in Budapest bildete sich am 25. Oktober im Rahmen der Asternrevolution der Ungarische Nationalrat. Schon am Tag zuvor erging eine Weisung der ungarischen Regierung an die Soldaten im k. u. k. Heer, unverzüglich nach Hause zu kehren. Gleichzeitig begann in dieser Situation der Großangriff der Alliierten bei Vittorio, am 27. Oktober gewannen die Angreifer Brückenköpfe östlich des Piave. Die österreich-ungarischen Truppen verweigerten den Befehl zum Gegenangriff, damit war die Lage hoffnungslos geworden. Am 28. Oktober erging eine Bitte um den Waffenstillstand. Am selben Tag wurde in Prag die Republik ausgerufen und die Tschechoslowakei gegründet, am 29. Oktober der Staat der Slowenen, Kroaten und Serben. Schon am 7. Oktober war vom polnischen Regentschaftsrat ein Aufruf zur Gründung eines polnischen Staates erfolgt, zudem übernahm er am 11. Oktober die militärische Befehlsgewalt. Am 30. Oktober konstituierte sich in Reaktion auf den Abfall aller nichtdeutschen Gebiete der Staat Deutschösterreich. Am 1. November bildete sich eine unabhängige Regierung in Ungarn, nachdem Ungarn am 31. Oktober die Realunion mit Österreich aufgekündigt hatte; damit war die Österreichisch-Ungarische Monarchie aufgelöst. Der Versuch, die Verantwortung für die Annahme der Waffenstillstandsbedingungen auf die Parteien des Parlaments abzuwälzen, scheiterte im Gegensatz zu Deutschland an deren Weigerung, einen vom Kaiser begonnenen Krieg zu beenden (so explizit Victor Adler im Staatsrat). Am 3. November unterzeichnete General Weber den Waffenstillstand von Villa Giusti mit den Alliierten. Am 11. November verzichtete Karl I./IV. als Kaiser von Österreich auf jeden Anteil an den Staatsgeschäften, am 13. November in gleicher Weise als König von Ungarn, womit die Habsburgermonarchie endete.

#### Novemberrevolution in Deutschland und Waffenstillstand

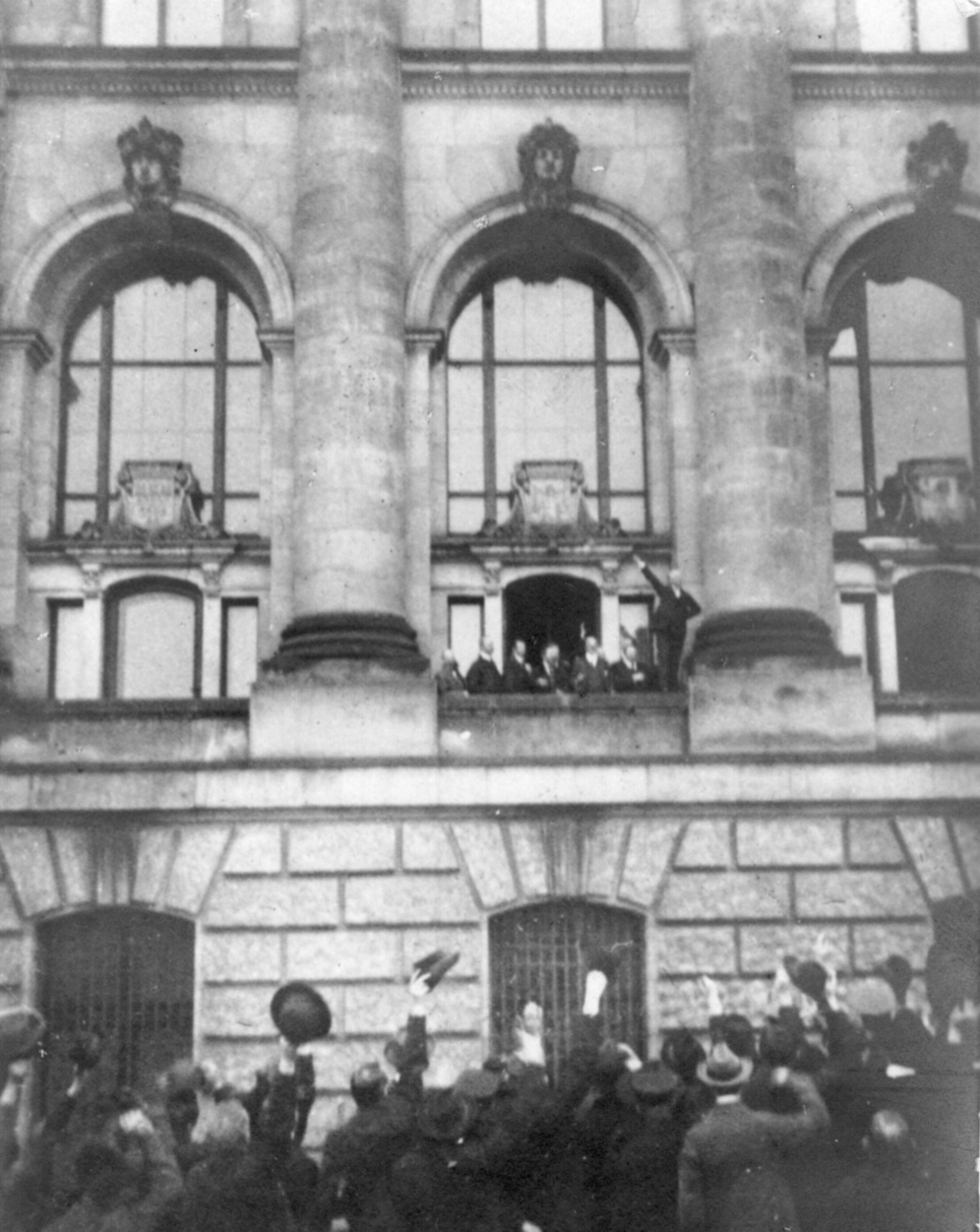
Philipp Scheidemann ruft am 9. November vom Westbalkon des Reichstages die Republik aus

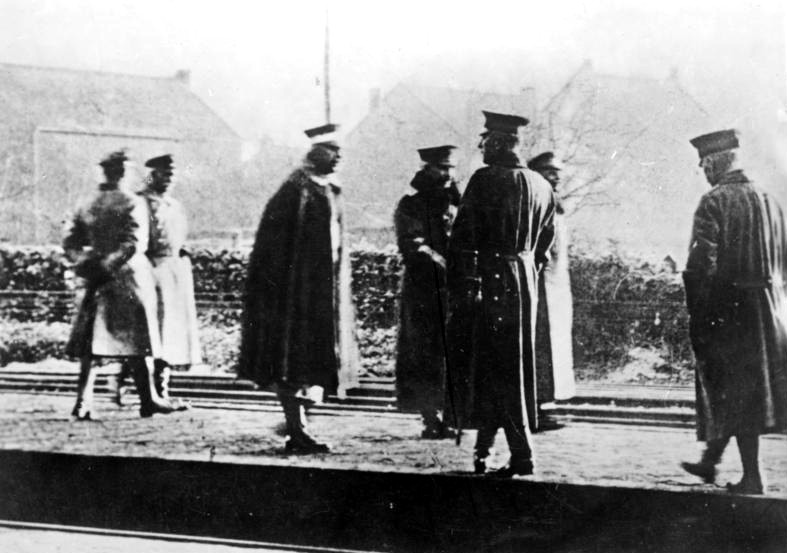
Wilhelm II. (vierter von links) flieht am 10. November 1918 ins niederländische Exil, hier auf dem Bahnsteig des belgisch-niederländischen Grenzübergangs Eysden

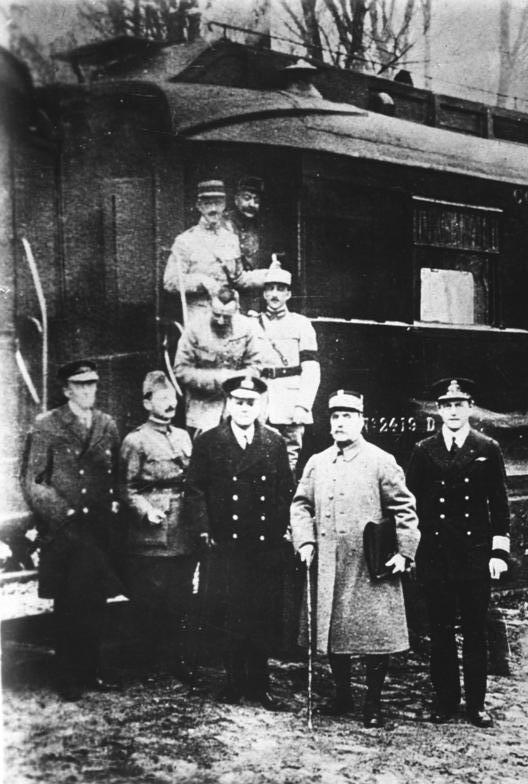
Marschall Foch (zweiter von rechts) und seine Delegation vor dem Wagen von Compiègne nach der Unterzeichnung des Waffenstillstands

Schon am 30. September, einen Tag nach der Forderung nach Waffenstillstand seitens Ludendorff, hatte Admiral Reinhard Scheer, der Leiter der im August gebildeten Seekriegsleitung, die Hochseeflotte ohne Angaben von Gründen auf Reede bei Schillig nahe Wilhelmshaven zusammengezogen. Dem Flottenkommando wurde signalisiert, dass einer Forderung auf Auslieferung der deutschen Flotte nachgekommen werden müsse. Konteradmiral Adolf von Trotha entwickelte daraufhin auf der Basis vorausgegangener, im Frühjahr 1917 und im April 1918 aufgestellter Planungen einen Angriffsplan auf die mehr als doppelt so starke Grand Fleet. Der Operationsplan sah am 30. Oktober einen Nachtvorstoß der gesamten Flotte in die Hoofden vor. Bei Tagesanbruch sollten die flandrische Küste und die Themsemündung angegriffen werden. Da die britische Flotte mit großer Wahrscheinlichkeit den Rückzug zur Deutschen Bucht abschneiden würde, erwartete die Marineführung am Spätnachmittag des zweiten Operationstages die große Seeschlacht bei Terschelling. Die Admiräle sahen eine gewisse Siegeschance, planten also nicht von vorneherein eine „Todesfahrt“ für 80.000 Seeleute, eine solche wurde jedoch als wahrscheinlichere Variante billigend in Kauf genommen. Weder der Kaiser noch der Reichskanzler wurden informiert, sehr wohl jedoch Ludendorff. Die Motive des Flottenvorstoßes lagen in Ehren- und Existenzfragen der Admiräle: Man glaubte, ohne einen letzten Einsatz sei der kommende Wiederaufbau der Flotte gefährdet. Nach dem entsprechenden Flottenbefehl vom 24. Oktober kam es am 27. Oktober zu Befehlsverweigerungen auf einigen der größten Schiffe. Admiral Franz von Hipper stellte am 29. Oktober den Befehl zum Auslaufen zurück und beorderte die Flottengeschwader zu ihren jeweiligen Standorten. Das besonders unruhige III. Flottengeschwader lief am 1. November in Kiel ein, wo 47 Matrosen, die als Haupträdelsführer galten, in Haft genommen wurden. Aus Protestaktionen gegen diese Maßnahme, bei denen am 3. November sieben demonstrierende Arbeiter und Soldaten erschossen wurden, entwickelte sich der Kieler Matrosenaufstand. Die MSPD, deren Führung die Oktoberreformen ausreichten und die Revolution ablehnte, konnte die Weiterentwicklung nicht aufhalten. Die Novemberrevolution erfasste in rascher Folge Stadt um Stadt. Überall im Reich bildeten sich Arbeiter- und Soldatenräte, die bereits am 6. November in Hamburg und am 7. November in München die Macht übernahmen. Kaiser Wilhelm, der sich seit dem 29. Oktober im Großen Hauptquartier im belgischen Spa aufhielt, sah sich am 1. November aufgrund einer Note von US-Präsident Wilson erstmals offiziell mit der Forderung nach seiner Abdankung konfrontiert. Nach einer Befragung von 39 Kommandeuren an der Westfront erhielt er am 9. November die Antwort, dass die Truppen bei einem Einsatz gegen die Revolution den Befehl überwiegend verweigern würden.
Die MSPD forderte den Reichskanzler am 7. November ultimativ auf, den Kaiser zur Abdankung zu bewegen, ansonsten werde sie aus der Regierung austreten. Die MSPD befürchtete, dass sie andernfalls die Revolution nicht mehr aufhalten könne. Da trotz einer vagen Zusage des Kaisers die konkrete Abdankung nicht folgte, gingen am 9. November die Berliner Großbetriebe in den Generalstreik, große Menschenmassen mit roten Fahnen zogen in Berlin durch die Straßen, die auf vielen öffentlichen Gebäuden – wie dem Brandenburger Tor – gehisst wurden. Die MSPD trat um 9 Uhr aus der Regierung aus, Reichskanzler Max von Baden gab gegen 11:30 Uhr eigenmächtig die Abdankung des Kaisers und den Thronverzicht des Kronprinzen bekannt und übergab kurz darauf sein Amt an Friedrich Ebert. Um 14 Uhr rief Philipp Scheidemann – ohne Abstimmung mit Friedrich Ebert, der darüber sehr verärgert war – die deutsche Republik aus. Karl Liebknecht vom Spartakusbund proklamierte um 16 Uhr die freie sozialistische Republik Deutschland. Auf Druck der Basis konstituierten die bisher verfeindeten sozialdemokratischen Parteien MSPD und USPD am 10. November einen gemeinsamen Rat der Volksbeauftragten, Liebknecht stieß mit seiner Forderung auf eine Frontstellung gegen die MSPD praktisch nur auf Proteste. Wilhelm II., der das Schicksal der Zarenfamilie fürchtete, flüchtete am selben Tag von Spa aus in die Niederlande, wo er erst am 28. November förmlich und „für alle Zukunft“ auf die Krone Preußens und die deutsche Kaiserkrone verzichtete. Wilhelm II. verließ das Land ohne Dankesworte an das Volk und die Truppen, die in seinem Namen gekämpft hatten, noch gedachte er der Gefallenen. Selbst viele Anhänger aus dem konservativen Milieu empfanden den Gang ins Exil ohne vorherige Abdankung als Fahnenflucht. Im Ebert-Groener-Pakt vereinbarten Ebert und General Wilhelm Groener ein gemeinsames Vorgehen gegen unklar definierte „bolschewistische“ Gruppierungen, was weitreichende Auswirkungen auf die Weimarer Republik haben sollte.
Vom 29. Oktober bis zum 4. November fand in Paris eine Konferenz der alliierten Kriegskoalition statt, in der über die Waffenstillstandsbedingungen beraten wurde. Die deutsche Kombination von Friedensangebot und Waffenstillstandsersuchen wurde als Eingeständnis der Niederlage gedeutet. Der amerikanische Vertreter Edward Mandell House konnte auch deswegen die Premierminister Georges Clemenceau und David Lloyd George nicht mehr vollständig auf das 14-Punkte-Programm festlegen, so dass in der sogenannten Lansing-Note vom 5. November zwei gravierende Verschärfungen formuliert wurden: die Freiheit der Meere (damit auch die Aufhebung der Blockade) werde erst in späteren Verhandlungen geregelt und die „Wiederherstellung der besetzten Gebiete“ beinhalte die Forderung nach umfassenden Reparationen. In Berlin traf die Antwort am 6. November ein, wo angesichts der um sich greifenden Novemberrevolution und aufgrund des Druckes aus der OHL schon daran gedacht wurde, auch ohne Antwort eine Delegation mit weißer Fahne über die Frontlinie zu schicken, um zu kapitulieren. Ursprünglich war General Erich von Gündell als Erster Bevollmächtigter der Waffenstillstandskommission vorgesehen, in Spa kamen Staatssekretär Matthias Erzberger (Deutsche Zentrumspartei) und Paul von Hintze kurzfristig überein, dass Erzberger die Leitung übernehme, wofür Erzberger noch in Berlin vorsorglich mit einer Blankovollmacht ausgestattet worden war. Die folgenreiche, erstmals in der Kabinettssitzung vom 2. November formulierte Idee, der Waffenstillstandskommission überhaupt einen zivilen Staatssekretär (de facto: Minister) beizugeben, stammte von Erzberger selbst. Die vierköpfige Delegation, bestehend aus Erzberger, General Detlof von Winterfeldt, Kapitän zur See Ernst Vanselow und dem Diplomaten Alfred von Oberndorff, überschritt auf dem heutigen Gemeindegebiet von La Flamengrie am 7. November am heutigen Monument de la Pierre d’Haudroy die Frontlinie und traf am frühen Morgen des 8. Novembers auf der Lichtung von Compiègne im Wald von Compiègne ein, wo Marschall Ferdinand Foch im „Wagen von Compiègne“ die als sehr hart empfundenen Waffenstillstandsbedingungen verlesen ließ. Hindenburg forderte die deutsche Delegation am Abend des 8. November in zwei – teilweise unverschlüsselten – Depeschen ausdrücklich auf, die Bedingungen auch dann zu akzeptieren, wenn keine Verbesserungen möglich seien. In den folgenden Verhandlungen konnten nur geringfügige Erleichterungen erreicht werden. Am Morgen des 11. November zwischen 5:12 Uhr und 5:20 Uhr französischer Zeit unterzeichneten beide Delegationen den Waffenstillstand von Compiègne. Dieser sah unter anderem die Räumung der von der deutschen Armee besetzten Gebiete binnen 14 Tage sowie des linken Rheinufers und dreier Brückenköpfe in Mainz, Koblenz und Köln innerhalb von 25 Tagen vor. Der Friedensvertrag von Brest-Litowsk und der Friede von Bukarest mussten aufgehoben sowie große Mengen von Transportmitteln, Waffen und erhebliche Teile der Flotte abgegeben werden, um dem Reich die Weiterführung des Krieges praktisch zu verwehren. Der Waffenstillstand trat um 11 Uhr französischer Zeit in Kraft (12 Uhr deutscher Zeit) und war zunächst auf 36 Tage begrenzt. Er beinhaltete die sofortige Räumung der besetzten Gebiete im Westen sowie die Übergabe von großen Mengen an Kriegsgerät und Transportmittel, um Deutschland die Wiederaufnahme von Kriegshandlungen unmöglich zu machen. Deutsche Truppen, die sich auf vor dem Kriege zu Russland gehörigen Gebieten befanden, sollten erst zu einem späteren, von den Alliierten zu bestimmenden Zeitpunkt zurückgezogen werden. Damit verzichtete das Deutsche Reich auf die Möglichkeit, den Krieg fortzusetzen, selbst wenn es dies gewollt hätte. Die Nachricht vom Waffenstillstand wurde in Frankreich mit äußerster Begeisterung gefeiert. Die Freude darüber, dass das Grauen des Krieges vorbei war, verband sich mit dem Stolz über den Sieg, der die gesamte Nation umschloss.

## Einzelaspekte

### Kriegsbegeisterung und Antikriegsdemonstrationen

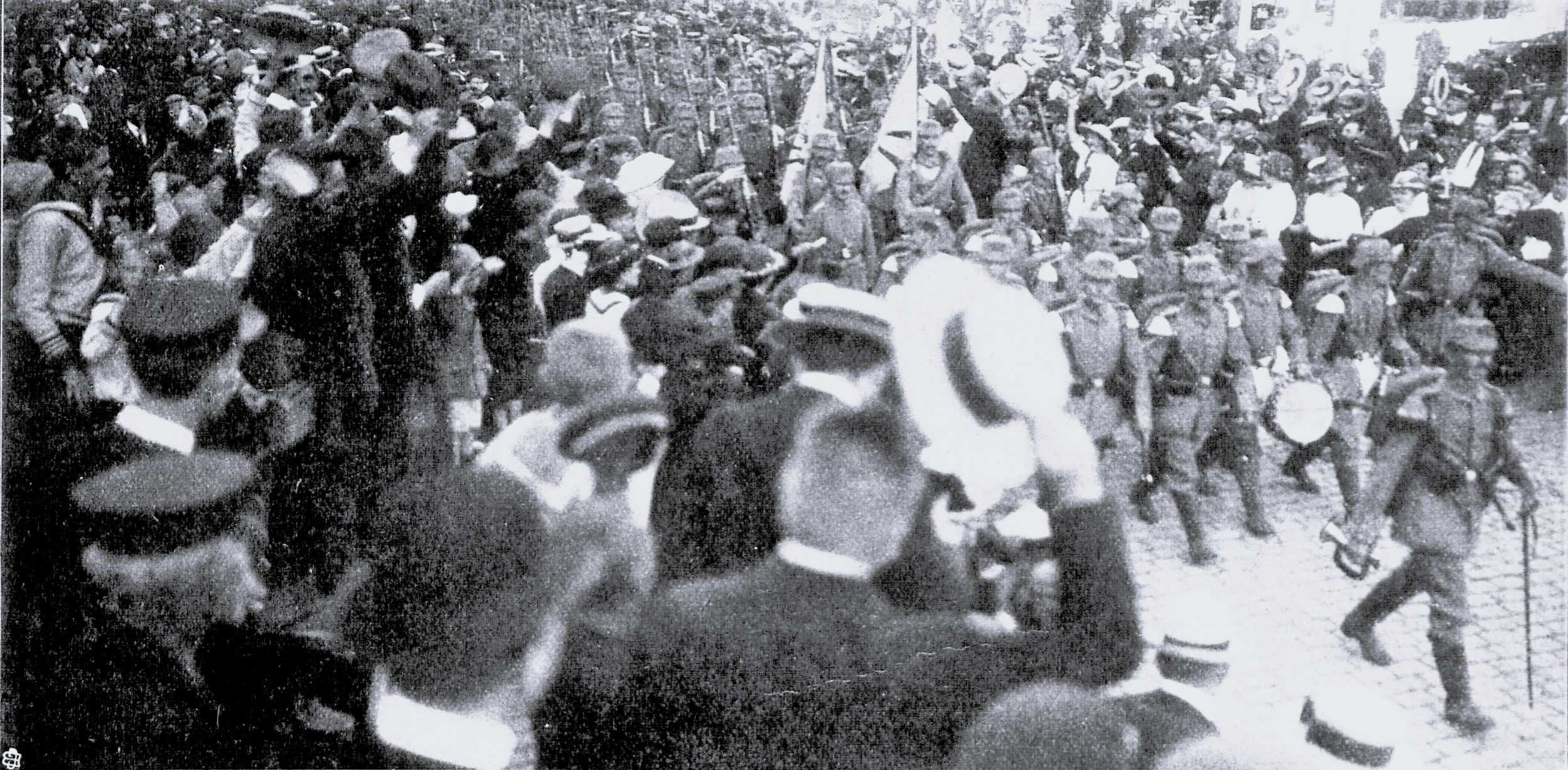
Abmarsch des Regiments Lübeck am 31. Juli 1914

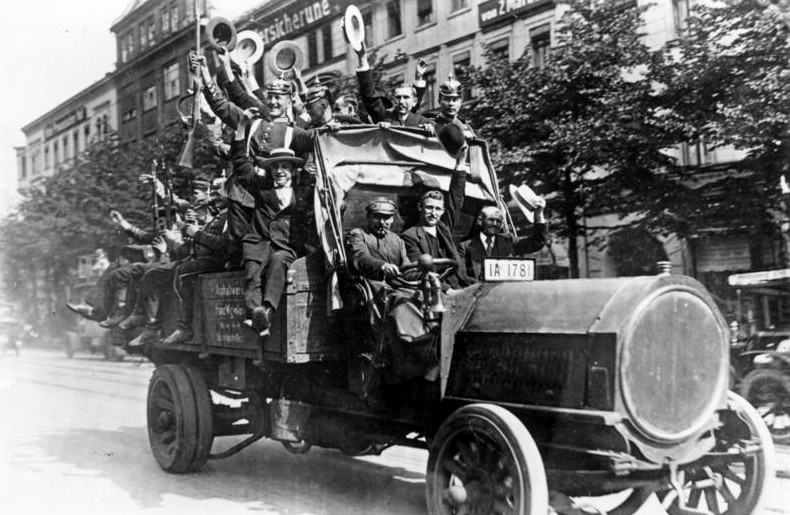
Reservisten auf Lastwagen, Berlin, 1914

Zu Kriegsbeginn zeigten die Menschen ein breites Spektrum an ganz unterschiedlichen Reaktionen, die von Protest und Verweigerungshaltung über Ratlosigkeit und Erschütterung bis zum patriotischen Überschwang und Hysterie reichten. Es gab weder eine allgemeine Kriegsbegeisterung, noch standen die proletarischen und bäuerlichen Schichten dem Krieg geschlossen und konsequent ablehnend gegenüber. Vor allem große Teile der bürgerlich-akademischen Schichten begrüßten das kommende Kriegsereignis. Das konservative Bürgertum reagierte auf das Ultimatum und die Kriegserklärung Österreich-Ungarns an Serbien mit patriotischen Umzügen, so etwa in Berlin-Mitte am 25. Juli 1914 mit etwa 30.000 Teilnehmern. In kleineren Städten und vor allem in ländlichen Regionen herrschte dagegen eine ausgesprochen niedergeschlagene, nachdenkliche und pessimistische Stimmung. Ähnlich verhaltene und gedrückte Reaktionen zeitigte der kommende Krieg in der Arbeiterschaft der Industriezentren. In keinem der vom Kriegsausbruch betroffenen Länder hat es eine „rauschhafte“, sämtliche Bevölkerungsschichten ergreifende Kriegsbegeisterung gegeben.
Andererseits fanden in Deutschland ähnlich wie in Großbritannien und Frankreich Ende Juli Anti-Kriegs-Demonstrationen statt, so alleine in Deutschland (nach Angaben der SPD) 288 Versammlungen und Aufmärsche in rund 160 Städten, beispielsweise in Berlin-Mitte am 28. Juli 1914 mit mehr als 100.000 Menschen und dies trotz Verbot des Magistrats. Der Wendepunkt zum Burgfrieden war die Nachricht von der russischen Teilmobilmachung am 28. Juli 1914. Ähnlich wie die Arbeiterbewegung in anderen Ländern schlossen sich die Sozialdemokraten der politischen Einheitsfront an, obwohl sie sich nur wenige Tage zuvor gegen die „Kriegstreiberei“ der eigenen Regierung gewandt hatten. Am 1. August 1914 versammelten sich vor dem Berliner Stadtschloss zwischen 40.000 und 50.000 Menschen zur zweiten Balkonrede von Wilhelm II., der verkündete, er kenne „keine Parteien und auch keine Konfessionen mehr“. Reichskanzler Bethmann Hollweg verstand es zudem geschickt, Russland als vermeintlichen Aggressor darzustellen. SPD-Parteivorstand Hugo Haase, der zahlreiche Antikriegskundgebungen organisiert hatte und noch bis 3. August 1914 innerparteilich gegen die Annahme der Kriegskredite kämpfte, erklärte für die SPD tags darauf: „Wir lassen in der Stunde der Gefahr das eigene Vaterland nicht im Stich“. In allen kriegsbeteiligten Ländern kam es zu Kriegsbeginn zu einer breiten politischen Solidarität, zu einer besorgten, ernsten und entschlossenen Akzeptanz des Krieges.

### Kriegszielpolitik

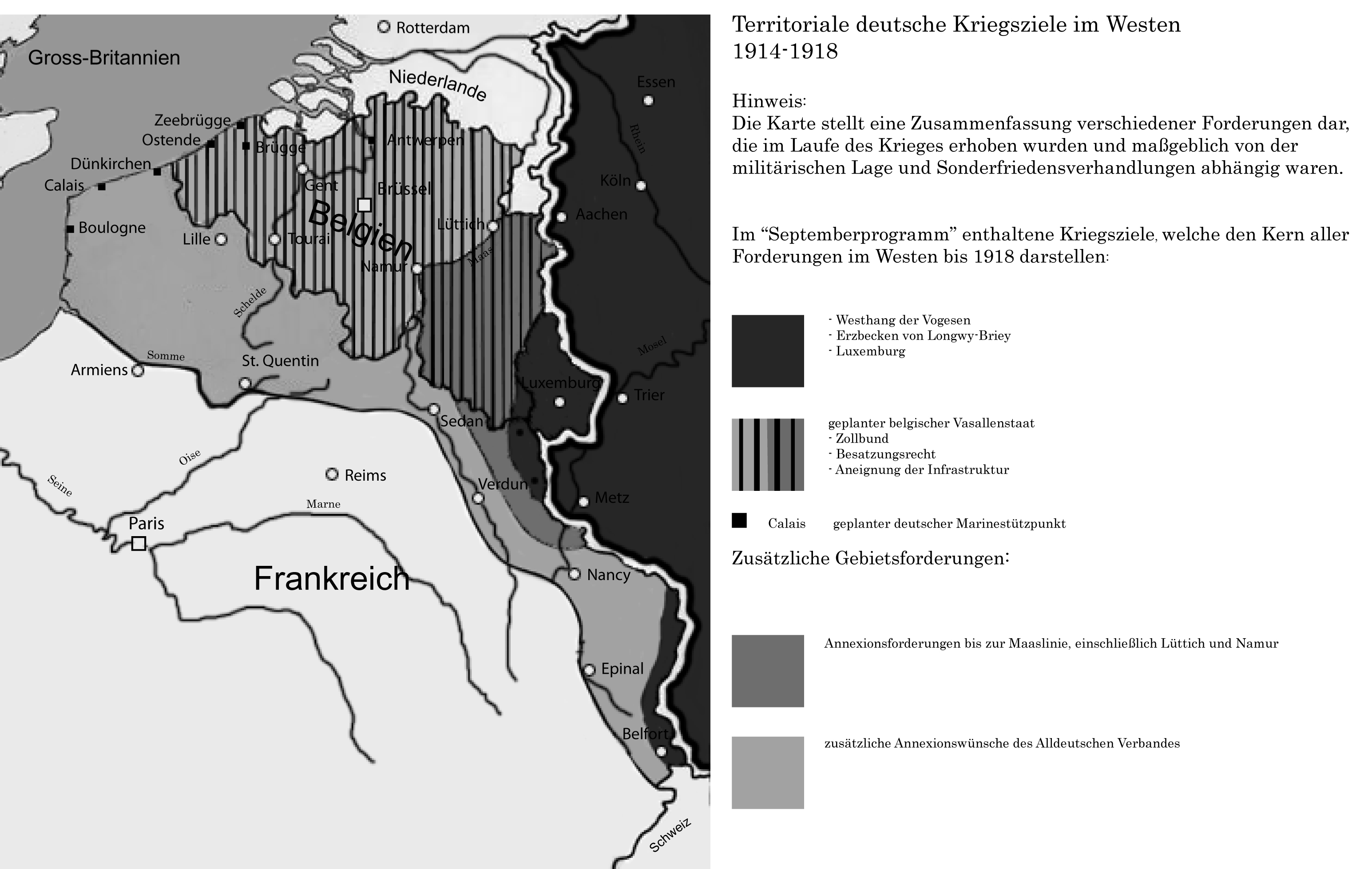
Deutsche Kriegsziele im Westen

Das zunächst im Vordergrund stehende und nicht unwesentlich zum Kriegsausbruch beitragende militärische Kriegsziel Deutschlands war – entsprechend dem Kriegsrat vom 8. Dezember 1912 – den für unvermeidlich gehaltenen Krieg gegen die Entente zu einem noch günstigen Zeitpunkt zu führen, wobei schon im Kriegsrat 1912 die Jahresmitte 1914 als günstig erachtet worden war. Nach Ansicht der deutschen Militärführung entwickelte sich das europäische Kräftegleichgewicht zunehmend ungünstig für Deutschland. Ausgelöst durch die raschen Erfolge der Armee im Westfeldzug traten als politische Ziele Annexionen in Ost und West zur Sicherung einer Hegemonialstellung des Deutschen Reiches auf dem europäischen Festland hinzu, die sich unter anderem im „Septemberprogramm“ 1914 niederschlugen. Die mit der militärischen Gesamtlage im Kriegsverlauf immer weniger in Einklang zu bringenden Annexionsforderungen waren ein wesentliches Hindernis zu Friedensverhandlungen.
Österreich-Ungarn nahm für sich in Anspruch, um seine Interessen auf dem Balkan und um seine Existenz schlechthin zu kämpfen. Entgegen den nationalistischen Tendenzen der damaligen Zeit hielt Österreich-Ungarn an der universalen Idee des Kaisertums und somit am Vielvölkerstaat fest. Das offizielle Kriegsziel der Österreichisch-Ungarischen Monarchie bildeten damit die Aufrechterhaltung ihres Bestandes und die Stärkung der Stellung als Großmacht. Gleichzeitig strebte Österreich-Ungarn die Eingliederung Serbiens, Montenegros und Rumäniens oder statt letzterem Russisch-Polens an.

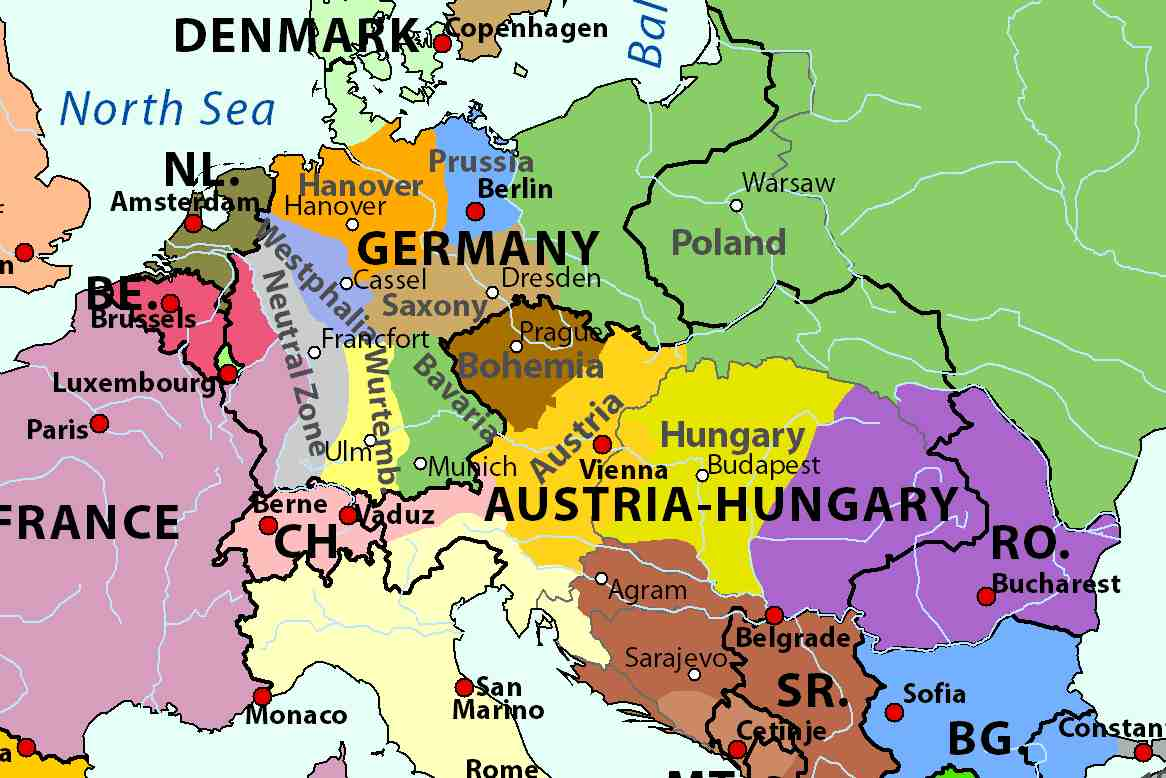
Vorstellungen französischer Extremisten von einer Nachkriegsordnung in Europa (1915)

Das vorrangige Kriegsziel Frankreichs war die Rückgewinnung Elsass-Lothringens. Im Herbst 1915 zeichneten sich weitere französische Kriegsziele ab: Die Zurückdrängung Deutschlands an den Rhein durch Annexion oder Neutralisation des Rheinlandes bis hin zur Auflösung der Reichseinheit oder zumindest ihrer Schwächung im föderativen Sinne sowie eine wirtschaftliche und militärische Angliederung Belgiens und Luxemburgs an Frankreich. Nach dem Kriegszielprogramm der Regierung Briand vom November 1916 sollte Frankreich zumindest die Grenze von 1790 und damit Elsass-Lothringen mit dem Saarland erhalten. Einer dauerhaften Okkupation des Rheinlandes wurde die Errichtung zweier neutraler, unabhängiger Pufferstaaten unter französischem Schutz vorgezogen. Belgien sollte, im Gegensatz zu den Vorstellungen des Generalstabs, in Unabhängigkeit belassen werden.
Russland sah sich als natürliche Schutzmacht panslawistischer Bestrebungen auf dem Balkan. Nach dem osmanischen Kriegseintritt erhoffte sich die russische Seite den Gewinn Konstantinopels und der Meerengen zwischen der Ägäis und dem Schwarzen Meer (→ Abkommen über Konstantinopel und die Meerengen). Die russischen Kriegsziele umfassten neben dem alten Ziel der Meerengen aber auch Galizien und das ins russische Gebiet hineinragende Ostpreußen. Der russische Außenminister Sasonow sah in seinem 13-Punkte-Programm vom 14. September 1914 in erster Linie territoriale Abtretungen Deutschlands, angeblich auf der Basis des Nationalitätenprinzips, vor. Russland würde den Unterlauf des Njemen (Memelland) und den östlichen Teil Galiziens annektieren sowie den Osten der Provinz Posen, (Ober-)Schlesien und Westgalizien Russisch-Polen angliedern.
Großbritannien forderte zu Beginn des Krieges die Wiederherstellung der jeweiligen Selbständigkeit der kleineren europäischen Nationen, die durch den Angriff der Mittelmächte zerstört worden waren, vor allem jene Belgiens, dessen Invasion der offizielle Grund für den Kriegseintritt war. Zum Ziel der Befreiung Belgiens trat die Formel der Zerschlagung des preußischen Militarismus. Am 20. März 1917 bezeichnete Lloyd George die Beseitigung der reaktionären Militärregierungen und die Etablierung von demokratisch legitimierten Regierungen als Kriegsziele, die zur Schaffung des internationalen Friedens beitragen sollten. Zunehmend traten auch eigene Expansionswünsche in Form von Forderungen nach Selbstbestimmung für die deutschen Kolonien und die schon okkupierten arabischen Teile der Türkei unter British rule zutage. Der Wegfall Russlands aus der Kriegskoalition und – in geringerem Maße – die Annexionswünsche Frankreichs gefährdeten das britische Konzept des Mächtegleichgewichts („Balance of Power“) auch im Falle des alliierten Sieges. Im Osten sollte nunmehr ein Cordon sanitaire von Frankreich und Großbritannien abhängiger Staaten geschaffen werden, um ein neues Gegengewicht zu Deutschland zu schaffen. Auf der interalliierten Wirtschaftskonferenz in Paris vom 14. bis 17. Juni 1916 wurde nicht zuletzt auf britische Initiative hin über eine ökonomische Nachkriegsordnung verhandelt, mit der die deutsche Stellung im Welthandel auf Dauer niedergehalten werden sollte. Großbritannien war zudem besonders an der Zerschlagung des Osmanischen Reichs und der Aufteilung der arabischen Territorien interessiert. Das Sykes-Picot-Abkommen vom 16. Mai 1916 regelte die Interessenzonen Großbritanniens und Frankreichs im Nahen Osten. Großbritannien erhielt das südliche Mesopotamien, während Palästina internationalisiert werden sollte. Großbritannien bestand auf die Auslieferung des Gros der deutschen Flotte.
Italiens Kriegsziele lagen vor allem in der Annexion italienisch besiedelter Gebiete unter österreichisch-ungarischer Herrschaft (→ Irredentismus). Nach Zustimmung des Russischen Reiches zum italienischen Wunsch, slawisch besiedelte Gebiete zu annektieren und damit die Adria als mare nostro („unser Meer“) zu etablieren, kam der Geheimvertrag von London am 26. April 1915 zustande.
Die amerikanischen Kriegsziele wurden im 14-Punkte-Programm vom 8. Januar 1918 formuliert. Es enthielt die völlige Wiederherstellung der belgischen Unabhängigkeit, weiter die Rückgabe Elsass-Lothringens, die Festsetzung italienischer Grenzen entlang der Nationalitätengrenzen sowie die weitere Existenz Österreich-Ungarns, dessen Nationen eine freie Entwicklung ermöglicht werden sollte. Der Türkei wurde Selbständigkeit zugestanden, jedoch ohne Einschluss anderer Nationalitäten, die Meerengen sollten durch internationale Garantien offen gehalten werden. Gefordert wurde die Errichtung eines unabhängigen polnischen Staates. Im Oktober 1918 ergänzten und erweiterten die Amerikaner Wilsons 14 Punkte: Italien wurde aus strategischen Gründen Südtirol sowie ein Protektorat über Albanien zugebilligt, die Befreiung aller slawischen Völker unter der deutschen und österreichisch-ungarischen Herrschaft wurde gefordert und die Teilung des Nahen Ostens zwischen Großbritannien und Frankreich anerkannt.

### Kriegswirtschaft

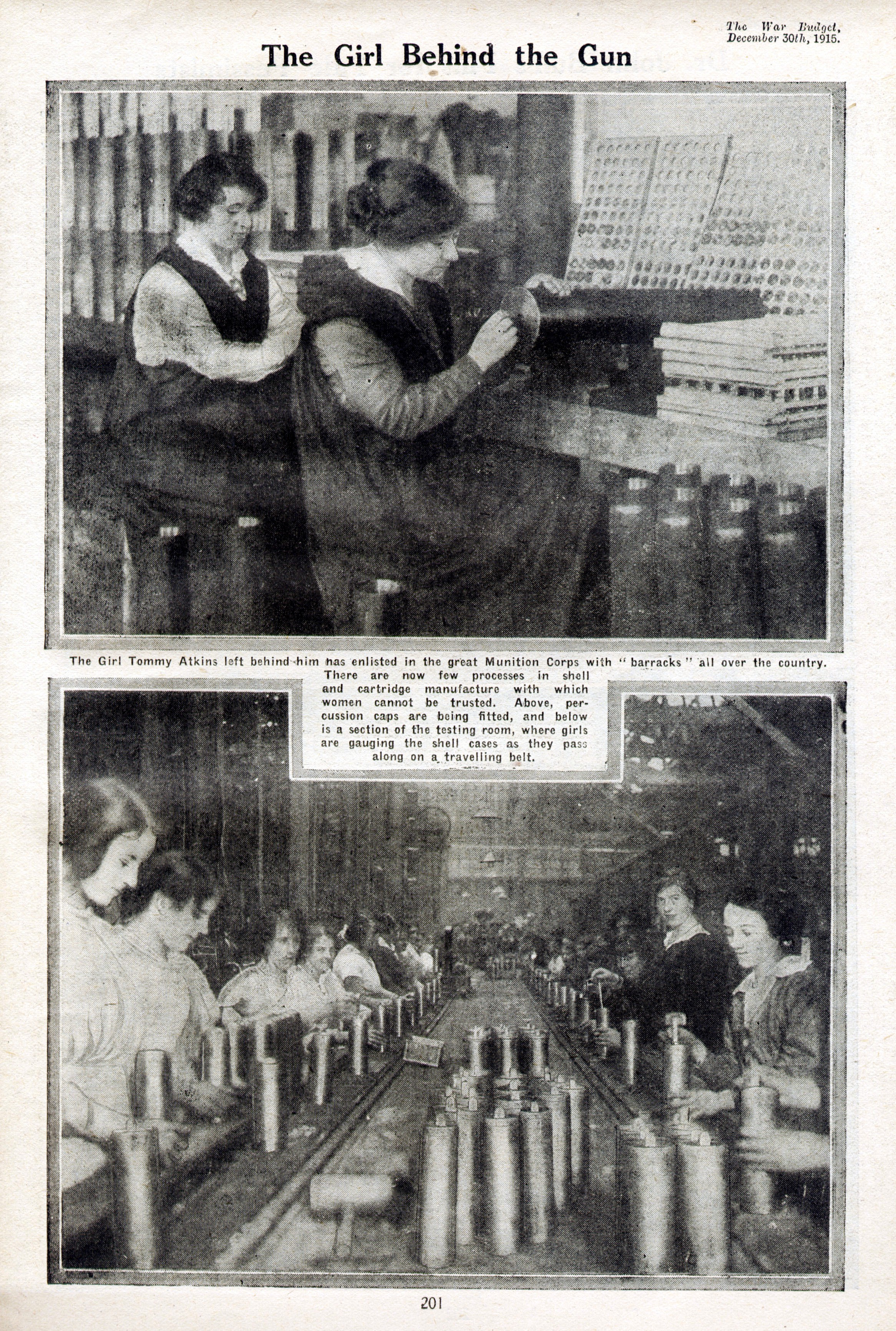
Frauen arbeiten in einem englischen Rüstungsbetrieb (1915)

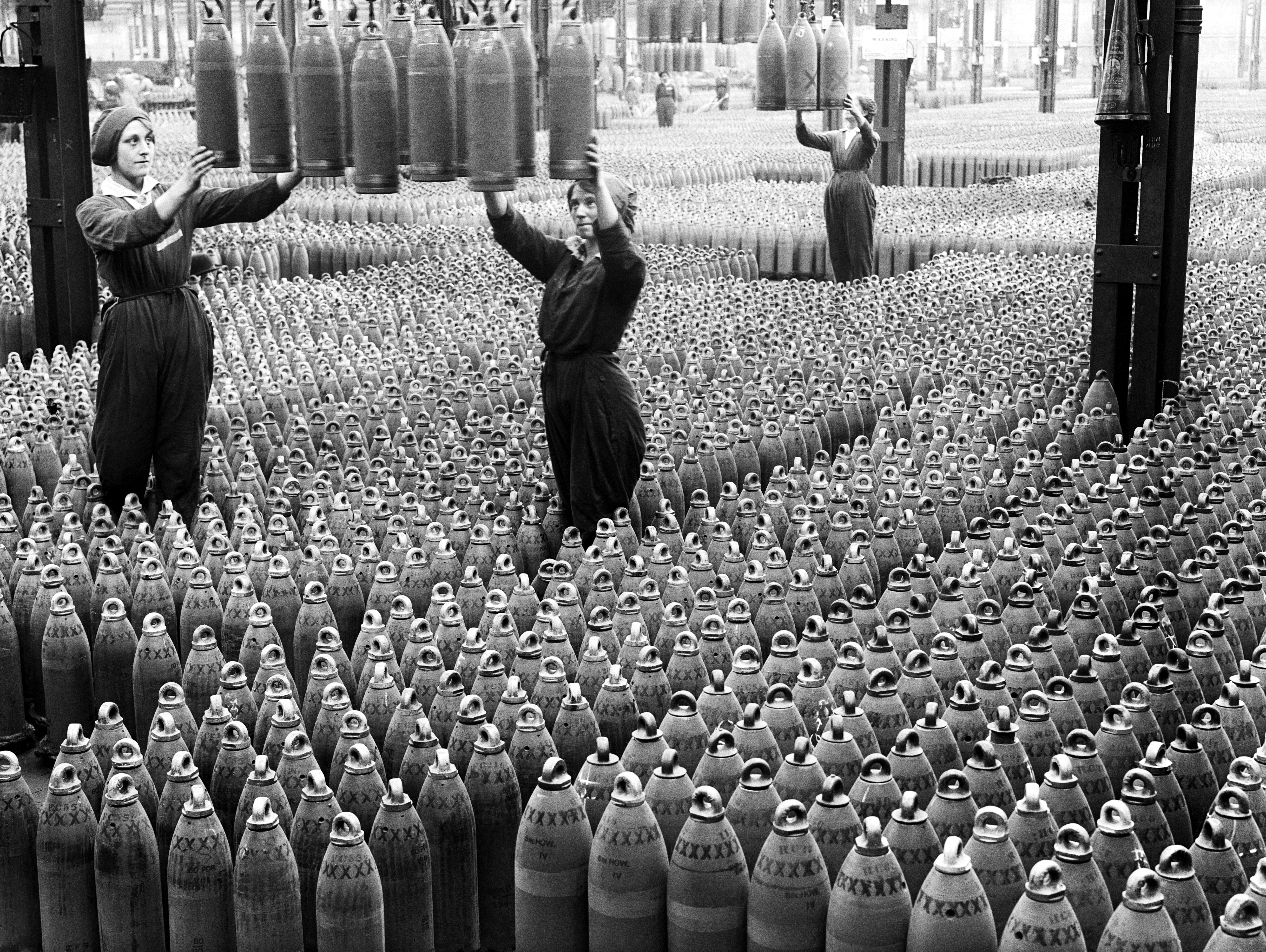
Frauen in der National Shell Filling Factory, Chilwell

Zentrale Probleme der Kriegswirtschaft waren die Regelung des Verhältnisses von Staat und Wirtschaft, die Erhaltung des Arbeitsfriedens, die Umstrukturierung zur Rüstungsproduktion, die Sicherung des Konsums und die Kriegsfinanzierung. Die Wirtschaftspotenziale der Mittelmächte und der Entente waren schon zu Kriegsbeginn ungleich, erstere verfügten nur über 46 Prozent der Bevölkerung und 61 Prozent des Sozialproduktes der Entente.
Zu Kriegsbeginn traten jene Bestimmungen in Kraft, die für die militärische Mobilmachung und für einen kurzen Krieg vorgesehen waren, so wurden zum Beispiel die Ausfuhren kriegswichtiger Produkte untersagt, Lebensmittelimporte erleichtert und Höchstpreise für manche Waren festgesetzt. Der Goldstandard als Grundlage der meisten Vorkriegswährungen wurde in den kriegführenden Ländern ausgesetzt. Diese Maßnahmen waren oft nicht ausreichend. So leitete die Munitionskrise von 1914/15 den Übergang zur Kriegswirtschaft ein. Die Ursprünge des von Ludendorff im Jahre 1935 und später von den Nationalsozialisten propagierten „totalen Krieges“ finden sich in der Kriegswirtschaft des Ersten Weltkrieges.
Dem Übergang standen kriegsbedingte Restriktionen entgegen: Frankreich hatte durch die deutsche Besetzung im Norden einen großen Teil seines industriellen Potenzials eingebüßt, Russland war industriell unterentwickelt und durch die Seeblockade der Dardanellen und der Ostsee von Nachschublieferungen der Alliierten weitgehend abgeschnitten, der deutsche Außenhandel war seinerseits durch die englische Seeblockade stark eingeschränkt. Großbritannien konnte durch den U-Boot-Krieg in seinem Außenhandel nur in der ersten Jahreshälfte 1917 ernsthaft bedroht werden. Die USA mussten die Wirtschaft dagegen nicht im gleichen Maß mobilisieren wie die kriegführenden Staaten in Europa. Der Staat gewann seit 1916/17 erheblichen Einfluss auf die Ökonomien, die Staatsausgabenquoten erhöhten sich erheblich, in Deutschland von 17 auf 70 Prozent, in Großbritannien von 13 auf 48 Prozent und in den USA von 1,4 auf 22 Prozent.
Abgesehen vom Rüstungssektor ging die Industrieproduktion in vielen kriegführenden Staaten zurück. So fiel die industrielle Produktion insgesamt im Deutschen Reich um fast die Hälfte. Schwächer war der Rückgang in Großbritannien, während es in den USA kaum zu Einschränkungen kam. Auch die landwirtschaftlichen Erträge sanken in den meisten kriegführenden Staaten, wiederum mit Ausnahme von Großbritannien und den USA. Ein Engpass im Zuge der Umstellung auf die Kriegswirtschaft war die Versorgung mit Rohstoffen, einerseits aufgrund der Seeblockaden (betroffen waren die Mittelmächte und Russland) sowie in Frankreich aufgrund der Abtrennung der nördlichen Departements. Ein weiterer Engpass vor allem bei den Mittelmächten und in Frankreich ergab sich aus der scharfen Konkurrenz zwischen der Armee, die immer mehr Soldaten, und der Industrie, die qualifiziertes Personal benötigte.
Zur Wahrung des Arbeitsfriedens wurden in unterschiedlichen Anteilen Kooperation und Disziplinierung angewandt: In Österreich-Ungarn waren Arbeiter in Rüstungsbetrieben an ihren Arbeitsplatz gebunden und militärischer Kontrolle sowie Gerichtsbarkeit unterworfen. In Deutschland fand keine Militarisierung der Arbeitsverhältnisse statt; mit dem Hilfsdienstgesetz vom 5. Dezember 1916 wurde jedoch eine Dienstpflicht eingeführt, während korporatistische Regelungen die Zustimmung der Gewerkschaften gewährleisteten. In Frankreich blieben zurückgestellte Arbeiter durch das Loi Dalbiez (benannt nach dem Politiker Victor Dalbiez) vom 15. August 1915 unter Aufsicht des Militärs gestellt. In Großbritannien schränkte das Treasury Agreement mit den Gewerkschaften und der Munitions of War Act 1915 das Streikrecht und die Freizügigkeit der Rüstungsarbeiter ein. In den USA gab es keine vergleichbaren Beschränkungen, der Selective Service Act vom 18. Mai 1917 (zum Aufbau der Armee) konnte jedoch dazu genützt werden, Arbeitskräfte in die Rüstungsindustrie zu lenken.

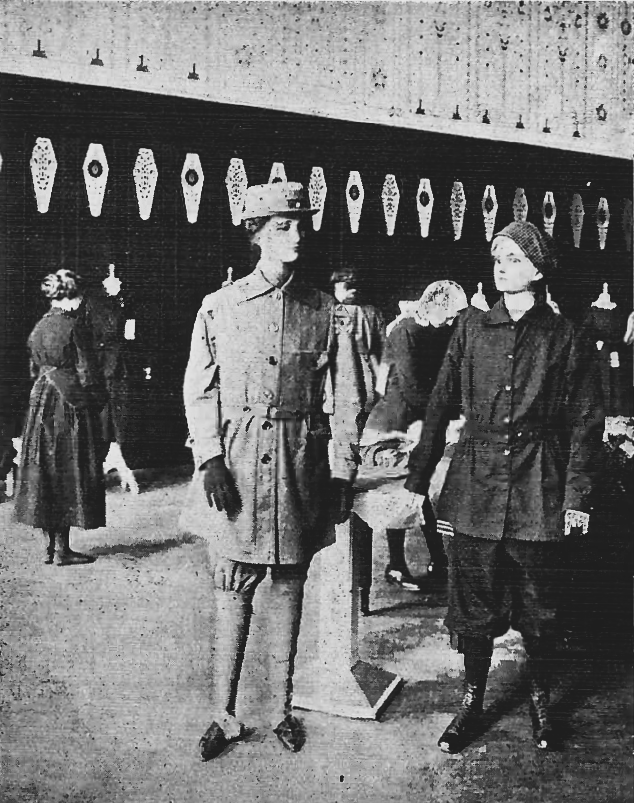
Ausstellung arbeitender Frauen. Im Vordergrund die Berufskleidung für Straßenbahnschaffnerin und Schwerarbeiterin. (1917)

Trotz der Einberufungen ging die Zahl der Beschäftigten in der Kriegswirtschaft kaum zurück oder stieg an, durch Ausbreitung der Massen- und Fließbandfertigung konnte sie ihre Produktion stark ausweiten. In Deutschland stieg die Zahl der Beschäftigten in der Rüstungsindustrie um 44 Prozent, jene in der zivilen Produktion sank dagegen um 40 Prozent. In unterschiedlichem Umfang wurden Kriegsgefangene, Zwangsverpflichtete und ausländische Arbeitskräfte (überwiegend aus den Kolonien) eingesetzt. Zugleich rückten Frauen und Jugendliche nach, so erhöhte sich in Großbritannien die Zahl der werktätigen Frauen um 23 Prozent, in Deutschland um 17 Prozent.
Der private Konsum – wichtig für die Moral an der Heimatfront – war der Kriegswirtschaft zwar in allen Staaten untergeordnet, es gelang unterschiedlich gut, die vorhandenen Güter einigermaßen gerecht zu verteilen oder zumindest den Eindruck zu erwecken, solches zu tun. Die USA mussten kaum Einschränkungen hinnehmen, in Großbritannien gelang die Versorgung vergleichsweise gut. Aber selbst dort gingen die Ausgaben für den privaten Verbrauch zwischen 1913 und 1918 um rund 20 Prozent zurück. In Frankreich konnte die Ernährung in Kooperation mit den Alliierten verhältnismäßig gut gewährleistet bleiben. Bei den Mittelmächten dagegen traten – nicht nur wegen der Seeblockade – erhebliche Probleme auf, die sich unter anderem aus der schon 1914 einsetzenden staatlichen Zwangswirtschaft ergaben. Die Versorgungsprobleme und vor allem die Ungerechtigkeit bei der Verteilung der Lebensmittel untergruben die Autorität des Staates und führten zu Unruhen. Ähnliches galt für Russland. Die Versorgungspolitik zugunsten der städtischen Konsumenten und der Industriearbeiter verlief wegen ihrer Unstetigkeit und fehlender Zwangsmittel im Sande. Das Zarenreich zerfiel in – die Städte ausgrenzende – Versorgungsregionen, da die Bauern immer weniger vermarkteten.
Die öffentlichen Ausgaben zur Kriegsfinanzierung stiegen drastisch an. In Großbritannien lag das letzte Kriegsbudget um 562 Prozent über dem ersten, in Deutschland waren es 505, in Frankreich 448 und in Russland (bis 1916) 315 Prozent. Der Krieg kostete rund 209 Milliarden (inflationsbereinigt in Preisen von 1913: 82 Milliarden) Dollar. Dabei war es in Bezug auf die aufgewandten staatlichen Geldmengen billiger, den Krieg zu verlieren als ihn zu gewinnen: Die Alliierten brachten für die Kriegsführung 147 Milliarden, die Mittelmächte 62 Milliarden Dollar auf.
Finanziert wurde der Krieg in allen Staaten durch Steuern, Anleihen oder Geldschöpfung. Die öffentliche Hand beschaffte sich gegen kurzfristige Schuldtitel Geld für die Staatsausgaben bei den Notenbanken. Nachdem das Geld an Wirtschaft und Haushalte geflossen war, wurde es durch Steuern oder Anleihen teilweise wieder abgeschöpft. Da Steuererhöhungen aus verschiedenen Gründen (Burgfrieden, wenig leistungsfähige Steuersysteme) nur begrenzt zur Kriegsfinanzierung verwendet wurden (Frankreich 15 Prozent, Deutschland 17 Prozent, Großbritannien 26 Prozent), vertrauten alle kriegführenden Staaten in erster Linie auf Kredite (Kriegsanleihen), die der Gegner nach dem Krieg in Form von Reparationen zahlen sollte. Weiterhin verschuldeten sich vor allem die Alliierten stark im Ausland, in erster Linie in den USA. Insgesamt liefen interalliierte Schulden von 16,4 Milliarden Dollar auf.
Deutschland stand nach dem Krieg vor einem Schuldenberg in Höhe von 156 Milliarden Mark (1914: 5,4 Milliarden), Großbritannien vor 5,8 Milliarden Pfund (1914: 0,6 Milliarden). Die Französische Staatsschuld nahm um 130 Milliarden Francs und die amerikanische um 24 Milliarden Dollar zu. Die Geldmenge war in Großbritannien um 111 Prozent gewachsen, in Deutschland um 285 Prozent, womit die Grundlage für die deutsche Inflation bis 1923 gelegt war.

### Grabenkrieg

Ursprünglich deutscher Schützengraben, während der Schlacht an der Somme von Briten besetzt

Luftaufnahme des Grabensystems bei Warneton (Westflandern) am 3. September 1917

Stellungskrieg und Grabenkrieg gelten geradezu als „Sinnbild“ und bestimmende Formen des Ersten Weltkrieges: eine Kriegsführung entlang dauerhafter, befestigter Frontlinien, „Millionen von Soldaten, jahrelang im Schlamm in einen sinnlosen Kampf verstrickt, nur um unter ungeheuerlichen Verlusten winzige Geländegewinne zu erzielen, ein jahrelanger Aderlaß für die Bevölkerung und die Ressourcen der kriegführenden Nationen.“ Dieser Grabenkrieg kennzeichnete vor allem die Situation an der rund 700 Kilometer langen Westfront zwischen November 1914 und März 1918, zeitweise aber auch die Situation an der Ostfront und der Italienfront. Alle Großmächte hatten bis 1914 in ihren Kriegsplänen einen Bewegungskrieg vorgesehen. Nach dem Scheitern des Schlieffenplans und der gegenseitigen Überflügelung im Wettlauf zum Meer gruben sich die Armeen ein. Die Gründe für die Erstarrung der Fronten waren der militärtechnische Entwicklungsstand, der den Verteidiger begünstigte, sowie der anfängliche Kontrollverlust in der operativen Führung der Massenheere und das relative Gleichgewicht der Kräfte.
Im Januar 1915 ordnete die deutsche Oberste Heeresleitung an, dass die Frontstellungen an der Westfront so ausgebaut werden müssen, dass sie gegen zahlenmäßig überlegene Kräfte gehalten werden können. Die Kampferfahrungen führten zunächst zur Verlegung der Linie – soweit möglich – in eine Hinterhangstellung und zur Einführung einer zweiten Linie, etwa ab Ende 1916 hatten die Kriegsparteien in vielen Bereichen drei Schützengrabenlinien eingeführt, aus der einfachen Grabenlinie entwickelte sich zunehmend ein tief gestaffeltes Stellungssystem und eine elastische Zonenverteidigung. Erfolgreiche Angriffe erforderten eine örtliche Überlegenheit und eine sorgfältige Vorbereitung. Zunächst versuchte man mit mehrtägiger, jedoch verräterischer Artillerievorbereitung das gegnerische Stellungssystem zu zerstören, Angriffe wurden zunehmend zu Materialschlachten mit zuvor ungekanntem Munitionsverbrauch. Weitere Versuche, die erstarrten Fronten aufzuweichen, waren der Einsatz von Giftgas (Gaskrieg), Sprengung von Minen (Minenkrieg), die Einführung von Tanks, Granatwerfern und Maschinenpistolen („Grabenfeger“). Die Handgranate erlebte eine Renaissance, während das Bajonett seine Bedeutung als herkömmliche Nahkampfwaffe nahezu einbüßte: in den engen Gräben wurden eher (mitunter geschärfte) Feldspaten als Blankwaffe verwendet. Die deutsche Armee reagierte vor allem in der Frühjahrsoffensive 1918 mit taktischen Veränderungen, Stoßtruppen stießen ohne Rücksicht auf verbleibenden Widerstand durch die Linien und suchten mit dieser „Infiltrationstaktik“ die rückwärtige Infrastruktur zu zerstören. Auf der anderen Seite gab es gerade in diesem Stellungskrieg das sogenannte „Leben und Leben lassen“, ein nicht verabredetes Zustandekommen von nicht-aggressivem Verhalten zwischen verfeindeten Truppenteilen, das in manchen Frontbereichen über einen längeren Zeitraum beibehalten wurde.
Der Alltag der Soldaten in den Schützengräben war durch wechselnde Phasen von langer Untätigkeit und zugespitztem Überlebenskampf gekennzeichnet. Ergebnisse waren einerseits Kunstformen wie die „Trench Art“ („Grabenarbeit“), andererseits schwere Kriegsneurosen (beispielsweise bei Verschütteten) und Kriegstraumata (wie etwa „Kriegszitterer“) oder auch zuvor kaum bekannte Angstreaktionen wie das sogenannte „Angstschlafen“ (plötzliches Einschlafen im Schützengraben, vor allem vor Angriffen).

### Gaskrieg

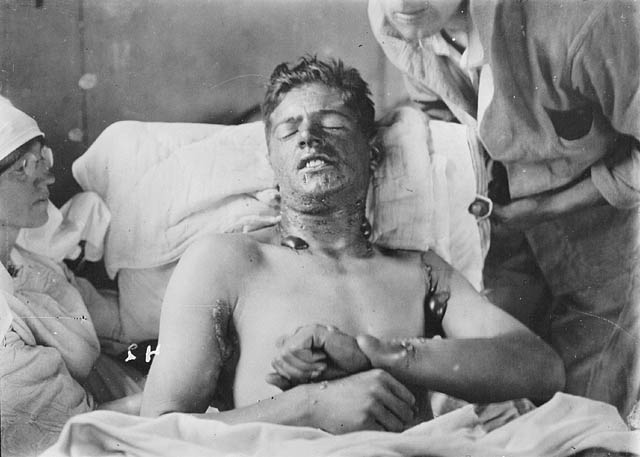
Kanadischer Soldat mit mittelschweren Senfgasverätzungen

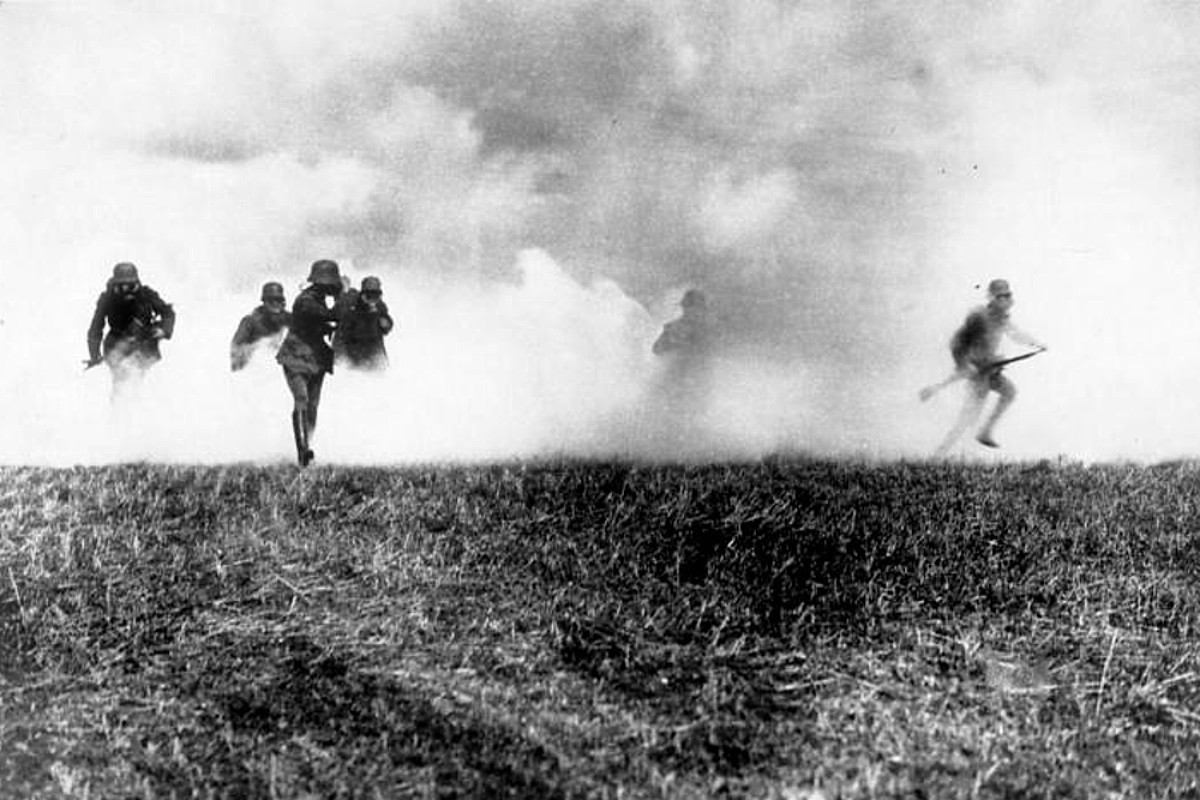
Deutsche Infanterie während eines Gasangriffs bei Armentières, Frühjahr 1918

Am 22. April 1915 fielen am Ypernbogen bis zu 5.000 Menschen einem deutschen Chlorgaseinsatz zum Opfer (heutige Schätzungen: 1.200 Tote und 3.000 Verwundete). Dieses Datum wird heute als Geburtsstunde moderner Massenvernichtungswaffen und eigentlicher Beginn des Gaskrieges angesehen, mit dem das Bild des Soldaten und die Vorstellung vom Krieg als „ritterlichen Kampf“ viel radikaler verändert und in Frage gestellt wurde als mit der Neueinführung anderer Kampfmittel. Die militärische Führung war vom durchschlagenden Erfolg beim Ersteinsatz in dem von Fritz Haber entwickelten Blasverfahren völlig überrascht und konnte ihn mangels Reserven nicht ausnutzen, zudem waren die Angreifer ebenfalls vom Gas beeinträchtigt. Die Alliierten werteten den massiven Einsatz tödlich wirkender Gase als eindeutigen Verstoß gegen die Haager Landkriegsordnung und als weiteren Beweis für die „barbarische“ deutsche Kriegsführung. Der Einsatz von chemischen Waffen stellte zwar keine Neuheit mehr dar, zuvor waren in diesem Krieg jedoch nur Reizstoffe verwendet worden, die zudem wenig wirksam waren. Das Scheitern der offensiven Kriegsführung, der zermürbende Grabenkrieg und die Munitionskrise wegen fehlenden Salpeters sowie die überlegene, aber unausgelastete deutsche Chemieindustrie führten zur Entscheidung für dieses Kampfmittel. Im deutschen Offizierkorps erhoben sich zwar durchaus Bedenken, es nahm aber den Einsatz letztendlich als angeblich notwendiges Übel hin. Am 31. Mai 1915 kam bei einem deutschen Angriff an der Ostfront bei Bolimów erstmals zur Beimischung von Phosgen („Grünkreuz“). Auf die Wirkung und dabei vor allem die Spätfolgen dieses in immer größerer Konzentration eingesetzten Kampfstoffes gehen die meisten Gastoten des Ersten Weltkrieges zurück. Am 25. September 1915 eröffneten die Briten den ersten großangelegten Gasangriff zu Beginn der Schlacht bei Loos, der ebenfalls einen Einbruch in die deutschen Stellen ermöglichte.
Im Herbst 1915 wurden die ersten Gasmasken eingeführt. Zunehmend verschossen die Kriegsparteien das Gas mit Granaten, um weniger von der Windrichtung abhängig zu sein. Am 10. Juli 1917 kam es bei Nieuwpoort zum Ersteinsatz von „Maskenbrechern“ („Blaukreuz“), welche die Filter der Gasmasken durchdrangen. Gleichzeitig oder kurz danach verschoss man in der Regel einen lungenschädlichen, meist tödlichen Kampfstoff (zum Beispiel „Grünkreuz“), da der Hustenreiz die Soldaten oft dazu veranlasste, die Masken abzunehmen („Buntschießen“). Zwei Tage nach dem ersten Einsatz von „Blaukreuz“ folgte wiederum bei Ypern ein gänzlich neuer Kampfstoff, das Kontaktgift Senfgas („Gelbkreuz“), von den Briten auch „hun stuff“ genannt. Senfgas führt zu schweren Verletzungen (ähnlich Verätzungen) von Haut, Augen und Bronchien sowie bei hoher Exposition zum Tod. Beim Einsatz von Senfgas wurde durchaus ins Kalkül gezogen, dass pflegeaufwändige Schwerverletzte die Gegenseite mehr belasten als Tote.
Insgesamt wurden im Ersten Weltkrieg etwa 112.000 Tonnen Giftgas eingesetzt, davon von Deutschland 52.000 Tonnen. Die genaue Anzahl der im Ersten Weltkrieg durch Kampfgas Vergifteten und Toten ist nur schwer festzustellen, zumal ein Großteil der Soldaten erst nach dem Krieg an den Spätfolgen verstarb: Schätzungen gehen für die Westfront von etwa 500.000 Verletzten und 20.000 Toten aus, wobei die Zahl der Toten wahrscheinlich noch höher angesetzt werden muss. Für die Ostfront sind keine verlässlichen Zahlen verfügbar.

### Luftkrieg

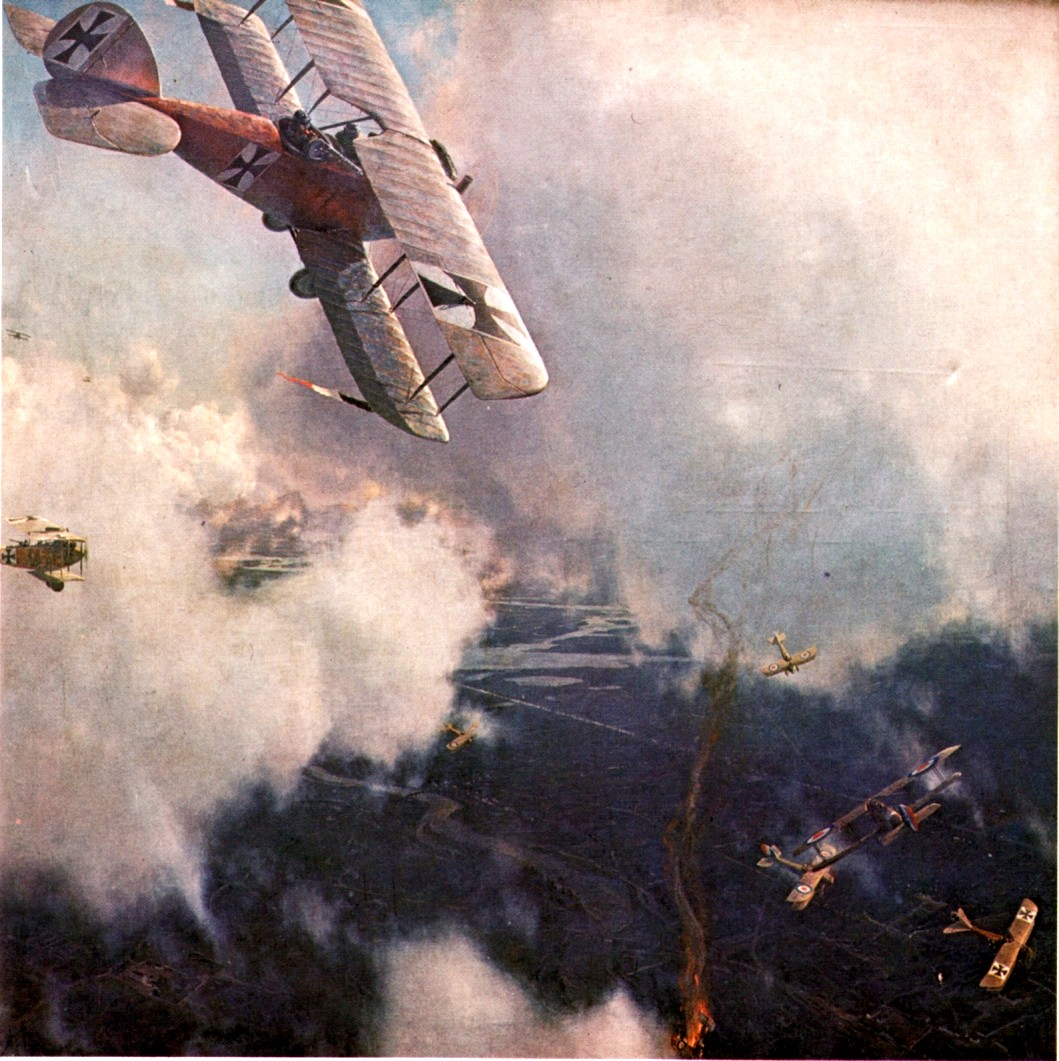
Luftkampf (Ölgemälde von Michael Zeno Diemer aus dem Jahre 1918)

Der Erste Weltkrieg kann als eigentlicher Beginn der Luftkriegsführung gesehen werden, in dem sich die meisten der heute gängigen Gattungen an Militärflugzeugen und heute noch gültigen Luftkriegskonzepte entwickelten. Er ist insofern Gegenstand der Militärgeschichte wie auch der Technikgeschichte.
Die wenig robusten Flugzeuge bei Kriegsbeginn wurden hauptsächlich zur Luftaufklärung eingesetzt. Damit erfüllten sie eine wichtige, von vielen Generälen anfangs unterschätzte Aufgabe. Die zentrale Plattform für den Luftkrieg im Ersten Weltkrieg war das erst elf Jahre vor Kriegsbeginn erfundene Flugzeug. Fesselballons und Militärluftschiffe spielten eine Nebenrolle. Wie bei kaum einem anderen Kriegsmittel standen technischer Fortschritt, industrielle Kapazitäten, militärische Forderungen und organisatorische Rahmenbedingungen in einem gegenseitigem Abhängigkeitsverhältnis. Die im Vergleich zum Land- und Seekrieg völlig andersartige räumliche Dimension führte zu einem neuen statischen, operativen und taktischen Denken. Insofern war der Luftkrieg ein Teil der „Epochenschwelle“, die manche Historiker im Ersten Weltkrieg sehen.
Der Erfolg der Aufklärer, Artilleriebeobachter, Bomber und Schlachtflugzeuge hing davon ab, inwieweit sie in der Luft ungestört ihrer Aufgabe nachgehen konnten. Dementsprechend kam es im Krieg zu einer rasanten Entwicklung im Bereich der Jagdflugzeuge: von provisorischen Anfängen bis zu den leistungsfähigen Maschinen zu Kriegsende. Aus den 1914 als Hilfswaffe eingesetzten Flugzeugen waren vier Jahre später bei allen kriegsführenden Nationen große und spezialisierte Luftstreitkräfte mit eigenen Einsatzgrundsätzen geworden.

### Seekrieg

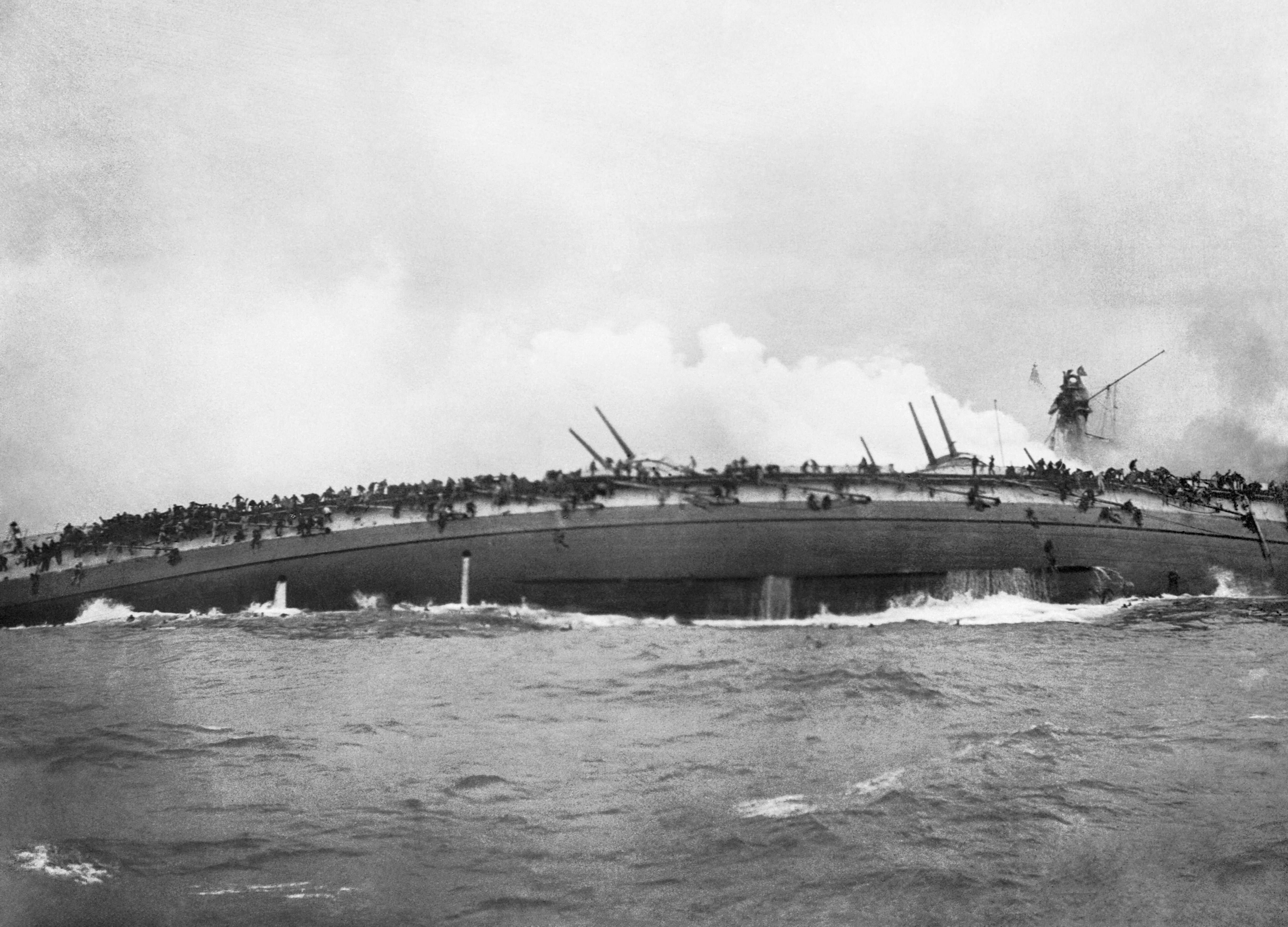
Untergang der deutschen Blücher im Gefecht auf der Doggerbank, die Besatzung versucht sich über Schiffswände zu retten (berühmte Kriegsfotografie)

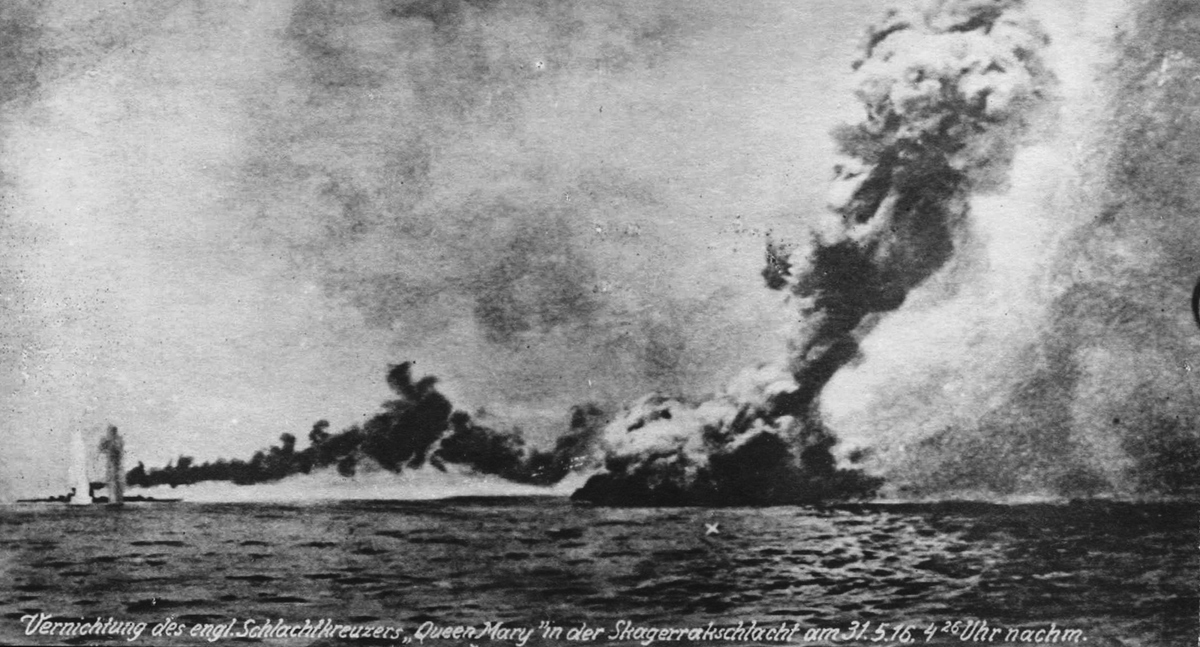
Skagerrakschlacht, „größte Seeschlacht der Weltgeschichte“, im Bild explodiert die Queen Mary

Dem Krieg zur See wurde vor 1914 eine große, wenn nicht entscheidende Rolle beigemessen. Tatsächlich kam es zwar mit der Skagerrakschlacht zur „größten Seeschlacht der Weltgeschichte“ aber nicht zur allseits erwarteten Entscheidungsschlacht. Der Anteil des Seekrieges am Ausgang des Ersten Weltkrieges insgesamt war so nicht ausschlaggebend und eher in seiner indirekten Wirkung von Bedeutung.
Auf allen Kriegsschauplätzen gab es eine eindeutige Überlegenheit einer Seite: Großbritannien gegenüber Deutschland in der Nordsee, Deutschland gegenüber Russland in der Ostsee (faktisch), Frankreich und Italien gegenüber Österreich-Ungarn im Mittelmeer (außer Adria) und Russland (seit Ende 1915) gegenüber der Türkei im Schwarzen Meer, wobei der Türkei dennoch eine fortgesetzte Blockade der Schwarzmeerengen gelang. Die Meere waren ganz überwiegend Bewegungsraum für die Kriegsflotten, Handelsschiffe und Truppentransporter der Entente, nicht jedoch für jene der Mittelmächte.
Die Blockade der Nordsee durch die Royal Navy in Form der Northern Patrol um Schottland und die Dover Patrol im Ärmelkanal trug erheblich, nach Auffassung angloamerikanischer Marinehistoriker entscheidend zur Erschöpfung der Mittelmächte bei, die Blockaden der Ostsee und der Dardanellen hatten wesentlichen Anteil an der Niederlage der Russischen Armee. Aktionen der deutschen Mittelmeerdivision waren Anlass zum Kriegseintritt des Osmanischen Reiches auf der Seite der Mittelmächte. Der Kreuzerkrieg – das Mittel per se zahlenmäßig unterlegener Seestreitkräfte – hatte aufgrund der mangelnden Vorbereitung seitens der deutschen Admiralität und der fehlenden Stützpunkte nur unwesentlichen Anteil am Kriegsgeschehen. Unerwartet zeigte sich der U-Boot-Krieg als bedeutendster Teil des Seekrieges. Da das U-Boot als Waffe von allen Seiten unterschätzt wurde, waren die Seestreitkräfte auf den U-Boot-Krieg allgemein wenig vorbereitet. Deutsche U-Boote brachten dennoch die Entente vor allem in der ersten Jahreshälfte 1917 in ernsthafte Schwierigkeiten. Der U-Boot-Krieg führte indirekt zum Kriegseintritt der Vereinigten Staaten und damit letztlich zur Niederlage der Mittelmächte.
Der Einsatzbefehl zur Entscheidungsschlacht auf See wurde erst gegeben, als die Oberste Heeresleitung den Krieg verloren gegeben hatte, und führte zum Kieler Matrosenaufstand, der wiederum Auslöser der Novemberrevolution war.

### Propaganda

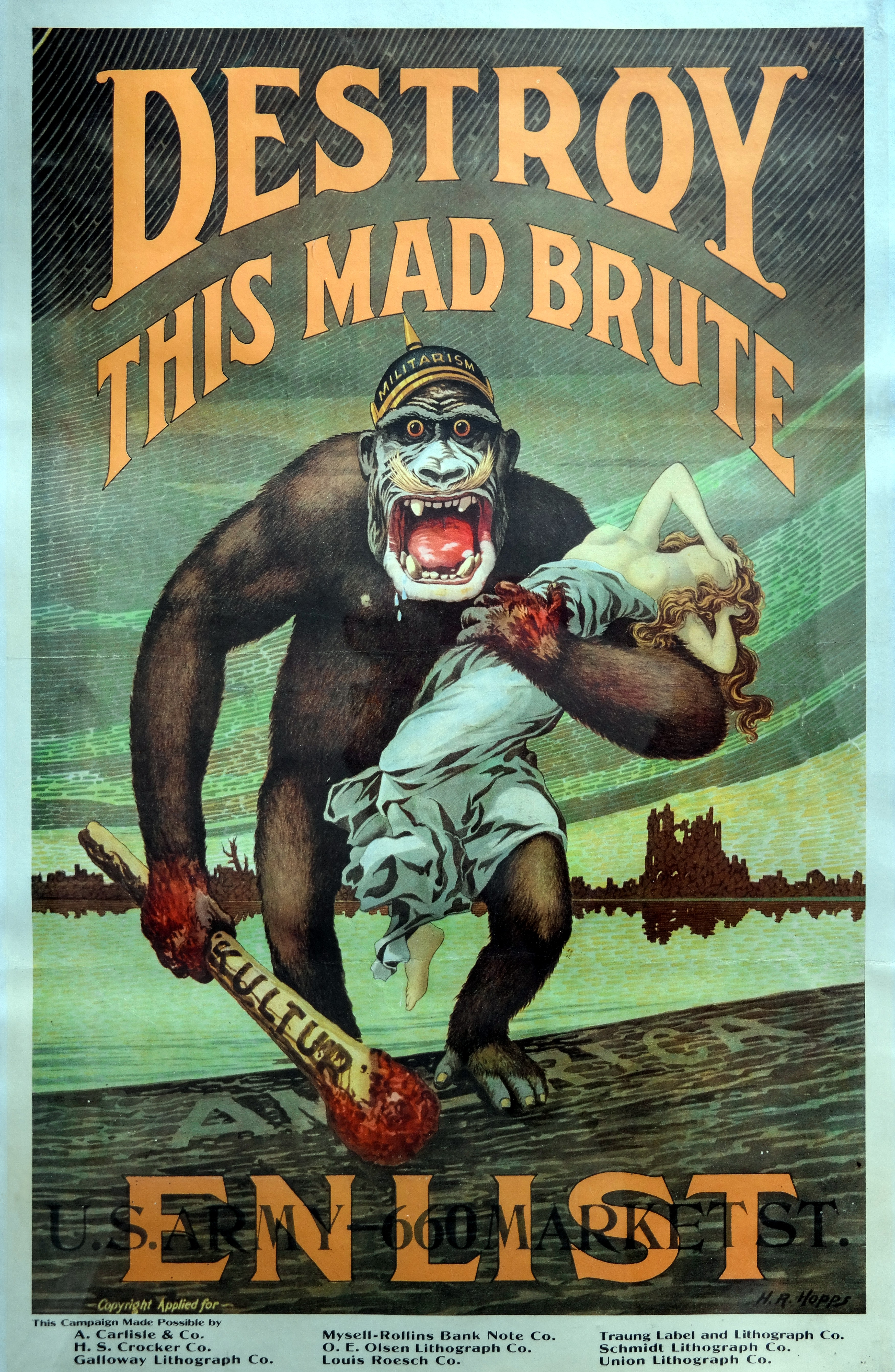
US-Propaganda: „Destroy This Mad Brute – Enlist“ (dt.: „Vernichte diese verrückte Bestie – Melde dich freiwillig“). Die Frau stellt das von den Deutschen besetzte neutrale Belgien dar

Propaganda warb im Wesentlichen für die Motivation zum Kriegsdienst und für die Unterstützung der Kriegsbeteiligung in der eigenen Bevölkerung oder bei erhofften Alliierten, wozu fremdenfeindliche Vorurteile und patriotische Symbole verwendet wurden. Erstmals in der Geschichte gründeten die kriegsführenden Staaten hierzu eigene Behörden.

#### Mittelmächte
Im Deutschen Reich wurde zwecks Propaganda die Zentralstelle für Auslandsdienst am 5. Oktober 1914 eingerichtet, es folgten die Militärische Stelle des Auswärtigen Amtes (MAA) am 1. Juli 1916 und zuletzt das Bild- und Filmamt (BUFA) am 30. Januar 1917. In Österreich-Ungarn war das schon am 28. Juli 1914 geschaffene k.u.k. Kriegspressequartier (KPQ) zuständig.
Im deutschsprachigen Teil Österreich-Ungarns zeigte die Propaganda unter anderem kriegsverherrlichende Zeichnungen in Plakatgröße mit der illustrierten Aussage „Jeder Tritt ein Britt, jeder Stoß ein Franzos, jeder Schuss ein Russ“ und „Serbien muss sterbien“ finden. Das Motiv von „Lord Kitchener Wants You“ wurde im Kriege vielfach kopiert.
Die Gräuelpropaganda der Mittelmächte war schon deswegen weniger ausgeprägt, da kaum deutsches Gebiet besetzt war und somit vergleichsweise wenige deutsche Zivilisten direkten Kriegseinwirkungen ausgesetzt waren. In erster Linie wurde die russische Seite (Armee und Bevölkerung) verunglimpft. Der Einsatz schwarzer Kolonialtruppen auf europäischen Schlachtfeldern durch die Alliierten wurde wechselweise als Kulturbruch oder als unmoralisch angeprangert. Die Propagandaabteilungen der Mittelmächte tendierten dazu, den Gegner herabzuwürdigen, lächerlich zu machen und die eigene Stärke herauszustellen. Hierzu wurden zahlreiche Bilder veröffentlicht und als Postkarten vertrieben, die gefallene alliierte Soldaten sowie entsprechende Massengräber zeigten.
In Deutschland wurde nach dem Krieg die feindliche – namentlich die britische – Propaganda als wesentlich effektiver als die eigene eingeschätzt, nicht wenige führten die deutsche Kriegsniederlage auf feindliche Propaganda zurück. Wilhelm II. schrieb in seinem niederländischen Exil über den englischen Verleger Northcliffe, dessen Zeitungen an der Spitze der antideutschen Propaganda standen: „Hätten wir einen Northcliffe gehabt, wir hätten den Krieg gewinnen können.“ Auch Erich Ludendorff äußerte sich später anerkennend. Adolf Hitler ließ sich in Mein Kampf sehr umfangreich über die Kriegspropaganda aus und resümierte folgenreich: „An dieser feindlichen Kriegspropaganda habe auch ich unendlich gelernt.“

#### Entente und assoziierte Mächte
Auf Seiten der Alliierten wurde zwecks Propaganda in Frankreich das Maison de la Presse im Februar 1916 gegründet, in Großbritannien gab es zum gleichen Zweck das War Propaganda Bureau, in den USA das Committee on Public Information.
Die „Hunnenrede“, mit der Wilhelm II. deutsche Truppen, die 1900 zur Niederschlagung des Boxeraufstands nach China entsandt wurden, zu einem rücksichtslosen Rachefeldzug aufgefordert hatte, trug den Deutschen in angloamerikanischen Ländern nachträglich die Bezeichnung „huns“ ein. Andere Propagandakampagnen waren etwa die behauptete Kreuzigung von Nonnen an Kirchentoren in Belgien oder das angebliche Abschlagen der Hände von Kindern durch die deutschen Truppen in Belgien, die sich unter anderem im Bryce-Report niederschlugen.
Prominente britische Wissenschaftler erklärten nach Berichten über den Brand der Universitätsbibliothek Löwen Ende August 1914, das deutsche Heer habe das Feuer absichtlich gelegt. Deutsche prominente Wissenschaftler antworteten mit Gegenerklärungen, unter anderem mit dem Manifest der 93 und der Erklärung der Hochschullehrer des Deutschen Reiches, die den Weltkrieg als Kulturkampf und Verteidigungskrieg zu rechtfertigen suchten, was wiederum eine britische Antwort an die deutschen Professoren zur Folge hatte.
Gut untersucht ist die Haltung der britischen Presse: Sie hatte in den letzten zwei Jahren vor dem Krieg eine zunehmend positive Haltung gegenüber Deutschland eingenommen. Die Zeitungen vertraten u. a. die Meinung, dass die deutsche Aufrüstung zur See zwar lästig sei, aber für die Royal Navy keine tatsächliche Gefahr bedeute. Während der Julikrise wurde zunächst in erster Linie der russische Zar für die Eskalation verantwortlich gemacht. Dies änderte sich mit dem deutschen Ultimatum an Russland und vor allem mit dem Einmarsch in Belgien und Luxemburg. Mit dem weiteren Fortgang des Kriegs wurde Deutschland nicht nur als Gegner diskreditiert und als Träger der alleinigen Kriegsschuld gebrandmarkt, sondern zum Feindbild der gesamten Menschheit stilisiert. Dabei wurde nur zu Beginn des Krieges noch zwischen Regierung und Bevölkerung differenziert. Diese überzogene Gräuelpropaganda war ein Grund, warum kein Verständigungs- oder Verhandlungsfrieden zustande kam, und erschwerte nach dem Krieg auf allen Seiten die Aussöhnung. Die Nationalsozialisten konnten später mit Hinweis auf diese Propaganda (Völkischer Beobachter vom 4. September 1939: „Greuelmeldungen wie einst“) ihre Verbrechen leichter vertuschen.

### Waffentechnische Entwicklung
Der Erste Weltkrieg revolutionierte die Waffentechnik in zahlreichen Aspekten.
In der Infanterieausrüstung brachte der Erste Weltkrieg den endgültigen Durchbruch zur Tarnkleidung und zum Stahlhelm. Die Gewehre der Infanterie waren etwa gleichwertig, lediglich das britische Lee-Enfield war aufgrund der schnellen Schussfolge jenen der anderen Kriegsteilnehmer überlegen und verursachte vor allem in Flandern hohe deutsche Verluste. Der Grabenkrieg brachte eine Renaissance der Handgranate, lediglich die Mittelmächte verfügten zu Beginn des Krieges über ausreichende Mengen, die Briten hatten sie 1870 ausgemustert. Das Maschinengewehr wurde von schwer transportablen Modellen (z. B. das deutsche MG 08 mit 30 bis 40 kg Gewicht) zu leichteren Modellen weiterentwickelt (z. B. das später sprichwörtliche MG 08/15 mit 14 kg). Die erste „echte“ Maschinenpistole MP 18 wurde bezeichnenderweise auch „Grabenfeger“ genannt und diente vor allem zur Unterstützung von neuen Infanterietaktiken (Sturmtruppen).
Maschinengewehre und später Panzer machten den traditionellen Einsatz von Kavallerie zum Anachronismus, die Ära der altbekannten „Schlachtenkavallerie“ war bereits 1914 unweigerlich an ihr Ende gekommen, die Kavallerie verlor im Ersten Weltkrieg ihren Status als Hauptwaffengattung und wurde vorwiegend zur bewaffneten Aufklärung und Geländesicherung verwendet. In den ausgedehnten Räumen der Ostfront machten beide Seiten besonders im Bewegungskrieg der Jahre 1914/15 noch umfangreichen Gebrauch von ihren Kavallerietruppen, die Engländer gegen Ende des Krieges in Palästina. In den späteren Kriegsjahren reduzierten sämtliche kriegführenden Mächte ihre Reitertruppen stark.
Aus dem ersten mäßig erfolgreichen Tank Mark I entwickelten die Alliierten die effektive Angriffswaffe Mark IV und den „Urahnen“ heutiger Panzertypen, den Renault FT. Deutschland entwickelte bis Kriegsende nur unzureichende Abwehrmittel wie etwa die sogenannte Tankbüchse M1918. Der einzige serienmäßige deutsche Panzer A7V konnte nicht in ausreichender Zahl produziert werden: Lediglich 20 A7V standen 1220 Mark IV und 2700 Renault FT sowie etwa 2000 weiteren alliierten Panzerfahrzeugen gegenüber, was beispielhaft die materielle Überlegenheit der Alliierten im letzten Kriegsjahr illustriert.
Die Grenzen der Artillerie führten im Laufe des Ersten Weltkriegs zum Bedeutungsgewinn von Bombenflugzeugen, so zeigte z. B. die zu Beginn des Krieges gegen feste Ziele mitunter effektive „Dicke Bertha“ systembedingte Schwächen (Immobilität, hoher Schussverschleiß, mäßige Treffgenauigkeit). Das technisch aufwändige Paris-Geschütz hatte wegen der sehr geringen Treffgenauigkeit keinen militärischen Wert und gilt als reine „Terrorwaffe“ gegen zivile Ziele. Die leichte und bewegliche französische „Canon 75“ revolutionierte schon vor dem Krieg die Artillerie und zeigte vor allem in der Anfangsphase des Krieges ihre Leistungsfähigkeit gegen den deutschen Angriff, erwies sich aber für die Erfordernisse des Stellungs- und Grabenkrieges als zu kleinkalibrig. Das Verhältnis von leichten zu schweren Batterien verlagerte sich bei den kriegsführenden Parteien im Rahmen des Stellungskrieges von 11:2 bei Kriegsanfang zu 9:7 bei Kriegsende.
Aus Provisorien entstanden die ersten serienmäßigen Jagdflugzeuge (z. B. Fokker E.I), die mit starr eingebauten Maschinengewehren und dem gesamten Flugzeug auf den Gegner zielten. Ebenfalls aus Provisorien entwickelten sich frühe Langstreckenbomber wie die deutschen Groß- und Riesenflugzeuge oder der britische Handley Page Type O, die zunehmend Kriegszeppeline ablösten. Der Erste Weltkrieg kann zudem mit dem eigentlichen Beginn des Flugfunks gleichgesetzt werden, der die Möglichkeiten der Luftaufklärung auf ein völlig neues Niveau hob.
Das U-Boot – vor dem Krieg allenfalls als Hilfswaffe eingeschätzt – wurde zur zentralen Angriffswaffe im Seekrieg. Die überlegene Funkaufklärung („Room 40“) der Briten erschwerte den Einsatz der Hochseeflotte bis zum völligen Erliegen von relevanten Einsätzen in der Nordsee. Die Briten setzten ihre überlegene Grand Fleet vor allem aufgrund der Bedrohung durch U-Boote kaum offensiv ein, sodass mit dem Ersten Weltkrieg der Bedeutungsrückgang von Großkampfschiffen begann.
Abgesehen von der Mobilisierung aller Reserven im Rahmen der Kriegswirtschaft zeigte sich der industrialisierte Krieg daran, dass vorwiegend Distanzwaffen das Kriegsgeschehen bestimmten: Artillerie verursachte etwa 75 Prozent aller Verletzungen im Krieg, Infanteriewaffen etwa 16, Handgranaten 1 bis 2 und Giftgas knapp 1,7 Prozent. Durch die traditionellen, „blanken“ Waffen (Säbel, Dolch, Seitengewehr) wurden im gesamten Krieg nur noch 0,1 Prozent der Wunden beigefügt. Weniger in das Bild des industrialisierten und damit „modernen“ Krieges passt jedoch, dass knapp ein Zehntel der deutschen, ein Sechstel der österreichisch-ungarischen und ein Fünftel der französischen Toten einer Erkrankung zum Opfer fielen.

### Urteilsfähigkeit der Militärs
Das ebenso unerwartete wie allseitige Weltkriegsdesaster der Kriegführung hatte seine wesentliche Ursache in der ungleichen Entwicklung von Technik und militärischer Taktik. In den letzten 30 Jahren vor dem Krieg häuften sich neue Erfindungen in der Waffentechnik: Rauchschwaches Pulver, kleinkalibrige Mehrladegewehre, Schnellfeuergeschütz, Maschinengewehr, Flugzeuge und vieles mehr verdichteten sich zu einer „kritischen Masse“, deren Verhalten und Folgen sich ohne das „große Experiment“, das im Sommer 1914 losbrach, nicht einfach beurteilen ließen.
Sowohl die deutsche wie die französische Armeeführung versuchten die immer stärkere Gewichtung der Technik in ihrem Metier zu ignorieren und abzuwerten, dagegen den Willen und den Angriffsgedanken in den Vordergrund zu stellen. Die Betonung der Kampfmoral («Offensive à outrance») bot sich zur Relativierung der durch die Technisierung der Rüstung hervorgerufenen Probleme an. Deshalb wurden nur einseitig Lehren aus der Belagerung von Port Arthur (1904/05) gezogen, obwohl sich hier die neue militärtechnische Situation des industrialisierten Krieges schon deutlich abzeichnete.
Das Besondere an den Militärdoktrinen in Frankreich und Deutschland war nicht die Ausrichtung auf die Offensive, sondern deren einzigartige Übersteigerung – die taktische Vernunft kam dabei praktisch abhanden. Nicht zuletzt spielte dabei die weltanschauliche Prägung des Sozialdarwinismus eine Rolle. Dem Kriegshandwerk bot der Sozialdarwinismus eine neue, pseudowissenschaftliche Legitimation: Modernisierungsbewusstsein verband sich mit der Betonung des vitalen Elements der Kriegsführung und führte so auf einen Weg, der angesichts einer beispiellosen Entwicklung der Waffentechnik auf ungeheure Blutbäder zuleitete. Nirgends waren die Militärführungen bereit anzuerkennen, dass der ungleiche Entwicklungsstand von Feuerkraft und Bewegung den offensiven Bewegungskrieg unmöglich machte. Der Sieg konnte nur noch mit Opfern erkämpft werden, die selbst nach Maßstäben der damaligen Zeit in keinem Verhältnis zum Gewinn standen.

### Fronterfahrungen

Opfer eines Gasangriffs auf dem Gemälde Gassed von John Singer Sargent

Der Erste Weltkrieg mit seinen Materialschlachten führte einen Wandel in der Selbstwahrnehmung und in der Außenwahrnehmung der Soldaten herbei. So war vor dem Ersten Weltkrieg die allgemeine Vorstellung vom Krieg noch von offenen Feldschlachten geprägt, in denen der Soldat verwegen, ritterlich und heldenmütig dem Feind die Stirn bieten sollte. Nahezu alle Deutschen waren in ihrer Vorstellung vom Krieg auf dem Stand von 1871 und früher stehengeblieben. Demgemäß war der Krieg als ein „offener, ehrlicher Kampf mit ritterlichen Waffen“ gedacht, der den Teilnehmern Abenteuer, Romantik und persönliches Heldentum bringen würde. So war die gewerbliche Prostitution sowohl an der Front als auch in der Etappe weit verbreitet. Die für Soldaten und Offiziere getrennten Bordelle wurden von Militärärzten kontrolliert und teilweise sogar vom Militär selbst betrieben. Doch der verklärte Blick auf den Krieg konnte den Realitäten des Stellungskrieges nicht standhalten. Das Erlebnis an der Front zerstörte solche Vorstellungen: „Mut, Tapferkeit und Geschick – alles überflüssig…“ Der Krieg brachte den Soldaten nicht das erhoffte Abenteuer und Heldentum, sondern die verstörende Erfahrung einer völligen Degradierung des Einzelnen zum wehrlosen Objekt der Kriegsmaschinerie, womit das Bild eines entpersonalisierten und industrialisierten Krieges entstand.
Entscheidend prägte das beinahe unausgesetzte Feuer der Artillerie diesen Eindruck, das mehr als die Hälfte der Opfer des Krieges forderte. Den Soldaten blieb als einzige Reaktion auf diese Waffe nur das hilflose Abwarten auf den Einschlag, auf das Hereinbrechen einer nicht beeinflussbaren Gewalt: „Die Kriegsmaschinerie schien allmächtig zu werden und denen, die an ihren undurchsichtigen Bewegungen teilnahmen, ihre Entscheidungen aufzuzwingen.“ So entstand die Ikonographie eines neuen Typus des Soldaten, die „emotionalen, spontanen und loyalen Jugendlichen“ des Langemarck-Mythos wichen dem Verdun-Kämpfer, im Idealbild eine „geschulte, kalte, aggressive, isolierte und technisch gerüstete Führerfigur.“ Der Stahlhelm wurde dabei zum Sinnbild des Soldaten, er repräsentierte die moderne, technische und funktionale Erscheinung des Krieges.
Der statischen Anordnung des Grabenkrieges wohnte paradoxerweise auch eine Tendenz zur Begrenzung der Gewalt inne, solange die Soldaten beider Seiten die Sicherung des Status quo betrieben, was außerhalb großer Offensiven in weiten Bereichen der Front der Fall war. Um diese Situation aufzubrechen, setzten die Heeresführungen Spezialisten der Gewaltanwendung ein, auf britischer Seite vor allem Scharfschützen („Snipers“), auf deutscher und österreichischer Seite Stoßtruppenkämpfer mit hoher individueller Kampfmotivation, die bei der normalen Truppe wegen der von ihnen betriebenen Eskalation der Gewalt äußerst unbeliebt waren. Diese speziellen Einheiten empfanden sich als Täter in einem emphatischen Sinne. „Es ist demnach auch kein Zufall, daß sich hier, neben den deutschen Stoßtrupps auch bei den italienischen Eliteeinheiten, den ‚Arditi‘, eine direkte Kontinuitätslinie zur faschistischen Ästhetisierung der Gewalt in der Zwischenkriegszeit ziehen läßt“ und auch aus tiefenpsychologisch-kulturwissenschaftlicher Sicht begründet wurde.

### Austausch von Kriegsgefangenen
Zwischen 1915 und 1918 trafen sich die kriegsbeteiligte und neutrale Staaten im Westen, Süden und Osten, um den Umgang mit Kriegsgefangenen zu klären. Vier Monate nach Kriegsbeginn waren bereits 278.000 österreichisch-ungarische Soldaten in zumeist russischer und etwa 500.000 in deutscher und österreichisch-ungarischer Kriegsgefangenschaft. Die große Zahl der Kriegsgefangenen machte den Kriegsparteien Schwierigkeiten. Die Versorgung von Kriegsgefangenen war in den Haager Konventionen ungenügend definiert. Epidemien griffen von Kriegsgefangenenlagern 1914–1915 auf die Hauptstädte über. Um eine Lösung für die Notlage zu finden, entschied man sich für die Einbindung der nationalen Rotkreuzgesellschaften. Die Rotkreuzgesellschaften hatten enge Beziehungen zu den Regierungen ihrer Länder und konnten ohne langwierige, staatliche Verhandlungen agieren. Das Internationale Rote Kreuz leistete schnell Hilfe für Soldaten und Zivilisten. Zwischen dem Deutschen und dem Russischen Rotem Kreuz, wuchs jedoch bald das Misstrauen gegeneinander. Daraufhin übernahmen die neutralen Länder die Hilfsmaßnahmen. Im Allgemeinen waren Großbritannien und Frankreich gegenüber einer neutralen Intervention oder dem Völkerrecht aufgeschlossener als Deutschland. Verhandlungsort wurde Stockholm, u. a. weil Prinz Carl von Schweden Präsident des Schwedischen Roten Kreuzes war und als „unbedingt unparteiische Leitung“ (Max von Baden: Erinnerungen und Dokumente) angesehen wurde.
Bereits im März 1915 wurden zunächst Kriegsinvaliden, später auch medizinisches Personal, zwischen Frankreich und Deutschland über die Schweiz ausgetauscht. Im August 1915 gelang es dem schwedischen Außenministerium in Zusammenarbeit mit dem Schwedischen Roten Kreuz, die Genehmigung für einen Austausch von verwundeten Gefangenen zwischen Russland, Deutschland und Österreich-Ungarn zu erhalten. Ein Austausch über den reinen Landweg erschien wegen Treibstoffmangels der schwedischen Eisenbahn nicht möglich. Der Verkehrsweg sollte über die Ostsee erfolgen. Die Deutschen konnten jedoch nicht zusichern, dass U-Boote im Tumult der Gefechte keine Schiffe mit Kriegsgefangenen angreifen würden. Es folgte auch der Vorschlag, die Kriegsgefangenen direkt an der Front auszutauschen.
Am 22. November 1915 fand die erste allgemeine Konferenz statt. Ziel waren Richtlinien zur Unterbringung, Arbeitsbelastung, Postverkehr und Unterstützungen aus dem Heimatland. Gegenseitige Inspektionen waren vorgesehen, was Russland jedoch ablehnte. Für das Inkrafttreten der Richtlinien war die Ratifizierung durch die Regierungen in den Heimatländern erforderlich. Mit diesen Genehmigungen fand im Mai 1916 das nächste Treffen in Stockholm statt, bei dem das Schlussprotokoll von den teilnehmenden Vertretern der Rotkreuzgesellschaften am 13. Mai 1916 unterzeichnet wurde.
Vom 14. bis 19. Dezember 1916 fand ein drittes Treffen in Stockholm statt. Geregelt wurden Anweisungen, u. a. für die Behandlung von Kranken und Verwundeten, zur Verhinderung von Skorbut-Epidemien und insbesondere zur Unterbringung und Behandlung von Tuberkulosepatienten.  Darüber hinaus wurde ein umfassender Austausch arbeitsunfähiger Kriegsgefangener vereinbart. Medizinische Experten waren an den Verhandlungen beteiligt. Die Einhaltung dieser Regeln sollte von acht medizinischen Kommissionen überwacht werden. Das Abschlussprotokoll wurde am 19. Dezember 1916 unterzeichnet.
Am 4. August 1917 fand das letzte Treffen in Stockholm statt. Diesmal nahmen die Deutschen Rotkreuz-Gesellschaft nicht teil. Im Mittelpunkt standen Optionen für den Austausch großer Gruppen von Kriegsgefangenen. Man war sich einig, dass „die einzige wirksame Möglichkeit, das Leben und die Gesundheit einer sehr großen Zahl von Kriegsgefangenen zu retten, ein groß angelegter Austausch ist.“ Abschließend ist zu resümieren, dass die Konferenzen die Haager Konventionen zur Behandlung von Kriegsgefangenen wesentlich verbesserten.

### Tiere im Kriegsdienst

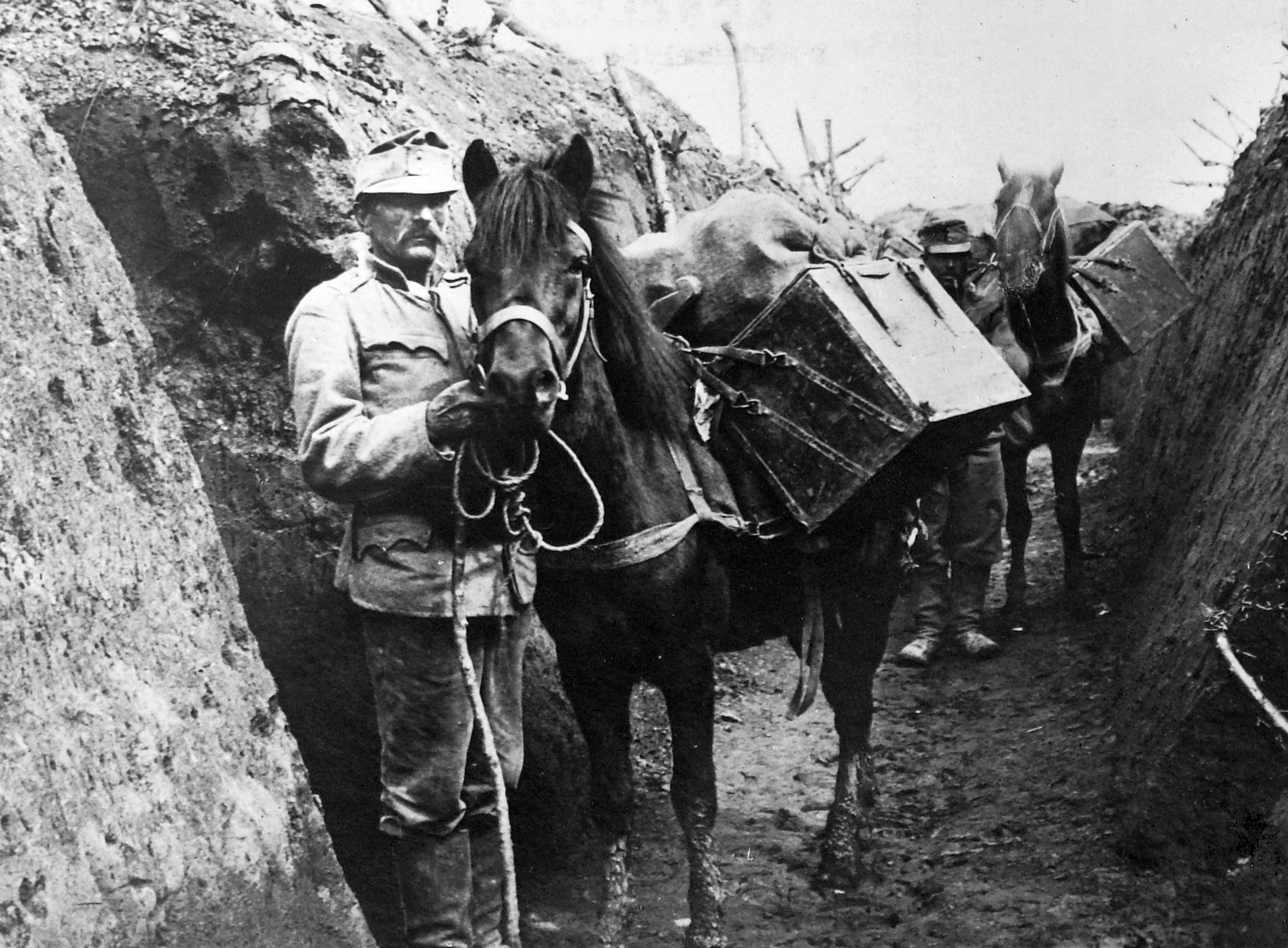
Transportpferde im Schützengraben

Die häufigsten Tiere im Kriegsgeschehen waren Pferde, Hunde und Tauben, seltener Esel, Maultiere, Kamele, Ochsen, Elefanten, Katzen, Glühwürmchen, Kanarienvögel und Schnecken. Alle beteiligten Länder setzten Tiere zu militärischen Zwecken ein. Sie waren in alle Bereiche des Krieges involviert, wurden als Transportmittel genutzt (für Waffen, Munition, Lebensmittel, Baumaterial, Verwundete), als Reittiere zum Kampfeinsatz, zum Bewachen, für Kommunikation und Spionage, als Munition und Waffe oder als Nahrung. Insgesamt sollen allein 14 bis 20 Millionen Pferde am Ersten Weltkrieg beteiligt gewesen sein, 1,5 Millionen davon auf deutscher Seite. Mindestens 8 Millionen Pferde wurden während des Krieges getötet.

Was als Ressourcenknappheit und Belastung für die Soldaten galt, galt für die Tiere allemal. Der Mangel an Nahrung, nicht fachgerechte Versorgung und Pflege, Überbelastung, schlechte Wetterverhältnisse, Seuchen, Schuss- und Gasverletzungen kosteten unzählige Tiere das Leben. Wie viele Tiere es insgesamt waren, ist nicht zu ermitteln.

Der Einsatz von Tieren im Krieg war damals selbstverständlich und wurde moralisch nicht hinterfragt. Heute erinnern Denkmäler an Leistung und Leid der Kriegstiere. Einzelne Tiere erlangten als „Kriegshelden“ nationale Berühmtheit.

### Kriegsverbrechen
In den Jahrzehnten vor Kriegsausbruch gab es Versuche, das Kriegsgeschehen durch internationale Vereinbarungen völkerrechtlich zu normieren und zu „zivilisieren“. Die Genfer Konventionen sollten den Krieg „den Gesetzen der Menschlichkeit und den Geboten des öffentlichen Gewissens“ (Henri Dunant) unterwerfen. Die Haager Landkriegsordnung enthielt Regelungen für den Konfliktfall, auf den Haager Friedenskonferenzen wurden Normen für friedliche Lösungen bei internationalen Streitfällen erarbeitet. Dies konnte jedoch nicht verhindern, dass es im Ersten Weltkrieg zu gravierenden Verstößen gegen das Völkerstrafrecht und zahlreichen Kriegsverbrechen kam. Die strafrechtliche Verfolgung deutscher Kriegsverbrechen im Rahmen der Leipziger Prozesse scheiterte (s.u). Es könne nach Ansicht von Gerd Hankel zwar keine direkte Verbindung zwischen den deutschen Kriegsverbrechen vor allem in Belgien (Rape of Belgium) zum Zivilisationsbruch im Rahmen der deutschen  Kriegsverbrechen im Zweiten Weltkrieg gezogen werden, es gebe jedoch „Parallelen in der Bereitschaft zur Hinnahme rechtlich entgrenzter Kriegsgewalt.“

## Kriegsfolgen und Opfer

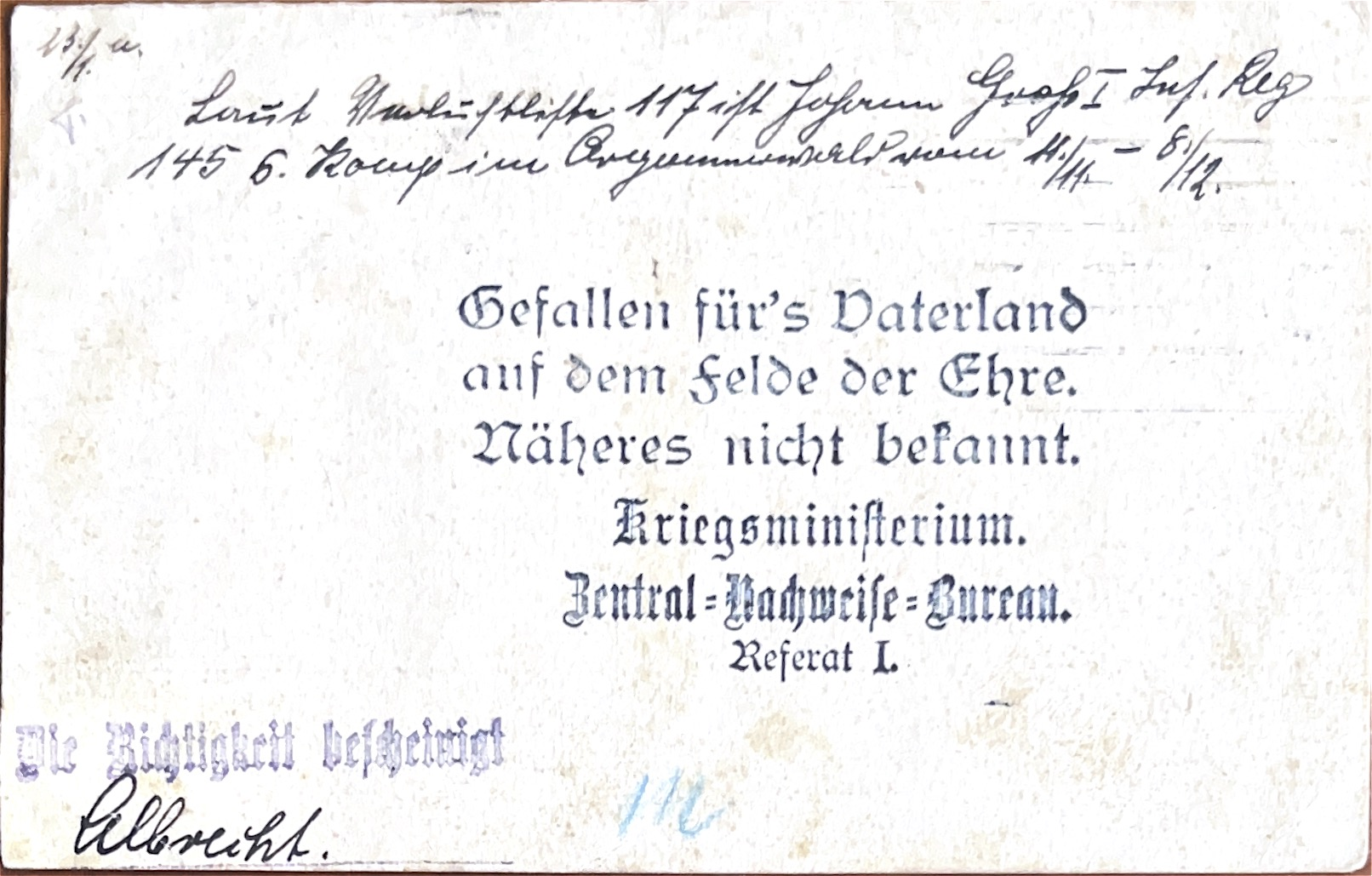
Todesnachricht eines deutschen Soldaten, Postkarte des preußischen Kriegsministeriums, 1915

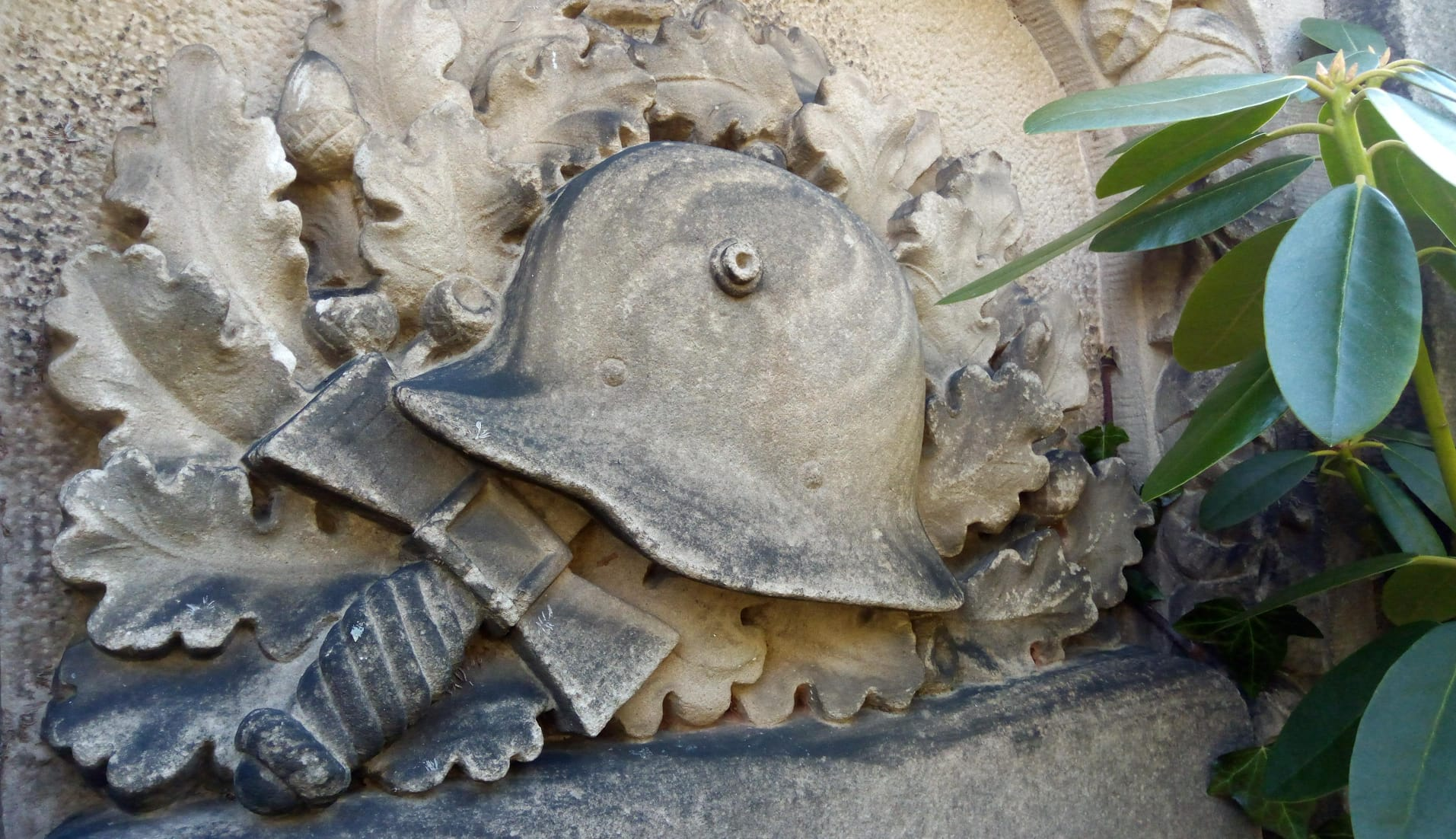
Stahlhelm M16 mit Eichenlaub auf einem Kriegsfriedhof

### Opferzahlen
Über die Kriegsverluste herrscht in der Literatur wenig Übereinstimmung, da „Verluste“ unterschiedlich definiert sind. Im militärischen Sprachgebrauch sind Verluste alle Soldaten, die den kämpfenden Einheiten nicht mehr zur Verfügung stehen. In den folgenden Aufstellungen werden ausschließlich Todesopfer aufgeführt.

#### Militärische Verluste
Weltweit waren mehr als 60 Millionen Soldaten unter Waffen, davon kamen nahezu 9 Millionen und damit 14 Prozent ums Leben, pro Tag etwa 6.000. Bei den Mittelmächten betrug das entsprechende Verhältnis etwa 25 Millionen Soldaten zu 3,5 Millionen Todesfällen, bei der Entente 40 Millionen zu 5 Millionen. Die Todesquote war in den Armeen unterschiedlich und schwankte zwischen 6 und 30 Prozent, wobei besonders hohe Zahlen die südosteuropäischen Länder und das Osmanische Reich aufwiesen. Dies lag daran, dass die hochgerüsteten westlichen Truppen gegen alle gängigen Krankheiten geimpft waren und dass es – abgesehen von der Spanischen Grippe – kaum mehr zu tödlich verlaufenden Seuchen unter den Soldaten kam. Bei den absoluten Todeszahlen wirken sich dagegen die unterschiedliche Intensität der Kriegsführung aus. Der Hauptgrund für die Zunahme von tödlichen Verwundungen gegenüber früheren Kriegen waren Artilleriegeschosse. Die Sterberate der Kriegsgefangenen lag mit 5 bis 10 Prozent deutlich niedriger als bei früheren Kriegen.
Unter den Verwundeten befanden sich zahlreiche mitunter bis zur Unkenntlichkeit entstellte Invaliden, die mit vorher unbekannten (Gesichts-)Entstellungen und Amputationen in ein Zivilleben entlassen wurden, das noch keine moderne Prothetik, berufliche und medizinische Rehabilitation kannte. Unzählige ehemalige Weltkriegssoldaten starben nach dem Kriegsende noch an den Folgen von Kriegsverletzungen und mitgebrachten Krankheiten in relativ niedrigem Lebensalter. Zu den Verwundeten müssen zahlreiche Kriegsdienstverweigerer hinzugezählt werden, die psychisch unfähig zum Militärdienst waren; sie wurden – zur „Aufrechterhaltung der Moral der Truppe“ – zu Gefängnisstrafen verurteilt und inhaftiert oder in Anstalten psychiatrisiert.
Die militärischen Todesfälle der wichtigsten Kriegsteilnehmer zeigt die folgende Tabelle (vgl. Tabelle Truppenstärke oben):
| Staat                | Kriegsteilnehmer insges. | Gefallene   | Prozent | Anmerkungen                                               |
| -------------------- | ------------------------ | ----------- | ------- | --------------------------------------------------------- |
| Deutschland          | 13,2 Mio.                | 2.037.000   | 15 %    |                                                           |
| Öst.-Ungarn          | 9 Mio.                   | 1.460.000   | 16 %    | inkl. Landwehren                                          |
| Osm. Reich           | 1,6 Mio.                 | 325.000     | 20 %    |                                                           |
| Bulgarien            | 600.000                  | 88.000      | 15 %    | Kriegseintritt 1915                                       |
| Russland             | 12–15 Mio.               | über 2 Mio. | 13–16 % | Kriegsaustritt Winter 1917/18                             |
| Frankreich           | 8,4 Mio.                 | 1,37 Mio.   | 16 %    |                                                           |
| Frz. Kolonialtruppen | 449.000                  | 78.000      | 17 %    |                                                           |
| Großbritannien       | 6,1 Mio.                 | 750.000     | 12 %    | ab 1916 Wehrpflicht                                       |
| Britische Kolonien   | 2,8 Mio.                 | 180.000     | 6 %     |                                                           |
| Belgien              | 292.000                  | 38.000      | 13 %    | geringe Mobilisierungsbasis wg. Besetzung                 |
| Serbien              | 750.000                  | 250.000?    | 33 %    |                                                           |
| Montenegro           | 50.000                   | 13.000      | 26 %    | Kapitulation Anfang 1916                                  |
| Japan                | 30.000                   | 1.000       | 3 %     |                                                           |
| Italien              | 4,3 Mio.                 | 460.000     | 11 %    | Kriegseintritt Mai 1915                                   |
| Portugal             | 100.000                  | 7.000       | 7 %     | Kriegseintritt 1916                                       |
| Rumänien             | 750.000                  | 250.000     | 33 %    | Kriegseintritt 1916; Waffenstillstand Ende 1917           |
| USA                  | 2,1 Mio.                 | 117.000     | 6 %     | Kriegseintritt 1917, ½ d. Verluste durch Spanische Grippe |
| Griechenland         | 230.000                  | 25.000      | 11 %    | offizieller Kriegseintritt 1917                           |

 Mittelmächte
 Entente

#### Zivile Verluste
Die zivilen Verluste scheinen mit ca. 6 Millionen Toten deutlich unter den militärischen zu liegen, doch ist die Zahl nur ein Annäherungswert. Für eine Reihe von Ländern liegen keine gesicherten Daten vor. Die Zivilbevölkerung wurde nicht in dem Maße in die Kriegsführung einbezogen wie im Zweiten Weltkrieg, so gab es Bombenangriffe gegen Städte vergleichsweise selten und hatten eher geringe Menschenopfer zur Folge. Ähnliches gilt für die noch eher seltenen Massenerschießungen von Zivilisten und ähnliche Verbrechen. In Russland lassen sich die zivilen Toten als Folge des Krieges von den Opfern von Revolution und Bürgerkrieg kaum trennen. Unmittelbar im Bürgerkrieg starben eine Million Menschen, wobei nach den noch heute zugrunde gelegten Berechnungen aus den 1930er und 1940er Jahren Russland zwischen 1914 und 1921 rund 30 Millionen Menschen verlor. Die Verluste an zivilen Leben im Weltkrieg sind vor allem auf die kriegsbedingte Mangelernährung zurückzuführen, die in Deutschland durch die britische Seeblockade verschärft wurde. Zu den Verlusten werden mitunter auch die gerade in europäischen Ländern während des Krieges stark gesunkenen Geburtenraten gezählt. Der Krieg verursachte einen dramatischen Rückgang der Bevölkerungszahlen vieler beteiligter Länder. In die Demografie Deutschlands und Frankreichs riss der Krieg eine tiefe Lücke und erzeugte eine noch nicht gekannte soziale Not bei Kriegswaisen und -witwen.
In den Jahren von 1918 bis 1920 raffte die Spanische Grippe in Europa Millionen von oft bereits zuvor durch den Krieg geschwächten Zivilisten und Soldaten hinweg, sie forderte zwischen 20 Millionen und 50 Millionen Menschenleben, Schätzungen reichen bis zu 100 Millionen. Damit starben an der Spanischen Grippe mehr Menschen als im Ersten Weltkrieg durch Kriegshandlungen. Die Schätzungen der Opferzahlen in Deutschland bewegen sich zwischen 209.000 und 300.000. Die schnelle und weltweite Ausbreitung der Pandemie muss nach allen Hypothesen zur geografischen Herkunft im Zusammenhang mit dem Kriegsgeschehen gesehen werden, wahrscheinlich wurde sie ab März 1918 vor allem über Ansteckungen in US-Army-Ausbildungslagern verbreitet und erreichte mit Truppentransporten im April 1918 Europa. Die Frontlinie quer durch Europa bremste die Ausbreitung von West nach Ost nicht.
Die zivilen Verluste der wichtigsten Kriegsteilnehmer zeigt die folgende Tabelle:
| Staat                 | Bevölkerung in Mio. | Tote      | Prozent | Anmerkungen                         |
| --------------------- | ------------------- | --------- | ------- | ----------------------------------- |
| Deutschland           | 67,8                | 700.000?  | 1 %     | v. a. Hungertote                    |
| Öst.-Ungarn           | 52,6                | 400.000?  | 1 %     | v. a. in Polen                      |
| Osm. Reich            | 17,0                | 2.000.000 | 12 %    | v. a. Armenier                      |
| Bulgarien             | 4,7                 | 300.000?  | 6 %     |                                     |
| Russland              | 164,0               | ?         | ?       | (keine gesicherten Daten vorhanden) |
| Frankreich            | 39,0                | 300.000   | 1 %     | Tote v. a. im Frontgebiet           |
| Französische Kolonien | 52,7                | —         |         |                                     |
| Großbritannien        | 46,1                | 600.000   | 1 %     | inkl. Irland                        |
| Britische Kolonien    | 342,2               | —         |         |                                     |
| Belgien               | 7,6                 | 50.000    | 1 %     |                                     |
| Serbien               | 3,1                 | 300.000?  | 10 %    |                                     |
| Montenegro            | 0,2                 | ?         |         |                                     |
| Japan                 | 53,0                | —         |         |                                     |
| Italien               | 36,0                | 700.000   | 2 %     |                                     |
| Portugal              | 6,1                 | —         |         |                                     |
| Rumänien              | 7,6                 | 300.000?  | 4 %     |                                     |
| USA                   | 98,8                | —         |         |                                     |
| Griechenland          | 4,9                 | —         |         |                                     |

 Mittelmächte
 Entente

### Zerstörungen und Kriegskosten

Kriegszerstörte Gebiete (Zone Rouge) in Nord- und Ost-Frankreich

Die besonders schwer umkämpften Gebiete in Nordfrankreich (Zone rouge) und Belgien waren im Krieg größtenteils zerstört worden. Die Kosten für den Wiederaufbau wurden auf etwa 100 Milliarden Francs geschätzt.
Die Annahme der Sieger, die Kriegskosten durch Reparationen refinanzieren zu können, erwies sich als Illusion. Großbritannien wurde vom größten Gläubiger der Welt zu einem der größten Schuldner. Für Deutschland endete der Krieg in einer gigantischen Inflation, die Siegermächte wurden zu Schuldnern der USA. Europa hatte seine weltbeherrschende Stellung durch den Krieg verloren.
Die gesamten direkten Kriegsausgaben betrugen 1914 bis 1918 1016 Milliarden Goldmark. 268 Milliarden davon entfielen auf das Britische Empire, 194 auf Deutschland, 134 auf Frankreich, 129 auf die USA, 106 auf Russland, 99 auf Österreich-Ungarn und 63 Milliarden auf Italien. Im Wesentlichen – mit Ausnahme Großbritanniens – wurden sie durch Kriegsanleihen und Geldschöpfung aufgebracht.
Allein in Deutschland betrugen die kriegsbedingten Ausgaben bis 1916 pro Tag ungefähr 60 bis 70 Millionen Mark. Danach kam es zu enormen Steigerungen infolge verstärkter Rüstungsanstrengungen, insbesondere gemäß dem Hindenburg-Programm. Nur ein geringer Teil der Kriegskosten konnte durch Steuereinnahmen finanziert werden, rund 87 % blieben ungedeckt. Die Reichsschuld stieg daher um 145,5 Milliarden Mark.

## Nachwirkungen
Der Erste Weltkrieg gilt manchen Autoren als „Epochenschwelle“. Durch ihn ordneten sich die internationalen Beziehungen neu. Er zerstörte bestehende gesellschaftliche Ordnungsvorstellungen und in den meisten der besiegten Staaten die nationalen politischen Systeme. Der Krieg nahm die gesamte Gesellschaft eines Staates in Anspruch, er ließ keinen Lebensbereich unberührt und änderte somit die Lebensumstände der Menschen gravierend. „Der Krieg […] wirkte als eine Art ‚Veränderungsraum‘, innerhalb dessen alte Ordnungen delegitimert werden konnten und neue möglich wurden.“

### Friedensverträge

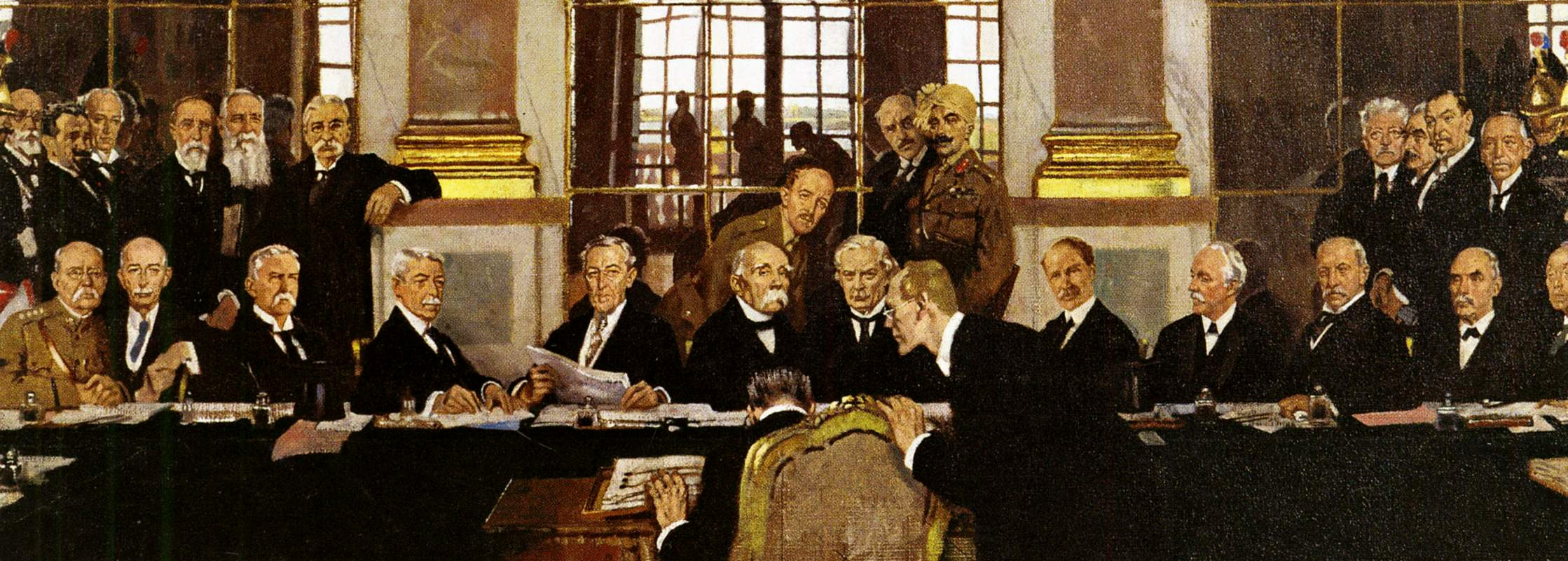
William Orpen: The Signing of Peace in the Hall of Mirrors (Ausschnitt). Die Vertreter der Siegermächte, während Johannes Bell für Deutschland am 28. Juni 1919 den Friedensvertrag unterzeichnet

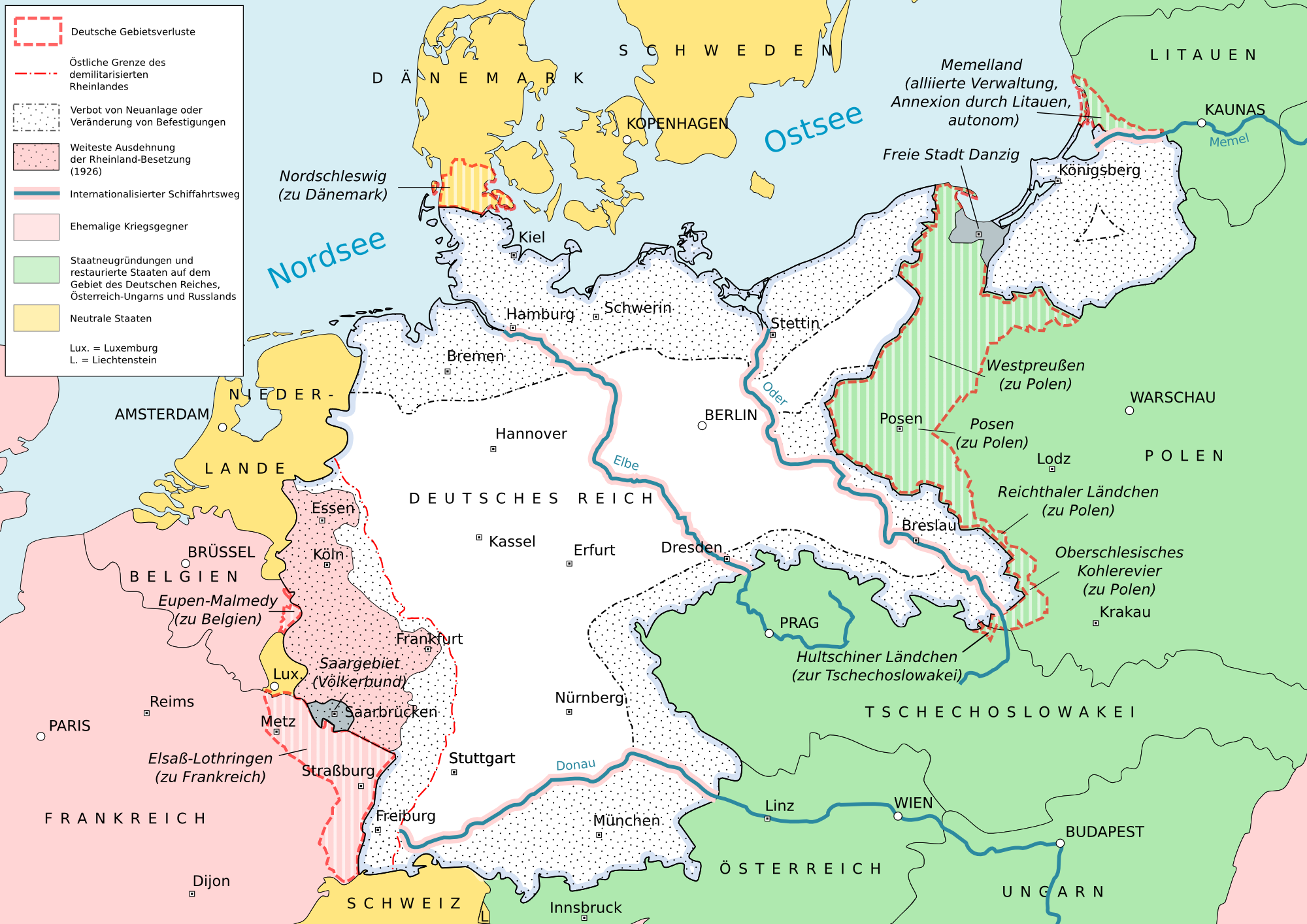
Deutsche Gebietsverluste durch den Versailler Vertrag in Europa

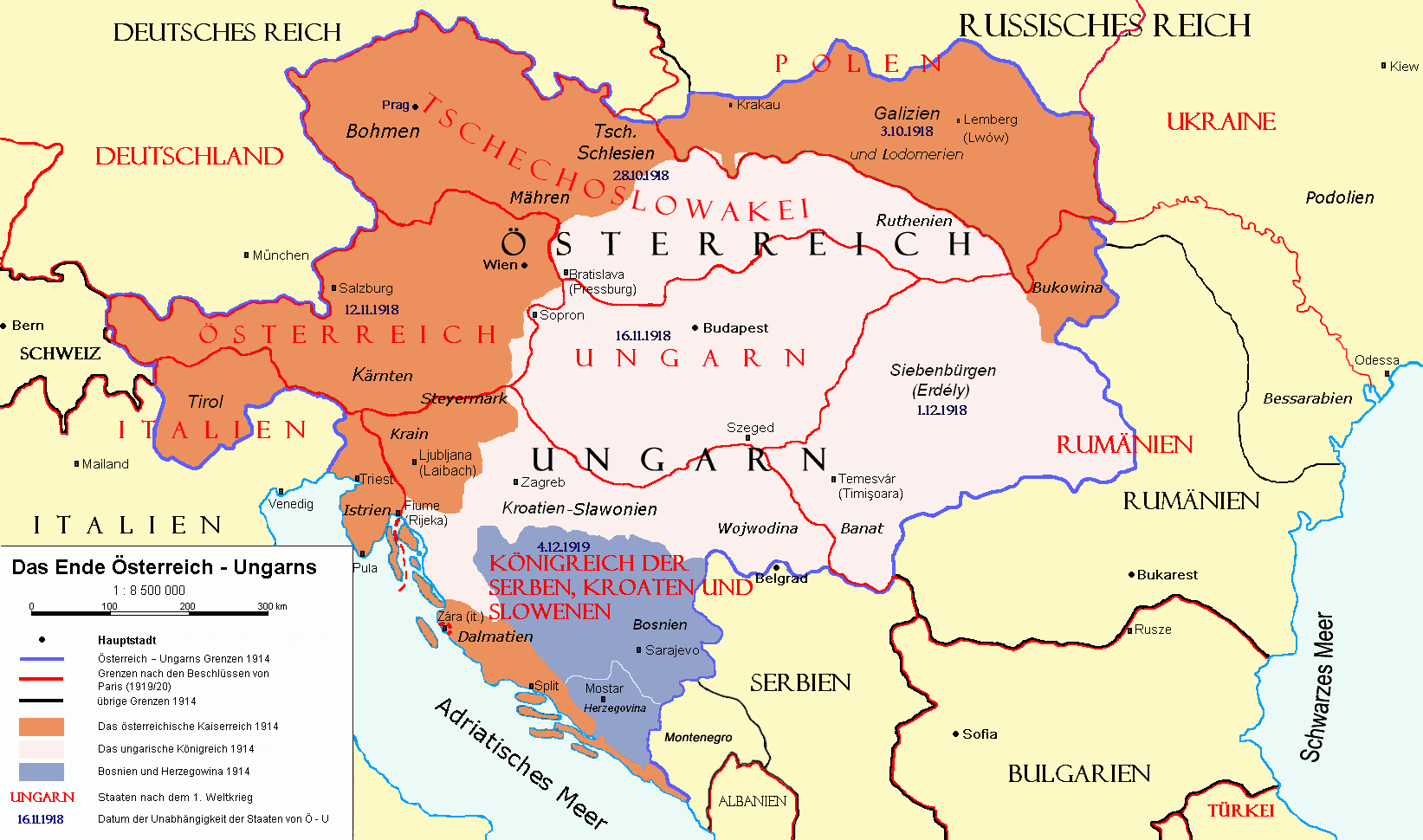
Karte der territorialen Aufteilung Österreich-Ungarns nach den Pariser Vorortverträgen

Die nach dem Krieg zu vertraglichen Regelungen anstehenden Fragen wurden im Rahmen der Pariser Vorortverträge entschieden. Am 18. Januar 1919 begann die Pariser Friedenskonferenz, nicht zufällig am deutschen Reichsgründungstag. Die Verhandlungen fanden überwiegend geheim und bis zur Vorlage der Vertragsentwürfe in Abwesenheit von Bevollmächtigten der Besiegten sowie Russlands statt. Der darauffolgende ausschließlich schriftliche Austausch mit den Besiegten erfolgte durch den am 24. März 1919 gebildeten Rat der Vier, dem nur noch die Ministerpräsidenten der europäischen Siegermächte Frankreich, Großbritannien und Italien sowie der Präsident der Vereinigten Staaten angehörten. Wiederum nicht zufällig wurde der Vertragsentwurf zum Versailler Vertrag an die deutschen Vertreter am 7. Mai 1919, dem vierten Jahrestag der Versenkung der Lusitania übergeben.
Der Versailler Vertrag beantwortet in Artikel 231 die Kriegsschuldfrage insofern, als Deutschland und seine Verbündeten „Urheber aller Verluste und aller Schäden“ seien, was in Deutschland ganz überwiegend als „Kriegsschuldlüge“ aufgefasst wurde, Revisionsabsichten und Geschichtsrevisionismus zur Folge hatte und dazu beitrug, die innenpolitische Atmosphäre in der jungen Weimarer Republik zu vergiften. Tatsächlich war jedoch der moralische Begriff „Schuld“ im Vertragstext nicht enthalten, sodass ein offizielles Schuldeingeständnis nicht erforderlich war. In erster Linie aufgrund der deutschen Insistenz auf diese Frage wurde er jedoch in eine Mantelnote aufgenommen, die am 16. Juni 1919 mit dem endgültigen Vertragstext überreicht wurde, aber kein Bestandteil des Vertrages war. Hierin heißt es: Die „Regierenden Deutschlands“ hätten beabsichtigt

„[…] ihre Vorherrschaft mit Gewalt zu begründen. Sobald ihre Vorbereitungen vollendet waren, haben sie einen in Abhängigkeit gehaltenen Bundesgenossen [Österreich-Ungarn] dazu ermuntert, Serbien innerhalb von achtundvierzig Stunden den Krieg zu erklären. Von diesem Kriege […] wussten sie recht wohl, er könne nicht lokalisiert werden und würde den allgemeinen Krieg entfesseln. Um diesen allgemeinen Krieg doppelt sicher zu machen, haben sie sich jedem Versuche der Versöhnung und Beratung entzogen, bis es zu spät war […] Indessen beschränkt sich die Verantwortlichkeit nicht auf die Tatsache, den Krieg gewollt und entfesselt zu haben. Deutschland ist in gleicher Weise für die rohe und unmenschliche Art, auf die er geführt wurde, verantwortlich.“

Dabei wurden die Kriegsgräuel beim Einmarsch in Belgien, der erstmalige Einsatz von Giftgas sowie die Eröffnung des Luft- und U-Boot-Krieges genannt und am Schluss explizit der „verbrecherische[n] Charakter des von Deutschland angefangenen Krieges“ und die „barbarische[n] Methode, welche Deutschland in der Durchführung des Krieges angewandt hat“, betont.
Die Höhe der deutschen Reparationszahlungen blieb zunächst offen. Die Reparationskommission einigte sich auf 226 Milliarden Goldmark, reduzierte sie im April 1921 auf 132 Milliarden Goldmark, die entsprechend dem Londoner Zahlungsplan von 1921 mit jährlich 2 Milliarden Goldmark und 26 Prozent aller deutscher Ausfuhrerlöse (etwa eine Milliarde Goldmark) bezahlt werden sollten. Die immense deutsche Reparationsschuld war unter anderem durch das historische Novum entstanden, dass entsprechend den Forderungen von Lloyd George und der Ministerpräsidenten der Dominions Militärpensionen und die finanzielle Unterstützung von Kriegsbeschädigten sowie Hinterbliebenen zu den wiedergutmachungspflichtigen Kriegsschäden zählten. Revisionen des Zahlungsplans erfolgten 1924 mit dem Dawes-Plan und 1929 mit dem Young-Plan, 1932 wurden die Zahlungen zunächst eingestellt. Die 1930 zur Zahlung aufgenommene Young-Anleihe wurde nach dem Londoner Schuldenabkommen von 1953 bis etwa 1988 zurückgezahlt, eine letzte Rate aufgelaufener Schulden erst im Jahre 2010.
Deutschland musste Gebiete im Umfang von 70.570 km² und Einwohnerverluste von 7,3 Millionen Einwohnern hinnehmen sowie alle Kolonien abgeben, der Vertrag bekräftige die auf 15 Jahre befristete Rheinlandbesetzung und eine daran anschließende zehn Kilometer tiefe entmilitarisierte Zone. Ein Anschluss Österreichs an Deutschland wurde unter den Vorbehalt des Völkerbundrates gestellt.
Hinzu traten Rüstungsbeschränkungen wie die Abschaffung der allgemeinen Wehrpflicht, Auflösung des Generalstabes, Schleifung der Festungen in der neutralen Zone, Verbot moderner Waffen (Panzer, U-Boote, Luftwaffe), Reduzierung des Landheers auf 100.000 und der Marine auf 15.000 Mann.
Deutsche Gegenvorschläge lehnten die Sieger ab. Vom 16. bis zum 22. Juni 1919 kam es zu dramatischen und ununterbrochenen Beratungen der relevanten politischen Gremien, die Regierung Scheidemann trat am 19./20. Juni zurück, am 21. Juni versenkte sich die deutsche Hochseeflotte anlässlich der Friedensbedingungen. Die Nationalversammlung nahm angesichts der ultimativen Haltung der Siegermächte tags darauf, am 22. Juni 1919, mit 237 gegen 138 Stimmen bei 6 Enthaltungen den Vertrag an, sodass die Regierung Bauer am 28. Juni 1919 den Versailler Vertrag ohne Abstriche unterzeichnen musste.
Die Vorortverträge mit Österreich (Vertrag von Saint-Germain) und Ungarn (Vertrag von Trianon) sowie mit Bulgarien (Vertrag von Neuilly-sur-Seine) und der Türkei (Vertrag von Sèvres) folgten in vielem dem Modell des Versailler Vertrages: keine mündlichen Verhandlungen mit den Besiegten und deren vorläufiger Ausschluss aus dem Völkerbund sowie Rüstungsbeschränkungen, Gebietsabtretungen und hohe Reparationen. Den relativ größten Gebietsverlust erlitt Ungarn. Da der US-Senat am 18. November 1919 die Ratifizierung des Versailler Vertrages und die damit verbundene Mitgliedschaft im Völkerbund ablehnte, schlossen die Vereinigten Staaten unter anderem mit dem Berliner Vertrag bilaterale Verträge mit dem Deutschen Reich, Österreich und Ungarn, was Hoffnungen auf eine generelle Revision nährte. Der Vertrag mit der Türkei trat nicht in Kraft, da die Revolutionsbewegung Mustafa Kemals im Rahmen des Türkischen Befreiungskrieges die türkische Regierung absetzte. Die Revision des Pariser Friedensvertragswerks – unter anderem durch den Vertrag von Lausanne – wurde somit mit dem zuletzt unterzeichneten Vertrag eingeleitet.

### Veränderungen der politischen Landkarte
Der Erste Weltkrieg bewirkte erhebliche Veränderungen in der politischen Landkarte vor allem Europas. So entstanden aus Österreich-Ungarn und dem Russischen Kaiserreich die Staaten Finnland, Lettland, Litauen, Estland, die Zweite Polnische Republik, die Erste Tschechoslowakische Republik, Ungarn, Österreich und Sowjetrussland. Außerdem bildeten sich kurzlebige Staaten wie zum Beispiel die Ukrainische Volksrepublik, die Weißrussische Volksrepublik, die Demokratische Republik Aserbaidschan, die Demokratische Republik Georgien und die Demokratische Republik Armenien. Ende 1922 schlossen sich die Sowjetrepubliken zur Union der Sozialistischen Sowjetrepubliken (Sowjetunion, UdSSR) zusammen. Aus dem Zusammenschluss des Königreichs Serbien und des Königreichs Montenegro mit Teilen Österreich-Ungarns bildete sich das Königreich Jugoslawien.
Aus dem Osmanischen Reich gingen die Türkei sowie verschiedene Völkerbundmandate hervor, so das Völkerbundmandat für Syrien und Libanon an Frankreich, das Britische Mandat Mesopotamien (aus dem 1932 das Königreich Irak entstand) und das Völkerbundsmandat für Palästina an Großbritannien. Auch die deutschen Kolonien gingen in Völkerbundmandate über, lediglich in Namibia, dem ehemaligen Deutsch-Südwestafrika, besteht heute noch eine nennenswerte deutsche Minderheit. Die Kolonialreiche und Einflusszonen der Briten und jene der Franzosen erreichten nach dem Ersten Weltkrieg ihre maximale Ausdehnung.

### Nahostkonflikt

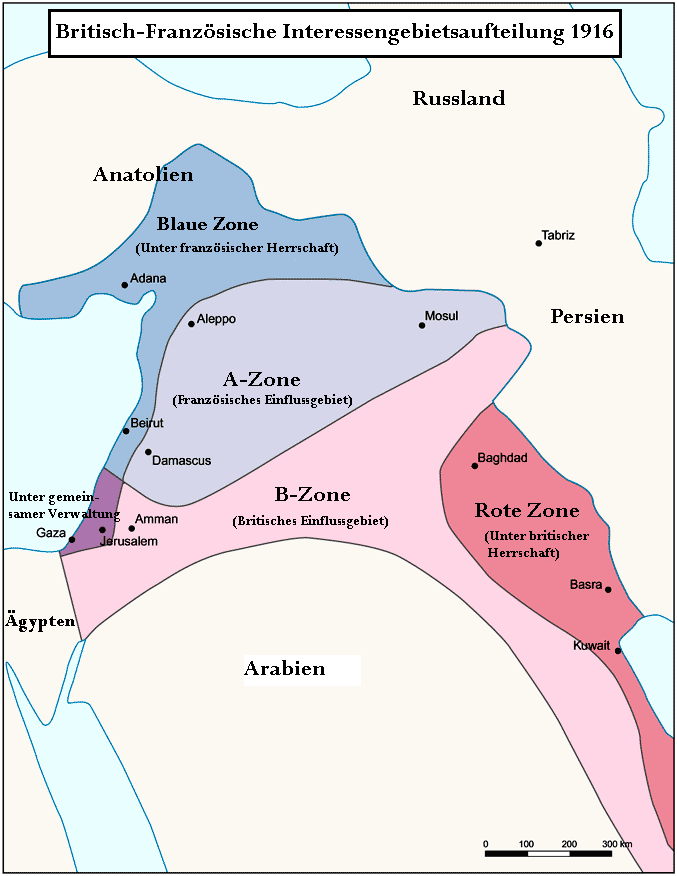
Interessensphären im Nahen Osten nach dem Sykes-Picot-Abkommen

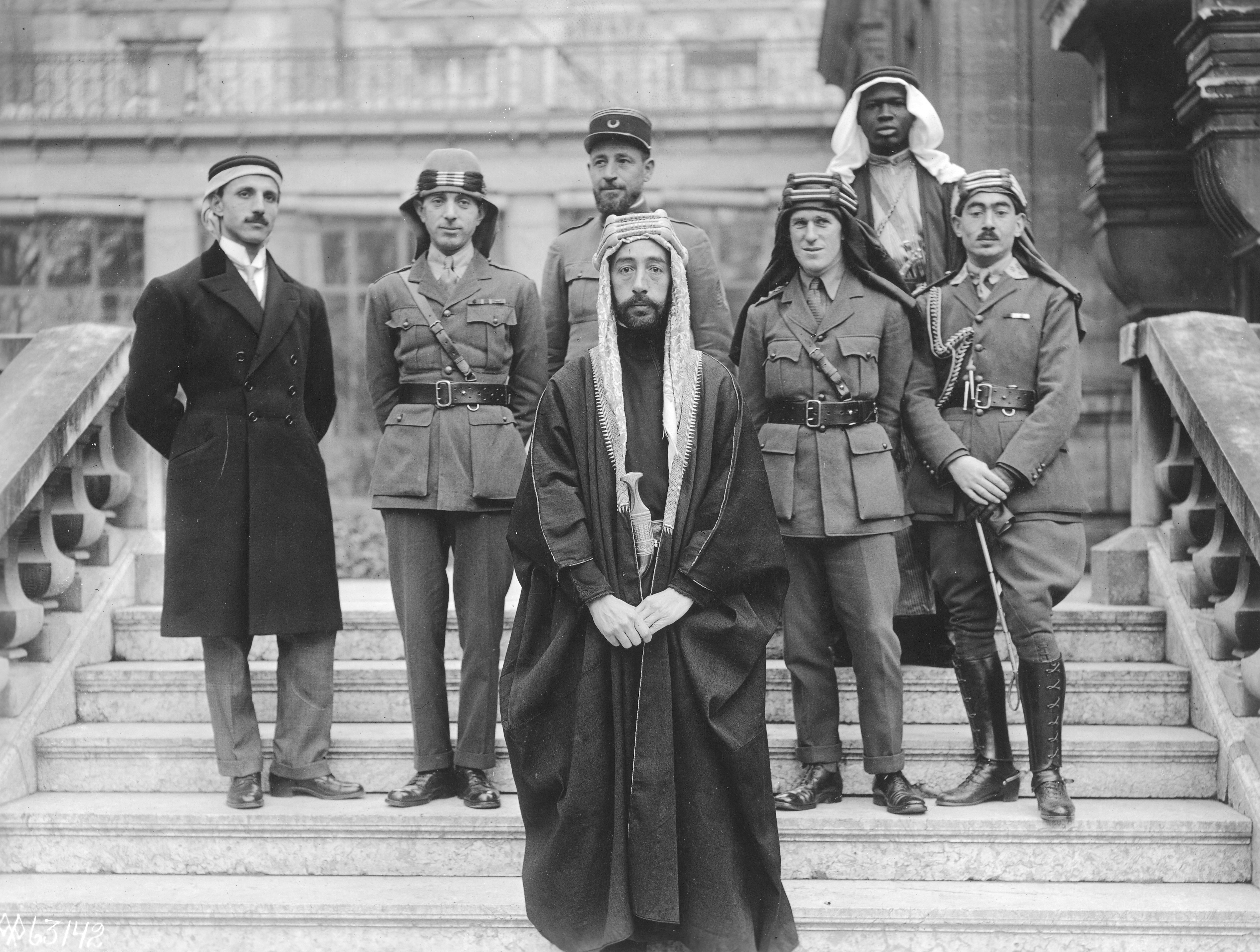
Faisals Delegation auf der Pariser Friedenskonferenz

Der Nahostkonflikt ist zumindest „im weitesten Sinne ein Produkt des Ersten Weltkrieges“. Auf der Suche nach Verbündeten verteilten die Briten die erhoffte Kriegsbeute Palästina dreimal. Die Versprechungen und Vereinbarungen der Hussein-McMahon-Korrespondenz, des Sykes-Picot-Abkommens und der Balfour-Deklaration schlossen sich dabei faktisch aus.
In der erst 1939 bekannt gewordenen „Hussein-McMahon-Korrespondenz“ versprach der britische Hochkommissar in Ägypten, Sir Henry McMahon, dem Scherifen von Mekka, Hussein ibn Ali, ein Großarabisches Reich, was McMahon vor allem im Schreiben vom 24. Oktober 1915 formulierte: Großbritannien sei „bereit, die Unabhängigkeit der Araber anzuerkennen und zu unterstützen innerhalb der Länder, die in den vom Scherif von Mekka vorgeschlagenen Grenzen liegen“. Die Briten erklärten später, der Scherif habe den Vertrag nicht erfüllt, da die Arabische Revolte nicht der versprochene allgemeine Aufstand gewesen sei.
Tatsächlich war Großbritannien nie bereit gewesen, ein Großarabisches Reich zu akzeptieren, wie es im Sykes-Picot-Abkommen vom 16. Mai 1916 deutlich wurde. In diesem Vertrag grenzten Frankreich und Großbritannien ihre Interessensphären ab, die Briten wollten dabei eine Einflusszone vom Mittelmeer bis zum heutigen Irak schaffen. Palästina sollte – abgesehen von Haifa (britisch) – unter internationale Kontrolle kommen. Der den Arabern kurz zuvor zugesagte Staat solle in eine französische Einflusszone im Norden und eine britische im Süden aufgeteilt werden.
Die Balfour-Deklaration vom 2. November 1917, abgegeben in einem Brief des britischen Außenministers Balfour an den Präsidenten der Zionistischen Weltorganisation, Walter Rothschild, sagte schließlich die Unterstützung der britischen Regierung für die Errichtung einer nationalen Heimstätte in Palästina für das jüdische Volk zu, was als unerhörter diplomatischer Erfolg für die jüdische Organisation interpretiert wurde. Am 3. Januar 1919 schloss Husseins Sohn Faisal auf der Pariser Friedenskonferenz mit dem späteren Präsidenten der Zionistischen Weltorganisation, Chaim Weizmann, das Faisal-Weizmann-Abkommen, in dem Faisal die grundsätzliche Zustimmung der arabischen Seite zu einem jüdischen Staat zusagte, falls die arabische Unabhängigkeit anerkannt würde. Die Zusagen der alliierten Mächte an die Araber, insbesondere jene der anglo-französischen Erklärung vom 7. November 1918, wurden jedoch in der Folge nur zum Teil umgesetzt.
Die Interessengegensätze führten schon am 4. April 1920 zu ersten anti-jüdischen Aktionen in Jerusalem (Nabi-Musa-Unruhen). Palästina wurde Großbritannien offiziell am 24. Juli 1922 vom Völkerbund als Mandatsgebiet übergeben, wobei im Mandatstext die Balfour-Deklaration trotz Bedenken beispielsweise seitens Außenminister Curzon wörtlich übernommen wurde. Die Zusammenstöße zwischen Juden und Arabern häuften sich, 1929 erhielten die Konflikte erstmals die Qualität von Massakern (Massaker von Hebron).

### Untersuchungsausschuss und Kriegsverbrecherprozesse
Die Weimarer Nationalversammlung konstituierte am 21. August 1919 einen Untersuchungsausschuss, der die Vorgänge, die zum Ausbruch, zur Verlängerung und zum Verlust des Krieges geführt hatten, aufarbeiten sollte. Im Zuge der Diskussion um die Auslieferungs- und Kriegsschuldfrage wurde von den Konservativen schon die Existenz des Ausschusses an sich heftig kritisiert. Die parteipolitische Struktur des Ausschusses führte dazu, dass sich der Mehrheitswille schnell auf die Seite der von Anfang an starken Kräfte verlagerte, die an einer Aufklärung der Fragestellung kein Interesse hatten. Der Ausschuss hatte im Ergebnis nur funktionalen Charakter für die offizielle deutsche Außenpolitik.
Am 3. Februar 1920 überreichten die Alliierten dem Vorsitzenden der deutschen Friedensdelegation Kurt von Lersner eine alliierte Note, in der die Auslieferung von etwa 900 deutschen mutmaßlichen Kriegsverbrechern verlangt wurde. Lersner verweigerte zunächst aus Protest die Weitergabe an die Reichsregierung und drohte mit Rücktritt. Reichskanzler Gustav Bauer distanzierte sich öffentlich von der Haltung Lersners, die offizielle Übergabe des Auslieferungsverlangens erfolgte sodann am 7. Februar 1920. Überraschend rückten die Alliierten in einer Note vom 16. Februar 1920 vom Auslieferungsverlangen ab und erklärten sich damit einverstanden, dass gegen die Beschuldigten in Deutschland selbst das Verfahren durchgeführt werde, wobei sie sich Kontrollrechte vorbehielten und gegebenenfalls die Verfahren wieder an sich zu ziehen wollten. Gründe für das Nachgeben der Alliierten waren der „klassen- und parteiübergreifende“ Widerstand gegen das Auslieferungsverlangen in Deutschland und die seit November 1918 deutlich zugenommenen Differenzen zwischen den Alliierten.
Schon zuvor, am 15. Januar 1920 war eine erste alliierte Note an die niederländische Regierung ergangen, Wilhelm II. auszuliefern. Die Niederlande lehnten das Ansinnen ab, da sie keine Vertragspartei des Friedensvertrages seien, es vor dem Krieg kein Statut über Verbrechenstatbestände und deren Bestrafung gegeben habe und die Gewährung von Asyl Ausdruck fundamentaler Rechtsüberzeugung und jahrhundertelange Tradition sei.
Im Rahmen des Londoner Ultimatums vom 5. Mai 1921 monierten die Alliierten unter anderem, dass es bisher keine Aburteilung der Kriegsverbrecher gegeben habe. Die Reichsregierung konnte zu diesem Punkt darauf verweisen, dass die Prozesse vor dem Reichsgericht in Leipzig ab Mai 1921 erfolgen werden. Zwischen 1921 und 1931 befassten sich Reichsgericht und Reichsanwaltschaft mit Verfahren gegen sogenannte „Kriegsbeschuldigte“. Die meisten Fälle wurden in nichtöffentlicher Sitzung durch Beschluss oder vom Oberreichsanwalt durch Verfügung eingestellt, es kam lediglich zu 17 Verfahren mit sieben Verurteilungen. Die öffentlichen Verfahren wurden nach zwei Noten der Alliierten schon im Jahre 1922 ausgesetzt. In den Noten kritisierten die Alliierten die Arbeit des Reichsgerichtes und kündigten an, nicht mehr mit den deutschen Gerichten zusammenzuarbeiten und Abwesenheitsverfahren durchzuführen. Auf ein Auslieferungsverlangen gemäß Art. 228 des Versailler Vertrages verzichteten die Alliierten jedoch. In Frankreich und Belgien fanden 493 Abwesenheitsverfahren statt, bei allen Verurteilungen im Ausland stellte die Reichsanwaltschaft auf Empfehlung des Auswärtigen Amtes die Verfahren in Deutschland ein. Lediglich die Verurteilung zweier Offiziere von U 86 wegen der Erschießung von Schiffbrüchigen des Lazarettschiffes Llandovery Castle hatte weitere Wirkungsgeschichte auf das Völkerrecht, da das Reichsgericht in diesem Fall ausnahmsweise ausdrücklich feststellte: wenn ein „Befehl sich offenkundig, für jedermann, auch den Untergebenen, zweifelsfrei als verbrecherisch darstellt“, dann trage der Befehlsempfänger die strafrechtliche Verantwortung und könne sich nicht auf Handeln auf Befehl berufen.
„Obwohl qua Gesetz zu ihrer Verfolgung verpflichtet, zeigten Reichsanwaltschaft und Reichsgericht nur sehr wenig Neigung, hinreichend tatverdächtige Kriegsverbrecher ernsthaft in Bedrängnis zu bringen […] Sicherlich läßt sich keine direkte Verbindung zwischen dem deutschen Verhalten in Belgien 1914 und in der Sowjetunion ab 1941 herstellen […] Dennoch gibt es Parallelen in der Bereitschaft zur Hinnahme rechtlich entgrenzter Kriegsgewalt, und sie findet sich auch dort, wo der Krieg kein erklärter Vernichtungskrieg war.“
Das Scheitern der Leipziger Prozesse sollte die Alliierten ab 1943 (Moskauer Deklaration) darin bestärken, die Strafverfolgung der NS-Verbrechen – unter anderem im Rahmen der Nürnberger Prozesse – zunächst selbst in die Hand zu nehmen.

### Einfluss auf Faschismus und Nationalsozialismus
Der Nationalsozialismus und der italienische Faschismus bezogen wesentliche Teile ihrer besonderen Prägung und ihrer Legitimation aus dem Ersten Weltkrieg.

„Ohne den Ersten Weltkrieg und dessen Hinterlassenschaft ist das Dritte Reich nicht denkbar. Die Popularität des Nationalsozialismus hatte entscheidende psychologische Wurzeln, die ohne dieses Vermächtnis nicht erklärt werden können. Das gleiche gilt auch für seine Fähigkeit, die Erinnerung an den Weltkrieg und das durch dieses zweifelsohne hervorgerufene Trauma zu beeinflussen und für politische Zwecke zu instrumentalisieren […] Das galt vor allem für die Ansicht, dass Deutschland durch die Niederlage von 1918 in einer fortdauernde Katastrophe geworfen worden sei. In den Augen Hitlers und der Führungsriege des Regimes war der Zweite Weltkrieg das unerledigte Vermächtnis des Ersten.“

Die Mehrheit der Deutschen konnte die Niederlage weder akzeptieren noch verstehen, so fiel das von Nationalsozialisten kultivierte, verfälschte Bild des Ersten Weltkriegs und der Gründe der Niederlage auf fruchtbaren Boden. Die Niederlage erklärte sich in diesem Muster mit den revolutionären Aktivitäten linker Parteien und vor allem mit einer rassistischen Variante der Dolchstoßlegende („Versagen der Heimat“), die das „Weltjudentum“ verantwortlich machte.

„Seit 1933 wurde [diese] Interpretation des Krieges zur Grundlage der politischen und ideologischen Formierung des neuen Deutschland: Der Krieg nicht als Lehrmeister des Friedens, sondern als Lehrmeister des nächsten Krieges und der Vorbereitung darauf, so kann man diese Deutungen zusammenfassen, die 1919 einsetzten und bis 1945 reichten – ja selbst darüber hinaus, indem noch bis weit in die Bundesrepublik hinein ‚Versailles‘ als Legitimation für den Zweiten Weltkrieg herangezogen wurde.“

Noch mehr als jene der Westfront hinterließen die Ostfronterfahrung und die Ambitionen der Militärverwaltung Ober Ost ein „schicksalträchtiges Vermächtnis“ und einen „radikalisierten Mythos“, den die Nationalsozialisten „im Rahmen ihrer ideologischen und außenpolitischen Zielsetzungen in gewalttätiges Handeln“ umsetzten. Die Ziele Hitlers gingen in diesem Zusammenhang weit über die Korrektur des Ersten Weltkriegs hinaus: In einer rassistischen Utopie war der permanente Kampf im Osten unvermeidlich und erstrebenswert: „Die ‚Lehren‘ der Ostfront wurden […] von der nationalsozialistischen Bewegung aufgegriffen und mit ihren antisemitischen Dogmen zu einem schrecklichen neuen Plan für den Osten verknüpft, dessen Realisierung im bevorstehenden Zweiten Weltkrieg erfolgen sollte.“
Italien, das zu den Siegermächten gehörte, litt dagegen unter dem „Hochmut, mit dem es von den Alliierten behandelt wurde und andererseits an der Unzufriedenheit über die errungenen Kriegsgewinne […] Die Enttäuschungen schufen ein Klima der Frustration, das sich in der Parole vom ‚verstümmelten Sieg‘ verdichtete.“ Die Italienische Regentschaft am Quarnero (1919/20) – geprägt durch Gabriele D’Annunzio – gilt als erstes präfaschistisches System, es nahm wesentliche Elemente des Nationalsozialismus und des italienischen Faschismus vorweg und gab den Wegweiser für einen „modernen Politikstil“, der auf die Einbeziehung der Massen und deren Manipulation setzt. Benito Mussolini und seine Nationale Faschistische Partei nutzten dabei vor allem die massive Enttäuschung der vom Krieg besonders hart getroffenen ländlichen und kleinbürgerlichen Unterschichten. Die gesellschaftliche Akzeptanz der durch Illegalität und Gewaltanwendung gekennzeichneten faschistischen Machtübernahme wird nicht zuletzt auf die Kriegserfahrung zurückgeführt.

## Aufarbeitung und Rezeption
„Im zeitgenössischen Empfinden und in vielen Ländern noch heute bleibt dieser Krieg wegen seiner Dauer, seiner Intensität in wirtschaftlicher, technischer und intellektueller Hinsicht und nicht zuletzt wegen der zahllosen Opfer unter den Soldaten der ‚große Krieg‘, ‚the Great War‘, ‚la Grande Guerre‘“ und la Grande Guerra. Speziell in Deutschland liegen die Erinnerungen an den Ersten Weltkrieg im Schatten des Zweiten Weltkrieges, zum einen wegen des Zivilisationsbruchs, den das nationalsozialistische Regime im Zuge des Ostfeldzugs und des Holocaust angerichtet hat. Zum anderen kam es im Ersten Weltkrieg nur zu vergleichsweise geringen materiellen Schäden auf deutschem Staatsgebiet.
Schon Jahre vor dem Kriegsausbruch 1914 war in der deutschen Literatur vom kommenden „Weltkrieg“ die Rede, so im Jahr 1904 erschienenen antibritischen Roman „Der Weltkrieg. Deutsche Träume“ von August Niemann. Der Begriff Erster Weltkrieg wurde erstmals von Ernst Haeckel schon im September 1914 verwandt, er oder First World War tauchten zudem vereinzelt in weiteren Veröffentlichungen um 1920/21 auf und ist insofern nur eingeschränkt als Retronym zu bezeichnen.

### Historische Forschung
Der Erste Weltkrieg zählt in der Geschichtswissenschaft zu den wichtigsten Themen der Neueren Geschichte. Die „Weltkriegsforschung“ stellt ein Gebiet dar, in dem sich allgemeine Forschungstendenzen widerspiegeln: Seit Mitte der 1980er Jahre hat sich die Forschung vermehrt der Alltagsgeschichte, der Erlebnisebene des „kleinen Mannes“ zugewandt, „um die bisherige Dominanz der Elitenforschung aufzubrechen und eine Geschichte der Gesellschaft im Kriege auch von unten zu unterfüttern.“
„Kreisten die Fragen bis in die 1960er-Jahre um die Politikgeschichte, wurde diese zunehmend von sozialgeschichtlichen Schwerpunkten abgelöst. Seit Mitte der 1990er-Jahre dominieren Studien, die sich der Erfahrungsgeschichte verpflichtet sehen oder den Repräsentationen des Krieges nachspüren. Mittlerweile ist dabei ein disparates und ausdifferenziertes Forschungsfeld entstanden, in dem sozial- und kulturgeschichtliche Aspekte zusammengeführt werden.“ Die Historiographie der Mentalitäten wird zudem seit einiger Zeit modifiziert durch die auch im internationalen Maßstab dominierende „Kriegskultur“-Forschung. In diesem Thema fließen Mentalitäten, Erfahrungswelten, Propaganda und Ideologie wieder stärker zusammen als in der reinen „Erlebnis“-Forschung. Besondere Beachtung findet dabei der „Mythos des Kriegserlebnisses“. In diesem Prozess hat sich die Militärgeschichtsschreibung an die allgemeine Geschichtswissenschaft angenähert.

#### Generelle Bedeutung des Krieges
Der Erste Weltkrieg wird als „Epochenschwelle“, „Urkatastrophe“ und politisch-kultureller „Veränderungsraum“ bezeichnet, der mit einer Delegitimation alter und der Ermöglichung neuer Ordnungen einherging. Der Krieg brachte einen Umbruch der internationalen Beziehungen, den Auftritt der neuen führenden Mächte Sowjetunion und USA sowie den Abstieg Europas als Welt- und Ordnungsmächte. Weitgehend Einigkeit besteht dabei in der Forschung darüber, dass der Erste Weltkrieg – wie es der US-amerikanische Diplomat und Historiker George F. Kennan ausdrückte – politisch die „Urkatastrophe des 20. Jahrhunderts“ war. Er war ein Ereignis, das sich fatal auf die weitere Geschichte Europas auswirkte: Oktoberrevolution, Stalinismus, Faschismus, Nationalsozialismus und schließlich der Zweite Weltkrieg sind ohne die Erschütterungen des Ersten Weltkrieges nicht denkbar. Einige Historiker fassen die Jahre von 1914 bis 1945 als zweiten Dreißigjährigen Krieg zusammen und beschreiben die Zeit der Weltkriege als Katastrophenzeit der deutschen Geschichte. Der Krieg wird zudem als politischer, wirtschaftlicher und struktureller Zusammenbruch des bisherigen Europas gesehen: „Damit meinen wir das Scheitern der Funktionsfähigkeit des Systems der Großen Mächte, das Scheitern ihres außenpolitischen Zusammenspiels, auf dem ja ein wesentlicher Teil ihrer Weltgeltung beruhte. Die einen sehen dieses Scheitern bereits im Kriegsausbruch, die anderen in der Unfähigkeit, diesen Krieg rechtzeitig und ohne äußere Hilfe zu beenden.“ Hatte Europa 1913 noch 43 Prozent Anteil an der Weltproduktion, so waren es zehn Jahre später, 1923, nur noch 34 Prozent. Weiterhin werden gravierende innenpolitische, gesellschaftliche und (weitere) wirtschaftliche Folgen sowie „geistige“ und sozio-kulturelle Veränderungen genannt. Der Krieg zerstörte oder veränderte bestehende gesellschaftliche Normen und Regeln und politische Ordnungsvorstellungen. Keine Einigkeit besteht jedoch zur Frage, ob der Krieg nun völlig neue Entwicklungen hervorbrachte oder eher schon bestehende lediglich verstärkte.
Mit dem Ersten Weltkrieg ging nach Meinung vieler Wissenschaftler eine Epoche zu Ende – das lange 19. Jahrhundert, wie es oft genannt wird, das mit der Französischen Revolution (1789) begonnen hatte und gemeinhin als das „bürgerliche Zeitalter“ apostrophiert wird. Andere Forscher bezweifeln dies, der Krieg sei lediglich eine Binnenzäsur innerhalb einer Epoche gewesen, da er die im 19. Jahrhundert entstandenen Veränderungsprozesse eher vorantrieb als unterbrach. Dem Krieg wird in diesem Zusammenhang die Funktion eines Katalysators zugesprochen, der bereits eingeleitete Entwicklungen verstärkte oder ihnen zum Durchbruch verhalf; so hätten beispielsweise wichtige Ideen, Kunstströmungen und Momente der modernen Massengesellschaft schon vor 1914 ihren Anfang genommen.

#### Diskussion um Kriegsursachen
Ausgelöst hauptsächlich durch die im Versailler Vertrag behauptete alleinige Kriegsschuld des Deutschen Kaiserreichs, entstand in der Weimarer Republik in den Jahren nach dem Ersten Weltkrieg ein umfangreiches apologetisches Schrifttum zur Abwehr der „Kriegsschuldlüge“. Der Versuch, mithilfe eines vom deutschen Reichstag im August 1919 eingerichteten parlamentarischen Untersuchungsausschusses Verantwortliche zum Ausbruch, zur Verlängerung und zum Verlust des Krieges zu benennen, schlug weitgehend fehl. Historiker der Siegerstaaten hielten überwiegend an der alleinigen Kriegsschuld Deutschlands und seiner Verbündeten fest. Als herausragende Werke gelten hierzu u. a. die Arbeiten vom Luigi Albertini und Sidney Bradshaw Fay.
Hermann Kantorowicz veröffentlichte 1923 ein Gutachten, dass dem Deutschen Reich einen bedeutenden Teil der Schuld zuwies. Heinrich Kanner veröffentlichte 1926 seine Studien über die Führungsschicht Österreich-Ungarns und ihren Willen zum Krieg mit Serbien. Edmund Dene Morel stritt eine Alleinschuld des Deutschen Reiches ab, da der russische und der französische Kriegsanteil bewusst verschleiert wurde. Arthur Ponsonby veröffentlichte 1928 das Werk Falsehood in Wartime in dem nachgewiesen wurde, dass die britische Öffentlichkeit mit geschickter Propagandaarbeit, die auch gefälschte Berichte über angebliche Grausamkeiten deutscher Soldaten enthielt, in eine kriegsbereite Stimmung versetzt wurde.
Die Zeit des Nationalsozialismus brachte in Deutschland eine Unterbrechung ernsthafter Forschung und führte zu einer Abschottung von der westlichen Geschichtswissenschaft. Nach dem Zweiten Weltkrieg setzte sich zunächst die Ansicht des britischen Premiers David Lloyd George durch, die Völker Europas seien „in den Weltkrieg hineingeschlittert“. So vertraten etwa bei den Historikertagen der 1950er Jahre deutsche und französische Historiker gemeinsam eine Version der These von Lloyd George, wonach keine der beteiligten Regierungen mit Absicht den Krieg angestrebt habe.
In den 1960er-Jahren stellte der Hamburger Historiker Fritz Fischer dieses Geschichtsbild in Frage. Er löste einen ersten, jahrelangen Historikerstreit aus, beginnend mit einem Artikel in der Historischen Zeitschrift im Jahre 1959 und vor allem seinem 1962 erschienenen Buch Griff nach der Weltmacht, dem zufolge „die deutsche Reichsführung einen erheblichen Teil der historischen Verantwortung für den Ausbruch des allgemeinen Krieges“ trägt. In der anschließenden, emotional eingefärbten Fischer-Kontroverse, die ihrerseits als Teil der deutschen Geschichte gelten kann, verschärfte er seine Thesen bzgl. der Kriegsschuld der deutschen Reichsführung. Als Gegner Fischers sind insbesondere Gerhard Ritter und Erwin Hölzle zu nennen. Hölzle sah die Hauptschuld bei Russland. In der DDR übernahmen die Historiker die Thesen Fischers weitestgehend. So verortete zB. Werner Röhr das Deutsche Reich noch 2015 als hauptursächlich für den Krieg und unterstellte sogar aktuellen Politikern wie Frank-Walter Steinmeier oder Ursula von der Leyen eine Kontinuität zu den damaligen deutschen Entscheidungsträgern.
Zu Zeiten des kalten Krieges beschrieb George F. Kennan 1984 hingegen das Bündnissystem und insbesondere die Französisch-Russische Allianz als ursächlich. 1993 vertrat Mark B. Hayne mit dem Buch The French Foreign Office and the Origins of the First World War 1898–1914 die These einer wesentlichen französischen Mitschuld, vor allem von Poincaré und Maurice Paléologue. Diese hätten zur Vereitelung des Schlieffen-Plans auf eine möglichst schnelle russische Mobilmachung gedrängt.
Neuere Überblicksdarstellungen gehen davon aus, dass es sich bei der deutschen Politik in der Julikrise um eine hochriskante Krisenstrategie handelte, die „die Möglichkeit eines großen Krieges bewußt in Kauf nahm, ohne diesen allerdings unbedingt herbeiführen zu wollen.“ Die für notwendig befundene Verbesserung der eigenen Position sollte dabei „mit Hilfe einer ‚Politik der begrenzten Offensive‘, unter Inkaufnahme eines ‚kalkulierten Risikos‘“ durchgesetzt werden. Die Bezeichnungen „begrenzte Offensive“ und „kalkuliertes Risiko“ genügen laut Jürgen Angelow jedoch nicht, „das Unverantwortliche und Abgründige“ der deutschen Position vollständig zum Ausdruck zu bringen. Dagegen beschreibe der von jüngeren Historikern verwendete Begriff Brinkmanship eine „waghalsige Politik des ‚unkalkulierten Risikos‘, des Wandelns am Rande des Abgrunds.“ Christopher Clark wiederum steht für eine Richtung in der Forschung zur Entstehung des Ersten Weltkriegs, die den Kriegsausbruch als „Frucht einer gemeinsamen politischen Kultur“ in Europa und damit einhergehend einer gemeinsamen „Paranoia“ sieht. Clark will die Ergebnisse von Fritz Fischer damit nicht generell in Frage stellen. Ian Kershaw nennt Deutschland, Österreich-Ungarn und Russland als Hauptverantwortliche für den Krieg, wobei „Deutschland die ausschlaggebende Rolle spielte“. Laut Annika Mombauer begrüßten Russland und Frankreich nach anfänglichen Vermittlungsversuchen einen kommenden Krieg, nachdem er unvermeidbar erschien. „Letztlich aber waren es die Regierungen in Berlin und Wien, die es auf einen Krieg ankommen ließen, wurden doch die ausschlaggebenden Entscheidungen unmittelbar nach dem Attentat getroffen.“ Holger Afflerbach sieht für den Kriegsausbruch in erster Linie die Mittelmächte und Russland in der Verantwortung. Günther Kronenbitter lehnt die Fixierung auf Deutschland als rein deutsche Nabelschau ab, und sieht in Österreich-Ungarn den entscheidenden Faktor. Herfried Münkler schreibt die Entstehung des Krieges einem komplexen Zusammenwirken von sich wechselseitig verstärkenden Faktoren zu. Das Attentat von Sarajevo war nur der entscheidende Auslöser.
Richard J. Evans bezeichnete Serbien als Hauptschuldigen am Krieg. Serbien habe durch seinen überbordenden Nationalismus und seine Unterstützung der terroristischen nationalistischen Bewegung Schwarze Hand die Grundlagen für den Krieg gelegt. Österreich-Ungarns Beitrag sei im Vergleich zum serbischen Beitrag geringer zu gewichten. Zudem habe Frankreich durch seine bedingungslose Unterstützung der russischen Position zu einer Eskalation beigetragen. Die Historikerin Heather Jones wies darauf hin, dass Russland als erstes Land seine Armee mobilisiert und hierdurch eine Verhandlungslösung unmöglich gemacht habe. Rainer F. Schmidt verweist hingegen auf die Hochrisikopolitik Raymond Poincarés. Dieser habe vor dem Krieg Serbien und Russland massiv aufgerüstet und durch einen Blankoscheck an Russland zu einer Verschärfung gesorgt.
Einigkeit herrscht heute darüber, dass der Kriegsausbruch 1914 „eines der komplexesten Ereignisse der neueren Geschichte“ war (Clark spricht vom „komplexesten Ereignis der Moderne“) und dass folglich die Diskussion um die Ursachen des Ersten Weltkrieges weitergeht. Fraglich sei dabei, „ob in Zukunft wirklich neue Erkenntnisse die Debatte bereichern werden“.

#### Schwerpunktthemen
Die Forschung seit der Jahrtausendwende lässt sich in verschiedene Schwerpunktthemen einteilen, in denen die Vielfalt der Methoden und Ansätze deutlich wird, mit denen sich Historiker dem Ersten Weltkrieg nähern. So geht die Untersuchung spezifischer sozialer Gruppen häufig einher mit der Analyse der sie repräsentierenden Medien und Symbole. Bildpostkarten etwa wurden als relativ junge Quellengattung für den Ersten Weltkrieg erschlossen, aber auch die Berichterstattung über die Kampfhandlungen in offiziellen Heeresberichten wie Massenmedien hat Forschungsinteressen geweckt. Ausdifferenzierte Untersuchungen der Kriegsauswirkungen auf verschiedene Gruppen behandelten etwa Kinder, Frauen, Korporationsstudenten, die Kriegsinvaliden und die bisher unterschätzten Kriegsdienstverweigerer im Ersten Weltkrieg. Aber auch Orden und Ehrenzeichen werden in der jüngeren Forschung nicht mehr kontextfrei analysiert, sondern in ihrer materiellen und symbolischen Bedeutung im Zusammenhang mit dem Konzept der militärischen Ehre beachtet.
Die Untersuchung von Selbstzeugnissen wie Tagebüchern oder Briefen war stets ein wichtiger Bestandteil der Weltkriegsforschung. „Da Selbstzeugnisse häufig in unmittelbarer zeitlicher Nähe zum Geschehen angefertigt wurden, sind sie nicht durch spätere Ereignisse und Erkenntnis überformt“ und werden daher meist als besonders wertvolle Quellen eingeschätzt und in den vergangenen Jahren als solche ediert. Als „zweifellos bedeutendste Neuerscheinung“ gilt dabei Ernst Jüngers 2010 erschienenes Kriegstagebuch 1914–1918, aus dem Jünger die Anregungen für zahlreiche seiner literarischen Werke nahm. Aber auch Briefe sozialistischer Soldaten, die zahlreiche kriegskritische Passagen enthalten, oder Tagebucheintragungen Intellektueller wurden als Quelleneditionen publiziert, so auch die Tagebücher der Juristen Karl Rosner (1873–1951) und Harry Graf Kessler (1868–1937).
Anders als Feldpostbriefe von Soldaten in die Heimat sind Briefe an Soldaten nur selten erhalten geblieben. Ihre neueren Editionen „zeigen das Bemühen von Soldaten und Daheimgebliebenen, Distanzen zu überbrücken und Einblicke in den Kriegsalltag von Front und Heimat zu gewähren.“
Zu den Leitmotiven der gegenwärtigen Weltkriegsforschung zählt auch die Gewalterfahrung an und hinter der Front. Die Kriegsgewalt des Ersten Weltkriegs wird dabei als Verbindungsstück zwischen den älteren Gewaltformen, den technischen Neuentwicklungen seit der Jahrhundertwende und der Entgrenzung der Gewalt im Zweiten Weltkrieg betrachtet. Die Dynamik der Zerstörung gilt dabei als mentalitätsgeschichtlicher Bestandteil der kriegführenden Gesellschaften. Um Gewalt geht es aber auch bei Studien über die österreichische Besatzungspolitik in Serbien, bei der umstritten ist, ob es sich überwiegend um zufällige oder systematische Gewaltausbrüche handelt. Die Besatzungsherrschaft über Rumänien hingegen fand in enger Kooperation mit den dortigen Eliten statt, sodass Zwangsmaßnahmen nicht das prägende Element waren. Anderes gilt für die deutsche Besatzung Belgiens, in der der Weltkrieg als „globaler ökonomischer Konflikt zwischen Industrienationen“ sichtbar wird. Im Herbst und Winter 1916 wurden belgische Arbeitskräfte nicht angeworben, sondern zu Zwangsarbeit gezwungen; diese Praxis erwies sich jedoch nicht als erfolgreich, sodass das Besatzungsregime unter dem Eindruck internationaler Proteste davon bald wieder Abstand nahm. Auch die Kriegsgefangenenlager wurden Gegenstand mehrerer jüngerer Studien; zunehmend fiel der Forschungsfokus auf die Internierung von Zivilisten: „Auch hier zeigt sich, dass die Trennlinie zwischen Kombattanten und Zivilisten im Ersten Weltkrieg verblasste.“ Einen weiteren Forschungsschwerpunkt stellen die oftmals national divergierenden Erinnerungskulturen in den verschiedenen Nachfolgestaaten der Mittelmächte dar, wie am Beispiel der österreichisch-ungarischen Südfront im Alttiroler Raum aufgezeigt wurde.
Die Kriegserfahrungen der Frontsoldaten mit dem Sport – dabei vor allem die Popularisierung des Fußballs – und mit Tieren findet in der Forschung neue Aufmerksamkeit. Zur Erfahrungsgeschichte zählt auch „Das lange Warten“ von deutschen und britischen Marineoffizieren auf einen Seekrieg, „der schließlich doch kaum stattfand.“ Herkömmliche Themen klassischer Operationsgeschichte – Planungen, Taktiken, Kämpfe und Schlachtbeschreibung – wurden von der Forschung lange Zeit kaum beachtet: „Publikationen, die sich der neuen Militärgeschichtsschreibung verpflichtet fühlten, wichen solchen Fragen häufig aus und thematisierten militärisches Handeln im erweiterten Kontext. Mittlerweile ist der Kampfeinsatz der Militärangehörigen Thema einiger Untersuchungen geworden.“ Dabei sind Wandlungsprozesse in den Blick geraten, etwa die Abkehr vom französischen Offensivfetischismus während des Grabenkriegs und die Lernprozesse, bei denen die Kriegsparteien die Taktiken des Gegners übernahmen. Auch die psychischen Belastungen von Frontsoldaten und die zum „Durchhalten“ der Kriegssituation beitragenden Faktoren wurden wissenschaftlich untersucht. Dabei entwickelte Alexander Watson eine neue Erklärung für die Niederlage des Deutschen Reichs an der Westfront: Frontoffiziere hätten ihre Einheiten als Ausweg aus ihrer schlechten Lage, insbesondere der mangelnden Versorgung, in die Kriegsgefangenschaft geführt, indem sie auch vor zahlenmäßig unterlegenen feindlichen Truppen kapituliert hätten.
Jenseits der Fronterfahrung haben die Kriegswirkungen in den Heimatstädten der Soldaten inzwischen einige Beachtung erfahren; Roger Chickering bemühte sich mit Freiburg im Ersten Weltkrieg um eine totalgeschichtliche Perspektive, die den prägenden Einfluss des Krieges auf alle Lebensbereiche demonstrieren soll. Auch hier spielte die abnehmende Fähigkeit zum „Durchhalten“ seit dem Winter 1916/17 eine entscheidende Rolle. Aber auch Großbritannien im Krieg erfuhr nähere Betrachtung, etwa von Adrian Gregory: „Er weist die mittlerweile relativierte These der verbreiteten Kriegsbegeisterung im Jahr 1914 zurück und analysiert die Berichterstattung über die deutschen Kriegsgräuel. Die Propaganda habe keineswegs die Massen verführt, vielmehr hätten ‚real events‘ bis 1915 das Bild eines dämonischen Deutschlands unterstützt“. In der deutschen wie in der britischen Gesellschaft spielte die staatliche Kontrolle der öffentlichen Kommunikation eine wichtige Rolle.
Die Historiografie zur Ostfront des Ersten Weltkriegs nimmt innerhalb der Literatur zu den Jahren 1914 bis 1918 wenig Raum ein. Ein Grund für das geringe Forschungsinteresse war der Kalte Krieg, der den Zugang zu den östlichen Archiven für westliche Forscher erschwerte. Unter Lenin wurden Soldatenfriedhöfe des Zarenreiches zerstört und so der Versuch unternommen, die damit zusammenhängenden Ereignisse aus dem Geschichtsbewusstsein der Menschen auszulöschen. In der Sowjetunion konnten negative Darstellungen der Kaiserlich Russischen Armee im Ersten Weltkrieg, aber auch positive und patriotische zu Problemen für den Autor führen, so dass das Thema eher gemieden wurde. Norman Stone verfasste 1975 die erste umfassende Darstellung der Geschehnisse an der Ostfront. Stone bezweifelt die wirtschaftliche Rückständigkeit des Russischen Reiches. Die Schwäche Russlands lag für Stone in der veralteten Administration, der die Versorgungsschwierigkeiten und die ineffiziente Armeeführung anzulasten sei. Der Krieg im Osten unterschied sich markant von den Ereignissen an der Westfront, es blieb im Osten beim Bewegungskrieg, als im Westen die Fronten bereits erstarrt waren. Die Gründe hierfür lagen bei den spärlichen Kommunikationsmöglichkeiten und der schlechten Verkehrserschließung, aufgebrochene Lücken in den Verteidigungslinien konnten nicht so schnell geschlossen werden wie im Westen. Die räumliche Ausdehnung der Ostfront mit mehreren 1000 Frontkilometern kontrastierte mit lediglich 800 Kilometern Länge der Westfront. Erst in den neueren westlichen Darstellungen und Forschungen zum Ersten Weltkrieg rückt die Ostfront wieder in den Blickpunkt. Das Militärgeschichtliche Forschungsamt (MGFA) in Potsdam führte im August 2004 eine Konferenz über „Die vergessene Front“ durch.
Noch heute hat die Frage Auswirkungen auf das europäische Selbstbewusstsein, warum es den europäischen Mächten nicht einvernehmlich gelang, den Krieg zu beenden. Holger Afflerbach hat die These aufgestellt, dass der Ausgang des Ersten Weltkriegs lange Zeit offen war und auf „Messers Schneide“ stand: Nicht im Sinne eines deutschen Sieges, aber eines militärischen Unentschiedens. Keine Seite war letztlich bereit, entscheidend einzulenken, hinzu kamen fatale Fehlinterpretationen. Der Krieg wurde so erbittert geführt, um eine Entscheidung militärisch herbeizuführen. Die lange Kriegszeit und die damit verbundenen Verluste waren schließlich dafür verantwortlich, dass jede Seite eine vollständige Niederlage des Gegners als einzig befriedigenden Ausgang des Krieges betrachtete. Afflerbach macht für den langen Kriegsverlauf in erster Linie die westlichen Alliierten und Italien verantwortlich, für die ein Remisfrieden nicht in Frage kam und die auf einen vollständigen Sieg um jeden Preis setzten.

### Gedenken und Gedenkstätten

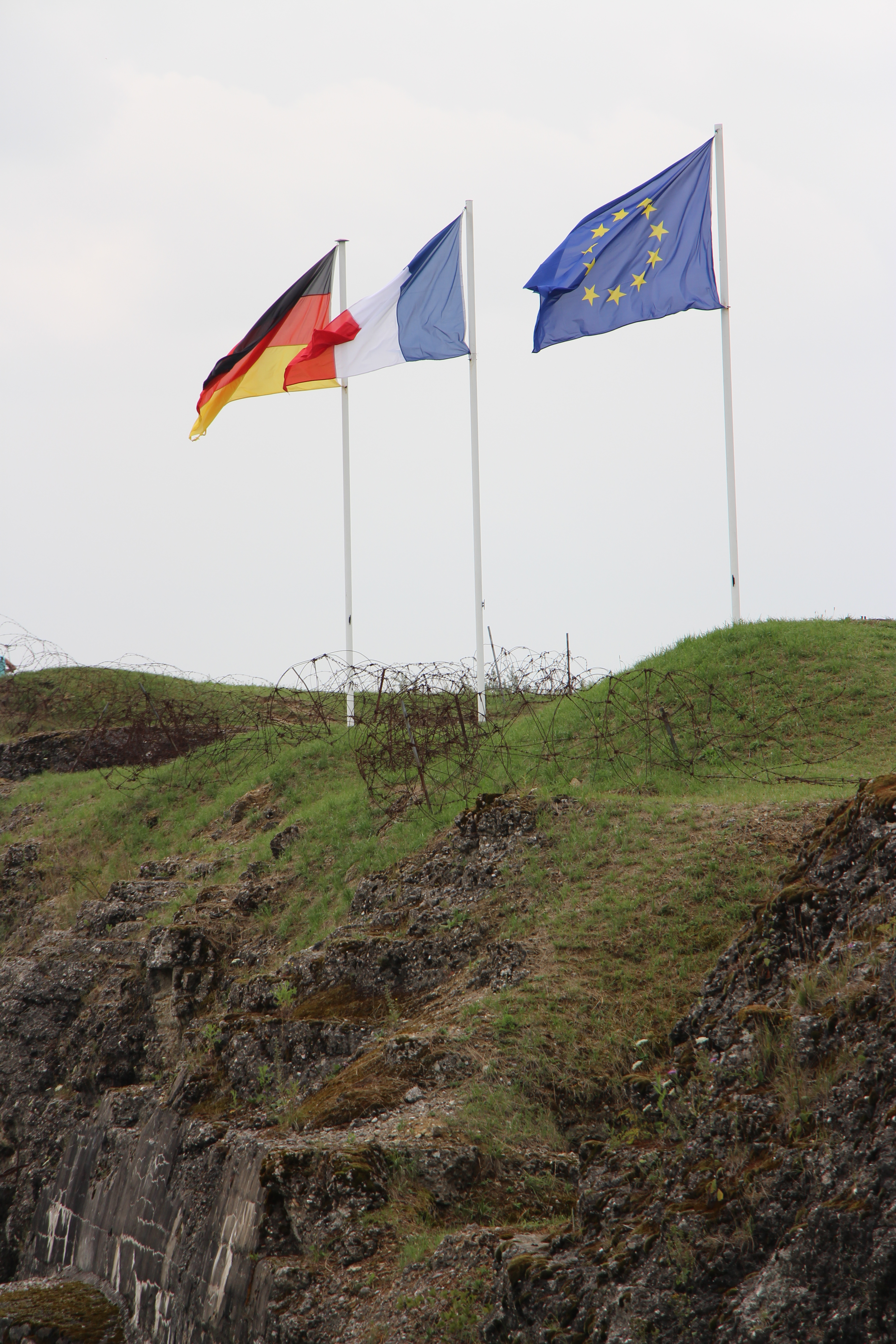
Deutsche, französische und Europaflagge auf den Ruinen des Fort Douaumont

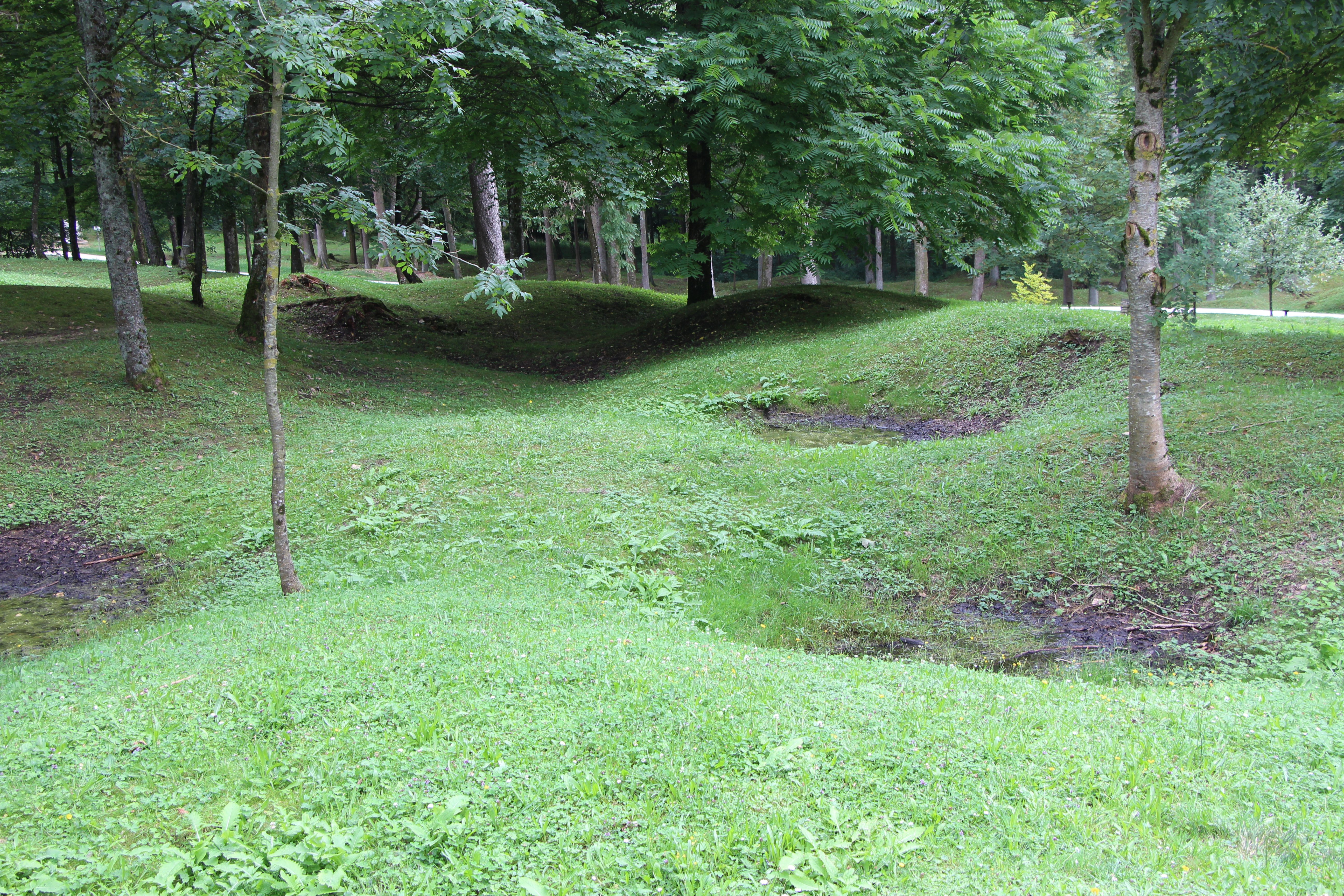
Village détruit Fleury-devant-Douaumont

Das Beinhaus von Douaumont

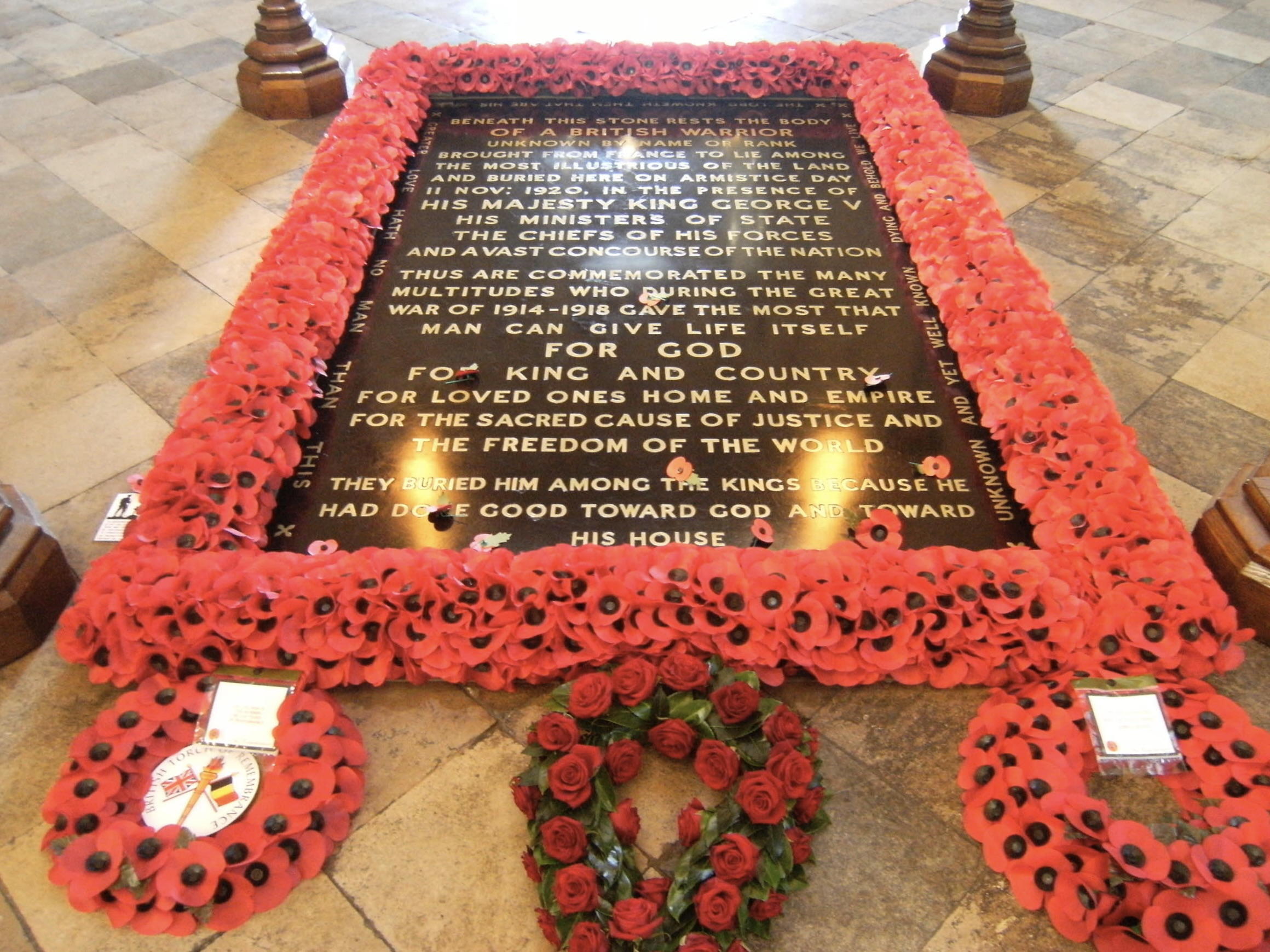
Grab des unbekannten Soldaten in Westminster Abbey

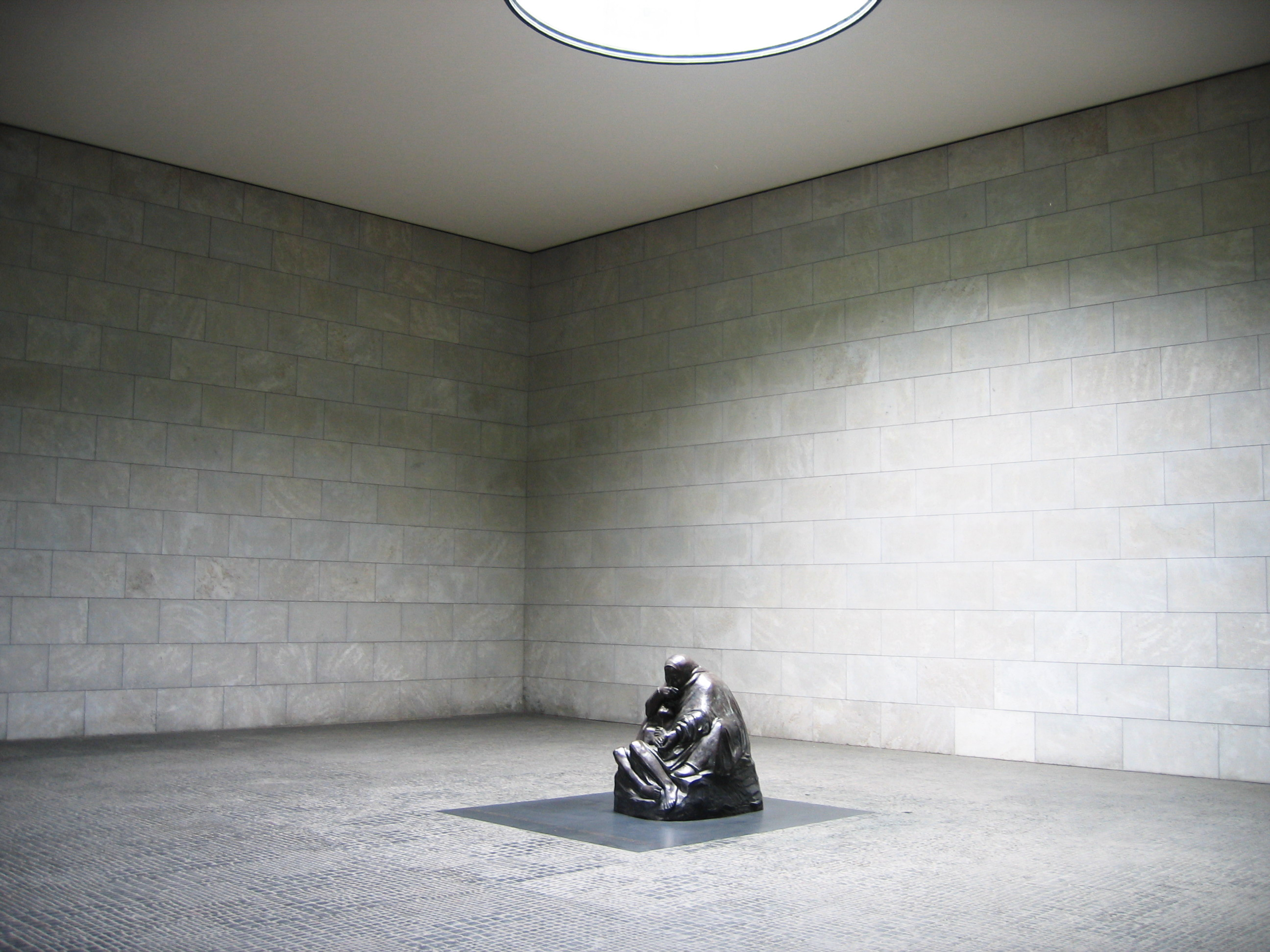
Neue Wache, Berlin

Die bekanntesten Gedenkstätten – teilweise gleichzeitig Museen – befinden sich heute in der Umgebung von Verdun. Das Fort de Douaumont, das Fort Vaux, das Beinhaus von Douaumont, der dazugehörige Heeresfriedhof und weitere Überreste der Schlacht um Verdun bilden heute einen weitläufigen Komplex. Am 22. September 1984 bildete die Gedenkstätte den Hintergrund für den Handschlag von Verdun zwischen Helmut Kohl und François Mitterrand anlässlich einer großen Zeremonie zur Erinnerung an die Opfer der Kriege zwischen Frankreich und Deutschland. Das Gefallenenmahnmal Notre-Dame-de-Lorette als weitere bedeutende Gedenkstätte wurde am Rande des größten französischen Soldatenfriedhofs „Notre Dame de Lorette“ bei Ablain-Saint-Nazaire am 11. November 2014 eröffnet. Abgesehen von Douaumont und Notre Dame de Lorette gehören das Mémorial des batailles de la Marne in Dormans und die Gedenkstätte am Hartmannswillerkopf zu den vier französischen Nationaldenkmälern des Ersten Weltkriegs. Die Ruinen des Fort Loncin sind ein bedeutendes belgisches Kriegsdenkmal.
Der Deutsche Soldatenfriedhof Vladslo ist vor allem wegen der Figurengruppe „Trauerndes Elternpaar“ von Käthe Kollwitz bekannt. Die Entstehungsgeschichte des Deutschen Soldatenfriedhofes Langemarck steht im Zusammenhang mit dem Mythos von Langemarck. Um Ypern befinden sich zahlreiche Gedenkstätten vor allem für Soldaten aus Großbritannien, am Menenpoort in Ypern selbst wird täglich um 20 Uhr zu Ehren der Gefallenen The Last Post geblasen. In der Deutschen Kriegsgräberstätte Fricourt fand am 1. Juli 2016 die vom Volksbund Deutsche Kriegsgräberfürsorge organisierte zentrale deutsche Gedenkveranstaltung „100 Jahre Sommeschlacht“ statt. Briten und Franzosen begingen den Tag in Anwesenheit von Staatspräsident François Hollande, Premierminister David Cameron, Prinz Charles und weiteren Mitgliedern der britischen Königsfamilie am Thiepval-Denkmal. Der nahegelegene Lochnagar-Krater ist der größte erhaltene Minenkrater des Krieges. Im Bereich des monumentalen Canadian National Vimy Memorial und des Beaumont-Hamel Newfoundland Memorial sind die Schlachtfelder erhalten und damit die Grabensysteme und Explosionskrater in der Topographie noch ablesbar. Die Geschichte der Gedenkstätte auf der Lichtung von Compiègne verweist auf den Zusammenhang der beiden deutschen Angriffskriege des 20. Jahrhunderts.
In Italien sind die vom faschistischen Totenkult der 1930er Jahre geprägten Monumentalbauten in Redipuglia, auf dem Monte Grappa, in Fagarè della Battaglia und Rovereto, einschließlich der dort ebenfalls stehenden Gefallenenglocke hervorzuheben.
Während der Weimarer Republik konnte in Deutschland kein Konsens über ein zentrales Reichsehrenmal für die Gefallenen des Krieges erzielt werden, 1935 dekretierte Hitler das Tannenberg-Denkmal hierzu. Die 1930 eingeweihte Ehrenhalle (Gefallenendenkmal) am Luitpoldhain in Nürnberg wurde Kristallisationspunkt für das nationalsozialistische Reichsparteitagsgelände und diente als zentrale Kulisse für die Inszenierung des NS-Totenkults. Die Neue Wache in Berlin war von 1931 bis 1945 das Berliner „Ehrenmahl für die Gefallenen des Krieges“, seit 1993 ist sie die „Zentrale Gedenkstätte der Bundesrepublik Deutschland für die Opfer von Krieg und Gewaltherrschaft“. Das Ehrenmal des Deutschen Heeres befindet sich seit 1972 auf der Festung Ehrenbreitstein in Koblenz, das Marine-Ehrenmal in Laboe sowie das Ehrenmal für alle Toten des U-Boot-Krieges in Heikendorf bei Kiel.
Vor allem in Frankreich und Großbritannien wurden nationale Gedenkstätten mit Bedacht oft einfach gestaltet, wie beispielsweise das Grabmal des unbekannten Soldaten unter dem Arc de Triomphe de l’Étoile. Mit dem neuen Denkmaltyp sollte der vielen unidentifizierbaren und verschollenen Soldaten dieses Krieges gedacht werden. Diese Form des Gedenkens wurde in vielen Staaten aufgegriffen, weniger jedoch im Deutschland der Zwischenkriegszeit, wo sich konservative und rechte Gruppen widersetzten, denen solche Gedenkstätten zu pazifistisch erschienen. Werke, die das Leben und den Tod der Soldaten nicht idealisierten, wurden in Deutschland oft angefeindet und in der Zeit des Nationalsozialismus entfernt, wie etwa jene von Ernst Barlach. Die Opfer des Ersten Weltkrieges waren in Deutschland der Anlass zur Einführung des Volkstrauertages im Jahre 1926. In Deutschland und Frankreich entstanden vor allem in kleineren Ortschaften zahlreiche Kriegerdenkmäler, auf denen namentlich alle Opfer der Gemeinde genannt wurden, seltener dagegen in größeren Städten, so beispielsweise das Kriegerdenkmal in München und das Kriegerdenkmal in Heilbronn.
Nationale Bedeutung haben die zentralen Gedenkstätten in den ehemaligen britischen Dominions, von denen vor allem Kanada, Australien und Neuseeland die Teilnahme am Ersten Weltkrieg als bedeutsamen Schritt zur Nationwerdung verstehen. So gibt es unter anderem in Australien die Avenues of honour, den Shrine of Remembrance und das Australian War Memorial, in Kanada das Nationale Kriegsdenkmal, in Neuseeland das World War One Memorial in Wellington und die Bridge of Remembrance in Christchurch. In Großbritannien selbst – vor allem in London – finden sich ebenfalls zahlreiche kleinere und größere Gedenkstätten; symbolisch bedeutsam ist das Grab eines unbekannten Soldaten im Mittelschiff von Westminster Abbey, „inmitten der Könige, weil er seinem Gott und Vaterland gut diente“, wie eine Inschrift verkündet. Aufsehen und großen Besucherandrang verursachte 2014 die Installation Blood Swept Lands and Seas of Red im Burggraben des Towers of London. Im Commonwealth of Nations und in Frankreich werden noch heute am 11. November der Remembrance Day und der Armistice 1918 gefeiert, in Australien, Neuseeland und Tonga am 25. April der ANZAC Day.
100 Jahre nach dem Waffenstillstand von Compiègne fanden vor allem in Frankreich zahlreiche Feierlichkeiten statt. Präsident Emmanuel Macron besuchte zwischen dem 4. und 11. November 2018 Gedenkstätten, unter anderem am 7. November 2018 das Monument de la Pierre d’Haudroy, das Denkmal für die Ankunft der deutschen Unterhändler am 7. November 1918 nahe La Capelle, am 9. November das Historial de la Grande Guerre in Péronne und am 10. November 2018 zusammen mit Bundeskanzlerin Angela Merkel die Lichtung von Compiègne. Macron und Merkel enthüllten eine zweisprachige Gedenktafel, auf der die „die Bedeutung der deutsch-französischen Aussöhnung im Dienste Europas und des Friedens bekräftigt“ wird und besichtigten im dortigen Museum die baugleiche Ausführung des Wagens von Compiègne, in dem am 11. November 1918 der Waffenstillstand unterzeichnet wurde. Bundespräsident Walter Steinmeier nahm zusammen mit Macron am 4. November 2018 im Straßburger Münster an einem Friedenskonzert und mit Prinz Charles an den Feierlichkeiten zum Remembrance Sunday in London teil. Zu den Feierlichkeiten in Paris am 11. November 2018 reisten Dutzende Staats- und Regierungschefs aus aller Welt an, darunter Merkel, Donald Trump und Wladimir Putin.

### Museen
Alleine in Europa gibt es mehr als 750 Museen zum Ersten Weltkrieg. Das Heeresgeschichtliche Museum in Wien zeigt neben zahlreichen Objekten das Automobil, in dem der österreichische Thronfolger ermordet wurde. Eine sehr umfangreiche, zum Gedenkjahr neu gestaltete Sammlung zum Ersten Weltkrieg kann das Imperial War Museum in London vorweisen. Bedeutende Sammlungen und/oder Einzelstücke zeigen zudem das Musée de l’Armée in Paris, das Nationale Armeemuseum in Bukarest (Muzeul Militar Naţional) und das Militärhistorische Museum der Bundeswehr in Dresden. Das Bayerische Armeemuseum in Ingolstadt präsentiert die größte Dauerausstellung zum Ersten Weltkrieg in Deutschland. Der einzige im Original erhaltene deutsche Panzer des Ersten Weltkrieges (A7V) steht im Queensland Museum, Australien (im Jahre 2015 befristete Verlegung in das Australian War Memorial).
Museen, die sich ausschließlich mit dem Ersten Weltkrieg befassen, finden sich vor allem in Nordfrankreich, hervorzuheben sind das Historial de la Grande Guerre in Péronne und das Musée de la Grande Guerre du Pays de Meaux. Die 26 Meter hohe Monumentalstatue La Liberté éplorée des amerikanischen Künstlers Frederick William MacMonnies unmittelbar am Museum in Meaux markiert den Punkt des weitesten deutschen Vordringens Richtung Paris im September 1914 (). Am 10. November 2017 eröffneten Emmanuel Macron und Frank-Walter Steinmeier das erste gemeinsame deutsch-französische Museum (Historial) zum Krieg in der Gedenkstätte Hartmannswillerkopf.
Das Mémorial de Verdun und das In Flanders Fields Museum in Ypern bieten ebenfalls herausragende Präsentationen, die Gemeinde Heuvelland nahe Ypern hat auf der Basis archäologischer Untersuchungen das Schützengrabensystem der deutschen Stellung Bayernwald restauriert und für Besucher zugänglich gemacht. Erwähnenswert ist zudem das Kriegsmuseum Rovereto im Netzwerk Rete Trentino Grande Guerra, ein Zusammenschluss von Museen und Gedenkstätten im Trentino anlässlich des hundertjährigen Gedenkjahres, sowie das Kobarid-Museum im heutigen Slowenien, das die Isonzoschlachten (vor allem die Zwölfte Isonzoschlacht) zum Thema hat.

### Kunstwerke

#### Literarische Werke
Der Weltkrieg hatte vor allem Auswirkungen auf den literarischen Expressionismus. Seinen stärksten deutschsprachigen lyrischen Ausdruck fand das Weltkriegserlebnis bei August Stramm, aus globaler Sicht kann jedoch In Flanders Fields von John McCrae als einflussreichstes Gedicht gesehen werden. Von den britischen War poets sind zudem vor allem Wilfred Owen (Dulce et Decorum est) und Laurence Binyon (For the Fallen) zu nennen.
Der von den deutschen Expressionisten vernachlässigte Roman wurde mit dem Weltkrieg wieder zur bevorzugten Gattung der Literatur, da die Folgen und Ursachen des epochalen Ereignisses die epische Großform verlangten. Die Entstehung des Dadaismus kann im Zusammenhang mit dem Krieg gesehen werden. Als bekannte deutschsprachige Darstellungen, die sich mit dem Kriegsgeschehen im engeren Sinne beschäftigen, können vor allem Ernst Jüngers In Stahlgewittern, Der Wanderer zwischen beiden Welten von Walter Flex (eines der meistverkauften deutschsprachigen Bücher überhaupt) und Erich Maria Remarques Im Westen nichts Neues genannt werden. Unter den deutschen Dramen entstanden als Reaktionen auf den Krieg unter anderen Die letzten Tage der Menschheit von Karl Kraus sowie Bertolt Brechts Trommeln in der Nacht.

#### Bildende Kunst

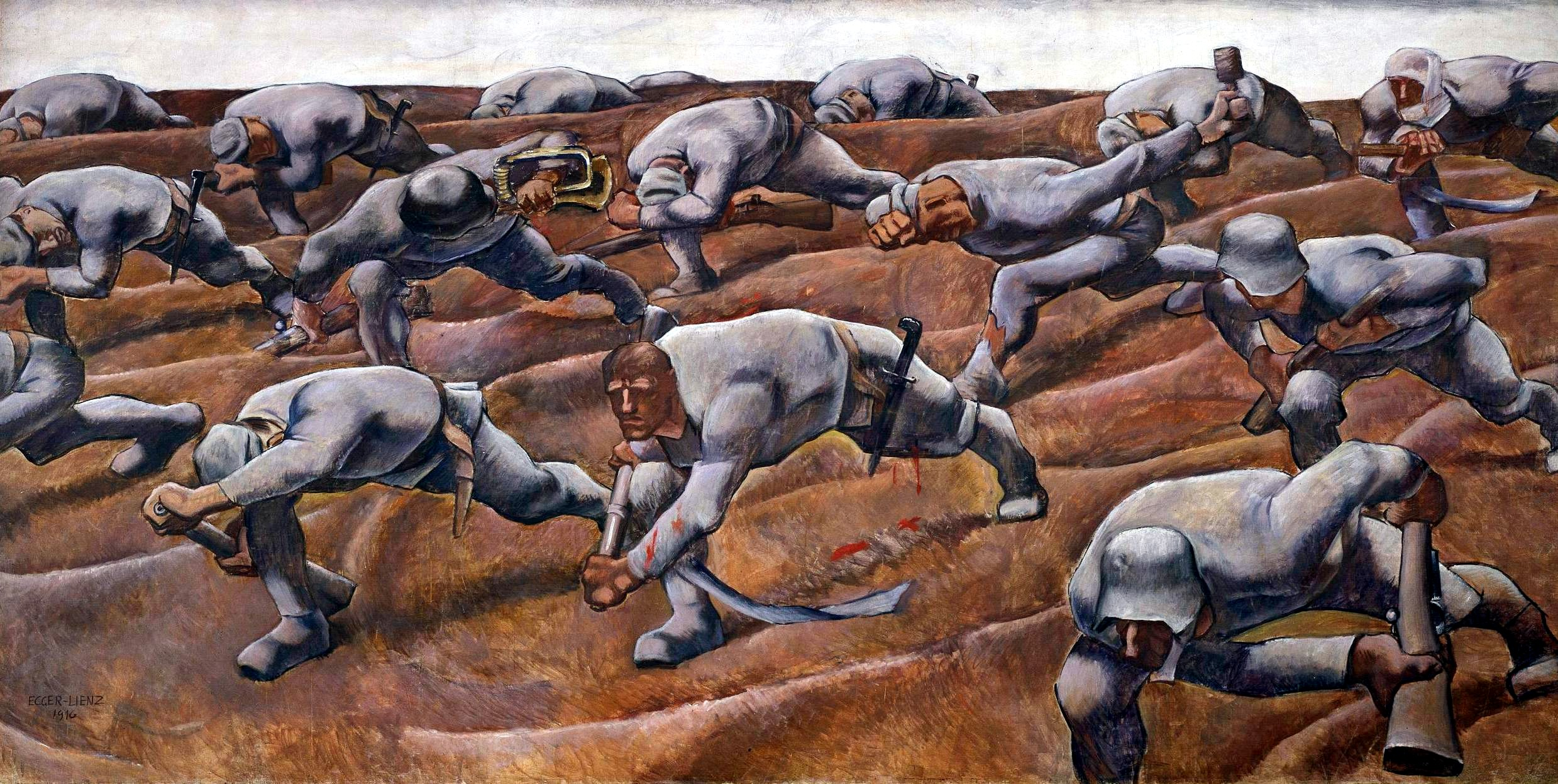
Albin Egger-Lienz: Den Namenlosen 1914 (1916)

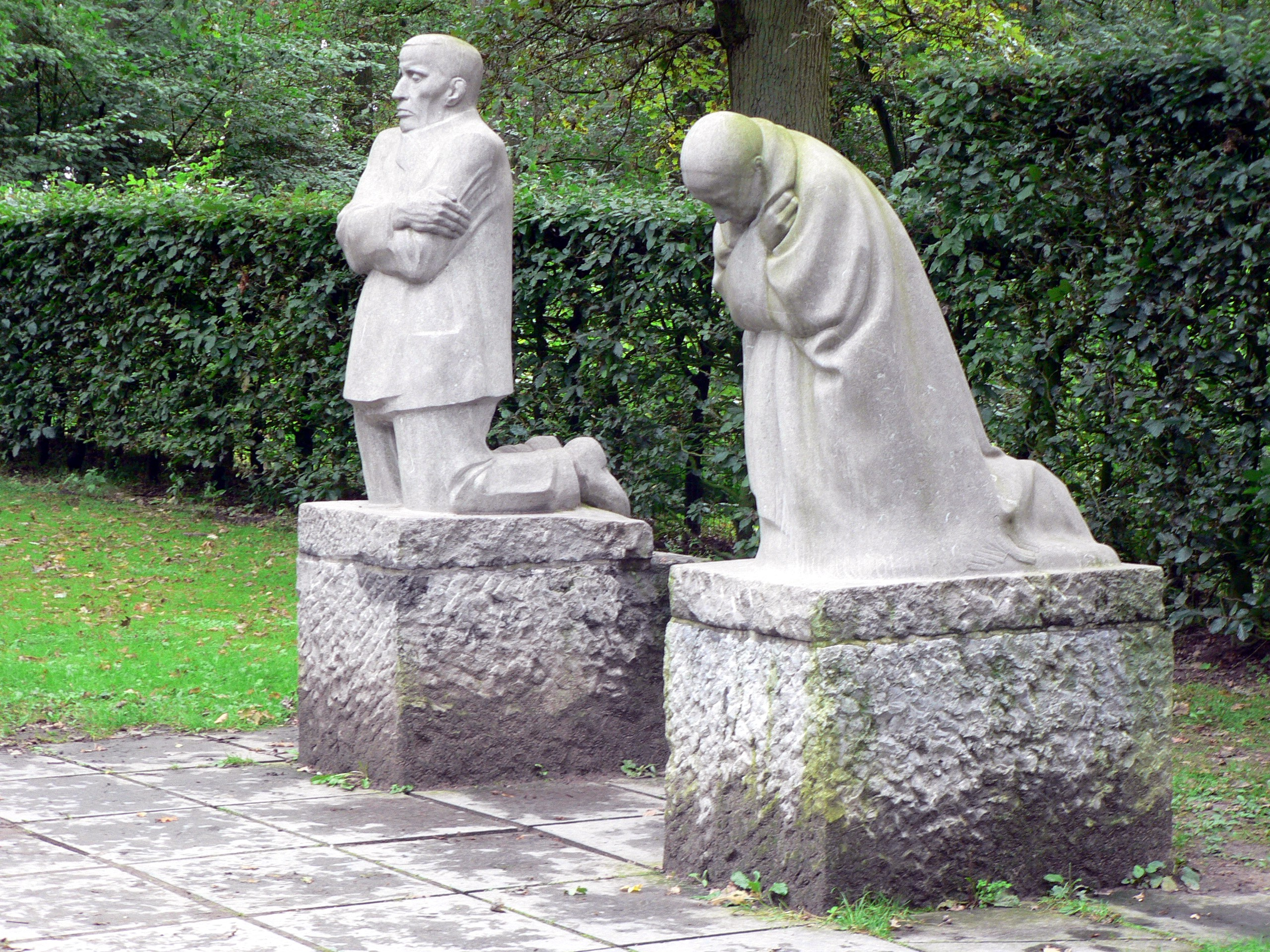
Trauerndes Elternpaar von Käthe Kollwitz (Soldatenfriedhof in Vladslo)

Künstler waren bis zum Ersten Weltkrieg zumeist unbeteiligte Zeugen des Kriegsgeschehens. Im Ersten Weltkrieg befanden sich dagegen – neben den Kriegsmalern – zahlreiche freischaffende Künstler unter den Soldaten. Die meisten ihrer Werke fanden nach Kriegsende wenig Beachtung, und – mit Ausnahme von Otto Dix – distanzierten sich viele Urheber von ihren Kriegswerken. Künstler wie zum Beispiel Max Beckmann und Fernand Léger unternahmen nicht einmal den Versuch, sie auszustellen, sondern wandten sich gleich nach ihrer Demobilisierung anderen Themen zu.
Bekannte Werke sind Sturmtruppe geht unter Gas vor (Otto Dix, 1924), Gassed (John Singer Sargent, 1918) und Den Namenlosen 1914 von Albin Egger-Lienz sowie das Selbstbildnis als Soldat (Ernst Ludwig Kirchner 1915).
Die Künstler der europäischen Avantgarde sagten sich in diesem Krieg endgültig von den Regeln los, welche die Schlachtenmalerei bis dahin beherrschten. Sie suchten nach neuen Mitteln, um der entsetzlichen Wirklichkeit gerecht zu werden: im Wesentlichen der Kubismus, der Futurismus, der Expressionismus und die abstrakte Kunst.
„Die Zeit des heroischen Realismus und der patriotischen Allegorien war endgültig vorbei. Die Detonation von Geschossen, die Allmacht der Artillerie, der totale Krieg konnte nicht mehr nachgeahmt, sondern er musste transponiert werden. Gebrochene Linien, grelle Farben waren notwendig, nicht etwa, um Details der Schlacht darzustellen, sondern um ihre unmenschliche Gewalt zum Ausdruck zu bringen.“
Der Weltkrieg beendete in Deutschland abrupt die Architektur des Historismus und des Jugendstils, da die Verwendung von Ornamenten und die entsprechenden Mehrkosten angesichts der Kriegsgeschehens und der Not nicht mehr angebracht schienen. Damit brachte der Krieg in der Architektur den Durchbruch der Moderne und der Formel „form follows function“ sowie der von Adolf Loos in der Streitschrift Ornament und Verbrechen (1908) vorgebrachten Auffassung, dass die Verwendung von Ornamenten und Dekor überflüssig sei.
Vor allem im Zusammenhang mit den Gedenkstätten zum Krieg entstanden zahlreiche Werke der Bildhauerkunst. An deutschen Kunstwerken sind aus heutiger Sicht vor allem das Trauernde Elternpaar von Käthe Kollwitz sowie Der Schwebende und das Magdeburger Ehrenmal von Ernst Barlach zu nennen. Dem Zeitgeist entsprachen die so genannten Nagelbilder; eine Propagandabewegung, die in der ersten Jahreshälfte 1915 von Wien ausging. Besonders bekannt wurden der Eiserne Hindenburg in Berlin, Heinrich der Löwe in Eisen in Braunschweig, Dä kölsche Boor en Iser in Köln, die Nagelsäule in Mainz und der Isern Hinnerk in Oldenburg.

#### Musik

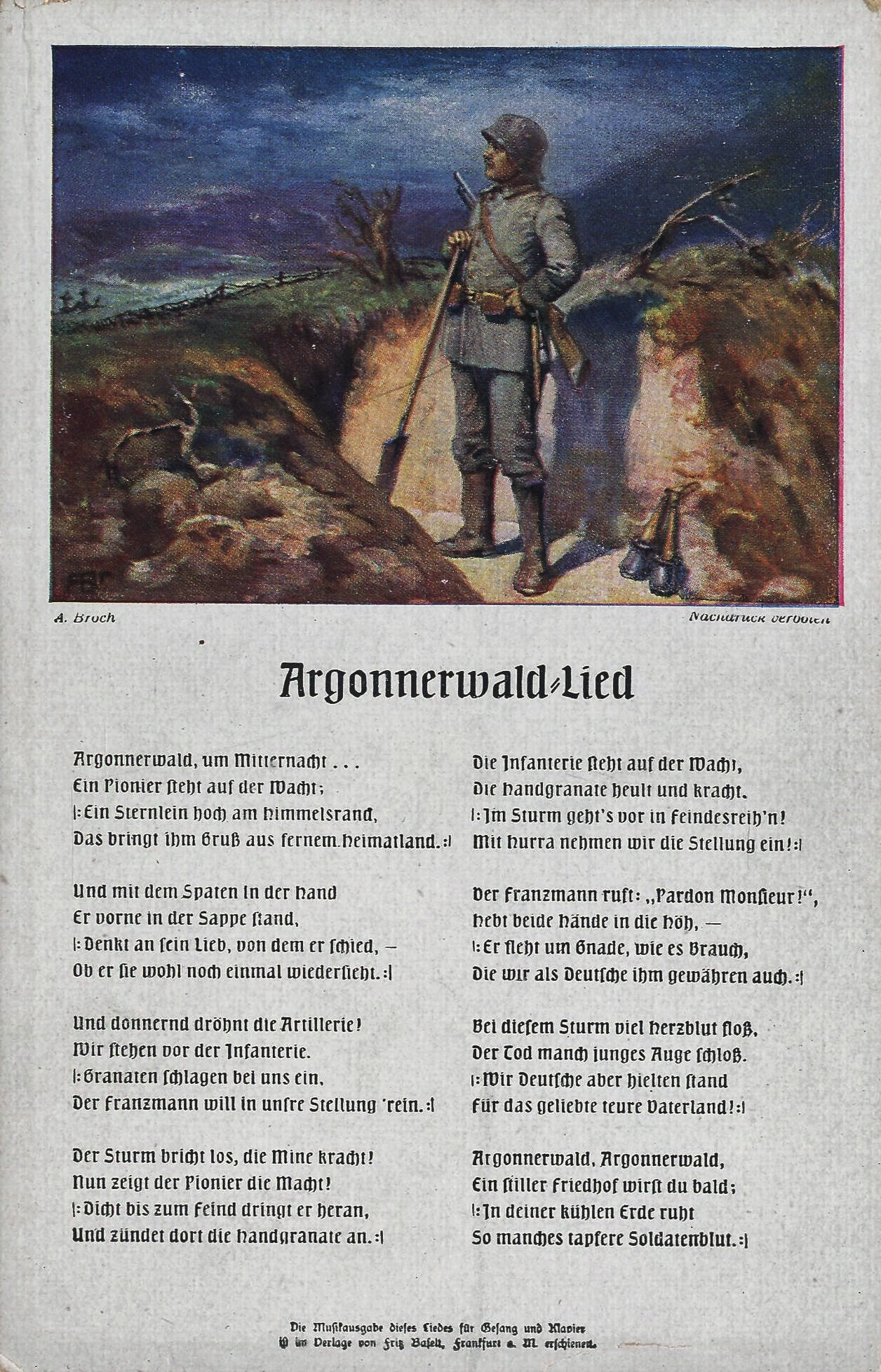
Das Argonnerwaldlied, Bildpostkarte aus dem Ersten Weltkrieg

Für die Musik gilt der Erste Weltkrieg nicht als Epochengrenze, da der Wendepunkt mit dem Aufkommen der atonalen Musik auf 1908/09 gesetzt wird. Abgesehen davon spielt die Musik in vielen heutigen Darstellungen über den Krieg nahezu keine Rolle. Kompositionsgeschichtlich hat der Erste Weltkrieg dennoch eine Bedeutung, die Kunstmusik bezog Stellung, mehr noch naturgemäß die Militärmusik und die populäre Musik in Form von Soldatenliedern wie z. B. das Argonnerwaldlied oder Wildgänse rauschen durch die Nacht. Jeder deutsche Soldat hatte ein Feldgesangbuch dabei, ein bekanntes Lied daraus ist z. B. Wir treten zum Beten. Kirchenlieder im Krieg wurden mitunter ambivalent verwendet, so sind vor allem die Choräle Nun danket alle Gott und Ein feste Burg ist unser Gott als „Kampflieder des preußisch-protestantischen Deutschlands schlechthin zu bezeichnen“. Die Funktionalisierung von Musik für den Krieg war nichts Neues und in Deutschland wie in anderen Ländern stellten sich Komponisten, Texter und Verleger zu Kriegsbeginn in großer Eile auf die Produktion kriegsverherrlichender, nationaler und heroischer Musik um. Stücke von Komponisten verfeindeter Nationen wurden vor allem zu Kriegsbeginn teilweise aus dem Programm der Konzertsäle genommen. Die Musiktheater nahmen zu Kriegsbeginn in den Spielplänen vermehrt sogenannte patriotische deutsche Opern wie etwa Richard Wagners Meistersinger oder Heinrich Zöllners Der Überfall auf. Es entstanden einige Kriegsoperetten, jedoch verschwanden ab etwa Februar 1915 hurrapatriotische Stücke mit aktueller Kriegsthematik weitgehend von den Spielbühnen, biedermeierliche Operetten sowie das klassische Opernrepertoire beherrschten wieder die Spielpläne. Nur eine Kriegsoperette hielt sich den ganzen Krieg auf den Bühnen, das von Walter Kollo vertonte „Vaterländische Volksstück mit Gesang in 4 Bildern“ Immer feste druff!.
Die Musik stellte an der Front kulturelle Praktiken bereit, in denen der Kriegsalltag zumindest für Momente in den Hintergrund treten konnte. So war im Weihnachtsfrieden 1914 die Musik eine Vermittlerin und Brückenbauerin zwischen den Gräben; der gemeinsame Gesang von Liedern mit gleicher Melodie wie Stille Nacht/Silent Night und Heil Dir im Siegerkranz/God save the King leiteten den spontanen Waffenstillstand ein.
Erwähnenswerte Kompositionen, die zeitgenössisch im Zusammenhang mit dem Kriegsgeschehen veröffentlicht wurden, waren beispielsweise Edward Elgars Carillon, Claude Debussys Berceuse héroïque, Igor Stravinskys Souvenir d’une marche boche und Vincent d’Indys La légende de Saint Christophe. Kunstlieder zur Tragik des Krieges entstanden von Franz Schreker, Franz Lehár, Charles Ives, Erich Wolfgang Korngold, Richard Strauss, Lili Boulanger, Giacomo Puccini, Hanns Eisler und Paul Hindemith.
Anlässlich des 100. Gedenkjahres nach Beginn des Ersten Weltkriegs komponierte Altuğ Ünlü ein Requiem, das am 1. November 2014 uraufgeführt wurde.

#### Filme
Der Erste Weltkrieg bot Stoff für zahlreiche Verfilmungen. Den zu Propagandazwecken gedrehten britischen Dokumentarfilm The Battle of the Somme aus dem Jahre 1916 sahen in Großbritannien 20 Millionen Kinobesucher innerhalb sechs Wochen, ein Rekord, der erst 60 Jahre später mit Star Wars übertroffen wurde. Im Jahre 2005 wurde er als erstes britisches Zeitdokument überhaupt als Weltdokumentenerbe anerkannt. Die bekanntesten Filme sind heute Im Westen nichts Neues (1930) nach dem gleichnamigen Roman von Erich Maria Remarque, Wege zum Ruhm (1957) und Lawrence von Arabien (1962).

### Einführungen
- Volker R. Berghahn: Der Erste Weltkrieg. Beck Wissen, München 2014, ISBN 978-3-406-66365-9.
- Gerhard Henke-Bockschatz: Der Erste Weltkrieg. Eine kurze Geschichte. Reclam, Stuttgart 2014, ISBN 978-3-15-010974-8.
- Eberhard Kolb: Der Frieden von Versailles (= Beck Wissen). 3., überarb.  Auflage. C. H. Beck, München 2019, ISBN 978-3-406-72928-7.
- Wolfgang Kruse: Der Erste Weltkrieg (= Geschichte kompakt). 2., aktualisierte Auflage, Wissenschaftliche Buchgesellschaft, Darmstadt 2014, ISBN 978-3-534-26447-6.
- Annika Mombauer: Die Julikrise: Europas Weg in den Ersten Weltkrieg. Beck Wissen, C. H. Beck, München 2014, ISBN 978-3-406-66108-2 (Zusammenfassung des aktuellen Forschungsstandes).
- Sönke Neitzel: Zeitalter der Weltkriege. (= Bundeszentrale für politische Bildung (Hrsg.): Informationen zur politischen Bildung. 1/2014. Nr. 321). Bonn 2014, ISSN 0046-9408.
- Daniel Marc Segesser: Der Erste Weltkrieg in globaler Perspektive. 4. Auflage. Marix, Wiesbaden 2014, ISBN 978-3-86539-953-3.

### Gesamtdarstellungen
- Holger Afflerbach: Auf Messers Schneide. Wie das Deutsche Reich den Ersten Weltkrieg verlor. Beck, München 2018, ISBN 978-3-406-71969-1.
- Jean-Jacques Becker, Gerd Krumeich: Der große Krieg. Deutschland und Frankreich 1914–1918. Aus dem Französischen von Marcel Küstner und Peter Böttner. Klartext-Verlag, Essen 2010, ISBN 978-3-8375-0171-1.
- Wolfdieter Bihl: Der Erste Weltkrieg 1914–1918: Chronik – Daten – Fakten. Böhlau, Wien 2010, ISBN 978-3-205-78379-4.
- Bundeszentrale für politische Bildung (Hrsg.): 90 Jahre Erster Weltkrieg. (= Aus Politik und Zeitgeschichte, B 29–30/2004). Frankfurter Societäts-Druckerei, Frankfurt am Main 2004, ISSN 0479-611X (PDF; 457 kB).
- Roger Chickering: Das Deutsche Reich und der Erste Weltkrieg. Beck, München 2005, ISBN 3-406-47592-2.
- Michael Epkenhans: Der Erste Weltkrieg. Ferdinand Schöningh, Paderborn 2015, ISBN 978-3-8252-4085-1.
- Niall Ferguson: Der falsche Krieg. Der Erste Weltkrieg und das 20. Jahrhundert. Aus dem Englischen für die deutsche Ausgabe leicht gekürzt und überarbeitet. Deutsche Verlags-Anstalt, Stuttgart 1999, ISBN 3-421-05175-5 (Taschenbuchausgabe DTV, München 2001, ISBN 3-423-30808-7) (Orig.: The pity of war. London 1998).
- Gerhard Hirschfeld, Gerd Krumeich, Irina Renz in Verbindung mit Markus Pöhlmann (Hrsg.): Enzyklopädie Erster Weltkrieg. Ferdinand Schöningh, Paderborn 2003, ISBN 3-506-73913-1. (Erweiterte und aktualisierte Studienausgabe Paderborn 2009, ISBN 978-3-506-76578-9; Erneut aktualisierte und erweiterte Studienausgabe Paderborn 2014, ISBN 978-3-8252-8551-7) (Standardwerk; teilweise online bei Google Books)
- Gerhard Hirschfeld, Gerd Krumeich: Deutschland im Ersten Weltkrieg. S. Fischer Verlag, Frankfurt am Main 2013, ISBN 978-3-10-029411-1.
- Michael Howard: Kurze Geschichte des Ersten Weltkriegs. Aus dem Englischen von Helmut Reuter. Piper, München/Zürich 2004, ISBN 3-492-04588-X (Originalausgabe Oxford 2002 unter dem Titel: The First World War).
- John Keegan: Der Erste Weltkrieg. Eine europäische Tragödie. Aus dem Englischen von Karl und Heidi Nicolai. Kindler, Reinbek bei Hamburg 2000, ISBN 3-463-40390-0 (Weitere Ausgabe Rowohlt Taschenbuch Verlag, Reinbek bei Hamburg 2001, ISBN 3-499-61194-5).
- Jörn Leonhard: Die Büchse der Pandora. Geschichte des Ersten Weltkrieges. Beck, München 2014, ISBN 978-3-406-66191-4 (Fachbesprechung und Sammelbesprechung).
- Peter März: Der Erste Weltkrieg. Deutschland zwischen dem langen 19. und dem kurzen 20. Jahrhundert. Verlag Ernst Vögel, Stamsried 2004, ISBN 3-89650-193-3.
- Wolfgang Michalka (Hrsg.): Der Erste Weltkrieg. Wirkung – Wahrnehmung – Analyse. Im Auftrag des Militärgeschichtlichen Forschungsamtes. Piper, München 1994, ISBN 3-492-11927-1 (Genehmigte Lizenzausgabe Seehamer Verlag, Weyarn 1997, ISBN 3-932131-37-1).
- Wolfgang J. Mommsen: Der Grosse Krieg und die Historiker. Neue Wege der Geschichtsschreibung über den Ersten Weltkrieg. Klartext, Essen 2002, ISBN 3-89861-098-5.
- Wolfgang J. Mommsen: Die Urkatastrophe Deutschlands. Der Erste Weltkrieg 1914–1918. Hrsg. Jürgen Kocka, (= Gebhardt. Handbuch der deutschen Geschichte. Band 17). 10., völlig neu bearbeitete Auflage. Klett-Cotta, Stuttgart 2002, ISBN 3-608-60017-5 (enthält Quellen- und Forschungsüberblick).
- Wolfgang J. Mommsen: Der Erste Weltkrieg – Anfang vom Ende des bürgerlichen Zeitalters. Bundeszentrale für politische Bildung, Bonn 2004 (Weitere Ausgabe Taschenbuch S. Fischer, Frankfurt 2004, ISBN 3-596-15773-0).
- Herfried Münkler: Der Große Krieg. Die Welt 1914 bis 1918. Rowohlt, Berlin 2013, ISBN 978-3-87134-720-7 (Sammelbesprechung).
- Sönke Neitzel: Blut und Eisen. Deutschland im Ersten Weltkrieg (= Deutsche Geschichte im 20. Jahrhundert). Pendo Verlag, Zürich 2003, ISBN 3-85842-448-X.
- Sönke Neitzel: Weltkrieg und Revolution (= Deutsche Geschichte im 20. Jahrhundert. Band 3). bebra-Verlag, Berlin 2008, ISBN 978-3-89809-403-0.
- Christian Ortner: Die k.u.k. Armee und ihr letzter Krieg. Verlag Carl Gerold’s Sohn, Wien 2013, ISBN 978-3-900812-93-5.
- Janusz Piekałkiewicz: Der Erste Weltkrieg. Econ Verlag, Düsseldorf 1988, ISBN 3-430-17481-3.
- Markus Pöhlmann, Harald Potempa, Thomas Vogel (Hrsg.): Der Erste Weltkrieg 1914–1918. Der deutsche Aufmarsch in ein kriegerisches Jahrhundert. Bucher, München 2014, ISBN 978-3-7658-2033-5.
- Manfried Rauchensteiner: Der Tod des Doppeladlers. Österreich-Ungarn und der Erste Weltkrieg. Styria-Verlag, Wien/Graz 1994, ISBN 3-222-12116-8.
- Manfried Rauchensteiner: Der Erste Weltkrieg und das Ende der Habsburgermonarchie 1914–1918. Böhlau, Wien 2013, ISBN 978-3-205-78283-4.
- Eugene L. Rogan: Der Untergang des Osmanischen Reichs: der Erste Weltkrieg im Nahen Osten 1914–1920. Aus dem Englischen von Tobias Gabel und Jörn Pinnow, Konrad Theiss Verlag, Darmstadt 2021, ISBN 978-3-8062-4307-9.
- Gregor Schöllgen, Friedrich Kießling: Das Zeitalter des Imperialismus (= Oldenbourg Grundriss der Geschichte. Band 15). 5. Auflage, Oldenbourg Wissenschaftsverlag, München 2009, ISBN 978-3-486-58868-2.
- David Stevenson: 1914–1918. Der Erste Weltkrieg. Aus dem Englischen von Harald Eckhardt und Ursula Vones-Liebenstein. Düsseldorf 2006, ISBN 3-538-07214-0. (zweite Auflage: Düsseldorf 2010, ISBN 978-3-491-96274-3; wichtige Gesamtdarstellung; Original: 1914–1918. The History of the first World War. London 2004).
- Hew Strachan: The First World War. Band 1: To Arms. Oxford University Press, Oxford 2001, ISBN 0-19-820877-4. Band 2: The outbreak of the First World War. Oxford University Press, Oxford 2003, ISBN 0-19-925726-4 (zwei Bände einer auf drei Bände geplanten umfassenden Darstellung, verfasst von einem modernen Militärhistoriker)
- Hew Strachan: Der Erste Weltkrieg. Eine neue illustrierte Geschichte. Aus dem Englischen von Helmut Ettinger, Bertelsmann, München 2004, ISBN 3-570-00777-4 (Taschenbuch: Pantheon Verlag, München 2006, ISBN 3-570-55005-2) (Orig.: The Oxford illustrated history of the First World War. New York 2000).
- Volker Ullrich: Die nervöse Großmacht 1871–1918. Aufstieg und Untergang des deutschen Kaiserreichs. S. Fischer Verlag, Frankfurt am Main 2010, ISBN 978-3-596-17240-5.
- Ian Westwell: Der 1. Weltkrieg. Eine Chronik. Aus dem Englischen von Heiko Nonnenmann. Gondrom Verlag, Bindlach 2000, ISBN 3-8112-1748-8.
- Jay Winter (Hrsg.): The Cambridge History of the First World War. 3 Bände. Cambridge University Press, Cambridge 2014 (Sammelbesprechung).

### Vorgeschichte, Ursachen und Julikrise
- Luigi Albertini: The Origins of the War of 1914. Aus dem Italienischen von Isabella M. Massey. Oxford University Press, London 1952–1957 (3 Bände) (Reprint: Enigma Books, New York 2005, ISBN 1-929631-26-X) (Original: Le origini della guerra del 1914. Mailand 1942/43).
- Jürgen Angelow: Der Weg in die Urkatastrophe. Der Zerfall des alten Europa 1900–1914. Be.bra-Verlag, Berlin 2010, ISBN 978-3-89809-402-3.
- Christopher Clark: Die Schlafwandler: Wie Europa in den Ersten Weltkrieg zog. Aus dem Englischen von Norbert Juraschitz. Deutsche Verlags-Anstalt, München 2013, ISBN 978-3-421-04359-7.
- Manfred P. Emmes: Die Vorgeschichte des Ersten Weltkriegs außerhalb des europäischen Zentrums. Im Fokus: Kolonien, Bagdadbahn, Erdöl und türkische Meerengen. Politik und Moderne Geschichte (Hrsg. Heiner Timmerman), Band. 24, LIT-Verlag, Münster 2016, ISBN 978-3-643-13545-2.
- Fritz Fischer: Krieg der Illusionen. Die Deutsche Politik von 1911–1914. 2. Auflage. Düsseldorf 1970, ISBN 3-7700-0913-4. (Untermauerung und Verschärfung der Thesen von Griff nach der Weltmacht)
- Imanuel Geiss (Hrsg.): Julikrise und Kriegsausbruch 1914. Eine Dokumentensammlung. Band I. Bearbeitet und eingeleitet von Imanuel Geiss. Mit einem Vorwort von Fritz Fischer. Verlag für Literatur und Zeitgeschichte, Hannover 1963, DNB 451465709. (Standardwerk).
- Imanuel Geiss (Hrsg.): Julikrise und Kriegsausbruch 1914. Eine Dokumentensammlung. Band II. Bearbeitet und eingeleitet von Imanuel Geiss. Verlag für Literatur und Zeitgeschichte, Hannover 1964, DNB 451465717. (Standardwerk).
- Imanuel Geiss (Hrsg.): Juli 1914. Die europäische Krise und der Ausbruch des Ersten Weltkrieges. 3. Auflage. München 1986, ISBN 3-423-02921-8 (Veröffentlichung der wichtigsten Dokumente durch den bekannten Schüler von Fritz Fischer).
- Imanuel Geiss: Der lange Weg in die Katastrophe. Die Vorgeschichte des Ersten Weltkrieges 1815–1914. 2. Auflage. Piper, München 1991, ISBN 3-492-10943-8.
- Richard F. Hamilton, Holger H. Herwig: The Origins of World War I. Cambridge 2004, ISBN 0-521-81735-8.
- Gerd Krumeich: Juli 1914. Eine Bilanz. Verlag Ferdinand Schöningh, Paderborn 2014, ISBN 978-3-506-77592-4.
- Sean McMeekin: Russlands Weg in den Krieg. Der Erste Weltkrieg – Ursprung der Jahrhundertkatastrophe. Aus dem amerikanischen Englisch von Franz Leipold. Europa Verlag, Berlin 2014, ISBN 978-3-944305-63-9.
- Michael S. Neiberg: Dance of the Furies. Europe and the Outbreak of World War I. Harvard University Press, Cambridge (MA) 2011.
- Keith Nelson, Zara Steiner: Britain and the Origins of the First World War. 2. Auflage. Macmillan, 2003, ISBN 0-333-73467-X.
- Rainer F. Schmidt: Kaiserdämmerung. Berlin, London, Paris, St. Petersburg und der Weg in den Untergang. Klett-Cotta Verlag, Stuttgart 2021, ISBN 978-3-608-98318-0.
- Stefan Schmidt: Frankreichs Außenpolitik in der Julikrise 1914. Ein Beitrag zur Geschichte des Ausbruchs des Ersten Weltkrieges (= Pariser Historische Studien. Band 90). Verlag Oldenbourg, München 2009, ISBN 978-3-486-59016-6 (online auf perspectivia.net).
- Bernhard Sauer: Der Erste Weltkrieg – ein Verteidigungskrieg? Duncker & Humblot, Berlin 2023, ISBN 978-3-428-18891-8.

### Zeitzeugnisse
- Quellen-Onlineedition des Britischen Nationalarchivs:  Operation War Diary, 2014. (Kriegstagebücher von kommandierenden Offizieren; zunächst werden 2000 TB publiziert.)
- Deutsches Historisches Museum (Hrsg.): Der Erste Weltkrieg in deutschen Bildpostkarten, CD–ROM, Directmedia Publishing, Berlin 2004, ISBN 3-89853-466-9.
- Deutschlandfunk (Hrsg.): Feldpostbriefe / Lettres de poilus 1914–1918. (Audio-CD) Bearbeitung: Peter Lieck, Philipp Schepmann, Cedrik Piquard. Berlin 1999, ISBN 3-89813-027-4. (Gemeinsame Hörfunk-Produktion von Radio France und Deutschlandfunk, gesendet 1998)
- Karl Dietrich Erdmann (Hrsg.): Kurt Riezler. Tagebücher-Aufsätze-Dokumente. Eingeleitet und herausgegeben von Karl Dietrich Erdmann. Vandenhoeck & Ruprecht, Göttingen 1972, ISBN 3-525-35817-2 (Wichtiges Quellenwerk, Riezler war Mitarbeiter und Vertrauter von Reichskanzler Bethmann Hollweg).
- Lisbeth Exner / Herbert Kapfer (Hrsg. Deutsches Tagebucharchiv): Verborgene Chronik 1914. Galiani Verlag, Berlin 2014, ISBN 978-3-86971-086-0.
- Lisbeth Exner / Herbert Kapfer (Hrsg. Deutsches Tagebucharchiv): Verborgene Chronik 1915–1918. Galiani Verlag, Berlin 2017, ISBN 978-3-86971-090-7.
- Gerhard Hirschfeld, Gerd Krumeich, Irina Renz (Hrsg.): „Keiner fühlt sich hier mehr als Mensch…“ Erlebnis und Wirkung des Ersten Weltkrieges. Fischer-Taschenbuch-Verlag, Frankfurt 1996, ISBN 3-596-13096-4. (Beitrag zur neueren Forschungsperspektive der Mentalitätsgeschichte)
- Susanne Miller (Bearb.), in Verbindung mit Erich Matthias: Das Kriegstagebuch des Reichstagsabgeordneten Eduard David 1914 bis 1918. (= Quellen zur Geschichte des Parlamentarismus und der politischen Parteien. Reihe 1: Von der konstitutionellen Monarchie zur parlamentarischen Republik. Band 4). Droste, Düsseldorf 1966.
- Bernd Ulrich, Benjamin Ziemann (Hrsg.): Frontalltag im Ersten Weltkrieg. Quellen und Dokumente. Fischer Taschenbuch Verlag, Frankfurt am Main 1994, ISBN 3-596-12544-8.
  - Bernd Ulrich, Benjamin Ziemann (Hrsg.): Frontalltag im Ersten Weltkrieg. Ein historisches Lesebuch. Klartext Verlag, Essen 2008, ISBN 978-3-8375-0015-8.
- Theodor Wolff: Tagebücher 1914–1919. Der Erste Weltkrieg und die Entstehung der Weimarer Republik in Tagebüchern, Leitartikeln und Briefen des Chefredakteurs am „Berliner Tageblatt“ und Mitbegründer der „Deutschen Demokratischen Partei“. Zwei Teile, hrsg. von Bernd Sösemann. Boldt, Boppard am Rhein 1984, ISBN 3-7646-1835-3 (wichtiges Quellenwerk).

### Kriegsende und Folgen
- Eckart Conze: Die große Illusion. Versailles 1919 und die Neuordnung der Welt. Siedler Verlag, München 2018, ISBN 978-3-8275-0055-7.
- Jörg Duppler, Gerhard P. Groß (Hrsg.): Kriegsende 1918. Ereignis, Wirkung, Nachwirkung (= Beiträge zur Militärgeschichte. Schriftenreihe des Militärgeschichtlichen Forschungsamtes. Band 53). R. Oldenbourg Verlag, München 1999, ISBN 3-486-56443-9.
- Manfred P. Emmes: Die Nachgeschichte des Ersten Weltkriegs. Vom Frieden, der zunächst keiner werden sollte. Reihe Geschichte Band 169, LIT-Verlag, Berlin 2019, ISBN 978-3-643-34343-7.
- Fritz Fellner; Heidrun Maschl, Brigitte Mazohl-Wallnig (Hrsg.): Der Zerfall der Donaumonarchie in weltgeschichtlicher Perspektive. und Der Vertrag von St. Germain. In: Vom Dreibund zum Völkerbund: Studien zur Geschichte der internationalen Beziehungen 1882–1919. Verlag R. Oldenbourg, München 1994, ISBN 3-486-56091-3.
- Paul Fussell: The Great War and Modern Memory. Oxford University Press, New York 1975. (Zahlreiche Reprints, zuletzt 2011: ISBN 0-19-513331-5)
- Gerd Hankel: Die Leipziger Prozesse. Deutsche Kriegsverbrechen und ihre strafrechtliche Verfolgung nach dem Ersten Weltkrieg. Hamburger Edition HIS Verlagsgesellschaft, Hamburg 2003, ISBN 3-930908-85-9.
- Gerd Krumeich (Hrsg.) mit Anke Hoffstadt und Arndt Weinrich: Nationalsozialismus und Erster Weltkrieg (= Schriften der Bibliothek für Zeitgeschichte. NF Band 24). Klartext-Verlag, Essen 2010, ISBN 978-3-8375-0195-7.
- Gerd Krumeich: Die unbewältigte Niederlage. Das Trauma des Ersten Weltkriegs und die Weimarer Republik. Verlag Herder, Freiburg im Breisgau 2018, ISBN 978-3-451-39970-1.
- Jörn Leonhard: Der überforderte Frieden. Versailles und die Welt 1918–1923. Verlag C. H. Beck, München 2018, ISBN 978-3-406-72506-7.
- Margaret MacMillan: Die Friedensmacher: Wie der Versailler Vertrag die Welt veränderte. Übersetzt von K.-D. Schmidt. Propyläen Verlag, Berlin 2015 (3. Aufl.), ISBN 978-3-549-07459-6.

### Einzelaspekte
- Wlodzimierz Borodziej, Maciej Górny: Der vergessene Weltkrieg. Europas Osten 1912–1923. Aus dem Polnischen von Bernhard Hartmann. Wbg Theiss, Darmstadt 2018, ISBN 978-3-8062-3820-4.[398]
- Jonas Campion, Laurent López, Guillaume Payen (Hrsg.): European Police Forces and Law Enforcement in the First World War. Cham/Schweiz (palgrave macmillan) 2019, ISBN 978-3-030-26101-6, ISBN 978-3-030-26102-3.
- Justus D. Doenecke: Nothing Less than War. A New History of America’s Entry into World War I. The University Press of Kentucky, Lexington (Kentucky) 2011, ISBN 978-0-8131-3002-6.
- Peter Englund: Schönheit und Schrecken. Eine Geschichte des Ersten Weltkriegs, erzählt in neunzehn Schicksalen. Aus dem Schwedischen von Wolfgang Butt. Rowohlt, Berlin 2011, ISBN 978-3-87134-670-5.
- Jörg Ernesti: Benedikt XV. Papst zwischen den Fronten. Herder, Freiburg i. Br. u. a. 2016, ISBN 978-3-451-31015-7.
- Martin Farndale: Western front, 1914–1918. London 1986, ISBN 1-870114-00-0.
- Fritz Fischer: Griff nach der Weltmacht. Düsseldorf 1961, 2000, ISBN 3-7700-0902-9. (Insbesondere die beiden Eingangskapitel lösten die Fischer-Kontroverse aus).
- Sabine Giesbrecht: Musik und Propaganda. Der Erste Weltkrieg im Spiegel deutscher Bildpostkarten. epOs-Music, Osnabrück 2014, ISBN 978-3-940255-51-8.
- Christa Hämmerle (Hrsg.): Kindheit im Ersten Weltkrieg. Böhlau Verlag, Wien 1993, ISBN 3-205-05498-9.
- Stefan Hanheide, Dietrich Helms, Claudia Glunz, Thomas F. Schneider (Hrsg.): Musik bezieht Stellung. Funktionalisierung der Musik im Ersten Weltkrieg. V&R unipress, Göttingen 2013, ISBN 978-3-8471-0206-9.
- Sebastian Haffner: Die sieben Todsünden des Deutschen Reiches im Ersten Weltkrieg. Lübbe, Bergisch Gladbach 2001, ISBN 3-7857-2077-7.
- Paul G. Halpern: A naval history of World War I. Naval Institute Press, Annapolis, MD 1994, ISBN 0-87021-266-4.
- John Horne, Alan Kramer: Deutsche Kriegsgreuel 1914. Die umstrittene Wahrheit. Aus dem Englischen von Udo Rennert. Hamburger Edition, Hamburg 2004, ISBN 3-930908-94-8. (Rezension)
- Frank Jacob, Riccardo Altieri (Hrsg.): Krieg und Frieden im Spiegel des Sozialismus 1914–1918. Metropol, Berlin 2018.
- Ernst Johann (Hrsg.): Innenansicht eines Krieges. Bilder, Briefe, Dokumente 1914–1918. Scheffler, Frankfurt am Main 1968 (Chronologisch angeordnete Dokumente und Berichte zur Geschichte des Ersten Weltkriegs).
- George F. Kennan: Die schicksalhafte Allianz. Frankreich und Rußland am Vorabend des Ersten Weltkrieges. Kiepenheuer & Witsch, Köln 1990, ISBN 3-462-02036-6.
- Wolfgang Kruse (Hrsg.): Der Erste Weltkrieg (= Neue Wege der Forschung). Wissenschaftliche Buchgesellschaft, Darmstadt 2014, ISBN 978-3-534-26429-2.
- Hartmut Kühn: Polen im Ersten Weltkrieg. Der Kampf um einen polnischen Staat bis zu dessen Neugründung 1918/1919. Peter Lang Verlag, Berlin 2018, ISBN 978-3-631-76530-2.
- Nicola Labanca, Oswald Überegger (Hrsg.): Krieg in den Alpen: Österreich-Ungarn und Italien im Ersten Weltkrieg (1914–1918). Böhlau, Wien 2013, ISBN 978-3-205-79472-1.
- Heinz von Lichem: Der Tiroler Hochgebirgskrieg 1915–1918 im Luftbild. Steiger, Innsbruck 1986, ISBN 3-85423-052-4.
- Andreas Leipold: Die deutsche Seekriegsführung im Pazifik in den Jahren 1914 und 1915. Harrassowitz, Wiesbaden 2012, ISBN 978-3-447-06602-0.
- Hans Linnenkohl: Vom Einzelschuss zur Feuerwalze. Der Wettlauf zwischen Technik und Taktik im Ersten Weltkrieg. Bernard & Graefe Verlag, Koblenz 1990, ISBN 3-7637-5866-6.
- Vejas Gabriel Liulevicius: Kriegsland im Osten. Eroberung, Kolonisierung und Militärherrschaft im Ersten Weltkrieg 1914–1918. Hamburger Edition, Hamburg 2002, ISBN 3-930908-81-6.
- Dieter Martinetz: Der Gaskrieg 1914/18. Entwicklung, Herstellung und Einsatz chemischer Kampfstoffe. Das Zusammenwirken von militärischer Führung, Wissenschaft und Industrie. Bernard & Graefe Verlag, Bonn 1996, ISBN 3-7637-5952-2.
- Wolfgang J. Mommsen (Hrsg.): Kultur und Krieg. Die Rolle der Intellektuellen, Künstler und Schriftsteller im Ersten Weltkrieg (= Schriften des Historischen Kollegs. Kolloquien 34). München 1995, ISBN 3-486-56085-9 (Digitalisat)
- John H. Morrow: The Great War in the air. Military aviation from 1909 to 1921. Airlife, Shrewsbury 1993, ISBN 1-85310-445-0.
- Gerhard Ritter: Der Schlieffenplan. Kritik eines Mythos. Mit erstmaliger Veröffentlichung der Texte und 6 Kartenskizzen. Verlag R. Oldenbourg, München 1956.
- Stefan Rinke: Im Sog der Katastrophe. Lateinamerika und der Erste Weltkrieg. Campus, Frankfurt am Main / New York 2015, ISBN 978-3-593-50269-4.
- Norman Stone: The Eastern Front 1914–1917. Penguin Books, London 1975, ISBN 0-14-026725-5.
- Barbara Tuchman: August 1914. 2. Auflage. Fischer-Taschenbuch-Verlag, Frankfurt am Main 2001, ISBN 3-596-15395-6.
- Cornelia Rauh, Arnd Reitemeier, Dirk Schumann (Hrsg.): Kriegsbeginn in Norddeutschland. Zur Herausbildung einer „Kriegskultur“ 1914/15 in transnationaler Perspektive (= Veröffentlichungen der Historischen Kommission für Niedersachsen und Bremen. Band 284). Göttingen 2015, S. 199–221.
- Axel Weipert u. a.: Maschine zur Brutalisierung der Welt? Der Erste Weltkrieg – Deutungen und Haltungen 1914 bis heute, Westfälisches Dampfboot, Münster 2017, ISBN 978-3-89691-108-7.
- Niels Werber, Stefan Kaufmann, Lars Koch (Hrsg.): Erster Weltkrieg. Kulturwissenschaftliches Handbuch. Metzler, Stuttgart/Weimar 2014, ISBN 978-3-476-02445-9.
- Bernhard Sauer: Adolf Hitler und der Erste Weltkrieg. Sozialismus.de Heft 10-2024, Hamburg 2024 (Digitalisat)
- Bernhard Sauer: Die SPD und der Erste Weltkrieg. Geschichte Wissen 18.5.2025 (Digitalisat)

### Allgemeine Informationen
- Erster Weltkrieg. auf der Webseite der Bundeszentrale für politische Bildung. In: bpb.de.
- LeMO Kapitel – Erster Weltkrieg. auf den Seiten des Deutschen Historischen Museums. In: dhm.de.
- Fronterlebnis und Nachkriegsordnung. In: zeitgeschichte-online.de.
- 1914-1918-Online. International Encyclopedia of the First World War (WW1). In: encyclopedia.1914-1918-online.net. (englisch).
- Virtuelle Ausstellung „100 Jahre Erster Weltkrieg“ – Startseite. In: erster-weltkrieg.dnb.de. – virtuelle Ausstellung der Deutschen Nationalbibliothek (Die Deutsche Bücherei, Vorläufer der Deutschen Nationalbibliothek, legte bereits im Jahre 1914 eine Weltkriegssammlung an, damit viele Zeugnisse dieser kriegerischen Phase dokumentiert werden. Zum Gedenkjahr 2014 ist diese Sammlung neu erschlossen und teilweise digitalisiert worden.)
- Der Erste Weltkrieg. In: mediathek.at. – eine jahrweise erweiterte Onlineausstellung der Österreichischen Mediathek
- Hans Rudolf Fuhrer, Mauro Cerutti, Marc Perrenoud, Markus Bürgi: Erster Weltkrieg. In: Historisches Lexikon der Schweiz.  11. Januar 2015.
- Suchergebnisse Verlustlisten 1. Weltkrieg. Digitalisierte Verlustlisten aus dem Ersten Weltkrieg. In: des.genealogy.net.
- Deutschlandfunk – Sendungen : Feldpostbriefe – Lettres de poilus. In: dradio.de. – Deutschlandfunk und Radio France erinnerten 1998 in einer gemeinsamen Sendereihe an den Ersten Weltkrieg (Manuskript, Audio-Dateien und Begleitinformationen).
- Themenportal des Bundesarchivs zum Ersten Weltkrieg mit digitalisierten Quellen

### Historische Forschung
- First World War.com – A Multimedia History of World War One. Online-Bibliothek zum Ersten Weltkrieg. In: firstworldwar.com.
- Christoph Nübel: Neue Forschungen zur Kultur- und Sozialgeschichte des Ersten Weltkriegs. Themen, Tendenzen, Perspektiven. In: hsozkult.de. 8. Juli 2011.

### Bilder und Karten
- BBC – BBC World War One. Darstellung der BBC mit vielen Bildern. In: bbc.co.uk. (englisch).
- The World War I Era: 1914–1920. In: historyonthenet.com. (englisch).
- von Erwin Biesenbach gesammelte und selbst aufgenommene Fotos von der deutschen Ostfront
  - WWI Eastern Front Foto- Nachlass eines Soldaten. In: flickr.com.
  - WWI Eastern Front Part 2. In: flickr.com.
- Peter Walther: Fotografie – SPIEGEL ONLINE. mit 18 Farbfotos des Kriegsfotografen Hans Hildenbrand. In: spiegel.de. 11. November 2008.
- Österreichische Nationalbibliothek – Collections. Digitale Sammlung: 1. Weltkrieg 1914–1918. In: onb.wg.picturemaxx.com.
- 1914–1918 – Europeana Collections. Sammlung öffentlicher & privater Originaldokumente in der virtuellen Bibliothek Europeana 1914–1918. In: europeana.eu.

### Filme
- „Im Luftschiff auf den Schlachtfeldern.“ fr:„En dirigeable sur les champs de bataille.“ Kommentar von Mathias Greffrath über den Film

### Zeitungen
- UB Heidelberg: Feldzeitungen aus dem 1. Weltkrieg – digital. In: ub.uni-heidelberg.de.
- Paul Schreckenbach: Illustrierte Weltkriegschronik der Leipziger Illustrirten Zeitung. Weber, Leipzig
  - Oktober 1917 (Bd. 2 anno 1915/16 online – Internet Archive)
  - 1920 (Bd. 3 anno 1916–1918 online – Internet Archive)